# Chronologie du rock
 (mai 2017).
Si vous disposez d'ouvrages ou d'articles de référence ou si vous connaissez des sites web de qualité traitant du thème abordé ici, merci de compléter l'article en donnant les références utiles à sa vérifiabilité et en les liant à la section « Notes et références ».
La chronologie du rock, présente les principaux événements de ce genre musical et des différents courants qui en sont issus.

## Début duXXesiècle

### 1904
Le Haydn Quartet, ensemble vocal, enregistre The Camp Meeting Jubilee, chanson dans laquelle figurent les paroles « We've been rockin' an' rolling in your arms », un des premiers titres connus utilisant les termes « Rock » et « Roll ».

### 1922
La chanteuse de blues Trixie Smith chante My Man Rocks Me (With One Steady Roll) (parfois aussi intitulée My Daddy Rocks Me (With One Steady Roll)).

### 1926
Le groupe de gospel Four Harmony Kings enregistre Rolling and Rocker Dem in these Arms.

## Les années 1930

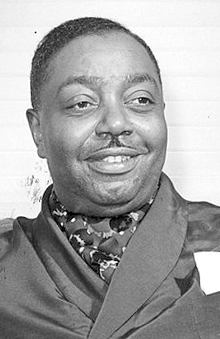
Big Joe Turner en 1941.

### 1930
Les Robinson's Knights Of Rest, un trio de bluesmen composé de Scrapper Blackwell à la guitare, Jimmy Blythe au piano, et BoB Robinson à la clarinette, chantent Rocking and Rolling.

### 1934

#### Single
Les Boswell Sisters, trio de jazz vocal, enregistre une chanson intitulée Rock and Roll.

### 1938

#### Single
- Pete Johnson et Big Joe Turner enregistrent Roll' Em Pete, boogie woogie rapide[1] dans lequel certains voient le premier rock 'n' roll de l'histoire .

#### Décès
16 août : mort du bluesman Robert Johnson à 27 ans.

## Les années 1940

### 1945

#### Single
- Mai : T-Bone Walker enregistre T-Bone Boogie, jump blues avec une intro et un solo à la guitare électrique très rock 'n' roll [4]

### 1946

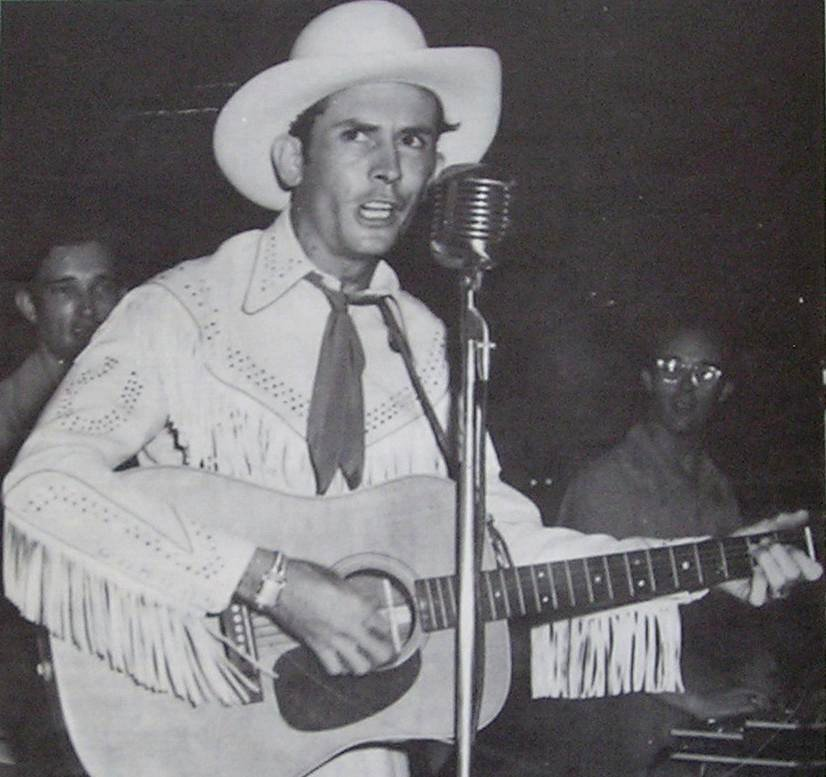
Hank Williams chanteur country influent dans l'histoire du rock.

#### Single
- Arthur « Big Boy » Crudup enregistre That's All Right (Mama)[5] et So Glad You're Mine[6], qui seront toutes deux reprises par Elvis Presley, en 1954 et en 1956.

### 1947

#### Single
- Juin : le chanteur country Hank Williams sort le disque Move It On Over, source d'influence pour Bill Haley[7],[5]
- Septembre : Roy Brown sort Good Rockin' Tonight, repris par Wynonie Harris en 1948, et par Elvis Presley en 1954[3].
- Décembre : Joe Lutcher sort Rockin' Boogie[1], jump blues dont les paroles sont « We're playing this boogie, we're playing it because it rocks ».

### 1948

#### Événements
- Lancement du disque 33 tours vinyle.

#### Singles
- Janvier : sortie de We're Gonna Rock, We're Gonna Roll du chanteur de rhythm and blues Wild Bill Moore[1]. La chanson sera reprise par Cecil Gant en 1950.
- Novembre : enregistrement de Boogie Chillen par John Lee Hooker and his guitar, une chanson qui se classera #1 au Billboard Rhythm & Blues au début de l'année suivante.
- Décembre : enregistrement de Chicago Is Just That Way par Little Eddie Boyd and his Trio.

### 1949

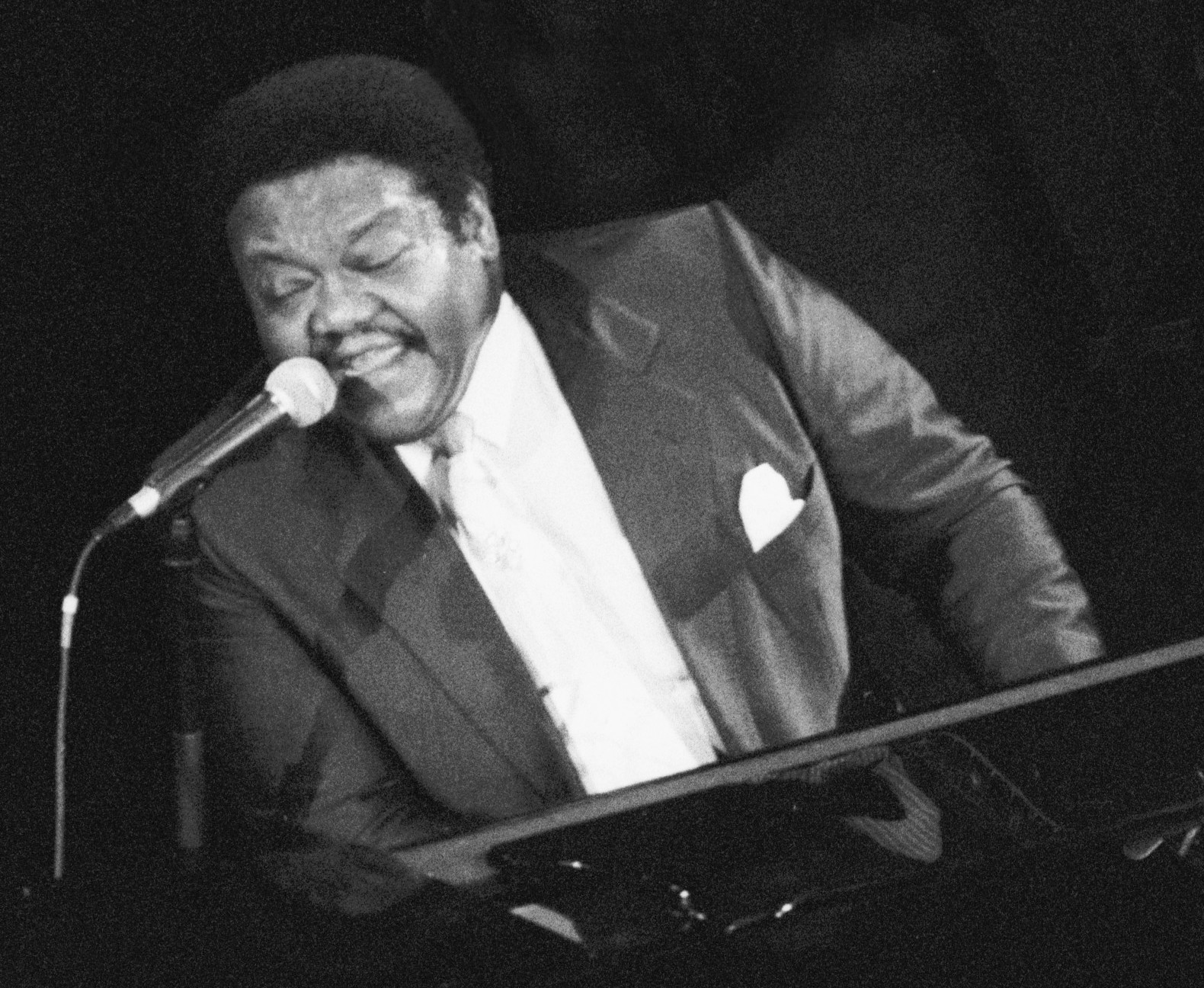
Fats Domino.

#### Singles
- avril : Goree Carter enregistre Rock Awhile, considéré comme le premier disque de rock 'n' roll par les musicologues Robert Palmer[8], John Lomax[9] ou Roger Wood[10].
- Mai : Jimmy Preston enregistre Rock the Joint[11].
- Mai : sortie de Rock And Roll de Wild Bill Moore[3],[11].
- Août : Wynonie Harris enregistre All She Wants to Do Is Rock (« All she wants to do is rock, Rock and roll all night long »)[12].
- 10 décembre : Fats Domino enregistre The Fat Man, une chanson qui se classera #2 au Billboard Rhythm & Blues, au début de l'année suivante[13].

## Les années 1950

### 1950

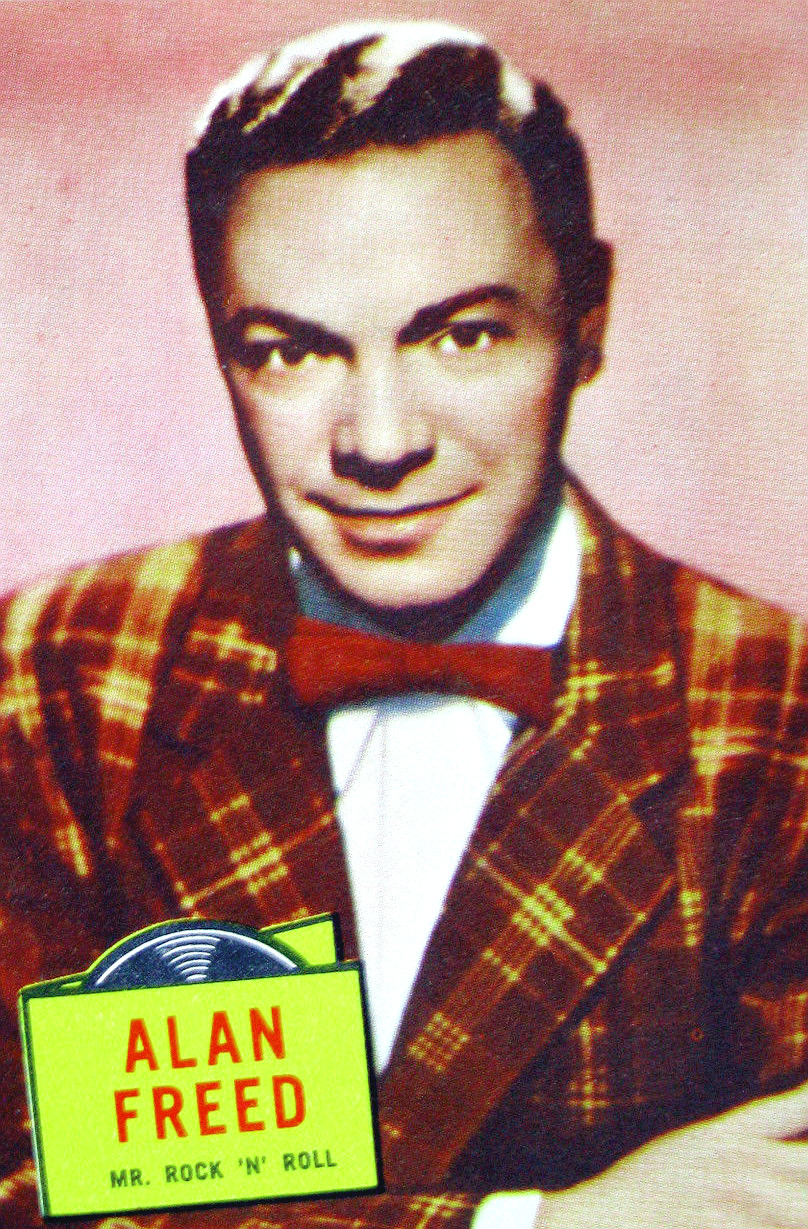
Alan Freed en 1957.

#### Singles
- février : Muddy Waters enregistre Rollin' Stone, un blues qui donnera son nom aux Rolling Stones[14].
- Juillet : sortie de We're Gonna Rock, We're Gonna Roll de Cecil Gant[3], une reprise de Wild Bill Moore.
- Septembre : sortie de Rockin' With Red du bluesman Piano Red.
- Novembre : Arthur « Big Boy » Crudup enregistre My Baby Left Me qui sera reprise par Elvis en 1956[15].

### 1951

#### Événements
- Août : le DJ Alan Freed rejoint WJW, où il anime un programme de soirée : Moondog's Rock And Roll Party[16]. C'est la première diffusion de rock 'n' roll à une large audience. Alan Freed trouve son nom au rock 'n' roll en reprenant une expression en usage depuis les années 1930 dans certaines chansons de rythm'n'blues et qui signifie en argot faire l'amour[17].

#### Singles
- Janvier : sortie de Rock Little Baby de Cecil Gant[3].
- 5 mars : Jackie Brenston and His Delta Cats enregistre Rocket 88, avec Ike Turner au piano. Cette chanson est parfois considérée comme le premier véritable rock 'n' roll (notamment pas son producteur Sam Phillips)[18],[3].
- Avril : sortie de Sixty Minute Man des Dominoes. Ce sont les paroles de cette chanson (I rock 'em, roll 'em all night long) qui auraient inspiré Alan Freed pour baptiser le « Rock 'n' roll »[16].
- Juillet : sortie de Go! Go! Go! des Treniers[3].
- Août : sortie de Rocking The Boogie de Cecil Gant[3].
- Décembre : Little Richard sort son premier disque Taxi Blues[19].

### 1952

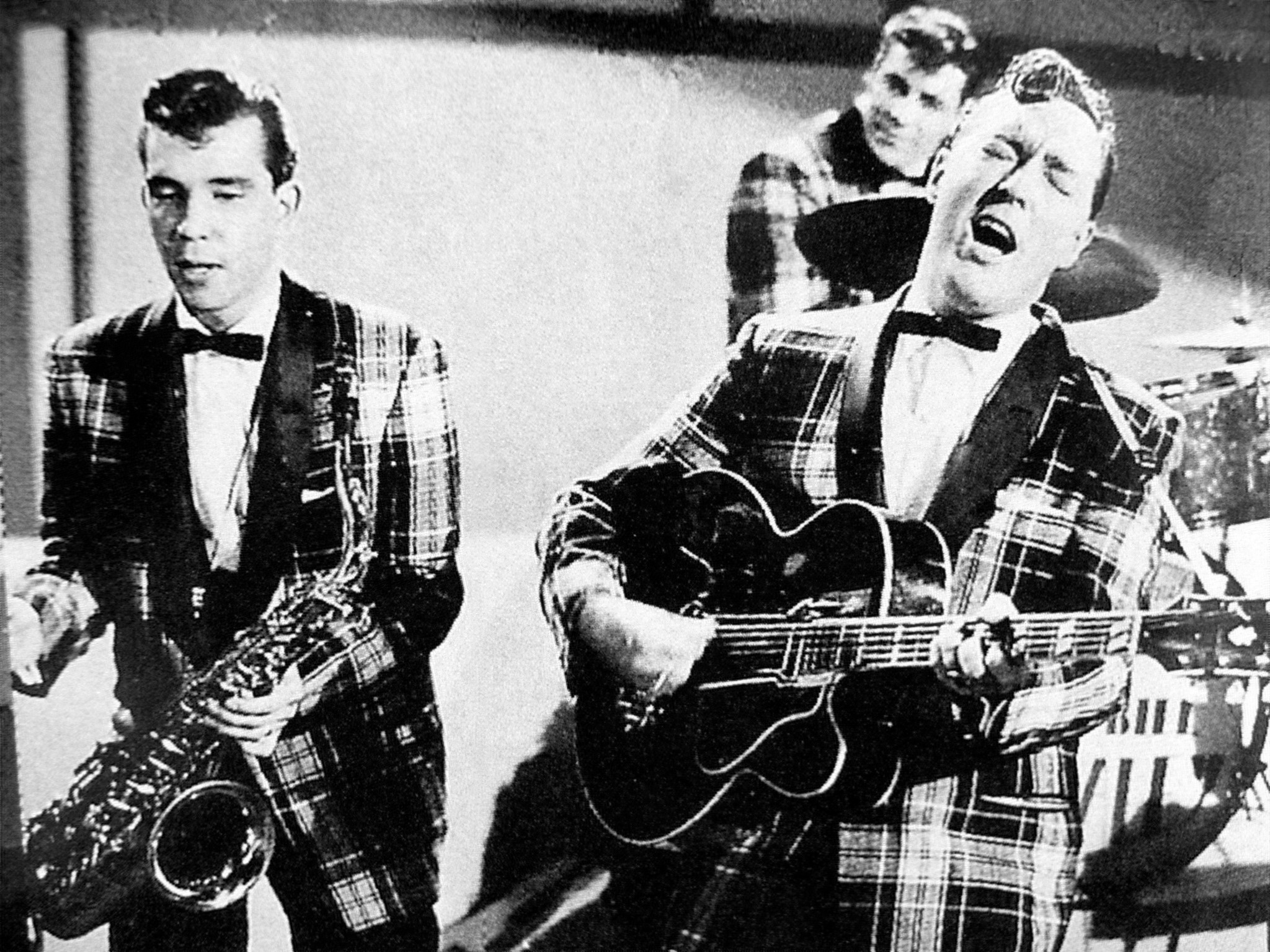
Bill Haley en 1955.

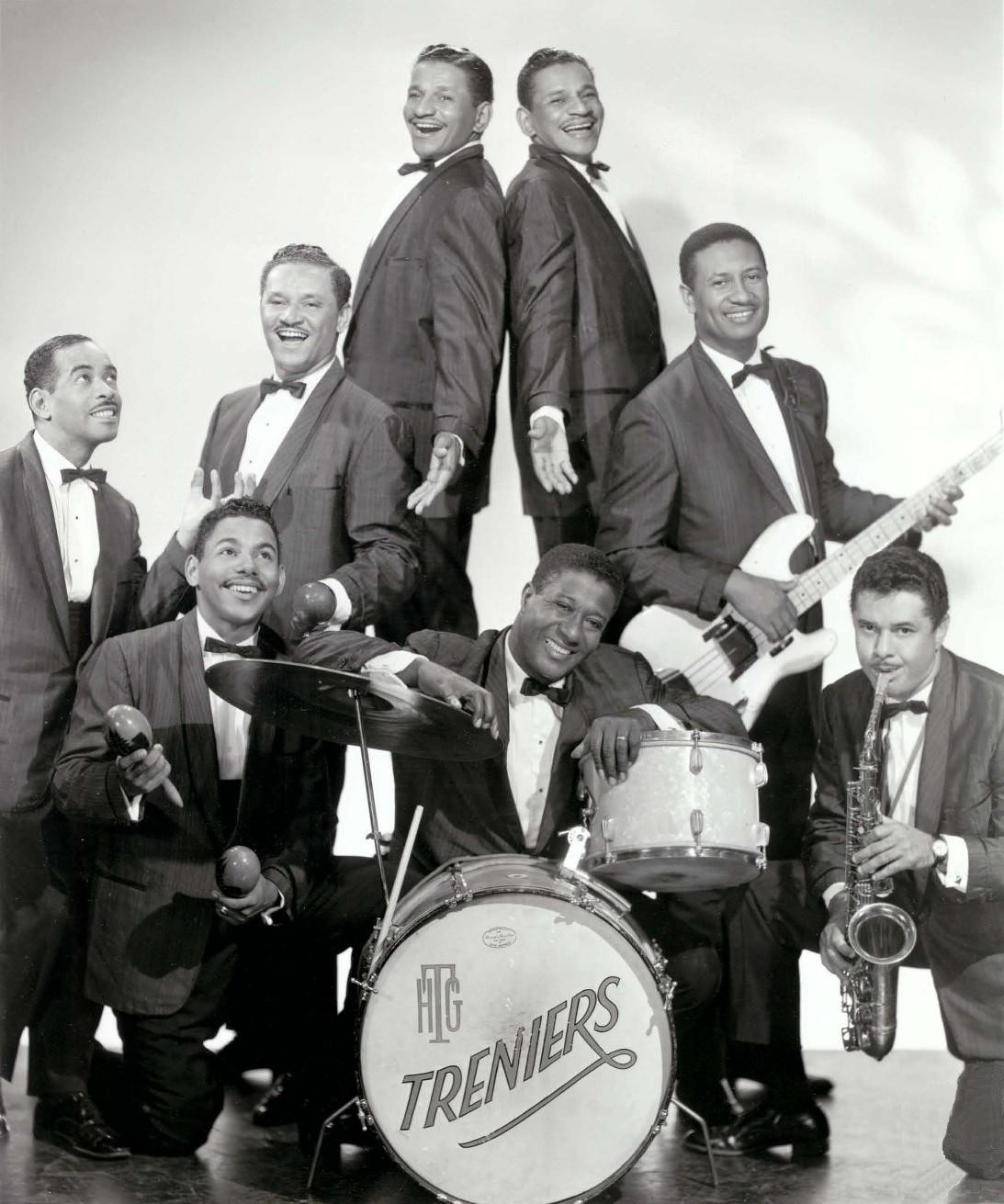
The Treniers à la fin des années 1950.

#### Singles
- Février : sortie de It Rocks! It Rolls! It Swings! des Treniers[3].
- Février : sortie de Get Rich Quick de Little Richard[19].
- Avril : sortie de Rock The Joint, de Bill Haley & The Saddle-Men, une reprise de Jimmy Preston[3],[11].
- Mai : sortie de Ain't Nothin' Happenin' de Little Richard[19].
- Juin : sortie de Rocking Chair On The Moon, de Bill Haley & The Saddle-Men[3].
- Septembre : sortie de Rocking On Sunday Night des Treniers[3].
- Novembre : sortie de Rock, Rock, Rock d'Amos Milburn[3],[11].

### 1953

#### Événements
- Août : Elvis Presley enregistre son premier disque chez Sun Records, un disque acétate de deux chansons : My Happiness et That's When Your Heartaches Begin, qu'il offre à sa mère[20].

#### Singles
- Janvier : sortie de Real Rock Drive, de Bill Haley & Haley's Comets[3].
- Mars : Big Mama Thornton enregistre Hound Dog, qui sera repris par Elvis en 1956[3].
- Avril : sortie de Crazy Man, Crazy, de Bill Haley with Haley's Comets, qui se classera à la 15e place des meilleures ventes de disques pop aux États-Unis[3].
- Avril : sortie de Reeling and Rocking de Fats Domino[13].
- Mai : sortie de Rockin' Is Our Bizness des Treniers[3].
- Septembre : sortie de Money Honey, des Drifters[21].
- Octobre : Little Richard sort Little Richard Boogie[19].

#### Décès
- 1er janvier: mort du chanteur Hank Williams, 29 ans, à Oak Hill (Virginie, États-Unis)[22].

### 1954

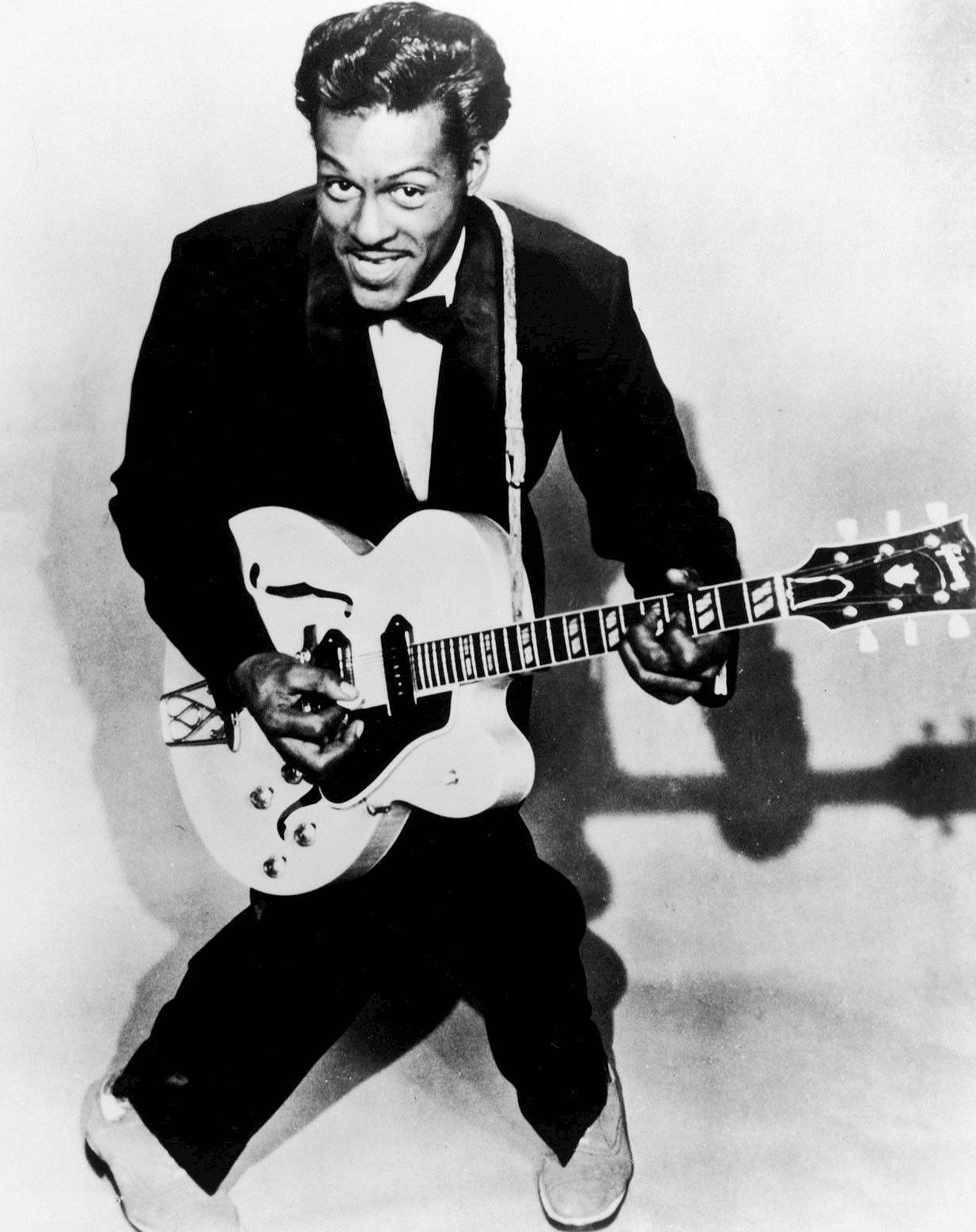
Chuck Berry.

#### Événements
- 4 janvier : Elvis Presley enregistre un second disque acétate chez Sam Phillips, avec les titres I'll Never Stand In Your Way et It Wouldn't Be the Same Without You, non commercialisé[20].
- 1er mai : Alan Freed organise un concert à Newark, avec Muddy Waters, The Clovers, Charles Brown et The Harptones. Plus de 10 000 personnes y assistent[11].
- 9 septembre : le DJ Alan Freed quitte Cleveland pour rejoindre New York où il est recruté par la station WINS pour animer l'émission Rock'n'Roll Party.

#### Singles
- 15 février : Big Joe Turner enregistre le titre Shake, Rattle and Roll, qui atteint la 7e place au classement R&B du Billboard le 12 juin et, peu après, la 22e au classement pop.
- 12 avril : Bill Haley and His Comets enregistrent à New York une nouvelle version de Rock Around the Clock[23], chanson dont la version originale a été enregistrée un mois plus tôt par Sonny Dae & his Knights, pour le label local Arcade, mais qui n'a eu qu'un succès local.
- 15 ou 20 mai : sortie aux États-Unis du 45 tours Rock Around the Clock de Bill Haley and His Comets, en face B du titre Thirteen Women. Bien que sorti sur un label national, Decca, le disque passe presque inaperçu en 1954 (23e place), tout en faisant un meilleur score que la version originale de Sonny Dae.
- 7 juillet : Bill Haley enregistre sa version de Shake, Rattle And Roll.
- 5 juillet-8 juillet : Elvis Presley fait une session d'enregistrement de quatre jours aux studios Sun, à Memphis de Sam Phillips[20]. Il enregistre notamment I Love You Because, Blue Moon Of Kentucky et That's All Right (Mama). Le 7, Sam Phillips fait presser un exemplaire des deux premiers titres et fait diffuser le titre That's All Right Mama par la station de radio locale WHBQ.
- 19 juillet : sortie du premier 45 tours d'Elvis Presley : That's All Right (Mama) en face A et Blue Moon Of Kentucky en face B. Édité par le label local Sun, le disque n'entre pas dans les charts nationaux.
- 21 août : la version Bill Haley de Shake Rattle And Roll entre au classement pop du Billboard, monte rapidement à la 7e place et se maintient un total de 27 semaines dans le Top 40.
- 25 septembre : sortie du deuxième 45 tours d'Elvis Presley : Good Rockin' Tonight en face A et I Don't Care If The Sun Don't Shine en face B, toujours chez Sun. Comme son précédent en juillet, il n'entre pas plus dans le classement pop du Billboard.
- 17 décembre : Shake, Rattle And Roll, de Bill Haley, entre dans le hit-parade britannique, où il reste 14 semaines, avec un pic à la quatrième place.
- Décembre : sortie d'I Got a Woman de Ray Charles, qui sera repris par Elvis Presley.

### 1955

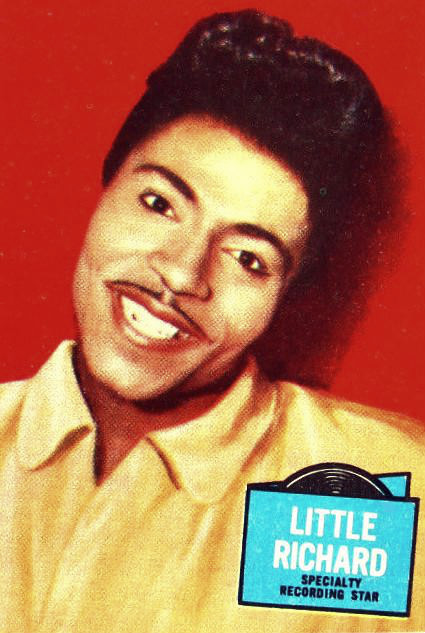
Little Richard en 1957.

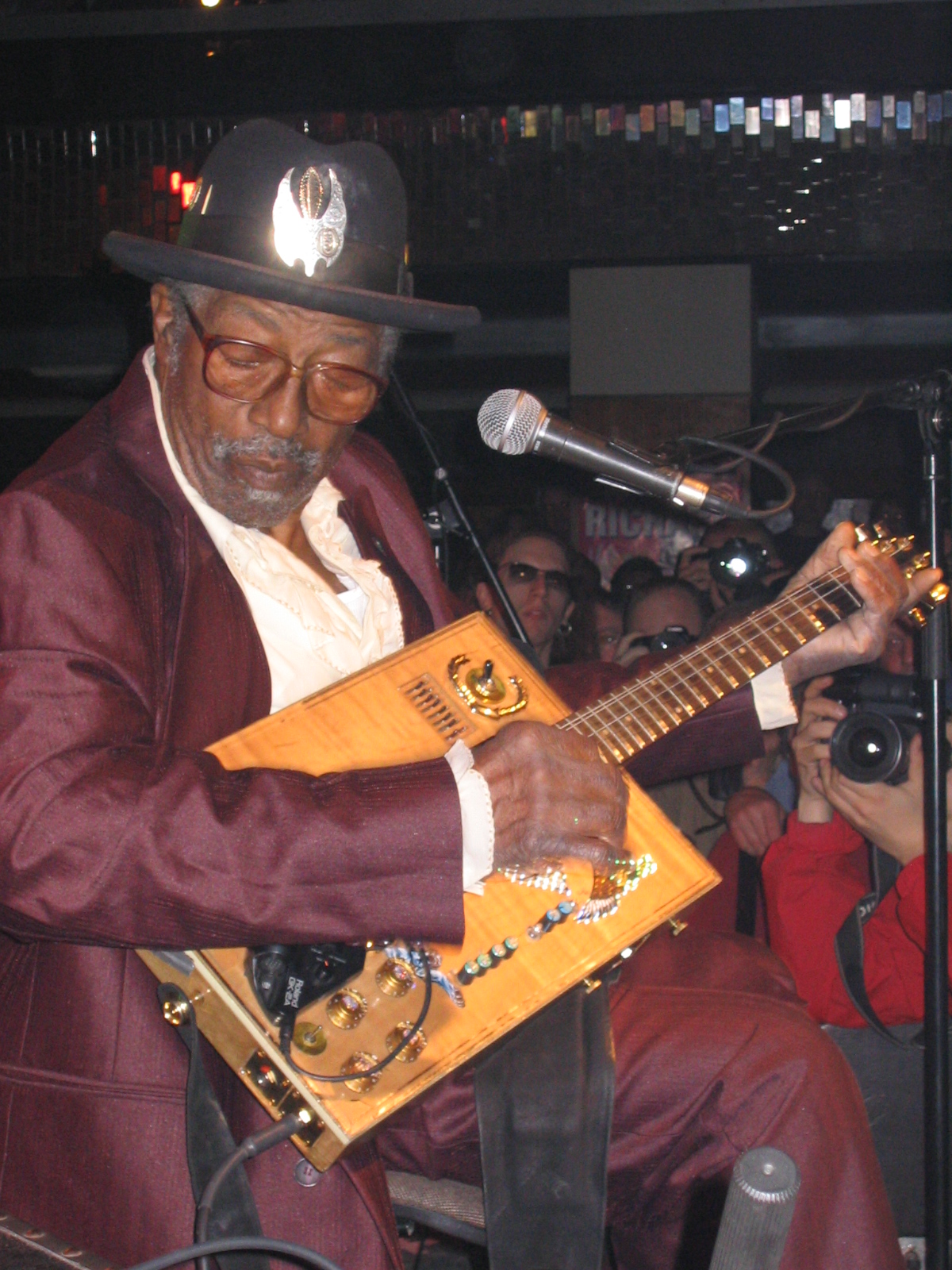
Bo Diddley à Prague en 2005.

#### Événements
- 1955 est l'année de la consécration pour le rock 'n' roll aux États-Unis. Le style connait un grand succès commercial : Bill Haley est numéro 1 des ventes ; Elvis Presley, Chuck Berry ou Little Richard remportent l'adhésion du public.
- 14 janvier : Alan Freed organise un premier concert à New York, proposant notamment Fats Domino, Big Joe Turner et The Clovers.
- 19 mars : sortie du film Graine de violence. Rock Around the Clock, de Bill Haley, est le titre majeur de la bande originale.
- 15 mars : Elvis Presley prend le colonel Parker comme manager.
- 13 mai : le concert d'Elvis Presley à Jacksonville (Floride, États-Unis) dégénère en bagarre générale.
- 19 août : la radio de New York WINS, où travaille Alan Freed, décide de bannir de sa programmation les reprises « au carbone ». Il était courant, de voir un artiste sortir un titre qui était repris quelques jours plus tard par de nombreux autres. Cette décision veut protéger les créateurs.
- 22 novembre : Elvis Presley signe un contrat avec RCA records.

#### Singles
- 3 janvier : Rock Around The Clock de Bill Haley fait son entrée au hit-parade britannique. Il reste dans le classement seulement deux semaines avec un pic à la 17e place.
- 2 mars : Bo Diddley enregistre la chanson portant son nom, Bo Diddley.
- 17 avril : sortie du 45 tours de Fats Domino Ain't That a Shame chez Imperial Records[24].
- 21 mai : Chuck Berry enregistre Maybellene chez Chess Records.
- 21 juin : sortie du premier disque de Johnny Cash chez Sun Records : Cry, Cry, Cry et Hey Porter
- 9 juillet : Bill Haley est no 1 aux États-Unis, avec Rock Around the Clock. Il s'y maintient pendant huit semaines[25].
- 17 août : Sortie du dernier single d'Elvis Presley chez Sun Records, avec I Forgot to Remember to Forget et Mystery Train[26].
- 20 août : Chuck Berry est no 1 des ventes de disques rhythm and blues aux États-Unis, avec Maybellene.
- août : Pat Boone est no 1 avec Ain't That a Shame, une reprise de Fats Domino.
- 14 septembre : Little Richard enregistre Tutti Frutti à La Nouvelle-Orléans[19].
- 14 octobre : Rock Around The Clock de Bill Haley fait son retour au hit parade britannique. Il reste dans le classement 22 semaines avec un pic à la première place à partir du 18 novembre, pendant huit semaines.
- novembre : sortie de The Great Pretender des Platters, no 1 aux États-Unis en 1956
- 12 décembre : Bill Haley enregistre le titre See You Later, Alligator.
- 19 décembre : Carl Perkins enregistre le titre Blue Suede Shoes.

### 1956

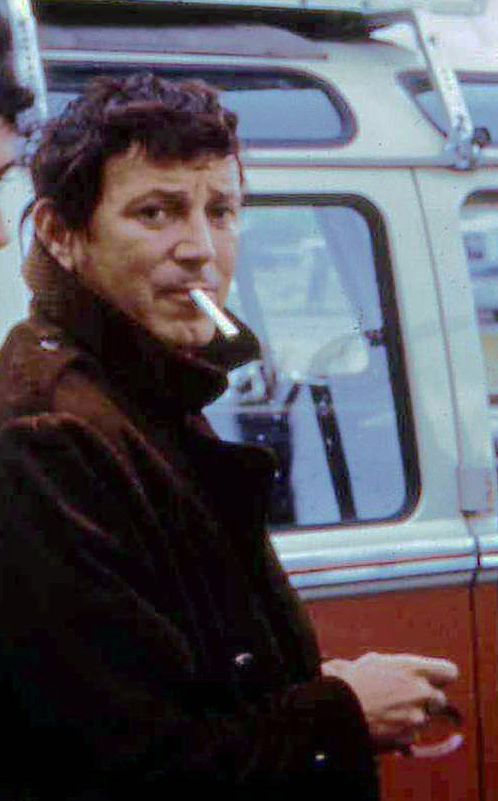
Gene Vincent.

#### Événements
- 10 janvier : première session d'enregistrement d'Elvis Presley pour RCA, avec Heartbreak Hotel, I Got A Woman et Money Honey.
- 26 janvier : première session d'enregistrement de Buddy Holly pour Decca, à Nashville (Tennessee, États-Unis).

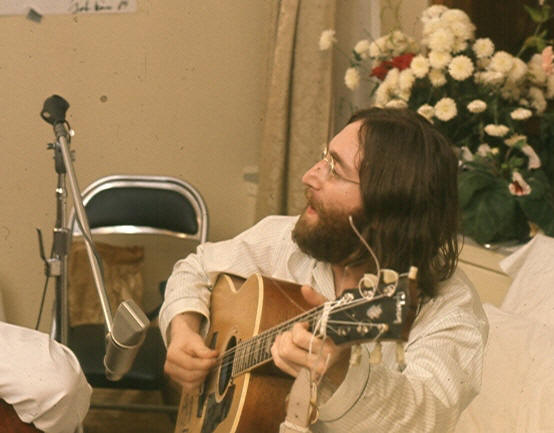
John Lennon chantant Give Peace a Chance en 1969.

- 28 janvier : Elvis Presley fait sa première apparition à la télévision américaine sur un réseau national au cours de l'émission The Dorsey Brother's Stage Show. Il fait trois autres apparitions dans cette émission le 4 février, le 18 février et le 24 mars 1956.
- 21 mars : sortie de Rock Around the Clock, le premier film entièrement consacré au rock 'n' roll, avec Bill Haley, Freddie Bell & The Bellboys et The Platters.
- 30 mars : une publicité d'EMI proclame Elvis Presley « King of Western Pop » pour la sortie au Royaume-Uni de Heartbreak Hotel.
- 30 mars : Gene Vincent signe un contrat chez Capitol Records.
- 7 avril : l'émission de radio d'Alan Freed, rebaptisée Rock'n'Roll Dance Party, est désormais reprise par un réseau national (CBS).
- 4 mai : première session d'enregistrement de Gene Vincent qui enregistre Be-Bop-A-Lula, Woman Love, Race With The Devil et I Sure Miss You.
- 26 mai : le DJ Alan Freed anime une émission hebdomadaire (Jamboree) de deux heures tous les samedis soir sur Radio Luxembourg en Europe.
- 10 juillet : sortie du film Graine de violence au Royaume-Uni.
- 24 août : ouverture du premier club de rock à Londres : le « Studio 51 » à Soho.
- 22 août : première à Hollywood du film La Blonde et moi, qui contient des chansons de Little Richard, Gene Vincent, Eddie Cochran, Fats Domino, The Platters, etc.
- 9 septembre : Elvis Presley fait sa première apparition à l'émission de télévision The Ed Sullivan Show. Il y chante trois titres : Don't Be Cruel, Ready Teddy et Hound Dog.
- 4 décembre : Elvis Presley, Jerry Lee Lewis, Carl Perkins et Johnny Cash enregistrent ensemble aux studios Sun à Memphis (Tennessee, États-Unis) la fameuse session « Million Dollar Quartet ».
- 7 décembre : sortie du film Rock, Rock, Rock de Will Price, avec Chuck Berry, LaVern Baker, The Moonglows, The Flamingos, Frankie Lymon & The Teenagers, Johnny Burnette, Dion and the Belmonts et le DJ Alan Freed.
- Le rock 'n' roll arrive timidement en France, notamment grâce au film La Blonde et moi, ou avec les parodies de Boris Vian et Henri Salvador.

#### Albums

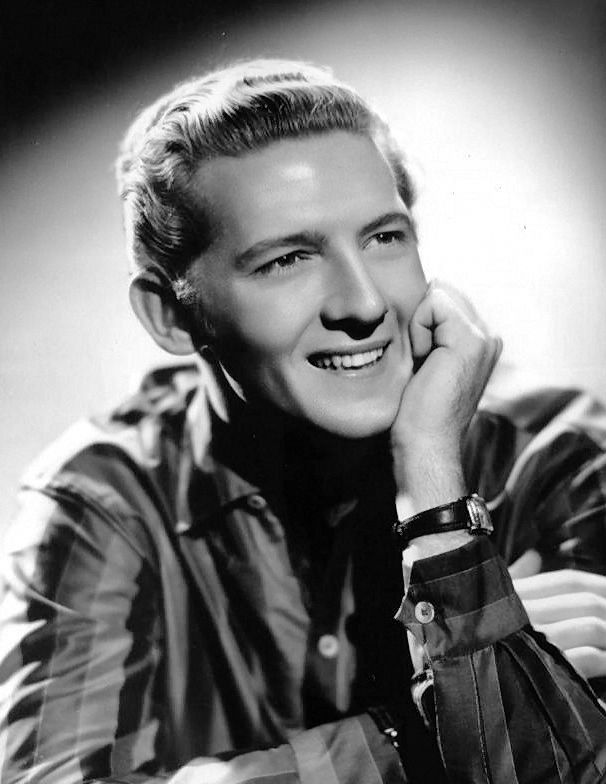
Jerry Lee Lewis vers 1956.

- 21 janvier : sortie de l'album Rock Around The Clock de Bill Haley. C'est le premier album de rock à faire son entrée dans le hit-parade américain.
- mars : sortie de Elvis Presley, premier album du « King ».
- 13 août : sortie de Bluejean Bop de Gene Vincent.
- 19 octobre : sortie d'Elvis, son second album. Il atteint la première place du Billboard en décembre.

#### Singles
- 1er janvier : parution de Blue Suede Shoes de Carl Perkins chez Sun Records.
- 25 février et 3 mai: le 45 tours Heartbreak Hotel chanté par Elvis Presley fait son entrée dans le hit parade américain, le 3 mai il est pour la première fois no 1 aux États-Unis. Il y reste sept semaines.
- 27 février et 2 mai : sortie du 45 tours de Little Richard Long Tall Sally[19], qui est no 1 des ventes de disques rhythm and blues aux États-Unis le 2 mai.
- 4 juin : sortie du premier 45 tours de Gene Vincent : Woman Love en face A et Be-Bop-A-Lula en face B. C'est la face B qui rencontre le plus de succès.
- 15 septembre : Elvis Presley est no 1 aux États-Unis, avec Don't Be Cruel/Hound Dog[27]. Il y reste sept semaines.
- 17 novembre : Elvis Presley est no 1 aux États-Unis, avec Love Me Tender[27]. Il y reste trois semaines.

### 1957

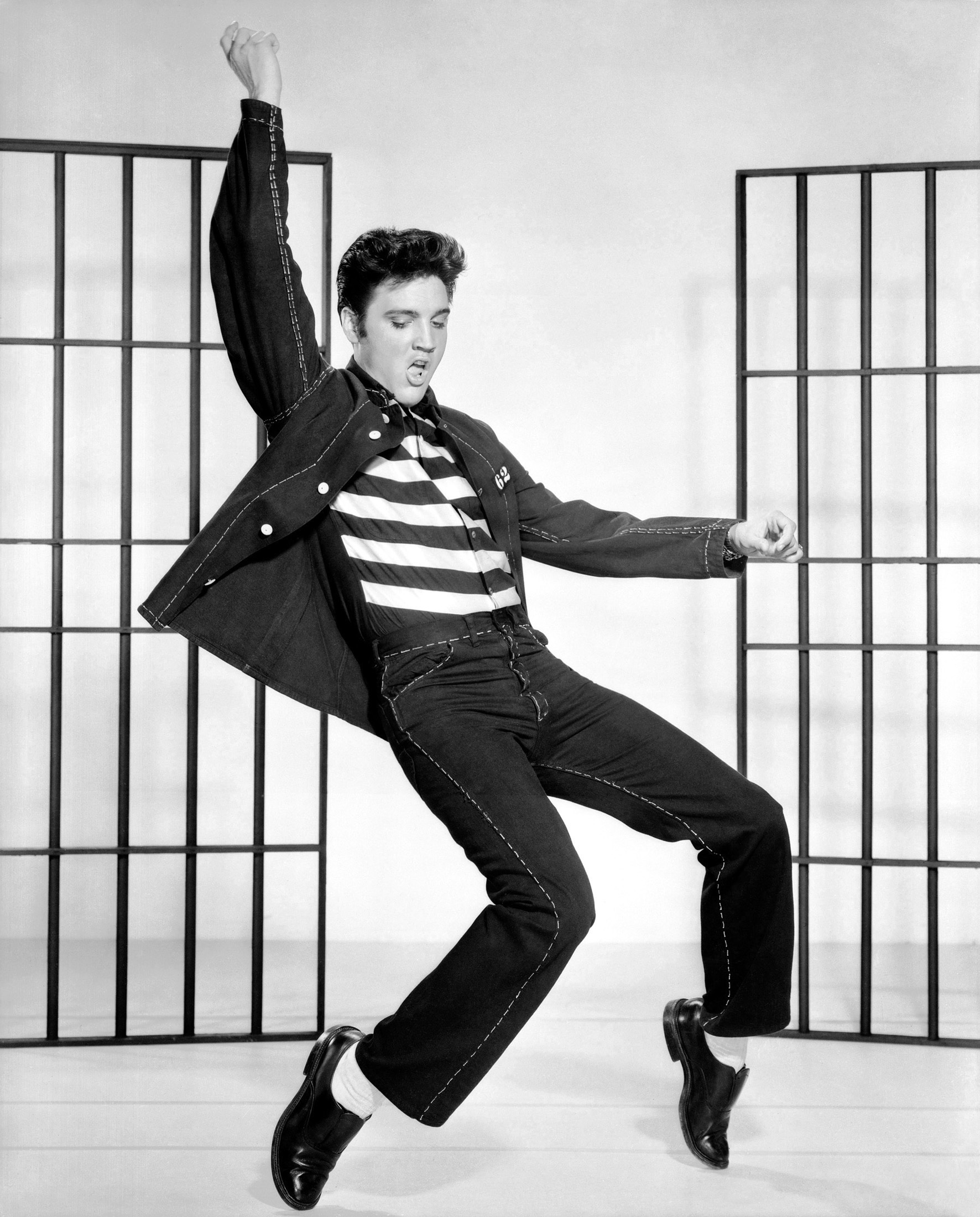
Elvis Presley dans Jailhouse Rock.

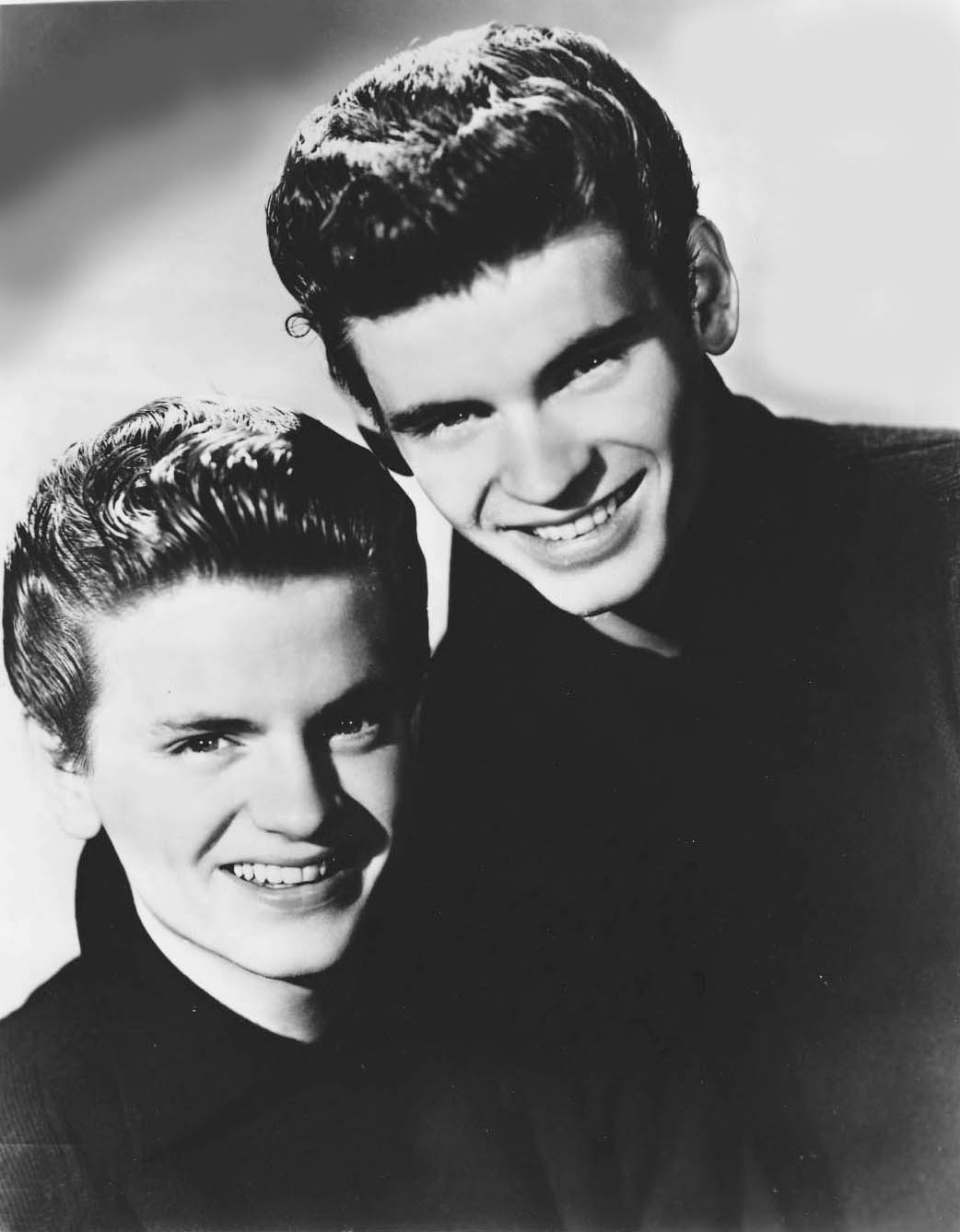
Les Everly Brothers vers 1958.

#### Événements
- John Lennon rencontre Paul McCartney et l'accepte dans son groupe, The Quarrymen.
- Little Richard, alors en tournée en Australie, décide d'abandonner le rock'n'roll pour devenir pasteur protestant.

#### Albums
- 4 mars : sortie de Gene Vincent and the Blue Caps
- mars : sortie d'Here's Little Richard, premier album de Little Richard, qui atteindra la 13e place du Billboard 200
- mai : sortie d'After School Session, premier album officiel de Chuck Berry
- 1er juillet : sortie de Loving You, troisième album d'Elvis Presley
- novembre : sortie de The "Chirping" Crickets, premier album de The Crickets avec Buddy Holly
- 15 octobre : sortie de Elvis' Christmas Album, no 1 aux États-Unis
- novembre : sortie de Singin' to My Baby, premier album d'Eddie Cochran

#### Singles
- 8 février : Bo Diddley enregistre Hey Bo Diddley.
- 9 février : Elvis Presley est no 1 aux États-Unis, avec Too Much. Il y reste trois semaines.
- 20 avril : Elvis Presley est no 1 aux États-Unis, avec All Shook Up. Il y reste huit semaines.
- 15 juillet : Elvis Presley est no 1 aux États-Unis, avec Teddy Bear. Il y reste sept semaines.
- 8 octobre : Jerry Lee Lewis enregistre Great Balls of Fire, no 2 en décembre.
- 23 septembre : Buddy Holly est no 1 aux États-Unis, avec That'll Be the Day
- 21 octobre : The Everly Brothers sont no 1 aux États-Unis, avec Wake Up Little Susie. Ils y restent deux semaines.
- 4 novembre : Elvis Presley est no 1 aux États-Unis, avec Jailhouse Rock. Il y reste six semaines.

### 1958

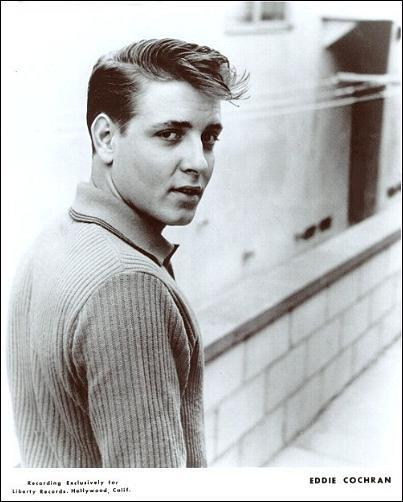
Eddie Cochran en 1958.

#### Événements
- 24 mars : Elvis Presley est incorporé dans l'armée américaine.
- 19 avril : le Marquee Club ouvre à Londres, au 165 Oxford Street.

#### Albums
- mars : Chuck Berry sort l'album One Dozen Berrys.
- 21 mars : sortie de Elvis' Golden Records, compilation de tubes d'Elvis Presley.
- sortie de Jerry Lee Lewis, son premier album.
- sortie de Little Richard, deuxième album du chanteur.
- 19 septembre : Elvis Presley sort King Creole (album), bande originale du film Bagarres au King Créole.

#### Singles
- 10 mars : Elvis Presley est no 1 aux États-Unis, avec Don't.
- 31 mars : sortie de Johnny B. Goode de Chuck Berry, qui sera no 8 aux États-Unis
- 21 avril : The Platters sont no 1 aux États-Unis, avec Twilight Time.
- 19 mai : The Everly Brothers sont no 1 aux États-Unis et le 4 juillet au Royaume-Uni, avec All I Have To Do is Dream .
- 11 juin : sortie de Summertime Blues d'Eddie Cochran
- 21 juillet : Elvis Presley est no 1 aux États-Unis avec Hard Headed Woman

#### Décès
- 10 avril : mort de Chuck Willis, 30 ans, d'une péritonite.

### 1959

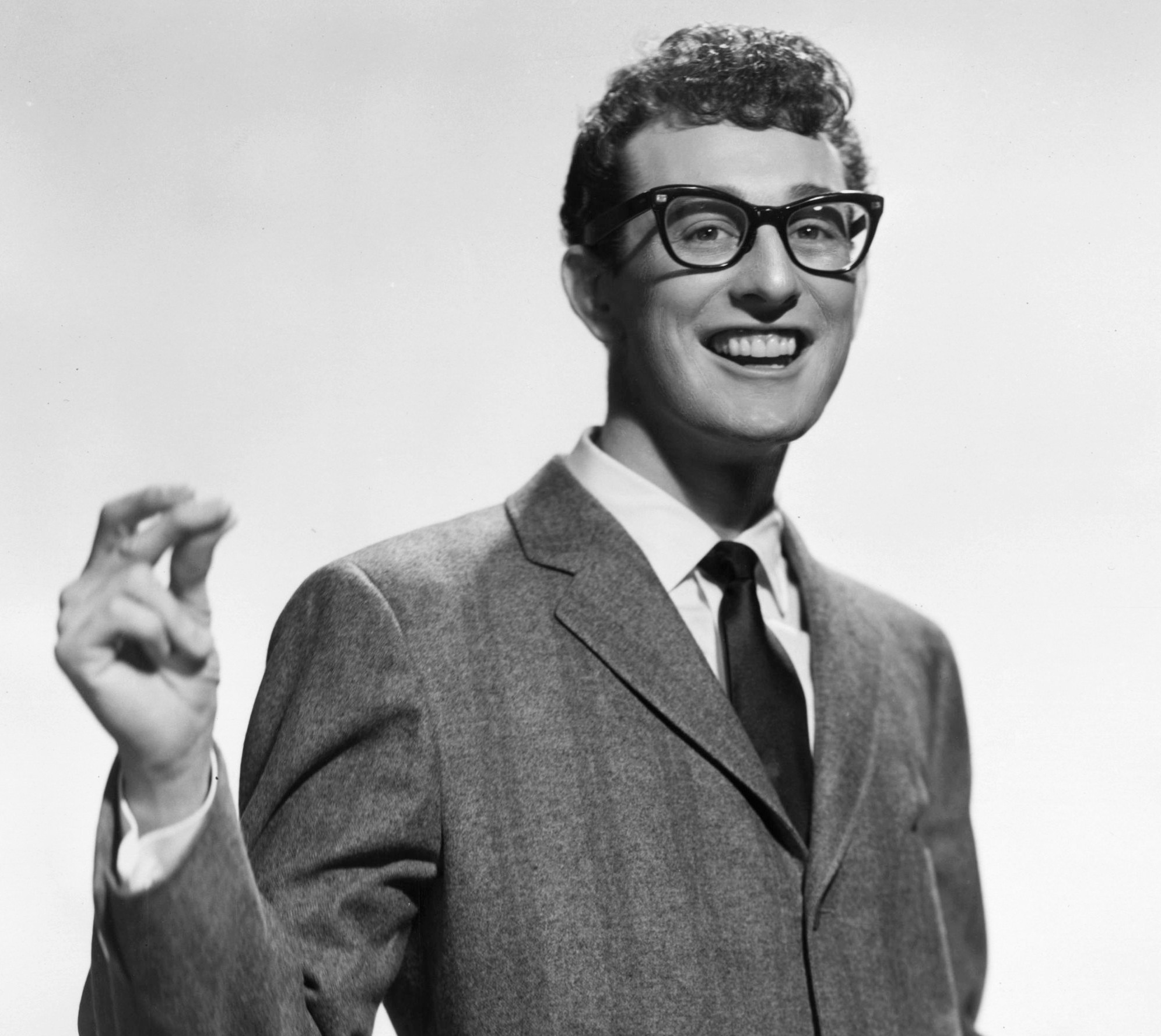
Buddy Holly.

#### Événements
- 22 janvier : Buddy Holly réalise à New York ses derniers enregistrements.
- 3 juin : Elvis Presley profite d'une permission à Paris pour se produire sur la scène du Lido.
- Décembre : Chuck Berry est arrêté pour détournement de mineure et condamné à cinq ans de prison.

#### Courants musicaux
- Apparition du twist avec la sortie du single The Twist par Hank Ballard est The Midnighters.

#### Albums
- Juillet : Chuck Berry sort Chuck Berry Is on Top.
- 24 juillet : sortie de A Date with Elvis.

#### Singles
- 15 mai : Elvis Presley est no 1 au Royaume-Uni, avec A Fool Such As I et I Need Your Love Tonight. Il y reste cinq semaines.
- 31 juillet : Cliff Richard est no 1 au Royaume-Uni, avec Living Doll. Il y reste six semaines.
- 10 août : Elvis Presley est no 1 aux États-Unis, avec A Big Hunk of Love. Il y reste deux semaines.

#### Décès
- 3 février : mort de Buddy Holly, 22 ans, Ritchie Valens, 17 ans, et The Big Bopper, 28 ans, près de Near Lake (Iowa, États-Unis), dans un accident d'avion.

## Les années 1960

### 1960

#### Événements
- Première formation des Beatles, avec John Lennon, Paul McCartney, Stuart Sutcliffe, George Harrison et Pete Best.
- 5 mars : Elvis Presley est libéré de ses obligations militaires.
- 17 août : les Beatles partent pour l'Allemagne, où les attend un contrat à l'Indra Club puis au Kaiserkeller, à Hambourg.

#### Courants musicaux
- Renaissance de la musique folk, grâce au succès d'artistes comme Pete Seeger, Joan Baez ou Bob Dylan

#### Albums
- 8 avril : le King sort Elvis Is Back!.
- juillet : sortie de Rockin' at the Hops de Chuck Berry.
- octobre : The Everly Brothers sortent A Date with the Everly Brothers.
- novembre : sortie de Joan Baez, premier album de la chanteuse.

#### Singles
- 25 avril : Elvis Presley est no 1 aux États-Unis, avec Stuck on You. Il y reste quatre semaines.
- 18 juillet : Brenda Lee est no 1 aux États-Unis, avec I'm Sorry. Elle y reste trois semaines.
- 4 août : Johnny Kidd and the Pirates no 1 au Royaume-Uni avex Shakin' All Over.
- 8 août : Brian Hyland est no 1 aux États-Unis, avec Itsy Bitsy Teenie Weenie Yellow Polkadot Bikini.
- 15 août : Elvis Presley est no 1 aux États-Unis, avec It's Now or Never. Il y reste cinq semaines.
- 26 août : The Shadows sont no 1 au Royaume-Uni, avec Apache. Ils y restent cinq semaines.
- 19 septembre : Chubby Checker est no 1 aux États-Unis, avec The Twist.
- 14 novembre : Ray Charles est no 1 aux États-Unis, avec Georgia on My Mind.
- 28 novembre : Elvis Presley est no 1 aux États-Unis, avec Are You Lonesome Tonight?. Il y reste six semaines.

#### Décès
- 17 avril : mort d'Eddie Cochran, 21 ans, dans un accident d'automobile à Chippenham (Wiltshire, Angleterre). Ses compagnons de route, Gene Vincent et sa fiancée, la compositrice Sharon Sheeley, sont grièvement blessés.

### 1961

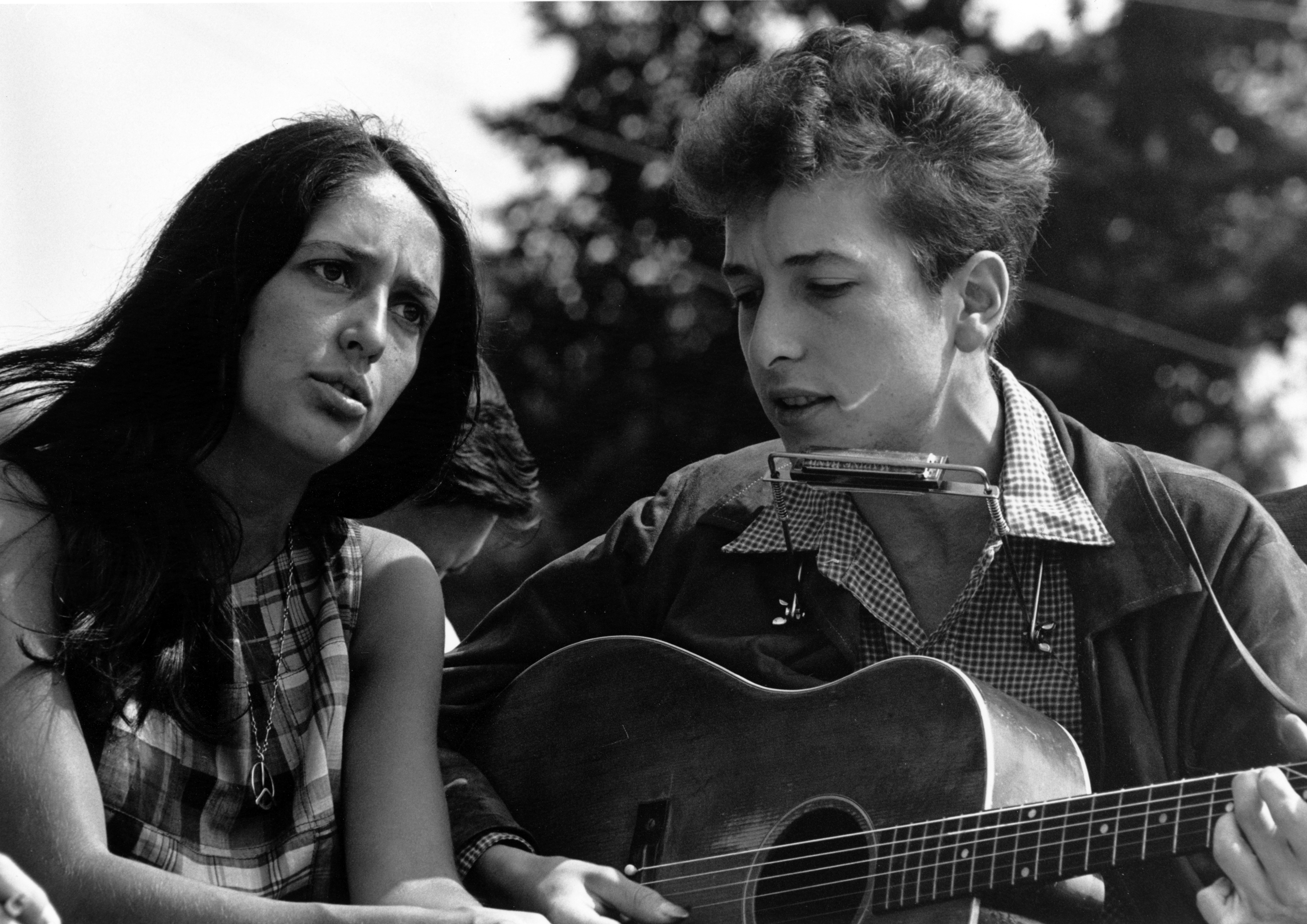
Bob Dylan et Joan Baez en 1963 lors de la marche pour les droits civiques.

#### Événements
- 9 février : les Beatles se produisent pour la première fois au club The Cavern à Liverpool, qui devient leur repaire.
- Juillet : Stuart Sutcliffe bassiste des Beatles quitte le groupe pour se consacrer à la peinture.

#### Courants musicaux
- Essor de la beat, mouvement musical britannique apparu vers la fin des années 1950 et résultant entre autres d'une fusion entre le rock 'n' roll américain, et le skiffle britannique. The Beatles en est le principal représentant. Ce courant sera à l'origine de la pop britannique et du rock psychédélique.
- septembre : sortie du titre instrumental Let's Go Trippin' de Dick Dale dont le succès marque l'émergence du surf rock.

#### Albums
- Mars : Chuck Berry sort New Juke Box Hits.
- Octobre : sortie de Blue Hawaii d'Elvis Presley.
- Octobre : Joan Baez sort Vol. 2.
- Jerry Lee Lewis sort son second album, Jerry Lee's Greatest.

#### Singles
- 20 mars : Elvis Presley est no 1 aux États-Unis, avec Surrender. Il y reste deux semaines, le 2 juin no 1 au Royaume-Uni. Il y reste quatre semaines..
- 5 juin : Roy Orbison est no 1 aux États-Unis, avec Running Scared (en).
- 9 octobre : Ray Charles est no 1 aux États-Unis, avec Hit the Road Jack. Il y reste deux semaines.

### 1962

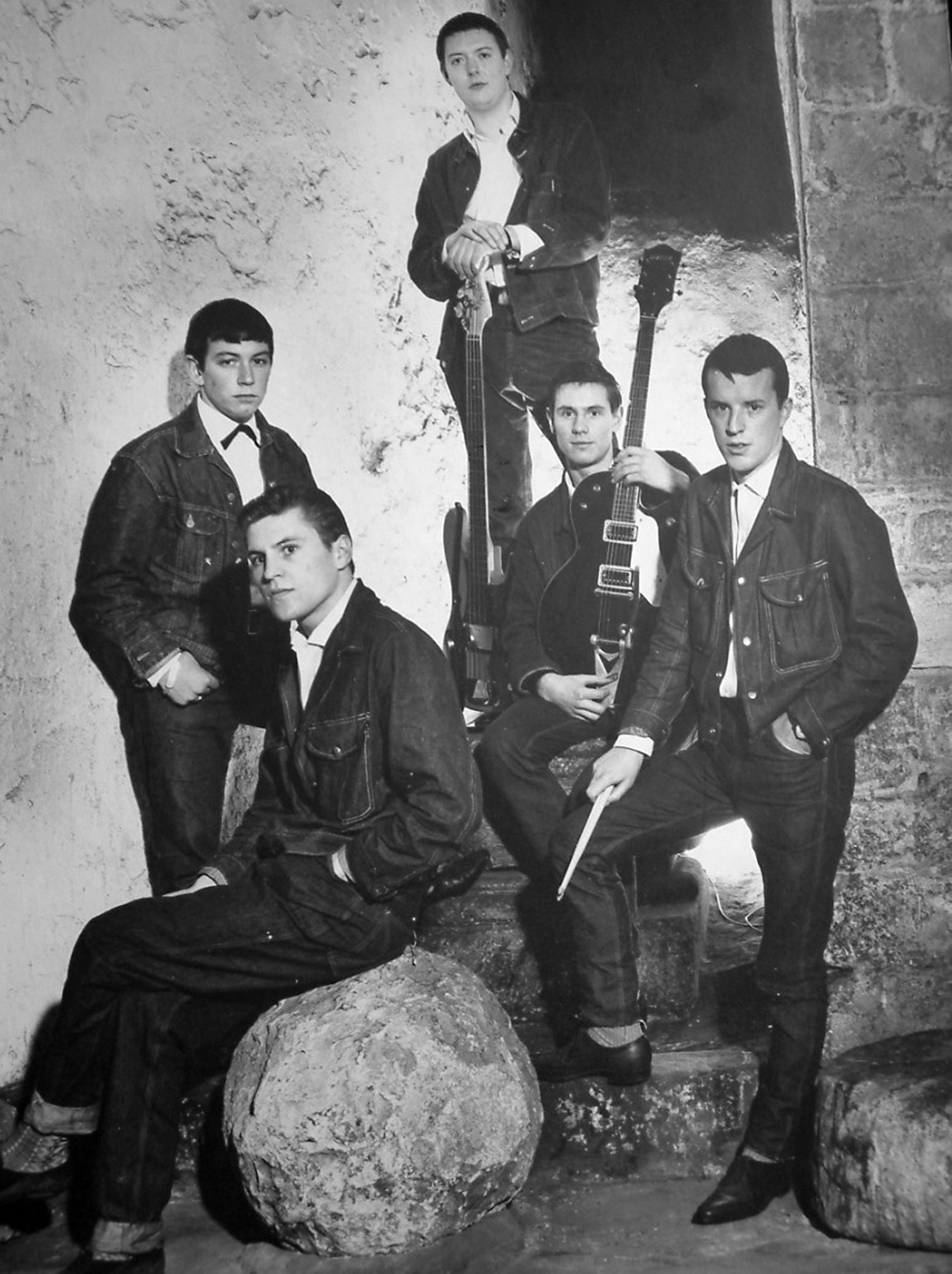
Le groupe The Animals.

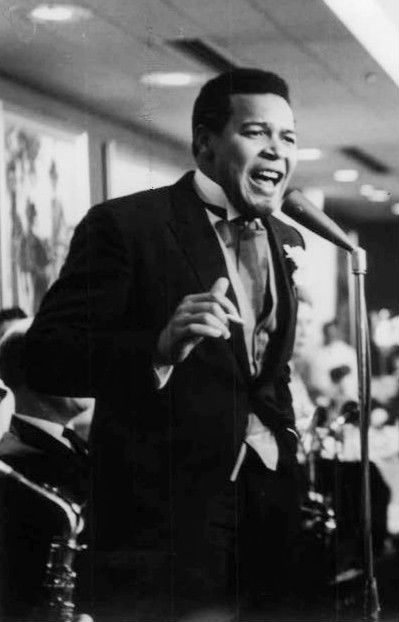
Chubby Checker en 1964.

#### Événements
- Formation par Roger Daltrey et John Entwistle rejoint ensuite par Pete Townshend, du groupe The Who alors nommé « The Detours » qui comprend aussi Gabby Connolly, Colin Dawson, et Doug Sandom à la batterie, remplacé en 1964 par Keith Moon.
- Formation du groupe The Animals quand Eric Burdon rejoint le Alan Price Combo, le groupe prend son nouveau nom en 1963.
- 24 janvier : Brian Epstein devient le manager des Beatles.
- Avril : première formation des Rolling Stones fondé par Brian Jones, Mick Jagger, Keith Richards, rejoints par Ian Stewart aus claviers, Dick Taylor à la basse et Tony Chapman à la batterie.
- 4 juin : les Beatles signent un contrat avec EMI.
- 12 juillet : première performance scénique des Rolling Stones (alors composé de Jagger, Richards, Jones, Stewart, Taylor et Chapman) au Marquee Club de Londres.
- 18 août : les Beatles se séparent de leur premier batteur Pete Best qui est remplacé par Ringo Starr.
- Décembre : le bassiste Bill Wyman rejoint les Rolling Stones.

#### Albums
- 5 janvier : Tony Sheridan sort My Bonnie. Il est accompagné par The Beatles sur deux chansons.
- 19 mars : Bob Dylan sort son premier album Bob Dylan.
- 29 octobre : sortie de Surfin' Safari, premier album des Beach Boys.
- 9 novembre : Elvis sort Girls! Girls! Girls!.
- Dick Dale sort Surfers' Choice sur son propre label.

#### Singles
- 21 avril : Elvis Presley est no 1 aux États-Unis, avec Good Luck Charm. Il y reste deux semaines.
- 13 juillet : Ray Charles est no 1 au Royaume-Uni, avec I Can't Stop Loving You. Il y reste deux semaines.
- 5 octobre : les Beatles sortent leur premier 45 tours, avec Love Me Do et P.S. I Love You.

### 1963

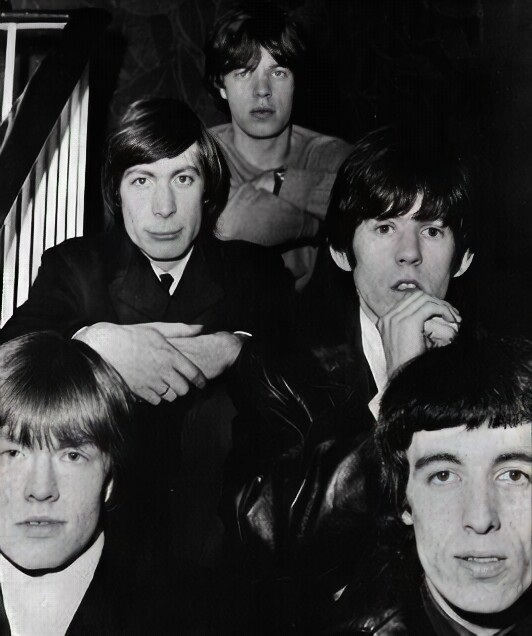
The Rolling Stones

#### Événements
- Les Beatles commencent à susciter un important engouement en Grande-Bretagne : la « Beatlemania » est née.
- 11 janvier : Charlie Watts rejoint les Rolling Stones.
- 2 février : les Beatles commencent leur première tournée au Royaume-Uni, avec Helen Shapiro en vedette.
- 18 mai : tournée Roy Orbison au Royaume-Uni, avec les Beatles et Gerry and the Pacemakers en première partie.
- 4 novembre : les Beatles donnent un concert au Prince of Wales Theatre à Londres, devant la famille royale.
- 7 novembre : les Beatles ouvrent leur tournée britannique d'automne à Dublin (Irlande). Elle s'achèvera le 10 décembre à Doncaster (Yorkshire, Angleterre).

#### Courants musicaux
- apparition du Garage rock représenté par The Sonics puis Count Five, The Seeds ou The Electric Prunes

#### Albums
- The Beach Boys sortent trois albums : Surfin' U.S.A. en mars, Surfer Girl en septembre et Little Deuce Coupe en octobre.
- 22 mars : les Beatles leur premier album Please Please Me
- 27 mai : Bob Dylan sort The Freewheelin' Bob Dylan
- 22 novembre : les Beatles publient With the Beatles.

#### Singles

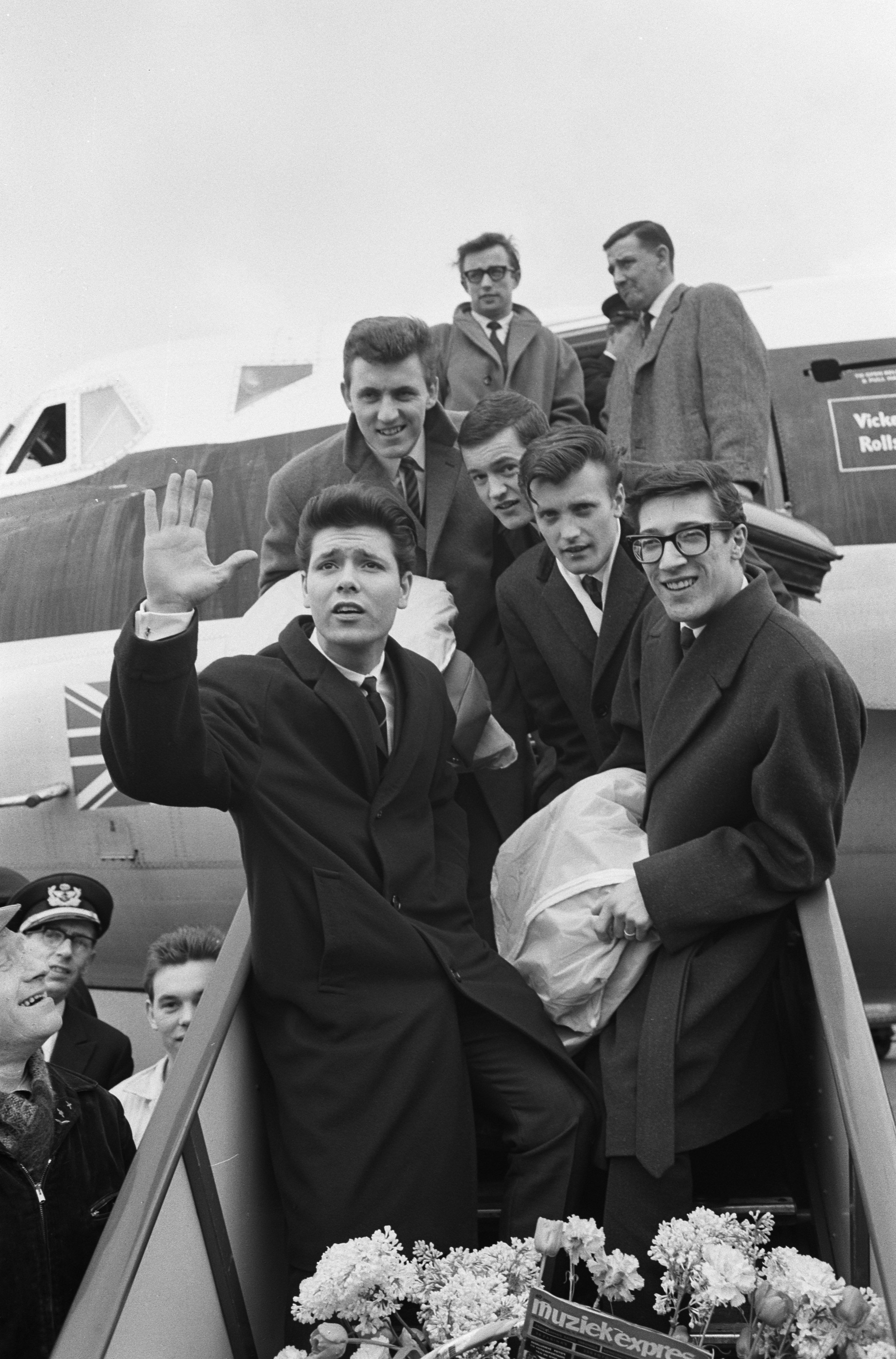
Cliff Richard & The Shadows

- Janvier : Jet Harris et Tony Meehan, ex-membres des Shadows, sortent le titre instrumental Diamonds dont Jimmy Page joue la partie de guitare rythmique, no 1 au Royaume-Uni le 1er février pour trois semaines.
- 4 janvier : Cliff Richard est no 1 au Royaume-Uni, avec The Next Time et Bachelor Boy. Il y reste trois semaines.
- 4 mars : The Beach Boys sortent Surfin' U.S.A., no 3 aux États-Unis
- 3 mai : les Beatles sont pour la première fois no 1 au Royaume-Uni, avec From Me to You. Ils y restent six semaines.
- 9 août : The Searchers sont no 1 au Royaume-Uni, avec Sweets for My Sweet. Ils y restent deux semaines.
- 23 août : les Beatles sortent She Loves You, quatrième 45 tours du groupe et premier titre à dépasser le million de copies vendues en Grande-Bretagne. Il entre dans le « top 20 » en août 1963, le 13 septembre il est no 1 au Royaume-Uni, pendant quatre semaines, le 29 novembre le titre est de nouveau no 1 au Royaume-Uni pour deux nouvelles semaines.
- 17 octobre 1963 : les Beatles enregistrent I Want to Hold Your Hand premier single du groupe enregistré en stéréo, il sort en Grande-Bretagne le 29 novembre. il est no 1 au Royaume-Uni le 13 décembre pendant cinq semaines. et no 1 aux États-Unis le 1er février 1964 pendant sept semaines.

### 1964

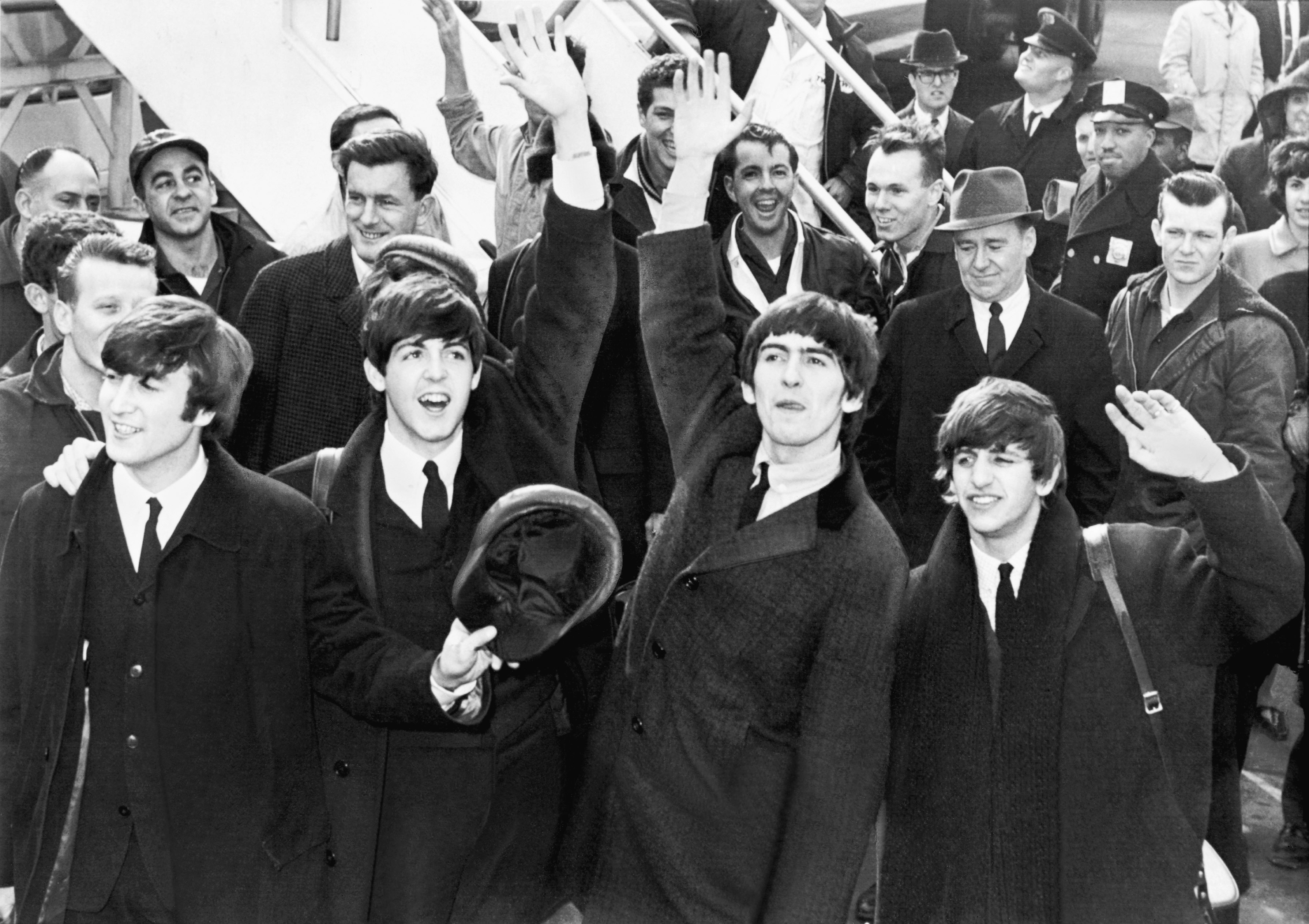
Les Beatles, à leur arrivée à New York.

#### Événements
- 16 janvier : les Beatles se produisent pour la première fois à Paris, à l'Olympia, où ils restent dix-huit jours.
- 7 février : les Beatles s'envolent pour les États-Unis. Ils sont accueillis à l'aéroport Kennedy à New York par 5 000 fans. Ils ne reviendront que le 22 février. Le 9 février, ils sont les invités de l'Ed Sullivan Show. L'émission est regardée par près de 74 millions de téléspectateurs. Le 11 février ils donnent leur premier concert aux États-Unis, au Coliseum à Washington.
- 13 mars : le Marquee Club de Londres se transporte au 90 Wardour Street, où il restera jusqu'en 1988.
- 17 avril : première représentation du groupe irlandais Them constitué de Billy Harrison, Alan Henderson, Ronnie Millings, Eric Wrickson et Van Morrison sur la scène du Maritime.
- 5 juin : les Rolling Stones commencent leur première tournée aux États-Unis.
- 18 août : les Beatles s'envolent pour les États-Unis, où les attend une tournée américaine qui prend fin le 20 septembre à New York.
- 28 août : les Beatles rencontrent Bob Dylan à New York.
- 20 octobre : les Rolling Stones se produisent pour la première fois à l'Olympia à Paris dans le cadre d'un Musicorama.
- 24 octobre : les Rolling Stones commencent leur deuxième tournée américaine.
- fin 1964 : formation du Velvet Underground né de la rencontre de Lou Reed et John Cale, le groupe prend d'abord les noms de The Primitives, The Warlocks, The Falling Spikes pour finalement choisir celui de Velvet Underground.

#### Courants musicaux

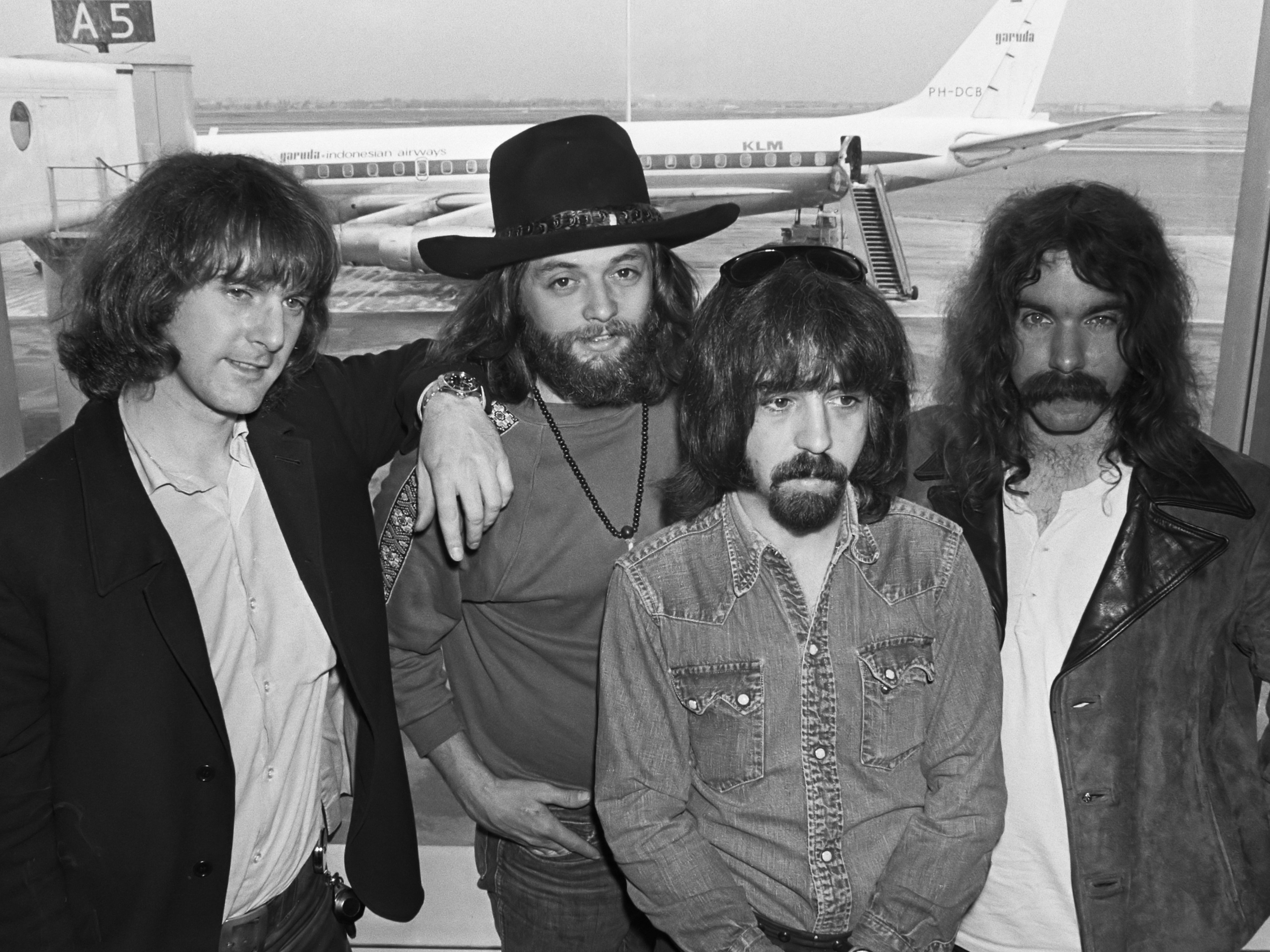
The Byrds en 1970.

- Apparition du Folk rock dont la reprise par les Byrds de Mr. Tambourine Man en avril 1965 marque l'émergence.

#### Albums
- 13 janvier : Bob Dylan sort The Times They Are a-Changin'.
- The Beach Boys sortent Shut Down Volume 2 en mars, All Summer Long en juillet et The Beach Boys' Christmas Album en novembre.
- 16 avril : sortie de The Rolling Stones, premier album du groupe, suivi de England's Newest Hit Makers, son équivalent américain..
- 10 juillet : les Beatles sortent leur album A Hard Day's Night.
- 8 août : sortie d'Another Side of Bob Dylan.
- Août : Chuck Berry et Bo Diddley sortent Two Great Guitars, un album en duo.
- 2 octobre : The Kinks sortent leur premier album.
- 17 octobre : sortie de 12 X 5, deuxième album américain des Stones.
- 19 octobre : sortie de Wednesday Morning, 3 A.M., premier album de Simon and Garfunkel.
- Novembre : Chuck Berry sort St. Louis to Liverpool.
- 4 décembre : les Beatles publient leur album Beatles for Sale.

#### Singles

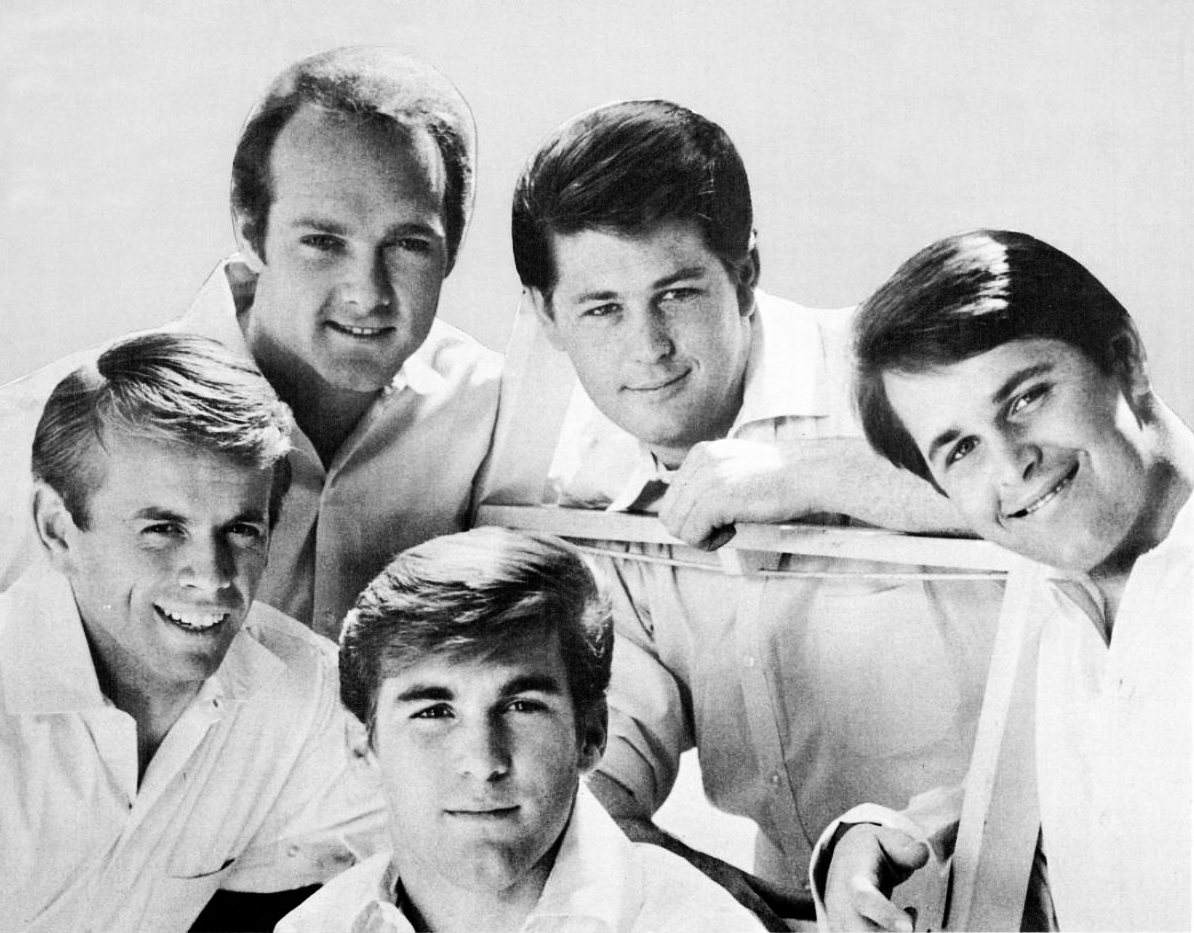
The Beach Boys

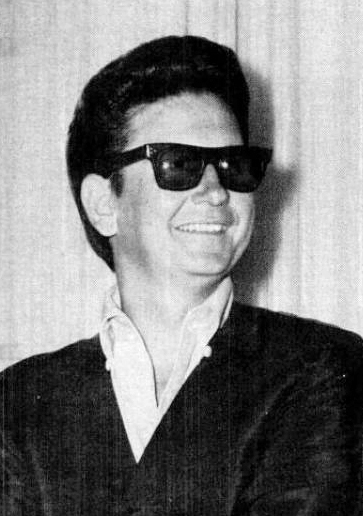
Roy Orbison en 1965.

- 29 janvier : les Beatles enregistrent Can't Buy Me Love, no 1 au Royaume-Uni le 3 avril pendant cinq semaines.
- 28 février : sortie de A World Without Love (en) du duo Peter and Gordon composé par Paul Mc Cartney, no 1 au Royaume-Uni le 24 avril pendant deux semaines et aux États-Unis le 27 juin.
- 21 mars : les Beatles sont no 1 aux États-Unis, avec She's Love You. Ils y restent deux semaines.
- 30 mai : les Beatles sont no 1 aux États-Unis, avec Love Me Do.
- 19 juin : Sortie au Royaume-Uni de la reprise de The House of the Rising Sun par The Animals, no 1 au Royaume-Uni, le 10 juillet, et no 1 aux États-Unis le 5 septembre pendant trois semaines.
- 4 juillet : The Beach Boys sont no 1 aux États-Unis, avec I Get Around. Ils y restent deux semaines.
- 17 juillet : les Rolling Stones sont pour la première fois no 1 au Royaume-Uni, avec It's All Over Now.
- Août : sortie du single Oh, Pretty Woman. de Roy Orbison, no 1 aux États-Unis le 26 septembre pendant trois semaines.
- 1er août : les Beatles sont no 1 aux États-Unis, avec A Hard Day's Night. Ils y restent deux semaines.
- 19 septembre : You Really Got Me des Kinks no 1 au Royaume-Uni.
- 17 octobre : Manfred Mann est no 1 aux États-Unis, avec Do Wah Diddy Diddy. Il y reste deux semaines.
- 6 novembre : sortie de Gloria face B du 45 tours Baby, Please Don't Go de Them qui devient un standard du rock plusieurs fois repris.
- 27 novembre : sortie de I Feel Fine des Beatles, no 1 aux États-Unis le 26 décembre pendant trois semaines.
- 4 décembre : les Rolling Stones sont no 1 au Royaume-Uni, avec Little Red Rooster.

#### Décès
- 31 juillet : mort de Jim Reeves, 41 ans, dans un accident d'avion, près de Nashville (Tennessee, États-Unis).
- 14 août : mort de Johnny Burnette, 30 ans, dans un accident de pêche, à Clearlake, (Californie, États-Unis).

### 1965

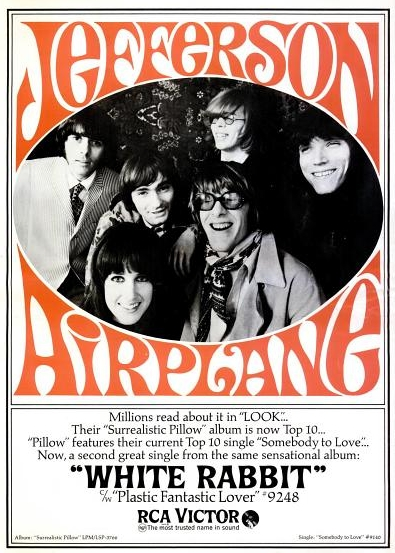
Jefferson Airplane

#### Événements
- début 1965: formation par Don Van Vliet, Alex Snouffer, Doug Moon, Jerry Handley, Vic Mortenson (remplacé ensuite par Paul Blakely) de Captain Beefheart & His Magic Band.
- 9 mai Bob Dylan donne le premier de ses trois concerts à l'Albert Hall à Londres.
- été 1965:
  - Après les départs des musiciens Chris Dennis et Bob Klose le groupe Tea Set, formé de Roger Waters, Syd Barrett, Nick Mason, Richard Wright, devient les Pink Floyd (nom choisi par Syd Barrett, d'après deux bluesmen Pink Anderson et Floyd Council).
  - formation du Jefferson Airplane par le chanteur Marty Balin avec Paul Kantner, Jorma Kaukonen, la chanteuse Signe Anderson, le batteur, Jerry Peloquin, et le bassiste, Bob Harvey.
- 12 juin : les Beatles sont nommés membres de l'Ordre du mérite de l'Empire britannique.
- 13 août :
  - les Beatles arrivent aux États-Unis pour leur troisième tournée américaine, qui dure jusqu'au 1er septembre.
  - première performance scénique du Jefferson Airplane au Matrix Club de San Francisco.
- 15 août : les Beatles donnent un concert au Shea Stadium à New York, devant près de 60 000 personnes.
- 27 août : les Beatles rencontrent Elvis Presley chez lui, à Bel Air.

#### Albums
- 15 janvier : sortie de The Rolling Stones No. 2 au Royaume-Uni, puis aux États-Unis en février.
- The Beach Boys sortent Today! en mars, Summer Days (And Summer Nights!!) en juin et Beach Boys' Party! en novembre.
- Bob Dylan sort Bringing It All Back Home le 22 mars et Highway 61 Revisited le 30 août.
- The Kinks sortent Kinda Kinks en mars et The Kink Kontroversy en novembre, mais aussi Kinks-Size et Kinkdom pour le marché américain.
- mars : sortie de Here Are the Sonics, premier album du groupe américain.
- 21 juin : The Byrds sortent Mr. Tambourine Man, suivi de Turn! Turn! Turn! en décembre.
- 30 juillet et 24 septembre : The Rolling Stones sortent leur album Out of Our Heads dont les éditions britannique (24 septembre) et américaine (30 juillet) ont la particularité de montrer de notables différences dans les titres des albums.
- 6 août : les Beatles sortent leur album Help!.
- 3 décembre : les Beatles sortent leur album Rubber Soul.
- 3 décembre : The Who sortent My Generation.

#### Singles

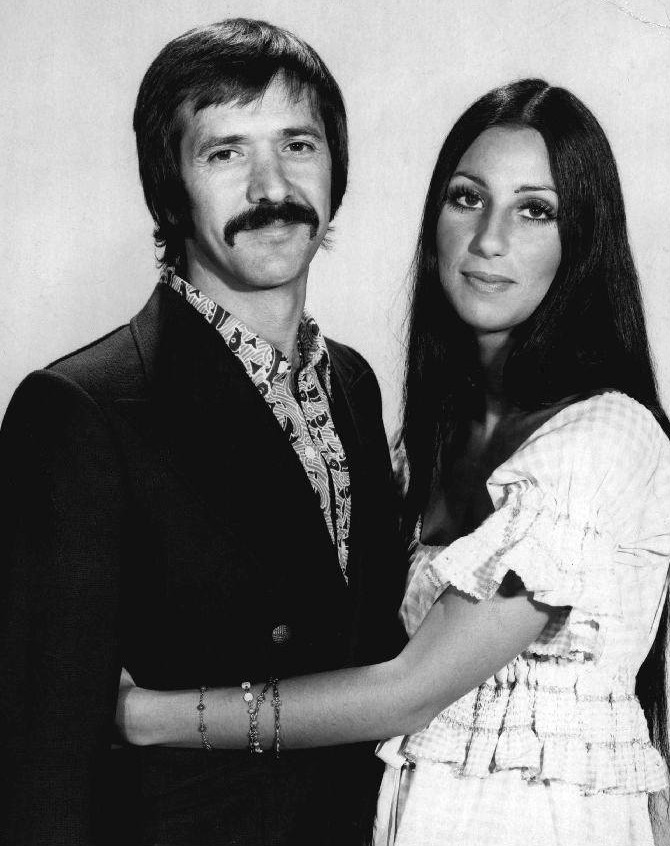
Sonny and Cher

- 19 février : The Kinks sont no 1 au Royaume-Uni, avec Tired of Waiting for You.
- 13 mars : les Beatles sont no 1 aux États-Unis, avec Eight Days a Week. Ils y restent deux semaines.
- 19 mars : les Rolling Stones sont no 1 au Royaume-Uni, avec The Last Time. Ils y restent trois semaines.
- 23 avril : les Beatles sont no 1 au Royaume-Uni, avec Ticket to Ride. Ils y restent trois semaines. Et le 22 mai no 1 aux États-Unis.
- 29 mai : The Beach Boys sont no 1 aux États-Unis, avec Help Me, Rhonda. Ils y restent deux semaines.
- 10 juillet : les Rolling Stones sont no 1 aux États-Unis, avec (I Can't Get No) Satisfaction. Ils y restent quatre semaines et le 10 septembre no 1 au Royaume-Uni.
- 23 juillet : The Byrds sont no 1 au Royaume-Uni, avec Mr. Tambourine Man. Ils y restent deux semaines.
- 6 août : les Beatles sont no 1 au Royaume-Uni, avec Help ! et le 4 septembre no 1 aux États-Unis.
- 14 août : Sonny and Cher sont no 1 aux États-Unis, avec I Got You Babe.
- 25 septembre : Barry McGuire est no 1 aux États-Unis, avec Eve of Destruction.
- 9 octobre : les Beatles sont no 1 aux États-Unis, avec Yesterday. Ils y restent quatre semaines.
- 5 novembre : les Rolling Stones sont no 1 au Royaume-Uni, avec Get Off of My Cloud et le 6 novembre no 1 aux États-Unis.
- 4 décembre : The Byrds sont no 1 aux États-Unis, avec Turn ! Turn ! Turn !.
- 17 décembre : les Beatles sont no 1 au Royaume-Uni, avec Day Tripper et We Can Work It Out. Ils y restent cinq semaines.

#### Décès
- 20 janvier : mort d'Alan Freed, 44 ans, à Palm Springs (Californie, États-Unis), d'urémie.

### 1966

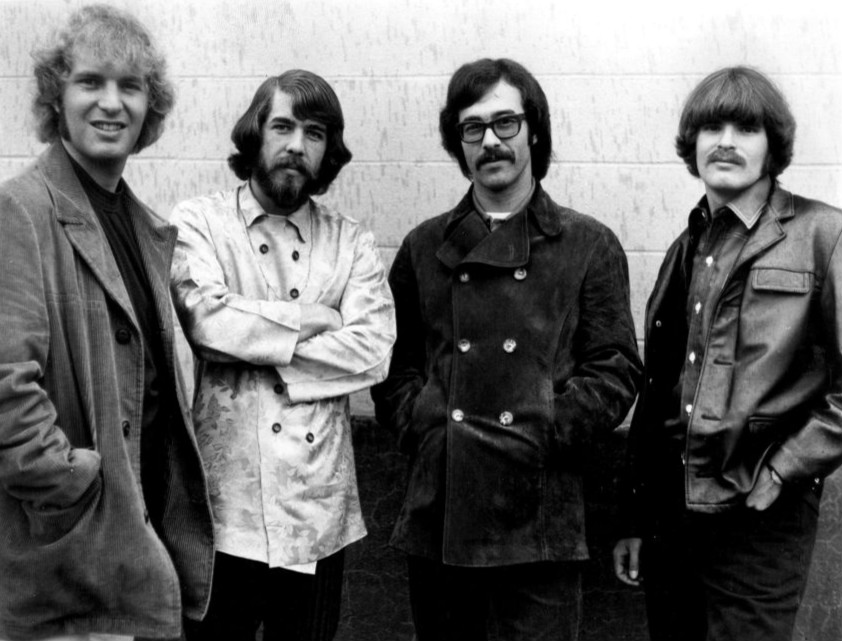
Creedence Clearwater Revival en 1968.

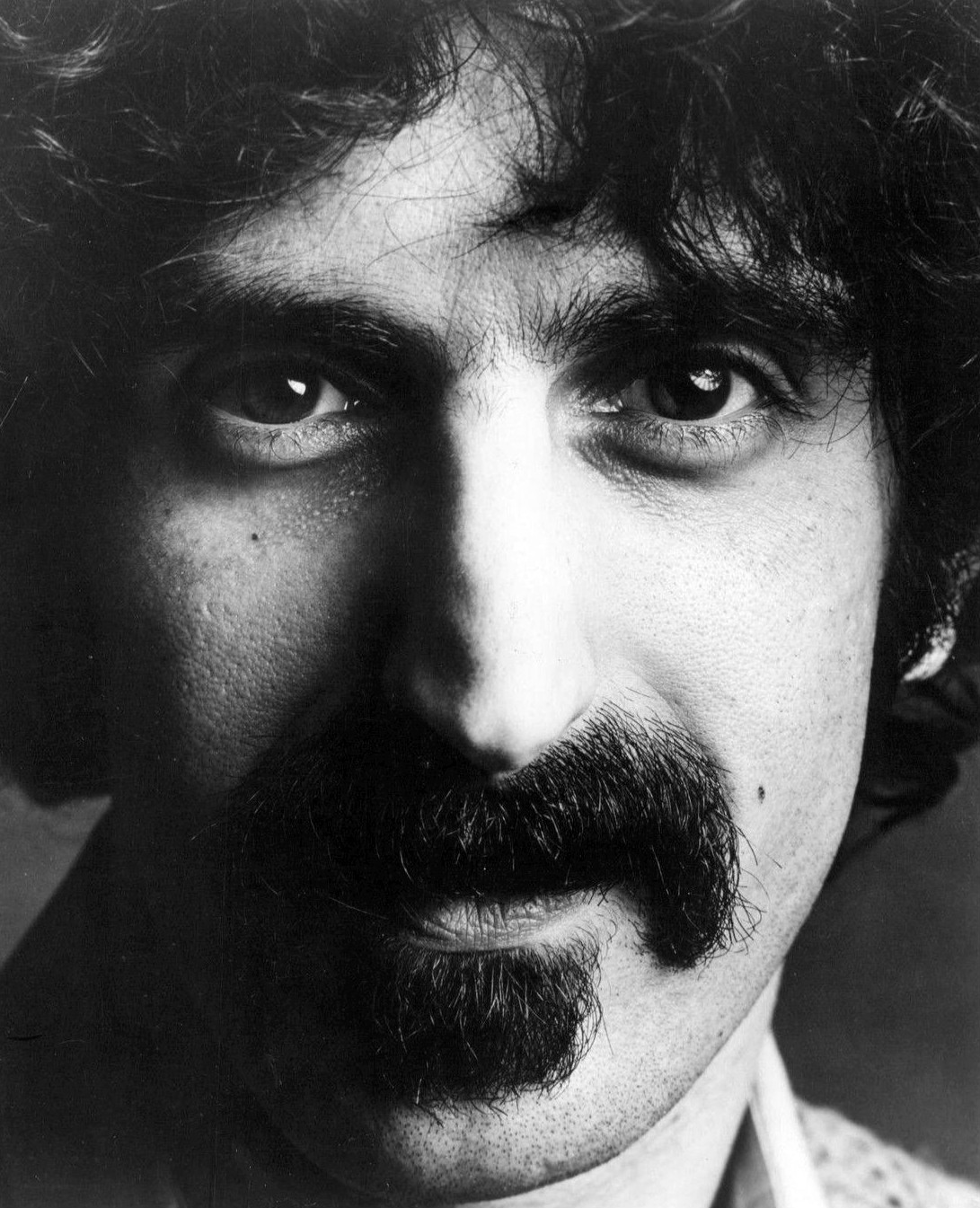
Frank Zappa en 1973.

#### Événements
- début 1966 : le batteur Spencer Dryden et la chanteuse Grace Slick rejoignent Jefferson Airplane en remplacement de Skip Spence et Signe Anderson.
- mi 1966 : formation du groupe Soft Machine constitué de Robert Wyatt, Kevin Ayers, Daevid Allen et Mike Ratledge.
- 4 mars : John Lennon déclare à l'Evening Standard que « les Beatles sont plus célèbres que Jésus-Christ ».
- 24 mai : Bob Dylan se produit pour la première fois en France, à l'Olympia à Paris.
- juillet : Van Morrison quitte Them.
- 12 août : les Beatles commencent à Chicago une tournée aux États-Unis, qui sera leur dernière tournée.
- 29 août : les Beatles donnent leur dernier concert officiel à San Francisco.

#### Courants musicaux
- 10 octobre : enregistrement de l'album The Psychedelic Sounds of the 13th Floor Elevators premier album de rock psychédélique.

#### Albums
- 15 avril: The Rolling Stones sortent leur album Aftermath (le 20 juin aux États-Unis).
- Mars : John Mayall enregistre l'album John Mayall's Bluesbreakers with Eric Clapton.
- 16 mai :
  - les Beach Boys sortent leur album Pet Sounds.
  - parution du double album Blonde on Blonde, de Bob Dylan
- 27 juin : The Mothers of Invention de Frank Zappa sortent leur premier album Freak Out!.
- 18 juillet : parution de Fifth Dimension des Byrds.
- 5 août : les Beatles sortent leur album Revolver.
- 3 décembre : The Who publient A Quick One.
- 9 décembre : sortie de Fresh Cream de Cream.
- 10 décembre : les Rolling Stones sortent leur premier album live, Got Live If You Want It!.

#### Singles

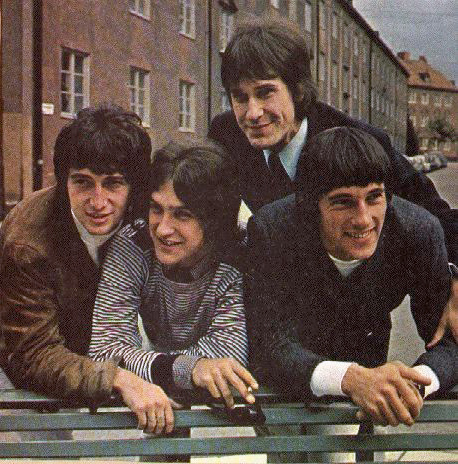
The Kinks en 1965.

- Jimi Hendrix remporte un grand succès avec sa reprise de Hey Joe.
- 8 janvier : les Beatles sont no 1 aux États-Unis, avec We Can Work It Out, ils y restent deux semaines le 29 janvier ils sont de nouveau no 1 aux États-Unis pour une semaine supplémentaire.
- 7 mai : The Mamas and the Papas sont no 1 aux États-Unis, avec Monday, Monday.
- 27 mai : les Rolling Stones sont no 1 au Royaume-Uni, et le 11 juin aux États-Unis avec Paint It, Black.
- 24 juin : les Beatles sont no 1 au Royaume-Uni et le 25 juin aux États-Unis, avec Paperback Writer.
- 8 juillet : The Kinks sont no 1 au Royaume-Uni, avec Sunny Afternoon.
- 30 juillet : The Troggs sont no 1 aux États-Unis, avec leur reprise de Wild Thing. Ils y restent deux semaines.
- 12 août : The Lovin' Spoonful sont no 1 aux États-Unis, avec Summer in the City. Ils y restent trois semaines.
- 19 août : les Beatles sont no 1 au Royaume-Uni, avec Yellow Submarine et Eleanor Rigby. Ils y restent quatre semaines.
- 3 septembre : Donovan est no 1 aux États-Unis, avec Sunshine Superman.
- 10 octobre : Sortie du single Good Vibrations des Beach Boys enregistré durant plusieurs sessions de février à octobre. Le 18 novembre ils sont no 1 au Royaume-Uni et le 10 décembre aux États-Unis.

#### Décès
- 18 juillet : meurtre de Bobby Fuller à Los Angeles (Californie, États-Unis).
- 7 octobre : mort de Johnny Kidd, 30 ans, près de Bury (Lancashire, Angleterre).

### 1967

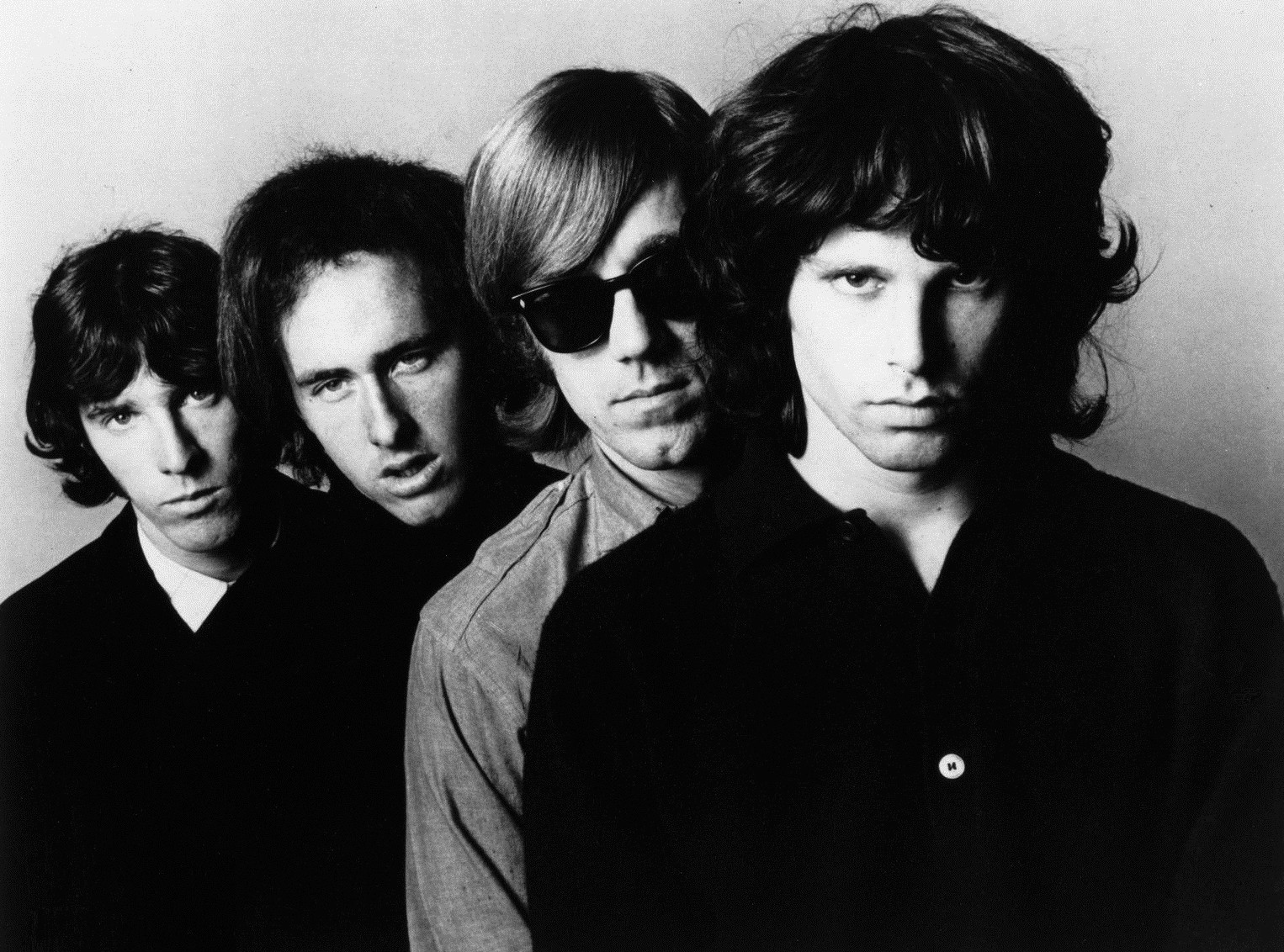
The Doors.

#### Événements
- Manifestation contre la guerre du Viêt Nam à Oakland (Californie), avec Joan Baez à sa tête.
- Première formation du groupe Genesis, issu de la rencontre de Tony Banks et Peter Gabriel rejoint par Anthony Phillips, Mike Rutherford, et Chris Stewart.
- Formation par James Newell Osterberg qui prend le nom de scène d'Iggy Pop du groupe The Stooges avec Ron Asheton (guitare), Scott Asheton (batterie) et Dave Alexander (basse) groupe considéré comme précurseur du mouvement punk.
- 25 mars : les Who donnent leur premier concert aux États-Unis, New York.
- 1er juin : les Beatles sortent leur album Sgt. Pepper's Lonely Hearts Club Band. Album jalon de la musique pop.
- 16-18 juin : Festival de Monterey (Californie) avec Jimi Hendrix, Otis Redding, The Who, The Byrds, Jefferson Airplane et le Grateful Dead, lance la vogue des festivals pop.
- 27 août : mort de Brian Epstein, 32 ans, manager des Beatles, à Londres, d'une surdose de barbituriques.
- 9 novembre : création du magazine Rolling Stone à San Francisco.

#### Albums

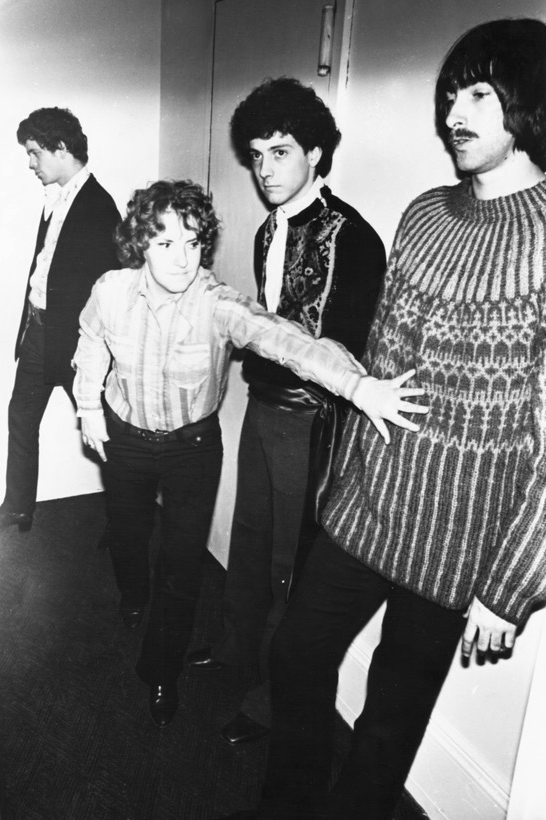
The Velvet Underground

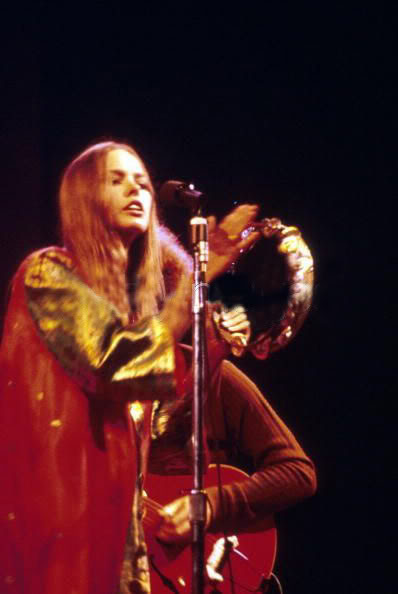
Michelle Phillips du groupe The Mamas and the Papas au festival de Monterey Pop en 1967.

- 4 janvier : sortie de The Doors, premier album du groupe The Doors.
- 12 mars : sortie du premier album du Velvet Underground, The Velvet Underground and Nico, produit par Andy Warhol, qui signe aussi l'illustration de la pochette, représentant une banane sur fond blanc.
- 12 mai : The Jimi Hendrix Experience sort son premier album, Are You Experienced.
- 5 aout : les Pink Floyd sortent leur premier album The Piper at the Gates of Dawn.
- Septembre : sortie de Safe as Milk premier album de Captain Beefheart & His Magic Band.
- 27 novembre : les Beatles sortent leur album Magical Mistery Tour.
- 1er décembre : sortie d'Axis: Bold as Love, second album de Jimi Hendrix.
- 8 décembre : The Rolling Stones sortent leur album Their Satanic Majesties Request, album où ils adoptent le style psychédélique.
- 27 décembre :
  - sortie de John Wesley Harding de Bob Dylan.
  - Leonard Cohen sort son premier album Songs of Leonard Cohen.

#### Singles
- 4 mars : les Rolling Stones sont no 1 aux États-Unis, avec Ruby Tuesday.
- 18 mars : les Beatles sont no 1 aux États-Unis, avec Penny Lane.
- 25 mars : The Turtles sont no 1 aux États-Unis, avec Happy Together. Ils y restent trois semaines.
- 5 mai : The Tremeloes sont no 1 au Royaume-Uni, avec Silence is Golden. Ils y restent trois semaines.
- 26 mai : Procol Harum est no 1 au Royaume-Uni, avec A Whiter Shade of Pale. Il y reste six semaines.
- 7 juillet : les Beatles sont no 1 au Royaume-Uni, avec All You Need Is Love. Ils y restent trois semaines.
- 29 juillet : The Doors sont no 1 aux États-Unis, avec Light My Fire. Ils y restent trois semaines.
- 4 août : Scott McKenzie est no 1 au Royaume-Uni, avec San Francisco qui devient l'hymne du mouvement hippie. Il y reste quatre semaines.
- 19 août : les Beatles sont no 1 aux États-Unis, avec All You Need Is Love.
- 23 septembre : The Box Tops sont no 1 aux États-Unis, avec The Letter. Ils y restent trois semaines.
- 6 octobre : Les Bee Gees sont no 1 au Royaume-Uni, avec Massachusetts. Ils y restent quatre semaines.
- 1er décembre : les Beatles sont no 1 au Royaume-Uni, avec Hello Goodbye. Ils y restent sept semaines.

### 1968

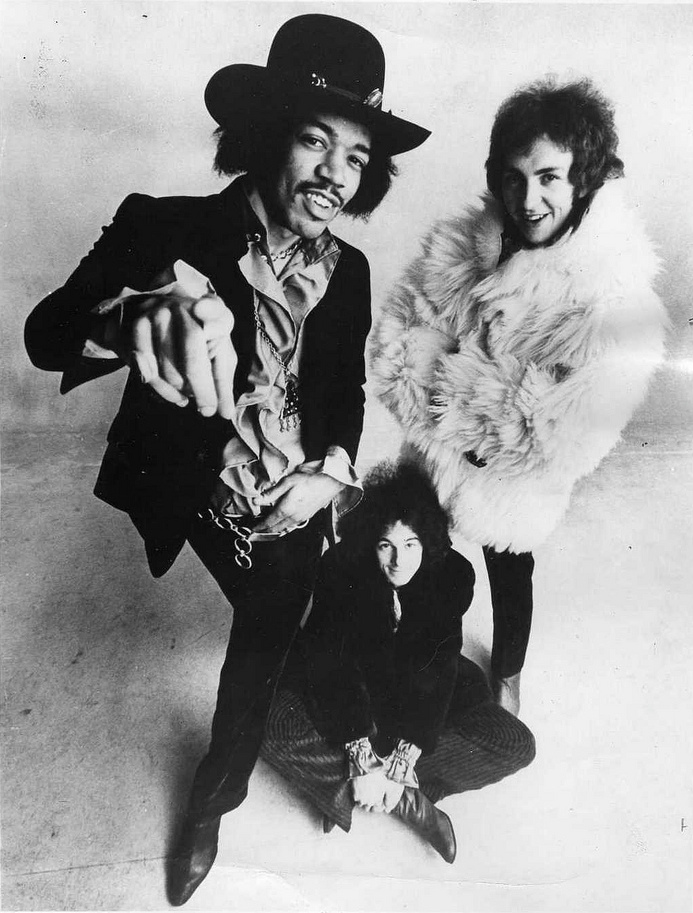
Le Jimi Hendrix experience en 1968 Jimi Hendrix est à gauche, Mitch Mitchell à droite, et Noel Redding assis.

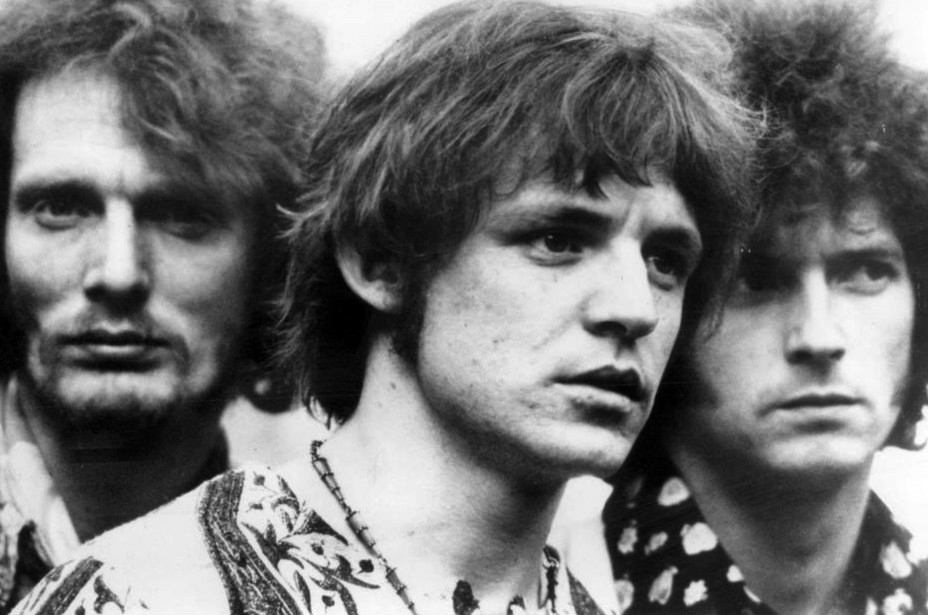
Ginger Baker, Jack Bruce et Eric Clapton du groupe Cream.

#### Événements
- 13 janvier : Johnny Cash donne son fameux concert à la prison de Folsom (Californie, États-Unis).
- 16 février : les Beatles rendent visite en Inde au maharishi Mahesh Yogi, avec Mia Farrow et Donovan.
- 29 avril : la comédie musicale Hair est présentée à Broadway à New York (États-Unis).
- 19 mai : début de la relation entre John Lennon et Yoko Ono.
- 27 juin : Elvis Presley effectue son grand retour à la télévision en donnant un show mémorable sur NBC.
- 17 juillet : première à Londres de Yellow Submarine, un dessin animé consacré aux Beatles.
- Juillet - novembre : formation par Jimmy Page de Led Zeppelin avec le bassiste John Paul Jones, le chanteur Robert Plant et le batteur John Bonham. Le groupe s'appelle d'abord les « New Yardbirds » (allusion au nom de l'ancien groupe de Jimmy Page) avant de prendre le nom de Led Zeppelin le 9 novembre 1968 sur une idée de Keith Moon[28].
- 31 août : Festival de l'île de Wight, avec Jefferson Airplane, T. Rex, Arthur Brown...
- 26 novembre : Cream donne son dernier concert à l'Albert Hall à Londres.
- 3 décembre : le show de 76 minutes qui marque le retour d'Elvis Presley est diffusé sur NBC.
- 22 décembre : Janis Joplin donne son dernier concert avec Big Brother and the Holding Company.

#### Courants musicaux
- Mars : la sortie de l'album Safe at Home de Gram Parsons et son groupe International Submarine Band, marque l'émergence du country rock[29].
- Juillet : la formation de Led Zeppelin, considéré comme le premier groupe représentatif de ce courant, marque la naissance du Hard rock.

#### Albums
- 30 janvier : sortie de White Light/White Heat, second album du Velvet Underground.
- 5 juillet : Creedence Clearwater Revival sort son premier album.
- 12 juillet : The Doors sortent Waiting for the Sun, leur troisième album.
- 12 août : parution du Cheap Thrills, second album de Big Brother and the Holding Company, avec Janis Joplin.
- 25 octobre : The Jimi Hendrix Experience sortent Electric Ladyland.
- Novembre : sortie d'Astral Weeks de Van Morrison.
- 22 novembre : 
  - les Beatles sortent un double album, The Beatles, dit album blanc.
  - The Kinks sortent The Kinks Are the Village Green Preservation Society.
- 6 décembre : The Rolling Stones sortent leur album Beggars Banquet.
- Décembre : le groupe Soft Machine sort son premier album, The Soft Machine.

#### Singles

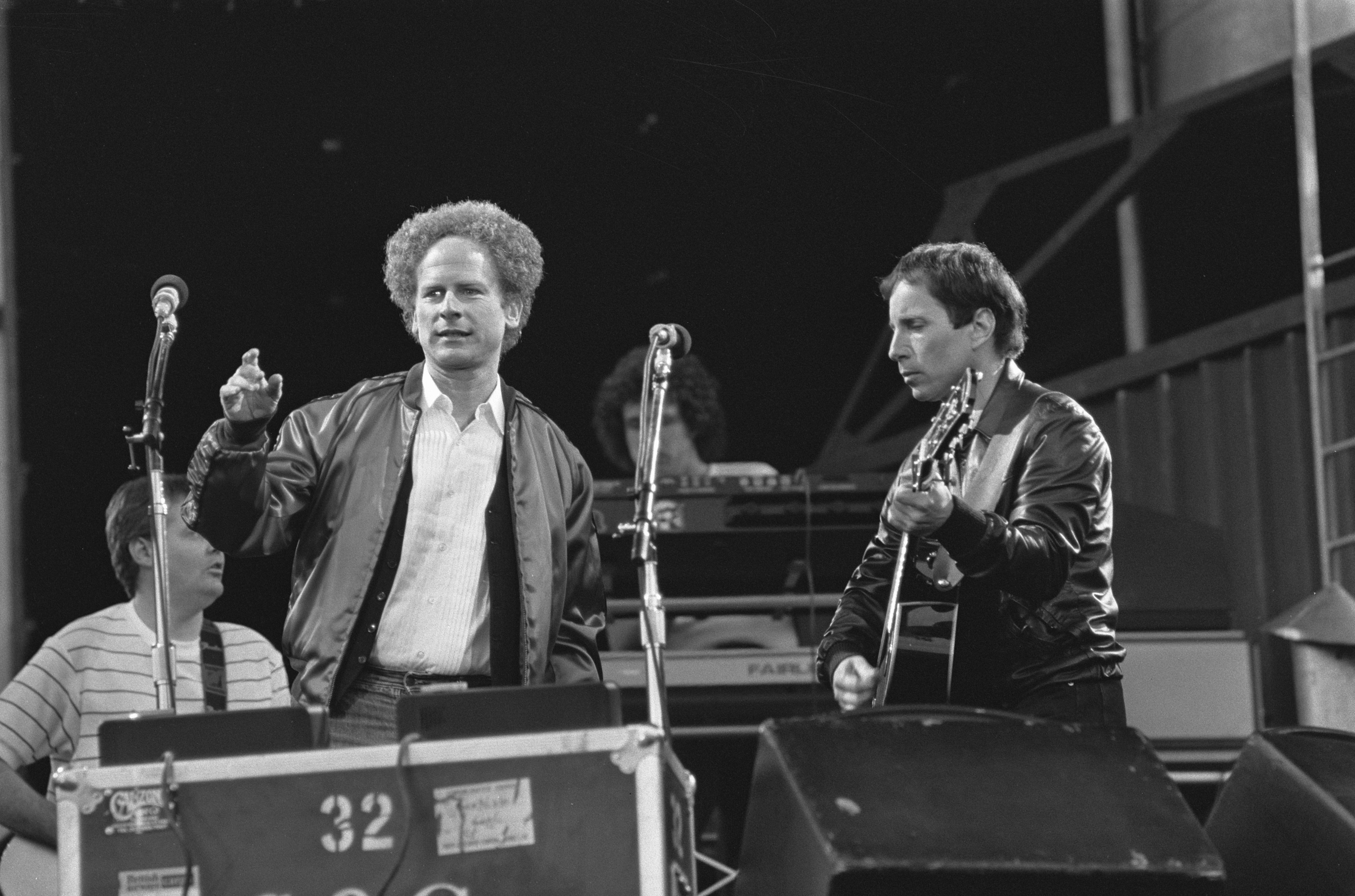
Art Garfunkel et Paul Simon

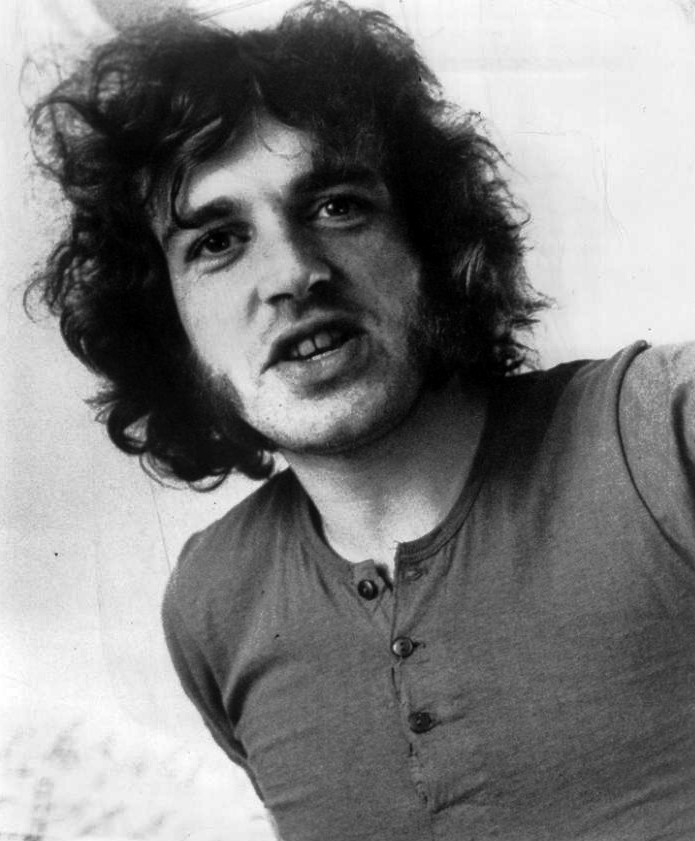
Joe cocker en 1970.

- 9 février : Manfred Mann est no 1 au Royaume-Uni, avec Mighty Queen. Il y reste deux semaines.
- 29 mars : les Beatles sont no 1 au Royaume-Uni, avec Lady Madonna. Ils y restent deux semaines.
- 1er juin : Simon and Garfunkel sont no 1 aux États-Unis, avec Mrs. Robinson. Ils y restent trois semaines.
- 21 juin : les Rolling Stones sont no 1 au Royaume-Uni, avec Jumpin' Jack Flash. Ils y restent deux semaines.
- 2 août : Tommy James and the Shondells sont no 1 au Royaume-Uni, avec Mony Mony. Ils y restent deux semaines, puis une semaine supplémentaire le 23 août.
- 3 août : The Doors sont no 1 aux États-Unis, avec Hello, I Love You. Ils y restent deux semaines.
- 16 août : Arthur Brown est no 1 au Royaume-Uni, avec The Fire.
- 30 août : The Beach Boys sont no 1 au Royaume-Uni, avec Do It Again.
- 6 septembre : Les Bee Gees sont no 1 au Royaume-Uni, avec I've Gotta Get a Message to You.
- 13 septembre : les Beatles sont no 1 au Royaume-Uni, avec Hey Jude. Ils y restent deux semaines.
- 8 novembre : Joe Cocker est no 1 au Royaume-Uni, avec With a Little Help from My Friends.

#### Décès
- 28 février : mort de Frankie Lymon, 25 ans, à New York (États-Unis), d'une surdose d'héroïne.
- 26 mai : mort de Little Willie John dans la prison de Walla Walla (Washington DC, États-Unis), d'une pneumonie.

### 1969

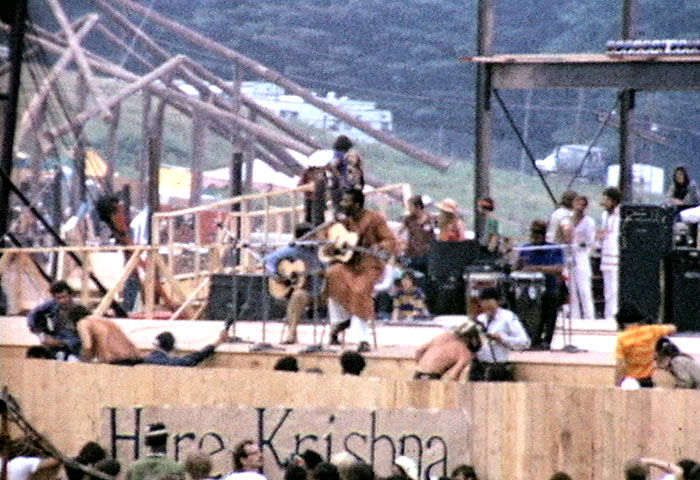
Richie Havens au festival de Woodstock.

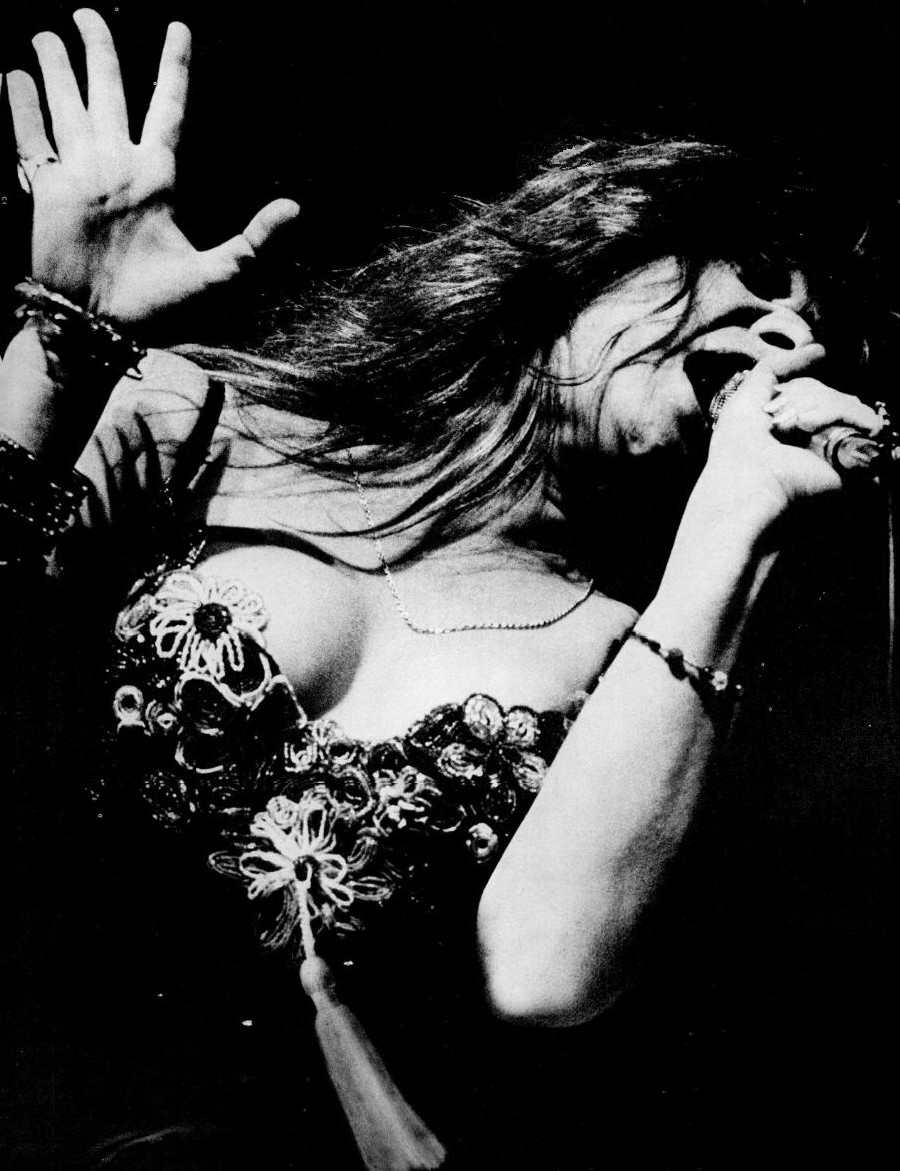
Janis Joplin.

#### Événements
- 30 janvier : les Beatles donnent un concert impromptu à Londres, sur le toit de l'immeuble Apple.
- 3 février : John Lennon, George Harrison et Ringo Starr engagent Allen Klein comme nouveau manager des Beatles, contre l'avis de Paul McCartney.
- 12 mars : Paul McCartney et Linda Eastman se marient à Londres.
- 20 et 21 mars : John Lennon et Yoko Ono se marient à Gibraltar, le 21 ils sont à Amsterdam (Pays-Bas) pour passer sept jours ensemble dans un lit de l'hôtel Hilton.
- 22 avril : The Who présentent leur opéra-rock Tommy pour la première fois à Dolton (Devon, Angleterre).
- 26 mai : John Lennon et Yoko Ono engagent une action pour la paix à Toronto (Canada) en passant ensemble une semaine au lit. Allen Ginsberg, Phil Spector et Timothy Leary leur rendent visite en soutien à leur initiative.
- 5 juillet : The Rolling Stones rendent hommage à leur guitariste Brian Jones en donnant un concert gratuit dans Hyde Park à Londres.
- août : première formation du groupe Supertramp avec Rick Davies, Roger Hodgson, Richard Palmer et Robert Millar, d'août à janvier 1970 le groupe s'intitule d'abord " Daddy " avant de prendre le nom de Supertramp.
- 8-10 août : National Jazz & Blues Festival à Plumpton (Angleterre), avec Pink Floyd, The Who, Soft Machine, Taste, Yes, The Nice...
- 15-17 août : Festival de Woodstock, avec Jimi Hendrix, Janis Joplin, Joe Cocker, Jefferson Airplane, The Who, Crosby, Stills, Nash and Young, Canned Heat, Grateful Dead... 450 000 spectateurs.
- 28 août : Elvis Presley commence à se produire à Las Vegas (Névada, États-Unis).
- 30-31 août : Festival de l'île de Wight, avec Bob Dylan, The Who, Joe Cocker, The Band, The Pretty Things...
- 13 septembre : Rock'n'roll Revival Festival à Toronto (Canada), avec Chuck Berry, Little Richard, Jerry Lee Lewis, Gene Vincent, Bo Diddley et John Lennon accompagné du Plastic Ono Band.
- 24-28 octobre : festival pop Actuel à Amougies (Belgique), avec Pink Floyd, Ten Years After, Soft Machine, Yes et Gong.
- 7 novembre : les Rolling Stones entament leur nouvelle tournée américaine à Fort Collins (Colorado, États-Unis).
- 25 novembre : John Lennon rend sa décoration de membre de l'Ordre de l'Empire britannique.
- 6 décembre : The Rolling Stones donnent un concert gratuit à Altamont (Calfifornie, États-Unis) : un jeune Noir, Meredith Hunter, y est tué par le service d'ordre.
- 15 décembre : concert pour la paix à Londres, organisé par l'Unicef, avec un groupe constitué autour de John Lennon et comprenant notamment Eric Clapton, Delaney & Bonnie, Billy Preston, Keith Moon, Alan White...

#### Courants musicaux
- 10 octobre : sortie de l'album In the Court of the Crimson King de King Crimson, album fondateur du rock progressif.

#### Albums
- Creedence Clearwater Revival sortent trois albums : Bayou Country en janvier, Green River en août et Willy and the Poor Boys en novembre.
- 7 mars : le groupe Genesis sort son premier album From Genesis to Revelation.
- Avril : Chicago sort son premier album Chicago Transit Authority.
- 9 avril : sortie de Nashville Skyline de Bob Dylan.
- 21 avril : Frank Zappa et The Mothers of Invention sortent l'album Uncle Meat.
- Mai : Elvis Presley publie son album From Elvis in Memphis.
- 23 mai : The Who sortent leur album Tommy.
- 5 août : sortie de The Stooges premier album du groupe du même nom produit par John Cale.
- 11 septembre : Janis Joplin publie son premier album solo I Got Dem Ol' Kozmic Blues Again Mama!.
- 26 septembre : les Beatles sortent leur album Abbey Road.
- 22 octobre : Led Zeppelin sort son second album intitulé Led Zeppelin II.
- 4 novembre : sortie de Space Oddity de David Bowie.
- 5 décembre : The Rolling Stones sortent leur album Let It Bleed.

#### Singles
- 8 janvier : Elvis Presley est no 1 aux États-Unis, avec Memories. Il y reste trois semaines.
- 31 janvier : Fleetwood Mac est no 1 au Royaume-Uni, avec Albatross.
- 1er février : Tommy James and the Shondells sont no 1 aux États-Unis, avec Crimson and Glover. Ils y restent deux semaines.
- 15 février : Sly and the Family Stone sont no 1 aux États-Unis, avec Everyday People. Ils y restent quatre semaines.
- 15 mars : Tommy Roe est no 1 aux États-Unis, avec Dizzy. Il y reste quatre semaines.
- 19 mars : Elvis Presley est no 1 aux États-Unis, avec l'album Elvis, NBC TV Special. Il y reste cinq semaines.
- 25 avril : les Beatles et Billy Preston sont no 1 au Royaume-Uni, avec Get Back. Ils y restent six semaines.
- 24 mai : les Beatles et Billy Preston sont no 1 aux États-Unis, avec Get Back. Ils y restent cinq semaines.
- 6 juin : Tommy Roe est no 1 au Royaume-Uni, avec Dizzy.
- 13 juin : les Beatles sont no 1 au Royaume-Uni, avec The Ballad of John and Yoko. Ils y restent trois semaines.
- 25 juillet : les Rolling Stones sont no 1 au Royaume-Uni, avec Honky Tonk Women. Ils y restent cinq semaines.
- 23 août : les Rolling Stones sont no 1 aux États-Unis, avec Honky Tonk Women. Ils y restent quatre semaines.
- en août : sortie du titre I Wanna Be Your Dog des Stooges
- 19 septembre : Creedence Clearwater Revival est no 1 au Royaume-Uni, avec Bad Moon Rising. Il y reste trois semaines.
- 17 octobre : Bobbie Gentry est no 1 au Royaume-Uni, avec I'll Never Fall in Love Again.
- 1er novembre : Elvis Presley est no 1 aux États-Unis, avec Suspicious Minds.
- 7 novembre : sortie de Whole Lotta Love de Led Zeppelin
- 29 novembre : les Beatles sont no 1 aux États-Unis, avec Come Together et Something.

#### Décès
- 14 juin : mort de Wynonie Harris, 53 ans, à Los Angeles (Californie, États-Unis).
- 3 juillet : Brian Jones, guitariste des Rolling Stones, se noie dans sa piscine, dans le Sussex (Angleterre).

## Les années 1970

### 1970

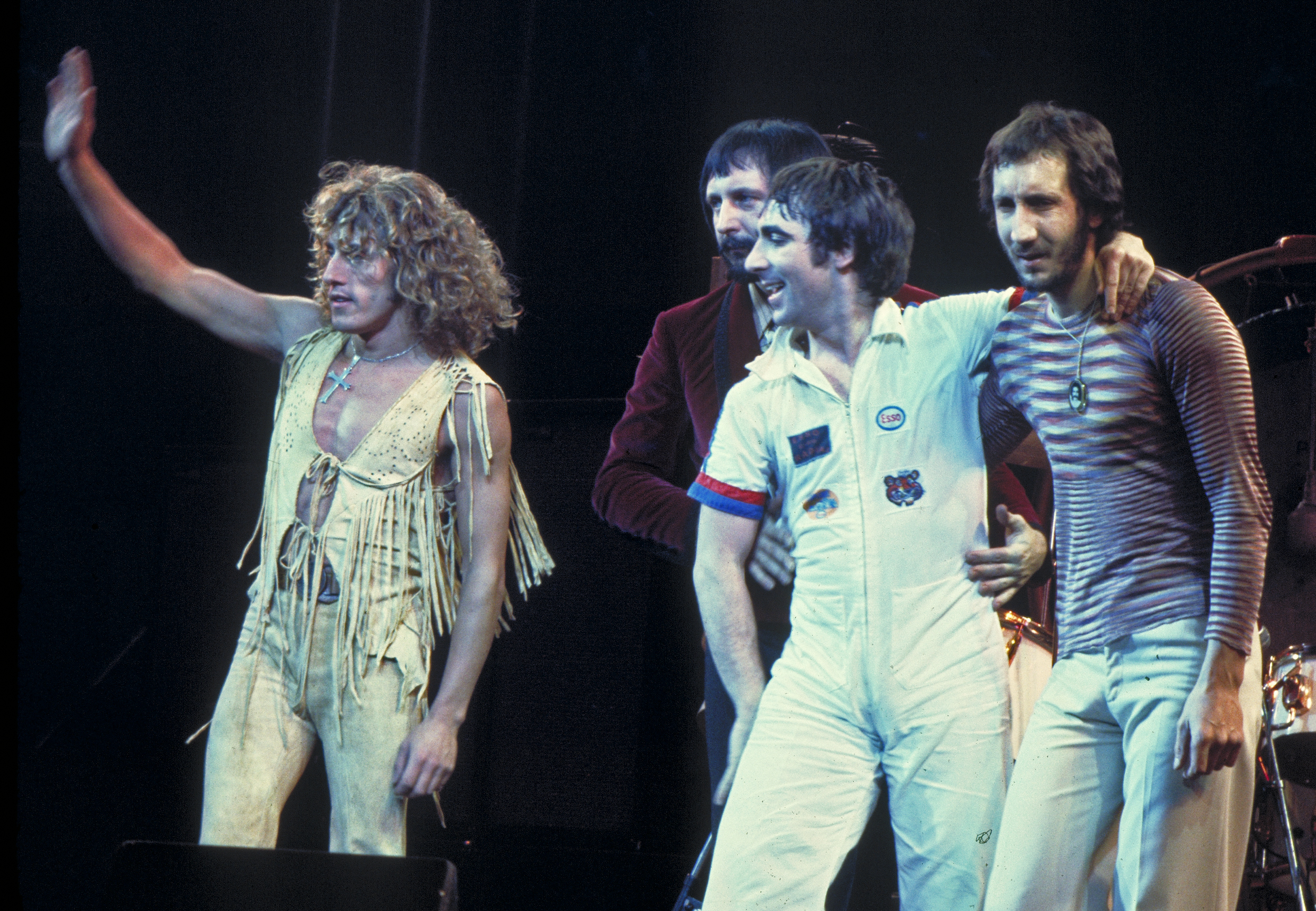
The Who en 1975.

#### Événements
- Frank Zappa dissout The Mothers of Invention.
- après avoir répondu à une annonce du Melody Maker, Phil Collins est recruté comme batteur de Genesis en remplacement de Chris Stewart.
- Après le départ de Tim Staffell, le groupe Smile change de nom et se nomme Queen avec le guitariste Brian May le batteur Roger Taylor et Freddie Mercury.
- 10 avril : Paul McCartney annonce qu'il a quitté les Beatles.
- 17 avril : Johnny Cash se produit à la Maison-Blanche à Washington (États-Unis), l'invitation du président Richard Nixon.
- 26-28 juin : Festival Pop de Rotterdam, avec Canned Heat, Quintessence, East of Eden, Jefferson Airplane, Santana, Flock, Hot Tuna, Country Joe, Pentangle, Renaissance, T. Rex, Al Stewart, The Byrds, Family, Fairport Convention, It's a Beautiful Day, Mungo Jerry, Soft Machine, Pink Floyd, Caravan... 300 000 spectateurs.
- 26-30 août : Festival de l'île de Wight, avec Jimi Hendrix, Miles Davis, The Who, The Moody Blues, Leonard Cohen, Joan Baez, Procol Harum, Joni Mitchell, Chicago, Donovan... 600 000 spectateurs.
- 30 août : les Rolling Stones ouvrent leur tournée européenne à Malmö (Suède).
- 31 décembre : Paul McCartney entame une procédure juridique à Londres pour obtenir la dissolution officielle des Beatles.

#### Courants musicaux
- Émergence du Hard rock

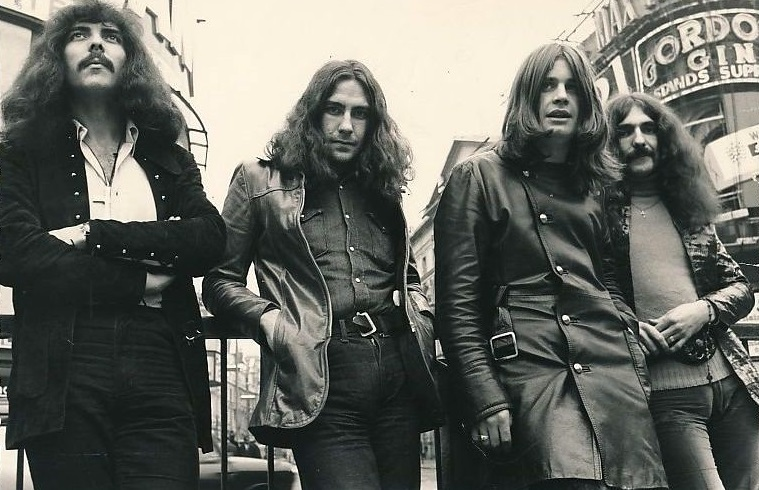
Black Sabbath en 1970.

- Décembre : la prestation du groupe T. Rex jouant leur single Ride a White Swan à Top of the Pops marque l'apparition du glam rock.

#### Albums
- 13 février : Black Sabbath sort Black Sabbath, considéré comme le premier album de heavy metal.
- 20 avril : Paul McCartney sort son premier album en solo, intitulé McCartney.
- 8 mai : les Beatles sortent leur album Let It Be.
- 3 juin : Deep Purple sort In Rock.
- 18 septembre : Black Sabbath sort Paranoid.
- 5 octobre : Led Zeppelin sort Led Zeppelin III.
- 10 octobre : Pink Floyd sort Atom Heart Mother.

#### Singles
- 7 février : Shocking Blue sont no 1 aux États-Unis avec Venus. Ils y restent une semaine.
- 21 février : Simon and Garfunkel sont no 1 aux États-Unis avec Bridge Over Troubled Water. Ils y restent six semaines. Le 22 mars, ils sont no 1 en Grande-Bretagne pour trois semaines.
- 11 avril : The Beatles sont no 1 aux États-Unis avec Let It Be. Ils y restent deux semaines. Étrangement, cette chanson n'aura pas le même classement en Grande-Bretagne...
- 9 mai : The Guess Who sont no 1 aux États-Unis avec American Woman[30] et No Sugar Tonight[30]. Ils y restent trois semaines.
- 31 mai : Christie est no 1 en Grande-Bretagne avec Yellow River. il y reste une semaine.
- 7 juin : Mungo Jerry est no 1 en Grande-Bretagne avec In the Summertime. Il y reste 7 semaines.
- 13 juin : The Beatles sont no 1 aux États-Unis avec The Long And Winding Road et For You Blue . Ils y restent deux semaines et se sont les deux derniers no 1 du groupe en activité.
- 11 juillet : Three Dog Night sont no 1 aux États-Unis avec Mama Told (Not To Come). Ils y restent deux semaines.
- 26 juillet : Elvis Presley est no 1 en Grande-Bretagne avec The Wonder Of You. il y reste six semaines.
- 29 août : Edwin Starr est no 1 aux États-Unis avec War. Il y reste trois semaines.
- 15 novembre : Jimi Hendrix est no 1 en Grande-Bretagne avec Voodoo Child. Il y reste une semaine.
- 22 novembre : Dave Edmunds est no 1 en Grande-Bretagne  avec I Hear You Knocking . Il y reste six semaines.
- Black Sabbath du groupe Black Sabbath sort le 13 février..
- Child In Time de Deep Purple sort en juin
- Down On The Street des Stooges sort en septembre.
- Paranoïd du groupe Black Sabbath sort le 18 septembre 1970, mais ne sera présent que sur l'album du même nom qui sortira l'année d'après.

#### Décès
- 31 janvier : mort de Slim Harpo, 46 ans, en Louisiane, d'une attaque cardiaque.
- 16 mars : mort de Tammi Terrell, 24 ans, à Philadelphie (Pennsylvanie, États-Unis), d'une tumeur au cerveau.
- 21 avril : mort de Earl Hooker, 41 ans, à Chicago (Illinois, États-Unis).
- 24 avril : mort de Otis Spann, 40 ans, à Chicago (Illinois, États-Unis), d'un cancer.
- 6 juin : mort de Lonnie Johnson, 71 ans, à Toronto (Canada), des suites d'un accident d'automobile.
- 11 juin : mort de Earl Grant, 39 ans, à Lordsburg (Nouveau Mexique, États-Unis), dans un accident d'automobile.
- 18 septembre : mort de Jimi Hendrix, 27 ans, à Londres, d'une surdose de barbituriques.
- 4 octobre : mort de Janis Joplin, 27 ans, à Los Angeles (Californie, États-Unis), d'une surdose de drogue.

### 1971

#### Événements
- Janvier : Formation par le guitariste Wilko Johnson et le chanteur et harmoniciste Lee Brilleaux de Dr Feelgood groupe emblématique du mouvement pub rock.
- 4 mars les Rolling Stones ouvrent leur tournée anglaise à Newcastle.
- 3 juillet : mort de Jim Morrison, 27 ans, à Paris, chanteur des Doors, dans son bain.
- 1er août : concert pour le Bangladesh au Madison Square Garden à New York, avec George Harrison, Bob Dylan, Ringo Starr, Ravi Shankar, Eric Clapton.
- Octobre-décembre : formation du groupe The New York Dolls, avec les guitaristes Johnny Thunders et Rick Rivets (qui est remplacé par Sylvain Sylvain peu après), le bassiste Arthur «Killer» Kane le batteur Billy Murcia et le chanteur David Johansen. La première prestation scénique du groupe se déroule le 25 décembre 1971.
- 4 décembre : un incendie se déclare au casino de Montreux (Suisse) pendant un concert de Frank Zappa and the Mothers of Invention.

#### Courants musicaux
- mai : En se produisant dans le pub londonien Tally Ho alors dévolu au jazz, le groupe de country rock Eggs over Easy marque l'apparition du pub rock.
- mai : dans le numéro de mai de la revue Creem le critique musical Dave Marsh est le premier à employer le terme punk rock à propos du groupe Question Mark and the Mysterians.

#### Albums
- 11 janvier : sortie de Pearl, album posthume de Janis Joplin.
- 19 avril : sortie de L.A. Woman, le dernier album studio des Doors du vivant de Jim Morrison.
- 23 avril : The Rolling Stones sortent leur album Sticky Fingers.
- août : The Who sortent Who's Next.
- 9 septembre : John Lennon sort son album Imagine.
- 24 septembre : sortie d'Electric Warrior du groupe T. Rex.
- octobre : le groupe Grateful Dead sort l'album live du même nom.
- 8 novembre : Led Zeppelin sort l'album Led Zeppelin IV.
- 27 novembre : sortie de Killer d'Alice Cooper.
- 17 décembre : sortie d'Hunky Dory, album de David Bowie.

#### Singles

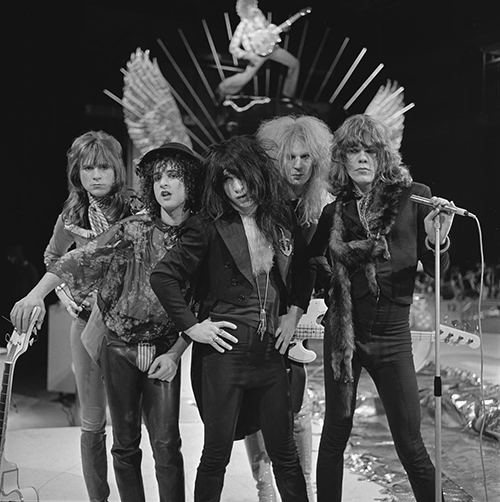
Les New York Dolls en 1973.

- 24 janvier : George Harrison est no 1 en Grande-Bretagne avec My Sweet Lord. Il y reste cinq semaines.
- 14 mars : T-Rex est no 1 en Grande-Bretagne avec Hot Love . il y reste six semaines.
- 20 mars : Janis Joplin est no 1 aux États-Unis avec Me and Bobby McGee. Elle y reste deux semaines à titre posthume.
- 29 mai : The Rollings Stones sont no 1 aux États avec Brown Sugar. Ils y restent deux semaines.
- 25 juin Won't Get Fooled Again des The Who.
- 18 juillet : T-Rex est no 1 en Grande-Bretagne avec Get it On. Il y reste quatre semaines.
- 2 octobre : Rod Stewart est no 1 en Grande-Bretagne et États-Unis avec Maggie May et Reason To Believe. Il y reste cinq semaines dans les deux pays sur la même période.
- 30 octobre Echoes de Pink Floyd.
- 7 novembre : Slade est no 1 en Grande-Bretagne avec Coz i Luv You. Il y reste quatre semaines.
- 8 novembre Stairway To Heaven de Led Zeppelin.

#### Décès
- 12 octobre : mort de Gene Vincent, 36 ans, à Newhall (Californie, États-Unis), d'un ulcère de l'estomac.
- 29 octobre : mort de Duane Allman, 24 ans, guitariste solo des Allman Brothers, à Macon (Géorgie, États-Unis), dans un accident de moto.

### 1972

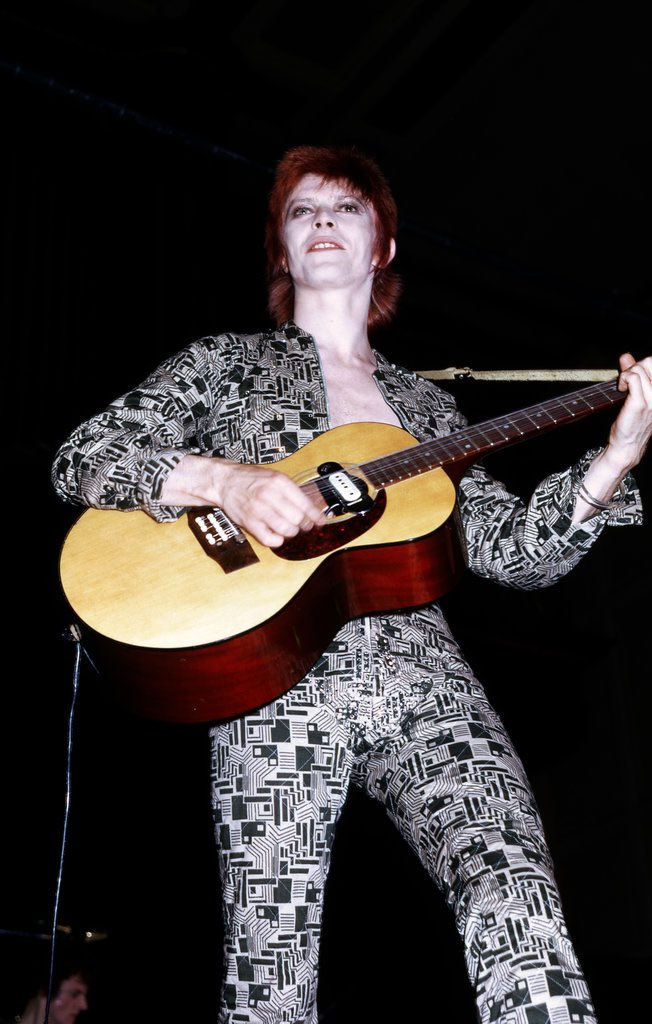
David Bowie un des principaux représentants du glam rock en 1972.

#### Événements
- 3 juin : les Rolling Stones ouvrent leur tournée américaine à Vancouver (Canada).
- 10 juin : Elvis Presley donne le premier de quatre concerts au Madison Square Garden à New York.
- Août : concert de rock revival au stade de Wembley à Londres, avec Little Richard, Chuck Berry, Jerry Lee Lewis, Bill Haley...

#### Albums
- 14 février : Neil Young sort l'album Harvest.
- 25 mars : sortie de Machine Head du groupe Deep Purple.
- 12 mai : The Rolling Stones sortent leur album Exile on Main St..
- 6 juin : David Bowie sort l'album The Rise and Fall of Ziggy Stardust and the Spiders from Mars.
- 8 décembre : sortie de Transformer, deuxième album de Lou Reed en solo.
- Scorpions sort l'album Lonesome Crow.
- sortie de la compilation Nuggets: Original Artyfacts from the First Psychedelic Era, 1965-1967.

#### Singles
- 15 janvier : Don Mc Lean devient no 1 aux États-Unis avec American Pie. Il y reste quatre semaines;
- 30 janvier : T-Rex devient no 1 en Grande-Bretagne avec Telegram Sam. Il y reste deux semaines.
- 18 mars : Neil Young devient no 1 aux États-Unis avec Heart of Gold. Il reste une semaine.
- 25 mars : America devient no 1 aux États-Unis avec A Horse With No Name. Ils y restent trois semaines.
- 14 mai : T-Rex devient no 1 en Grande-Bretagne avec Metal Guru. Il y reste quatre semaines.
- 25 juin : Slade deviennent no 1 en Grande-Bretagne avec Take Me Bak'Ome. il y restent une semaine.
- 6 août : Alice Cooper devient no 1 en Grande-Bretagne avec School's Out. Il y reste trois semaines.
- 27 août : Rod Stewart devient no 1 en Grande-Bretagne avec You Wear it Well. Il y reste une semaine.
- 3 septembre : Slade devient no 1 en Grande-Bretagne avec Mama Weer All Crazee Now. Il y reste trois semaines.
- 21 octobre : Chuck Berry devient no 1 aux États-Unis avec My Ding-A-Ling . Il y reste deux semaines puis devient no 1 en Grande-Bretagne le 19 novembre pour 4 semaines.
- 2 décembre : The Temptations deviennent no 1 aux États-Unis avec Papa Was A Rollin' Stone. Ils y restent une semaine.
- Suffragette City de David Bowie enregistré le 4 février.
- Smoke on the Water et Highway Star  de Deep Purple sortent en mars et septembre.
- Rock N' Roll (Part II) de Gary Glitter sort en juin
- Walk On The Wild Side de Lou Reed sort le 8 décembre.

#### Décès
- 24 janvier : mort de Gene Austin, 71 ans, à Palm Springs (Californie, États-Unis), d'un cancer.
- 13 juin : mort de Clyde McPhatter, 39 ans, à Teaneck (New Jersey, États-Unis), d'un arrêt cardiaque.

### 1973

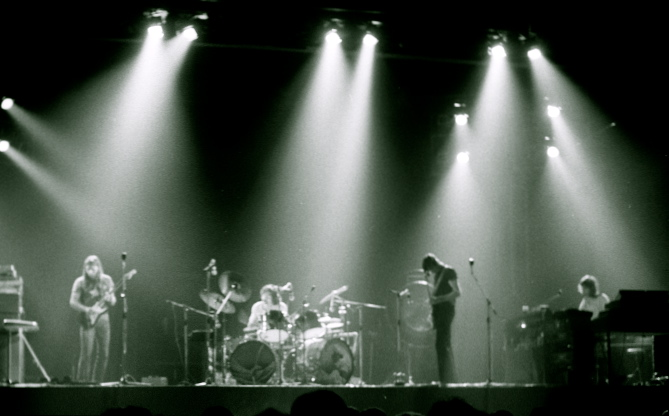
Les Pink Floyd en concert en 1973 année de la sortie de The Dark Side of the Moon.

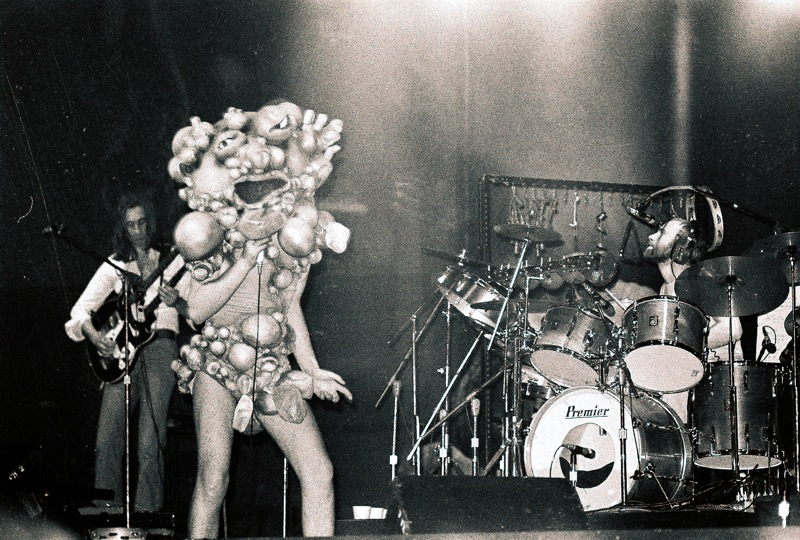
Genesis avec Peter Gabriel (déguisé), Mike Rutherford (à la guitare) et Phil Collins (à la batterie) en concert, en 1974.

#### Événements
- The Everly Brothers se séparent.
- Vers mars : Peu après l'enregistrement de l'album For Your Pleasure, Brian Eno quitte le groupe Roxy Music.
- 14 janvier : Elvis Presley donne son concert « Aloha From Hawaii » depuis Hawaï, diffusé dans le monde entier sur de nombreuses chaînes de télévision.
- 4 mai : Led Zeppelin commence une importante tournée américaine, qui se poursuit jusqu'au 29 juillet.
- 28 juillet : concert du Grateful Dead, du Band et des Allman Brothers à Watkins Glenn, dans l'État de New York, devant 600 000 personnes.
- 1er août : avant-première d'American Graffiti, film de George Lucas sur la jeunesse américaine au début des années 1960 à la bande-son très rock 'n' roll.
- 1er septembre : les Rolling Stones ouvrent leur tournée européenne à Vienne (Autriche).
- décembre : ouverture à New York dans le quartier de Manhattan du CBGB.

#### Singles
- 5 janvier : The Sweet deviennent no 1 en Grande-Bretagne avec Blockbuster . Ils y restent cinq semaines.
- 5 février : Elton John devient no 1 aux États-Unis avec Crocodile Rock ; il y reste trois semaines.
- 27 février : Slade revient no 1 en Grande-Bretagne avec Cum on feel the noize. Ils y restent quatre semaines.
- 24 mars : The O'Jays deviennent no 1 aux États-Unis avec  Love Train pour une semaine.
- 26 mai : The Edgar Winter Group deviennent no 1 aux États-Unis avec Frankenstein. Ils y reste une semaine.
- 12 juin : Suzi Quatro devient no 1 en Grande-Bretagne avec Can the Can. Elle y reste une semaine.
- 19 juin : 10CC deviennent no 1 en Grande-Bretagne avec Rubber Bullets pour une durée d'une semaine.
- 26 juin : Slade redevient no 1 en Grande-Bretagne avec Skweeze Me Pleeze Me. Il y reste trois semaines.
- 7 juillet : Billy Preston devient no 1 aux États-Unis avec Will It Go Round in Circles. Il y reste deux semaines.
- 24 juillet : Gary Glitter devient no 1 en Grande-Bretagne avec I'm The Leader Of The Band. Il y reste quatre semaines.
- 25 août : The Stories deviennent no 1 aux États-Unis avec Brother Louie. ils y restent deux semaines.
- 29 septembre : Grand Funk Railroad devient no 1 aux États-Unis avec We're an American Band. Ils y restent une semaine.
- 20 octobre : The Rolling Stones deviennent no 1 aux États-Unis avec Angie. Ils y restent une semaine.
- 13 novembre : Garry Glitter revient no 1 en Grande-Bretagne avec I love, You Love Me Love. Il y reste quatre semaines.
- 11 décembre : Slade termine l'année en no 1 en Grande-Bretagne avec Merry Christmas Everybody. ils y restent cinq semaines.

#### Albums
- 5 janvier : Bruce Springsteen sort Greetings from Asbury Park, N.J., son premier album.
- 7 février : sortie de Raw Power d'Iggy and The Stooges.
- 1er mars : Pink Floyd sortent leur album The Dark Side of the Moon.
- 28 mars : Led Zeppelin sortent Houses of the Holy.
- 13 avril : sortie d'Aladdin Sane de David Bowie.
- 31 août : The Rolling Stones sortent leur album Goats Head Soup.
- 19 octobre : The Who sortent Quadrophenia.
- 1er novembre : sortie de Stranded de Roxy Music.

#### Décès
- 19 septembre : mort de Gram Parsons, 26 ans, à Joshua Tree (Californie, États-Unis), d'une surdose de drogue.
- 20 décembre : mort de Bobby Darin, 37 ans, à Los Angeles (Californie, États-Unis), d'un empoisonnement du sang.

### 1974

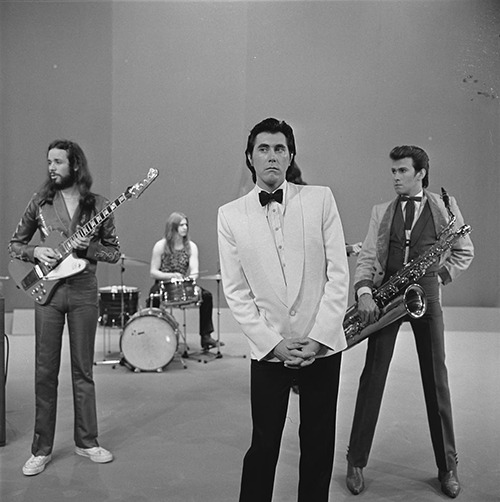
Roxy Music en 1973.

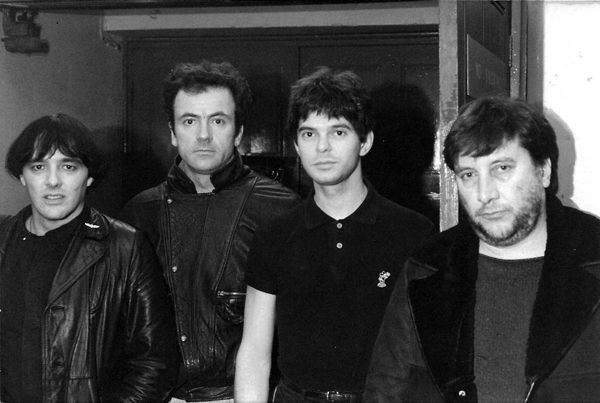
The Stranglers en 1985.

#### Événements
- 23 janvier : fondation du groupe les Ramones formé de John Cummings, Thomas Erdelyi, Douglas Colvin, et Jeffrey Hyman.
- 6 avril : « The California Jam Rock Festival » à Ontario (Calfifornie, États-Unis) , avec Emerson, Lake and Palmer, Black Sabbath, Deep Purple, Eagles, Black Oak Arkansas... Il attire 200 000 personnes.
- 11 septembre : Formation du groupe The Stranglers, formé de Jet Black à la batterie, Hugh Cornwell au chant et à la guitare auxquels se joignent Jean-Jacques Burnel à la basse et Hans Warmling au claviers, après le départ de ce dernier, il est remplacé par Dave Greenfield début 1975.
- 31 octobre : sortie de Phantom of the Paradise, film musical de Brian De Palma.

#### Courants musicaux
- Le punk rock émerge à New York avec la formation des groupes Television et Ramones, et la scène du CBGB.

##### Singles
- 12 janvier : Steve Miller Band devient no 1 aux États-Unis avec The Joker. Ils n'y restent qu'une semaine.
- 22 janvier : Mud deviennent no 1 en Grande-Bretagne avec Tiger Feet; ils y restent quatre semaines.
- 19 février : Suzi Quatro devient no 1 en Grande-Bretagne avec Devil Gate Drive. Elle y reste deux semaines.
- 5 mars : Alvin Stardust devient no 1 en Grande-Bretagne avec Jealous Mind. Il y reste 1 semaine.
- 6 avril : Blue Swede devient no 1 aux États-Unis avec Hooked On A Feeling. Il y reste une semaine.
- 4 mai : Grand Funk Railroad devient no 1 aux États-Unis avec sa reprise du Loco-Motion; Il y reste deux semaines.
- 8 juin : Paul McCartney & the Wings deviennent no 1 aux États-Unis avec « Band On The Run ». Ils y restent une semaine.
- 18 juin : Gary Glitter devient no 1 en Grande-Bretagne avec Always Hours. Il y reste une semaine.
- 14 septembre : Eric Clapton devient no 1 aux États-Unis avec I Shot The Sheriff. Il y reste une semaine.
- 19 octobre : Billy Preston devient no 1 aux États-Unis avec Nothing From Nothing. Il y reste une semaine.
- 9 novembre : Bachman-Turner Overdrive devient no 1 aux États-Unis avec You Ain't Seen Nothin Yet. Ils y restent une semaine.
- 16 novembre : John Lennon devient no 1 aux États-Unis avec Whatever Gets You Thru The Night. Il y reste une semaine.
- 21 décembre : Harry Chapin devient no 1 aux États-Unis avec Cat's In The Cradle. il y reste une semaine et sa chanson sera reprise par Ugly Kid Joe en 1992.

#### Albums
- 24 mai : David Bowie sort Diamond Dogs.
- 26 juillet : sortie de l'album Rock Bottom de Robert Wyatt.
- juillet : Eric Clapton sort 461 Ocean Boulevard.
- septembre : sortie de Crime of the Century, troisième album de Supertramp.
- 18 octobre : les Rolling Stones sortent leur album It's Only Rock 'n Roll.
- 1er novembre : Scorpions sort l'album Fly to the Rainbow.
- 15 novembre : sortie de l'album Country Life de Roxy Music, premier succès du groupe aux États-Unis.
- 1er novembre : Kraftwerk sortent Autobahn.
- 8 novembre : sortie de Sheer Heart Attack, troisième album du groupe Queen.
- 18 novembre : Genesis sortent leur sixième album studio The Lamb Lies Down on Broadway.

### 1975

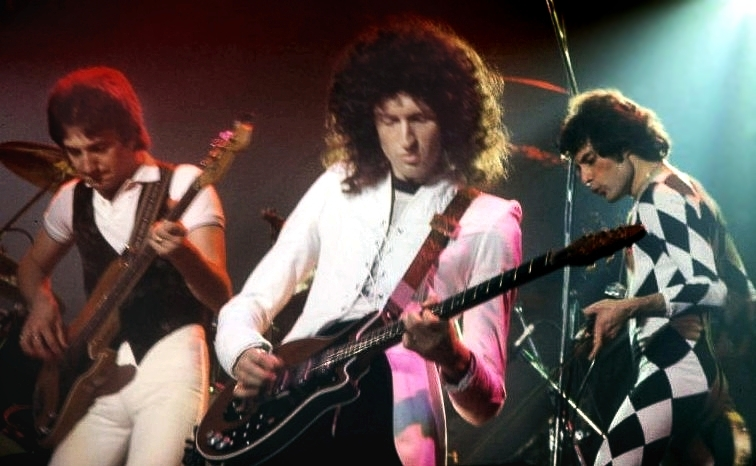
Le groupe Queen en concert (1978).

#### Événements
- Peter Gabriel quitte Genesis.
- 26 mars : Tommy, le film tiré de l'opéra-rock des Who est présenté à Londres.
- mai : Malcolm McLaren et Vivienne Westwood ouvrent la boutique Sex à Londres.
- 1er juin : les Rolling Stones ouvrent leur tournée américaine à Baton Rouge (Louisiane, États-Unis). Ronnie Wood fait ses débuts sur scène avec le groupe.
- 8 juin : première performance des Talking Heads au CBGB en ouverture des Ramones.
- 30 octobre : Bob Dylan ouvre à Plymouth (Massachusetts, États-Unis) sa tournée intitulée Rolling Thunder Revue, qui s'achève le 8 décembre à New York.
- 6 novembre : premier concert des Sex Pistols à la Saint Martins school of Art à Londres.

#### Albums

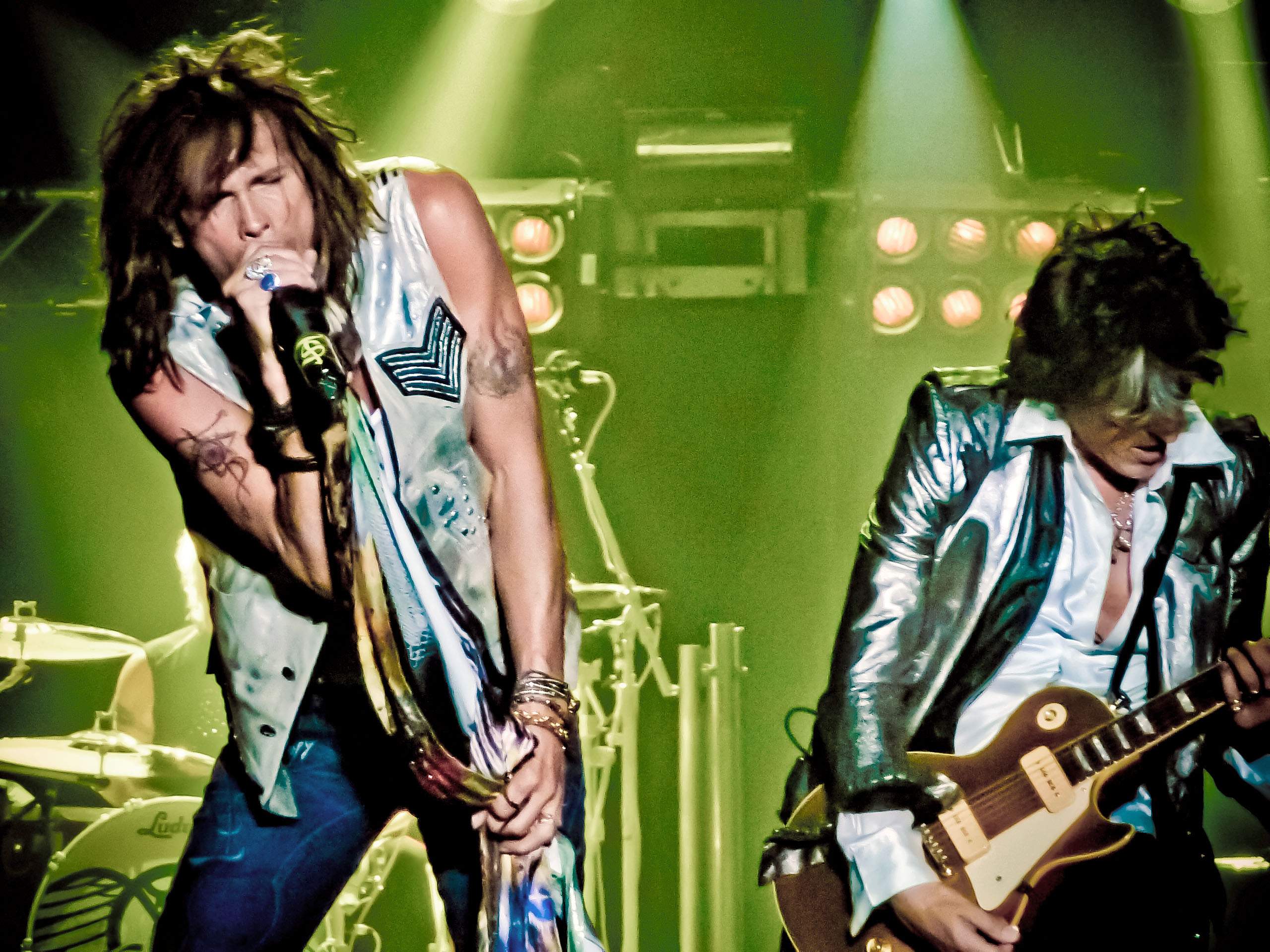
Le groupe Aerosmith en concert (2010).

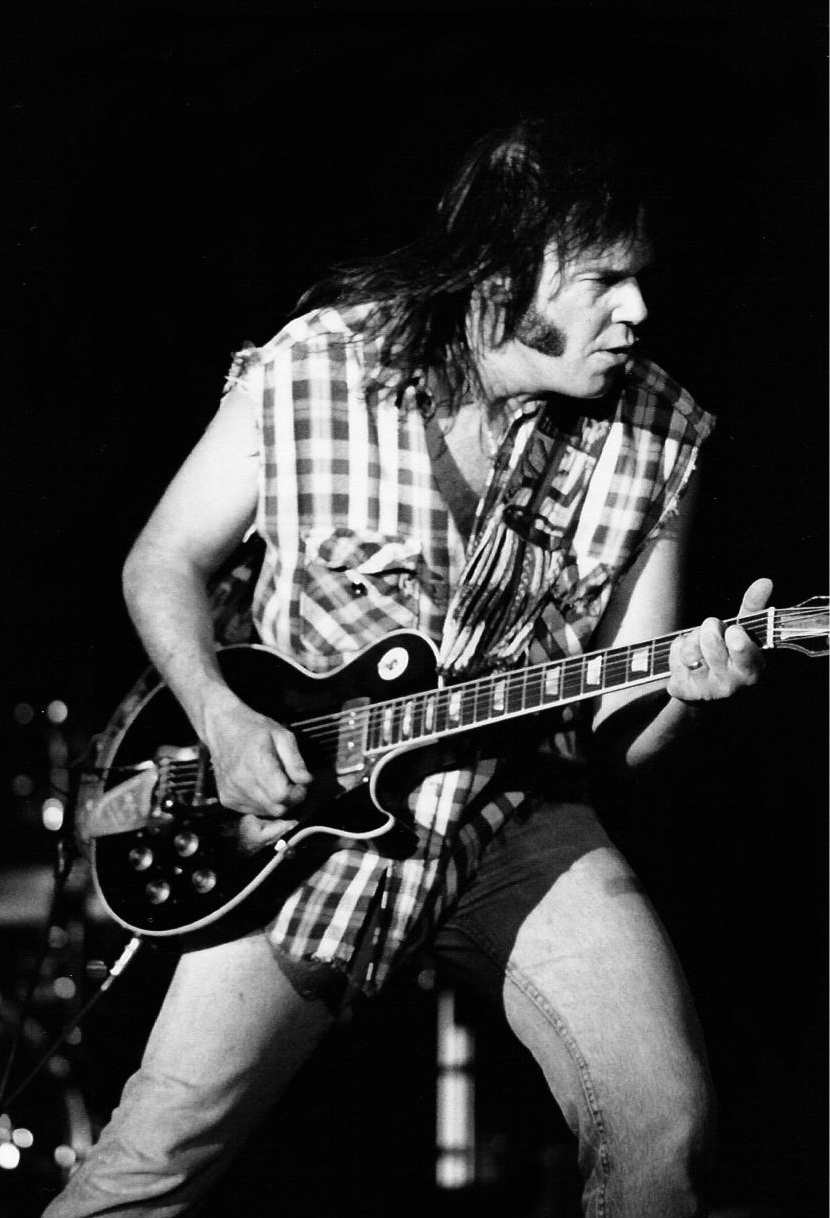
Neil Young

- 17 janvier : Bob Dylan sort Blood on the Tracks.
- 17 février : John Lennon sort l'album de reprises Rock 'n' Roll.
- 17 février : sortie du premier album d'AC/DC en Australie, High Voltage.
- 24 février : Led Zeppelin sort Physical Graffiti.
- février : Alice Cooper sort Welcome to My Nightmare.
- 7 mars : sortie de Young Americans de David Bowie.
- 8 avril : Aerosmith sort son 3e album Toys in the Attic.
- 1er septembre : Bruce Springsteen sort son album Born to Run.
- 15 septembre : Pink Floyd sort Wish You Were Here.
- octobre : sortie de Radio-Activity de Kraftwerk.
- 25 octobre : Paul Simon sort Still Crazy After All These Years, « album de l'année » aux Grammy Awards
- 21 novembre : Queen sort A Night at the Opera.
- 13 décembre : sortie de Horses, premier album de Patti Smith.
- décembre : AC/DC sort TNT.

#### Singles
- 14 janvier : Status Quo devient no 1 en Grande-Bretagne avec Down Down . Ils y restent une semaine.
- 8 février : Ohio Players deviennent no 1 aux États-Unis avec Fire. Ils y restent une semaine.
- 18 fevrier : Steve Harley & Cockney Rebel deviennent no 1 en Grande-Bretagne avec Make Me Smile. Ils y restent deux semaines.
- 1er mars : les Eagles deviennent no 1 aux États-Unis avec Best of My Love. Ils y restent 1 semaine.
- 15 mars : The Doobie Brothers deviennent no 1 aux États-Unis avec Blackwater. Ils y restent une semaine.
- 31 mai : sortie de I'm Not in Love du groupe 10cc. Ils deviennent no 1 en Grande-Bretagne le 28 juin pour deux semaines.
- 14 juin : America devient no 1 aux États-unis avec Sister Golden Hair. Ils y restent une semaine.
- 12 juillet : Johnny Nash devient no 1 en Grande-Bretagne avec Tears on My Pillox. Il y reste une semaine.
- 19 juillet : Paul McCartney et Wings sont no 1 aux États-Unis, avec Listen to What the Man Said. Ils y restent une semaine.
- 2 août : Eagles Redeviennent no 1 aux États-Unis avec One of These Nights. Ils y restent une semaine.
- 20 septembre : David Bowie devient no 1 aux États-Unis, pour la première fois, avec Fame. Il y reste deux semaines.
- 31 octobre : Queen sort Bohemian Rhapsody. Ce titre devient no 1 en Grande-Bretagne le 29 novembre pour une durée de neuf semaines.
- 1er novembre : Elton John devient no 1 aux États-Unis avec Island Girl. Il y reste trois semaines.
- 8 novembre : David Bowie devient no 1 en Grande-Bretagne avec Space Oddity (qui date pourtant de 1969). il y reste deux semaines.

#### Décès
- 4 février : mort de Louis Jordan, 66 ans, à Los Angeles (Californie) d'une crise cardiaque.
- 10 février : mort de Dave Alexander, 27 ans, à Ann Arbor (Michigan), d'un œdème du poumon.
- 16 mars : mort de T-Bone Walker, 64 ans, à Los Angeles, d'une pneumonie aiguë.
- 29 juin : mort de Tim Buckley, 28 ans, à Santa Monica (Californie) par surdose de drogue.

### 1976

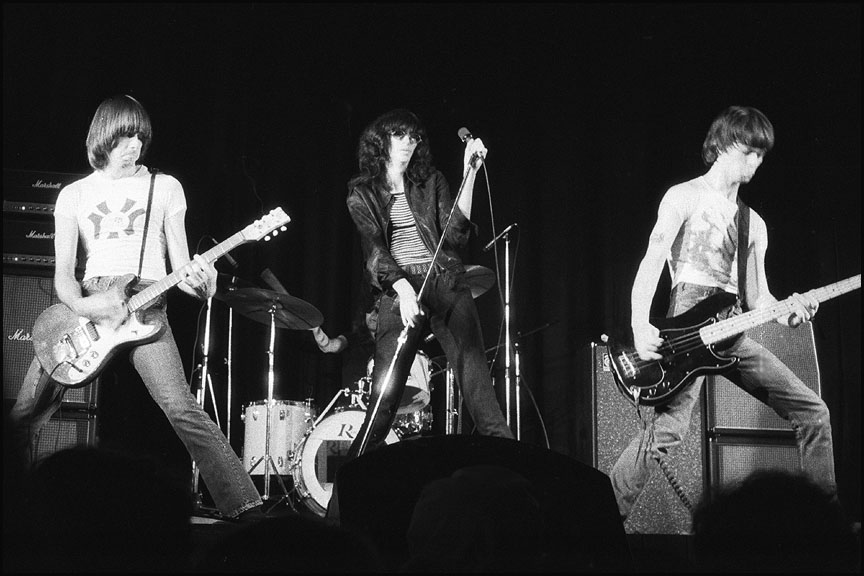
Les Ramones en concert à Toronto en 1976.

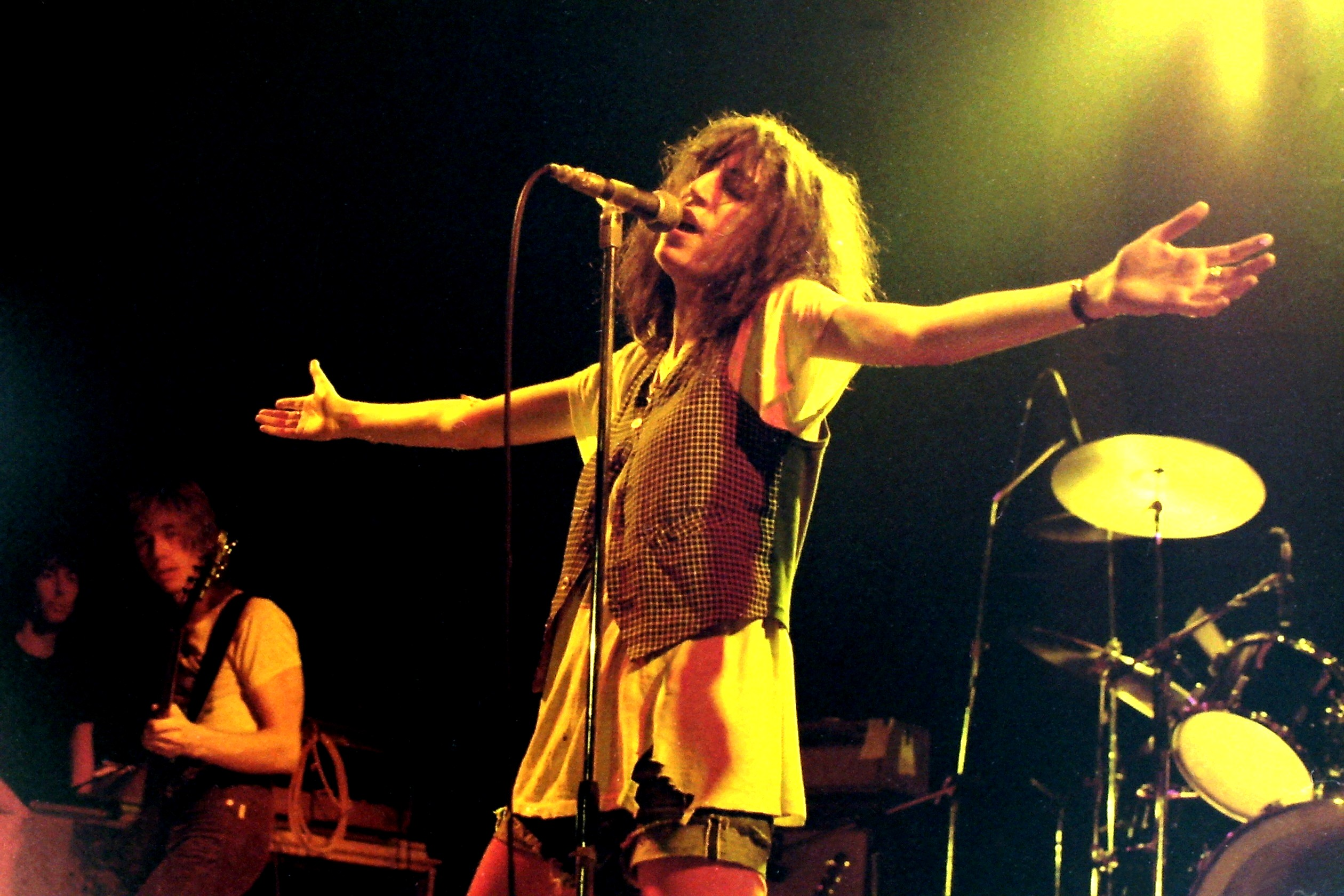
Patti Smith et le Patti Smith Group en concert en 1978.

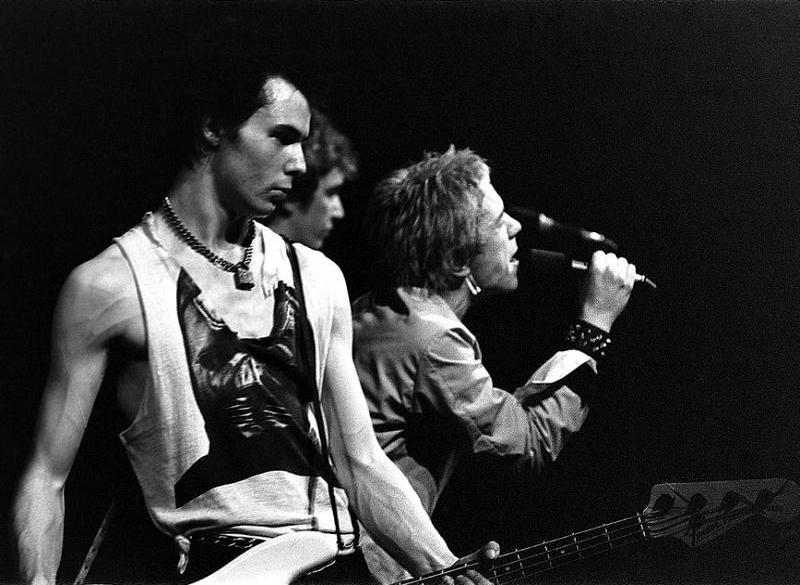
Les Sex Pistols en concert en 1977 (de gauche à droite: Sid Vicious, Steve Jones et Johnny Rotten)

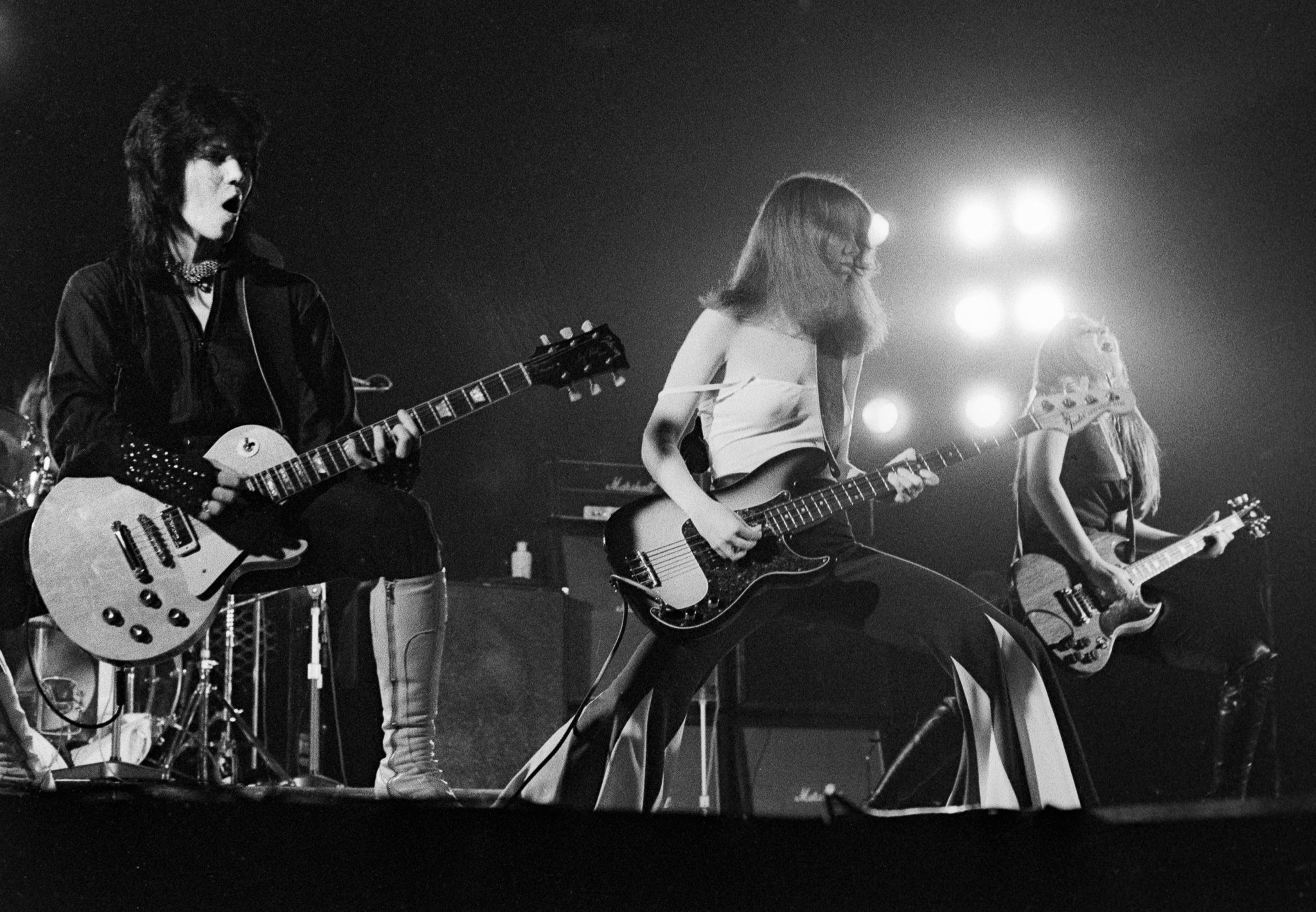
The Runaways en concert en 1976 (de gauche à droite Joan Jett, Jackie Fox et Lita Ford).

#### Événements
- février : formation des Buzzcocks, après avoir vu un concert des Sex Pistols.
- 28 avril : les Rolling Stones ouvrent leur tournée européenne à Francfort (Allemagne).
- 4 juillet : premier concert des Clash en première partie des Sex Pistols à Sheffield.
- 6 juillet : premier concert des Damned en première partie des Sex Pistols à Londres.
- 21 juillet : premier festival du mouvement punk à Mont-de-Marsan, avec The Clash, The Damned, Eddie and the Hot Rods, Dr Feelgood...
- juillet : formation du groupe Joy Division par le guitariste Bernard Sumner le bassiste Peter Hook et le batteur Terry Mason remplacé plus tard par Stephen Morris. Ils recrutent par petite annonce Ian Curtis qui devient le chanteur du groupe le 20 juillet. Le groupe prend d'abord le nom de Warsaw, et le change pour Joy division au début de l'année 1978.
- 20 et 21 septembre : premier festival punk à Londres au 100 Club, avec les Sex Pistols, The Clash, The Damned et les Buzzcocks, entre autres.
- 20 septembre: formation du groupe Siouxsie and the Banshees par la chanteuse Siouxsie Sioux et le bassiste Steven Severin et premier concert à Londres lors 100 Club Punk Festival , avec Sid Vicious à la batterie.
- 25 septembre : formation à Dublin du groupe U2 par Larry Mullen avec Adam Clayton, Paul Hewson surnommé Bono, David Evans surnommé The Edge et son frère Dik Evans. Le groupe se nomme alors Feedback et ensuite The Hypeavant de prendre le nom de U2 en 1978.
- 12 novembre : premier concert du groupe de rock français Téléphone.
- 25 novembre : concert d'adieu du Band au Winterland Ballroom à San Francisco (Californie, États-Unis).

#### Albums
- 5 janvier : Bob Dylan sort son album Desire.
- 23 janvier : sortie de Station to Station de David Bowie.
- 26 mars : Carlos Santana sort Amigos.
- 26 mars : Wings sort Wings at the Speed of Sound.
- 26 mars : parution de Jailbreak de Thin Lizzy.
- 31 mars : Led Zeppelin sort Presence.
- 23 avril : sortie de Ramones, premier album des Ramones et premier album de punk rock.
- 23 avril : les Rolling Stones sortent Black and Blue.
- 14 mai : parution de High Voltage, premier album international d'AC/DC.
- 21 mai : Blue Öyster Cult sort Agents of Fortune.
- 1er juin : The Runaways sort son premier album homonyme.
- 30 juin : parution de Derrière l'amour de Johnny Hallyday.
- août : sortie de The Modern Lovers, premier album « posthume » des Modern Lovers.
- 9 octobre : Scorpions sort Virgin Killer.
- octobre : sortie de Radio Ethiopia du Patti Smith Group.
- 9 novembre : sortie du premier album homonyme de Tom Petty and the Heartbreakers.
- 18 novembre : Serge Gainsbourg sort L'Homme à tête de chou.
- 8 décembre : parution d'Hotel California des Eagles.
- 10 décembre : Queen sort A Day at the Races.
- décembre : sortie du premier album homonyme de Blondie.

### Singles
- 31 janvier : Ohio Players deviennent no 1 aux États-Unis avec Love Rollercoaster. Ils y restent une semaine et ce titre sera repris par les Red Hot Chili Peppers en 1996.
- février : les Ramones sortent Blitzkrieg Bop, premier single de punk rock.
- 7 février : Paul Simon devient no 1 aux États-Unis avec 50 Ways to Leave Your Lover. Il y reste trois semaines.
- 23 mars : Carlos Santana - Europa (Earth's Cry Heaven's Smile)
- 30 avril : Paul McCartney et les Wings - Silly Love Songs. Ce titre devient no 1 aux États-Unis du 22 au 28 mai et du 12 juin au 11 juillet soit cinq semaines.
- 26 juin : The Real Things deviennent no 1 en Grande-Bretagne avec You To Me Are Everything. Ils y restent 1 semaine.
- 24 juillet Elton John & Kiki Dee deviennent no 1 en Grande-Bretagne (une première pour Elton John !) avec Don't Go Breaking My Heart. Ils y restent six semaines. Ils deviennent no 1 aux États-Unis le 7 août pour une durée de quatre semaines.
- 31 juillet : Chicago - If You Leave Me Now. Ce titre devient no 1 aux États-Unis le 22 octobre pour une durée de deux semaines et le 3 novembre, no 1 en Grande-Bretagne pour une durée de trois semaines.
- 11 septembre : KC and the Sunshine Band deviennent no 1 aux États-Unis avec Shake, Shake, Shake. Ils y restent une semaine.
- septembre : J.J. Cale - Cocaine
- 22 octobre : The Damned sort New Rose, premier single de punk rock britannique.
- 6 novembre : Steve Miller Band devient no 1 aux États-Unis avec Rock'n Me. Ils y restent une semaine.
- 13 novembre : Rod Stewart devient no 1 aux États-Unis avec Tonight's The Night. Il y reste huit semaines.
- 26 novembre : Sex Pistols - Anarchy in the U.K.

### Décès
- 19 mars : mort de Paul Kossoff, 25 ans, ancien guitariste de Free, dans un avion entre Los Angeles et New York.
- 14 mai : mort de Keith Relf, 33 ans, ancien des The Yardbirds, à Londres, électrocuté par sa guitare.
- 4 décembre : mort de Tommy Bolin, ancien guitariste de Deep Purple, 25 ans, à Miami, d'une overdose d'héroïne.

### 1977

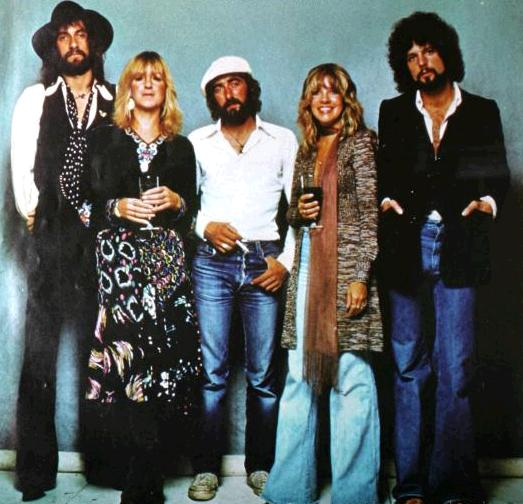
Le groupe californien Fleetwood Mac en 1977, lors de la sortie de l'album Rumours.

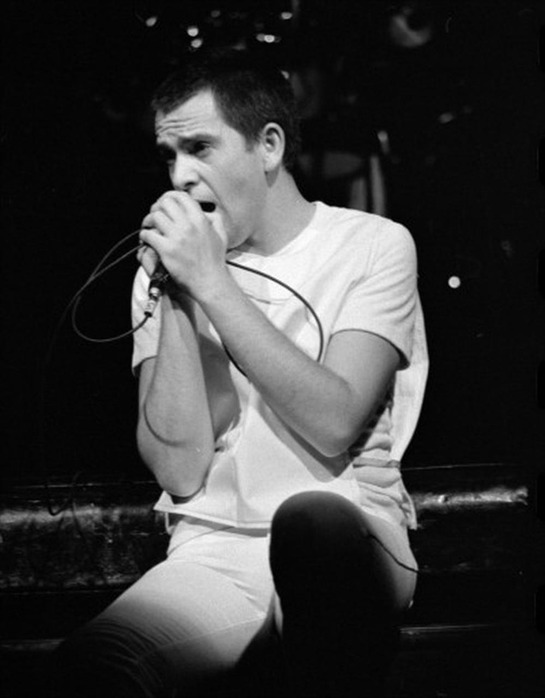
Peter Gabriel en concert en 1978.

Eagles en concert (2008).

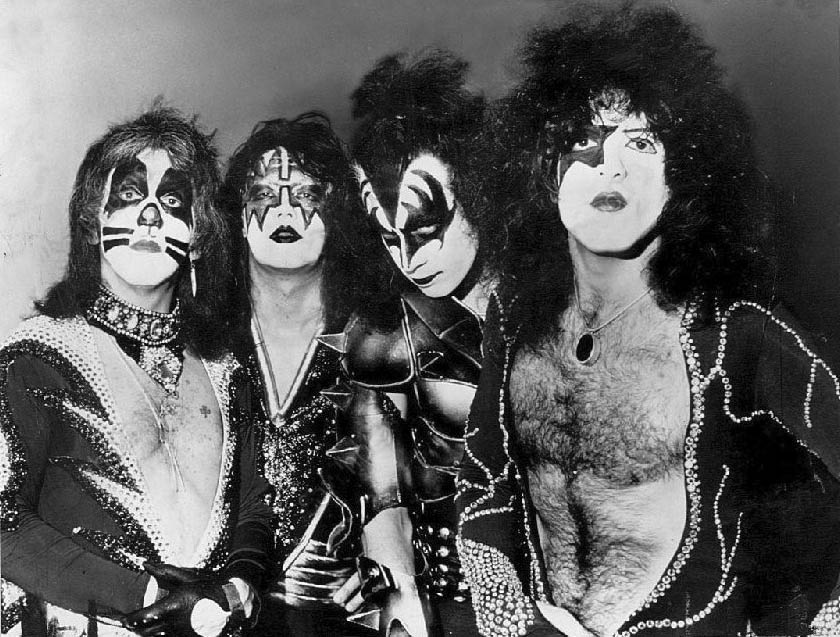
Le groupe Kiss en 1976.

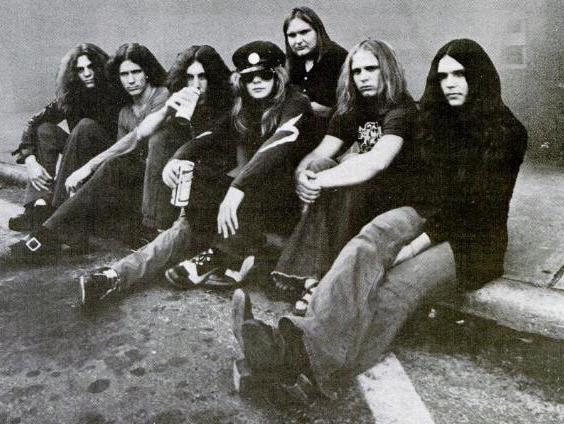
Le groupe Lynyrd Skynyrd en 1973.

#### Événements
- janvier : formation du groupe The Police à la suite de la rencontre de Stewart Copeland et Henry Padovani, rejoint par le bassiste Sting. et en juillet par le guitariste Andy Summers.
- 22 avril Pink Floyd ouvre sa tournée américaine intitulée Animals à Miami (Floride, États-Unis).
- 22 juin : un sondage Gallup élit Kiss groupe « le plus populaire en Amérique ».
- 26 juin : Elvis Presley donne son ultime concert à Indianapolis (Indiana, États-Unis).
- 10 août : Henry Padovani quitte The Police
- 8 octobre : Steve Hackett quitte Genesis.
- 20 octobre : l'avion transportant Lynyrd Skynyrd s'écrase à Gillsburg (Mississippi, États-Unis), tuant notamment le chanteur Ronnie Van Zant, le guitariste Steve Gaines, la choriste Cassie Gaines et leur manager Dean Kilpatrick.

#### Courants musicaux
- Émergence du ska britannique ou « second wave of ska » avec la naissance des groupes Madness et The Specials. ce mouvement connaîtra son heure de gloire en 1979 grâce aux productions du label 2 Tone Records.

#### Albums
- 10 janvier : les Ramones sortent leur second album Leave Home.
- 14 janvier : sortie de Low de David Bowie.
- 23 janvier : Pink Floyd sortent leur album Animals.
- 4 février : Fleetwood Mac sort l'album Rumours.
- 21 février : le groupe punk australien The Saints sort son premier album, (I'm) Stranded.
- 8 février : sortie de Marquee Moon, premier album de Television.
- 18 février : sortie de Damned Damned Damned des Damned, tout premier album de punk rock britannique.
- 25 février : Peter Gabriel sort son premier album solo, Peter Gabriel.
- 18 mars : Iggy Pop sort The Idiot.
- 21 mars : AC/DC sort Let There Be Rock.
- 8 avril : sortie de The Clash, premier album de The Clash.
- 8 avril : sortie de Even in the Quietest Moments… de Supertramp.
- 15 avril : The Stranglers sort son premier album Rattus Norvegicus.
- 15 juin : Mink DeVille sort son premier album, Cabretta.
- 22 juillet : sortie de My Aim Is True, premier album d'Elvis Costello.
- 9 septembre : sortie de Lust for Life d'Iggy Pop.
- 16 septembre : les Talking Heads sortent leur premier album Talking Heads: 77.
- 23 septembre : sortie du second album des Stranglers, No More Heroes.
- septembre : sortie de Blank Generation, premier album de Richard Hell and The Voidoids.
- 30 septembre : Ian Dury sort son premier album solo, New Boots and Panties!!.
- 3 octobre : Johnny Thunders & The Heartbreakers sortent L.A.M.F..
- 14 octobre : sortie de Heroes de David Bowie.
- 28 octobre : les Sex Pistols sortent Never Mind the Bollocks, Here's the Sex Pistols.
- 25 novembre : Téléphone sort son premier album homonyme.
- 1er décembre : sortie de Draw the Line d'Aerosmith.
- décembre : le groupe Wire sort Pink Flag, son premier album.

#### singles
- 29 janvier : Rose Royce devient no 1 aux États-Unis avec Car Wash. Elle y reste une semaine.
- 19 février : Manfred Mann's Earth Band devient no 1 aux États-Unis avec Blinded By The Light. Il y reste une semaine.
- 22 février : sortie d'Hotel California d'Eagles qui devient no 1 aux États-Unis le 7 mai pour une semaine.
- 26 février : Eagles devient no 1 aux États-Unis avec New Kid In Town. Ils y restent une semaine.
- 18 mars : sortie de White Riot de The Clash.
- 25 mars : sortie du premier 45 tours d'Elvis Costello Less Than Zero/Radio Sweetheart.
- 27 mai : sortie de God Save the Queen des Sex Pistols.
- 18 juin : Fleetwood Mac devient no 1 aux États-Unis avec Dreams. Ils y restent une semaine.
- 26 août : sortie de Sex & Drugs & Rock & Roll de Ian Dury.
- 3 septembre : Elvis Presley devient no 1 en Grande-Bretagne à titre  posthume avec Way Down. Il y reste 5 semaines.
- 7 octobre : sortie de We Will Rock You et We Are the Champions de Queen.
- 4 novembre : sortie d'Orgasm Addict des Buzzcocks.
- novembre : sortie de Cocaine d'Eric Clapton.

#### Décès
- 26 février : mort de Bukka White, 70 ans, à Memphis (Tennessee, États-Unis), d'un cancer.
- 16 août : mort d'Elvis Presley, 42 ans, à Memphis (Tennessee, États-Unis), d'un abus de médicaments.
- 16 septembre : mort de Marc Bolan, 29 ans, ancien de T. Rex, dans un accident de voiture à Londres.
- 20 octobre : mort de Ronnie Van Zant, 29 ans, Steve Gaines, 28 ans, et Cassie Gaines, 29 ans, à Gillsburg (Mississippi, États-Unis), dans un accident d'avion.

### 1978

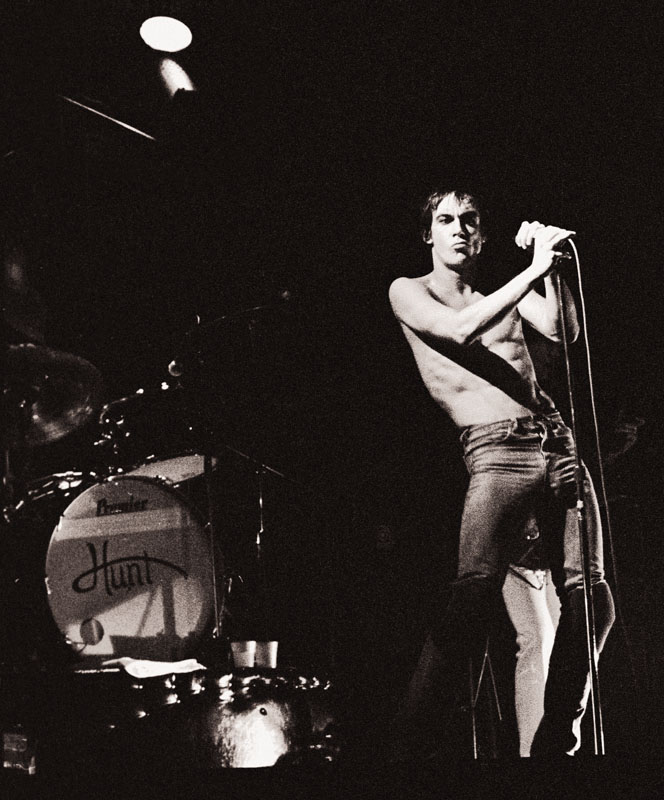
Iggy Pop un précurseur du Punk Rock.

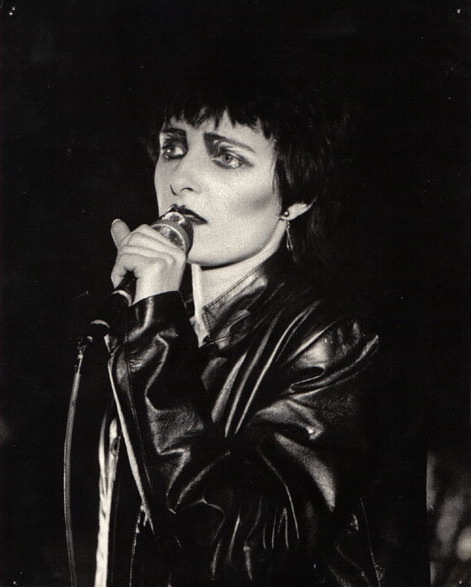
Siouxsie Sioux, chanteuse de Siouxsie and the Banshees, en 1980.

#### Événements
- 14 janvier : séparation des Sex Pistols.
- avril : festival Rock Against Racism au Victoria Park de Londres, avec l'Anti-Nazi League, réunissant The Clash, Buzzcocks, Steel Pulse, X-Ray Spex, The Ruts, Sham 69, Generation X, et le Tom Robinson Band.
- 13 juin : avant-première de Grease, film musical de Randal Kleiser avec John Travolta et Olivia Newton-John sur la jeunesse américaine dans les années 1950.
- 14-15-16 septembre : concerts du Grateful Dead en Égypte, au pied des pyramides de Giseh.
- septembre : second festival Rock Against Racism, au Brockwell Park, avec les Stiff Little Fingers, Aswad et Elvis Costello.
- 12 octobre : Nancy Spungen, petite amie de Sid Vicious, est retrouvée poignardée dans sa chambre d'hôtel à New York. Sa mort reste inexpliquée aujourd'hui.

#### Albums
- 10 février : sortie de Van Halen, premier album du groupe de hard rock.
- février : sortie de Plastic Letters, second album de Blondie.
- 3 mars : le Patti Smith Group sort Easter, son troisième album.
- 10 mars : sortie d'Another Music in a Different Kitchen, premier album des Buzzcocks.
- 2 juin : Bruce Springsteen sort Darkness on the Edge of Town.
- 9 juin : les Rolling Stones sortent Some Girls.
- 17 août : sortie de Drums and Wires, troisième album d'XTC.
- 18 août : sortie de Who Are You des Who.
- 28 août : le groupe Devo sort son premier album, Q: Are We Not Men? A: We Are Devo!.
- septembre : Blondie sort Parallel Lines, son troisième album.
- 7 octobre : Dire Straits sort son premier album homonyme.
- 13 octobre : AC/DC sort l’album live If You Want Blood You've Got It.
- 2 novembre : sortie d'Outlandos d'Amour, premier album de The Police.
- 10 novembre : The Clash sort son deuxième album, Give 'Em Enough Rope.
- 13 novembre : sortie de The Scream, premier album de Siouxsie and the Banshees.
- 24 novembre : Rod Stewart sort Blondes Have More Fun.

#### Singles
- 14 janvier : Player deviennent no 1 aux États-Unis avec Baby, Come Back. Ils y restent trois semaines.
- 4 fevrier : Althéa & Donna deviennent no 1 en Grande-Bretagne avec Uptown Top Ranking. Elles y restent une semaine.
- 11 mars : Kate Bush devient no 1 en Grande-Bretagne avec Wuthering Heights. Elle y reste quatre semaines.
- 7 avril : sortie de Roxanne premier succès du groupe The Police.
- 10 juin : John Travolta & Olivia Newton-Jones deviennent no 1 aux États-Unis avec la  B.O du film Grease ( You're the One That I Want). Ils y restent juste une semaine. Par contre, ils deviennent no 1 en Grande-Bretagne le 17 juin pour une durée de neuf semaines.
- 5 août : The Rollings Stones deviennent no 1 aux États-Unis avec Miss You. Ils y restent une semaine.
- 18 août : sortie de Hong Kong Garden du groupe Siouxsie and the Banshees, la première chanson post-punk à atteindre la septième position dans le hit-parade anglais.
- 9 septembre : A Taste Of Honey deviennent no 1 aux États-Unis avec Boogie Oogie Oogie. Elles y restent trois semaines.
- 23 septembre : 10CC deviennent no 1 en Grande-Bretagne avec Dreadlock Holiday. Ils y restent une semaine.

#### Décès
- 7 septembre : mort de Keith Moon, 32 ans, batteur des Who, à Londres d'une surdose de médicaments.

### 1979

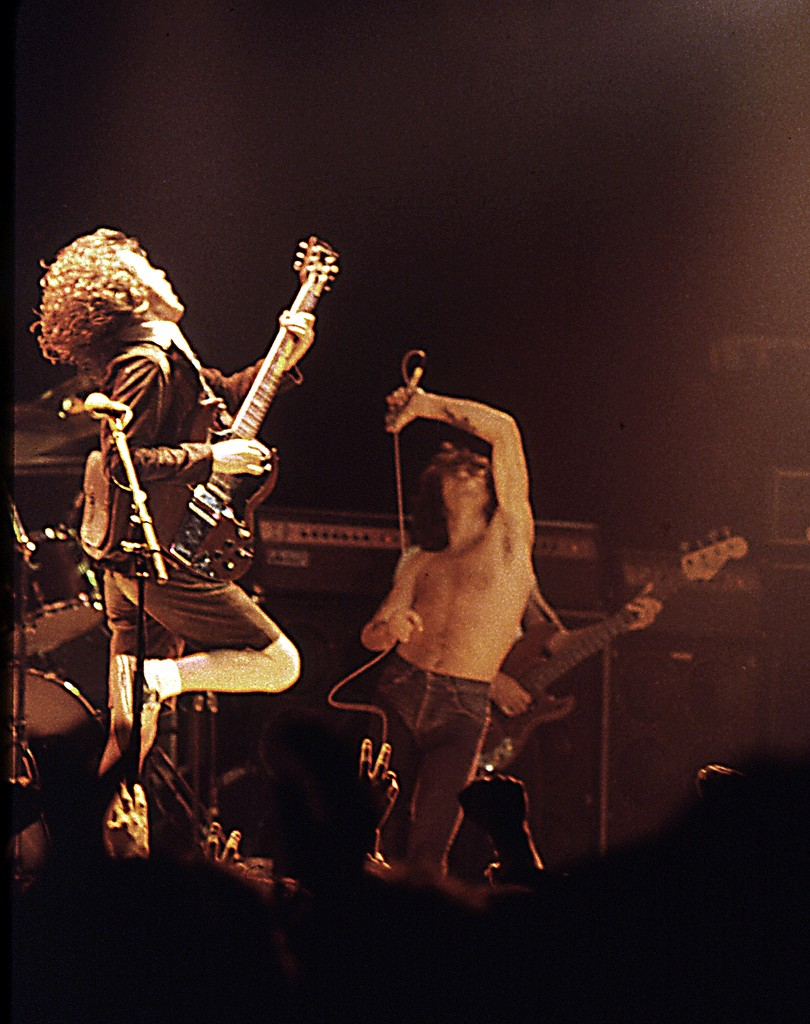
AC/DC en concert à Belfast.

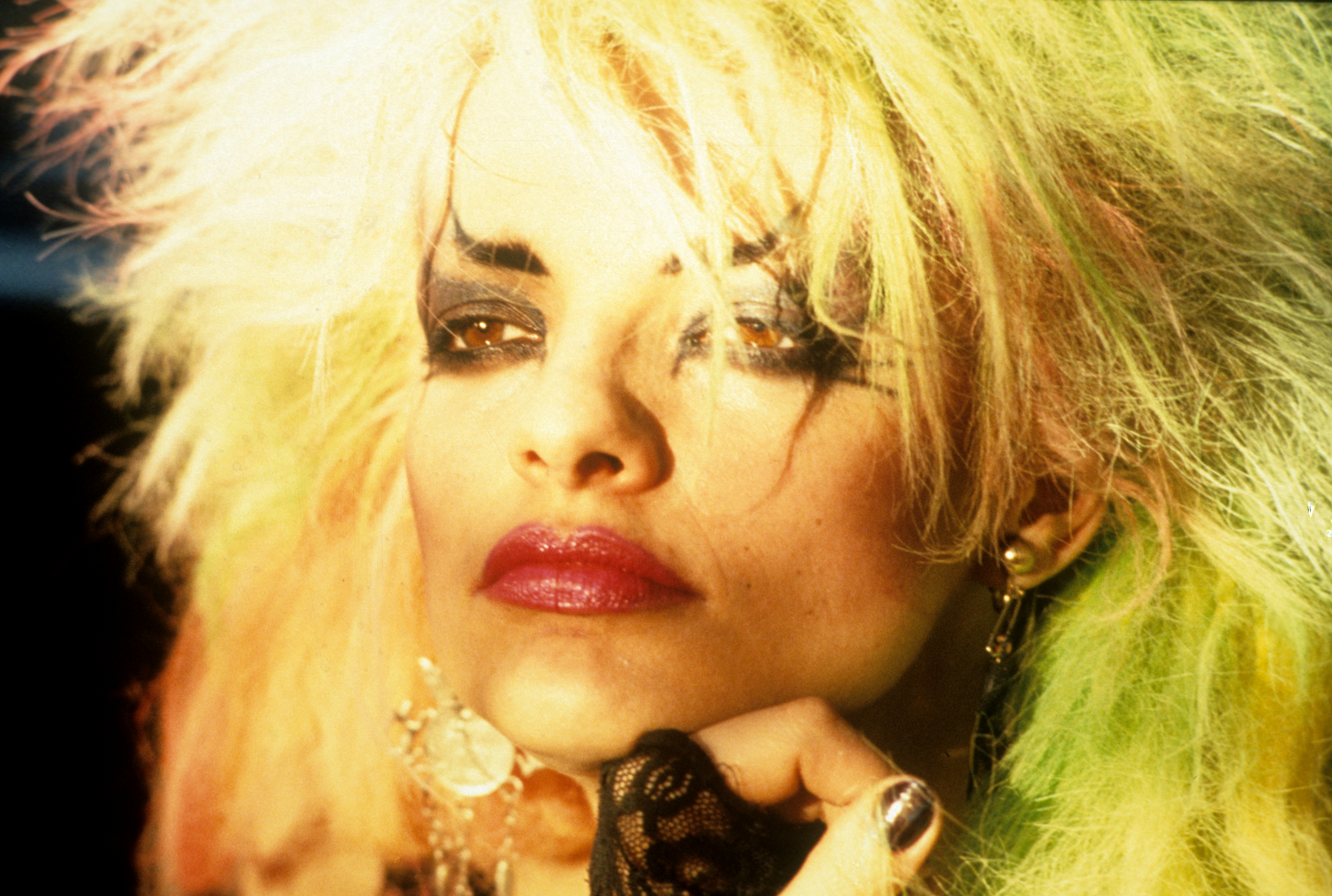
La chanteuse Nina Hagen en 1981.

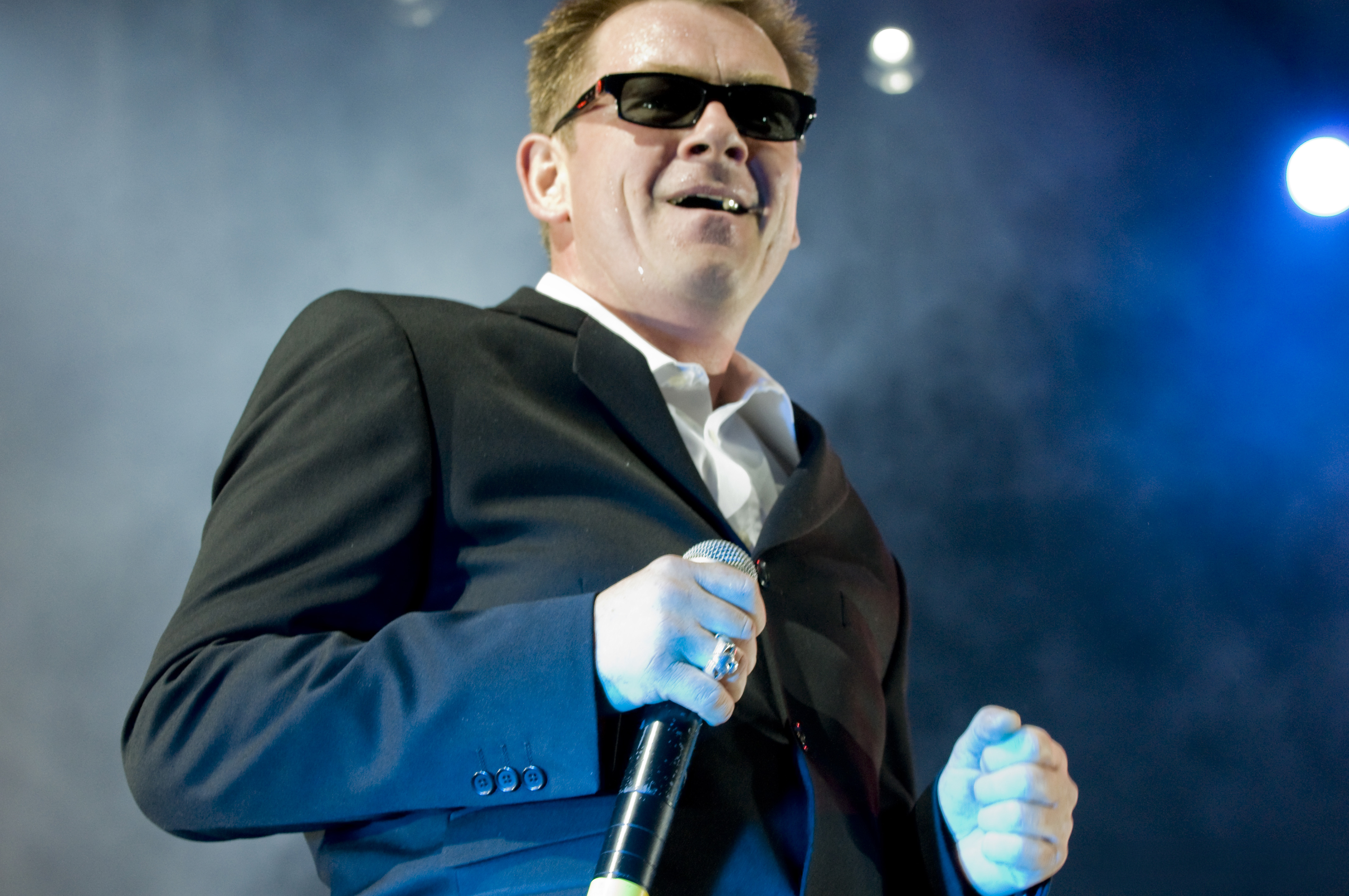
Madness en 2008.

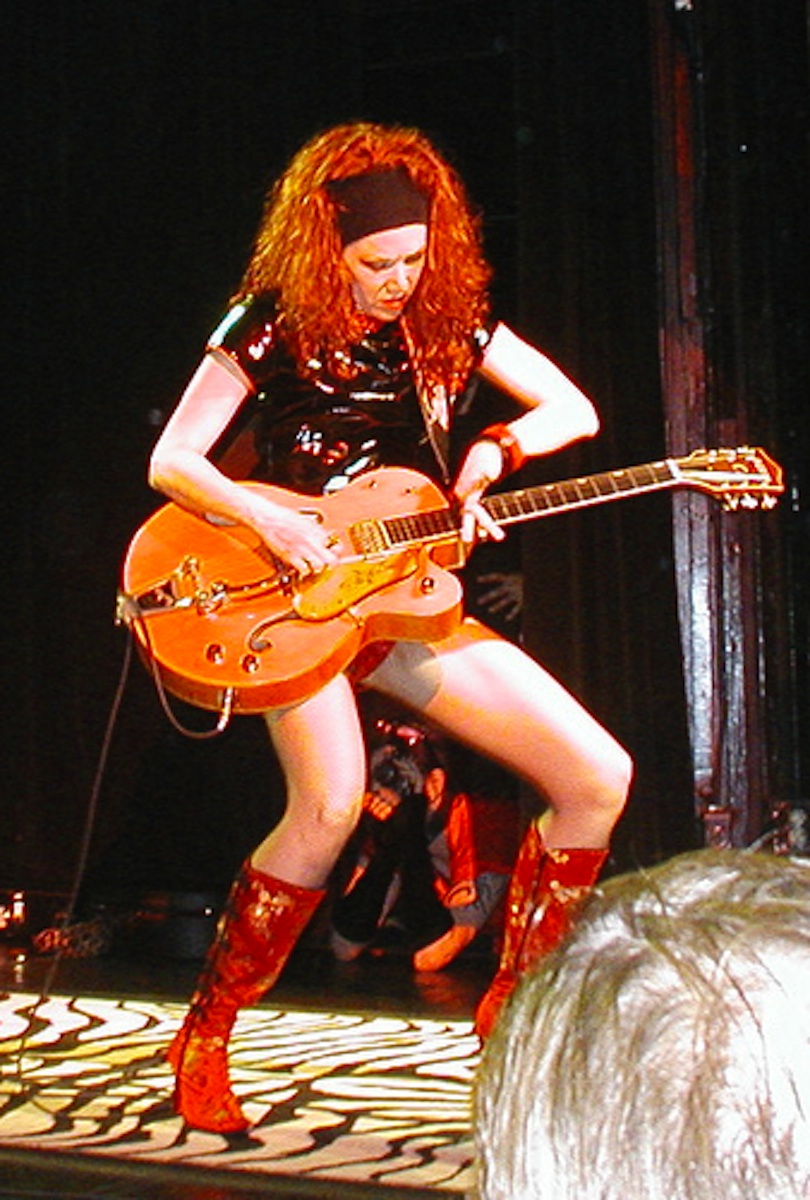
Poison Ivy, guitariste du groupe The Cramps en concert à New York en 2005.

#### Événements
- 2 février : Sid Vicious, 21 ans, second bassiste des Sex Pistols, est retrouvé mort à New York, d'une surdose de drogue.
- 27 mars : Eric Clapton épouse Pattie Boyd, l'ex-femme de son ami George Harrison.

#### Courants musicaux
- Avènement de la new wave et du rock gothique en Angleterre.

#### Albums
- 5 janvier : Joe Jackson sort son premier album, Look Sharp!
- février : sortie de Rickie Lee Jones, premier album de la chanteuse.
- 23 mars : le groupe PIL sort sa Metal Box.
- 24 mars : sortie d'Overkill, second album de Motörhead.
- 29 mars : Supertramp sort Breakfast in America.
- 2 avril : Téléphone sort Crache ton venin, son deuxième album.
- 8 mai : The Cure sort son premier album, Three Imaginary Boys.
- 17 mai : le Patti Smith Group sort Wave.
- mai : sortie de The Undertones, premier album du groupe.
- 15 juin : sortie d'Unknown Pleasures, premier album de Joy Division.
- 15 juin : sortie de Communiqué, deuxième album de Dire Straits.
- 22 juin : Neil Young sort Rust Never Sleeps.
- 27 juillet : AC/DC sort Highway to Hell.
- 15 août : sortie de In Through the Out Door, dernier album de Led Zeppelin avec le batteur John Bonham.
- 20 août : Bob Dylan sort Slow Train Coming.
- 5 octobre : The Police sort son deuxième album, Reggatta de Blanc.
- 19 octobre : publication simultanée sur le label 2 Tone Records de One Step Beyond... de Madness et de Specials des Specials, premiers albums respectifs des deux groupes.
- octobre : Blondie sort Eat to the Beat.
- 2 novembre : Marianne Faithfull sort Broken English.
- 19 novembre : Frank Zappa sort Joe's Garage.
- 30 novembre : Pink Floyd sortent leur album The Wall.
- décembre : le Nina Hagen Band sort son second album, Unbehagen.
- 14 décembre : sortie de London Calling, troisième album de The Clash.

#### Singles
- 20 mai : sortie d'I Was Made for Lovin' You du groupe Kiss.
- 27 juillet : AC/DC sort Highway to Hell.
- juillet : The Cramps sort l'EP cinq titres Gravest Hits, contenant la chanson Human Fly.
- 7 septembre : sortie de Video Killed the Radio Star des Buggles.
- Septembre : U2 sort son premier 45 tours intitulé Three.
- novembre : les Pretenders sortent Brass in Pocket.

#### Décès
- 13 janvier : mort de Donny Hathaway, 33 ans, à New York (États-Unis), par suicide.
- 2 février : mort de Sid Vicious, 21 ans, à New York, d'une surdose de drogue.
- 12 juillet : mort de Minnie Riperton, 31 ans, à Los Angeles (Californie, États-Unis), d'un cancer.
- 19 août : mort de Dorsey Burnette, 46 ans, à Los Angeles, d'un arrêt cardiaque.
- 27 septembre : mort de Jimmy McCulloch (Wings), 26 ans, à Londres, d'insuffisance cardiaque provoquée par la prise de drogue et d'alcool.
- 15 décembre : mort de Jackie Brenston, 49 ans, à Memphis (Tennessee), d'un arrêt cardiaque.

## Les années 1980

### 1980

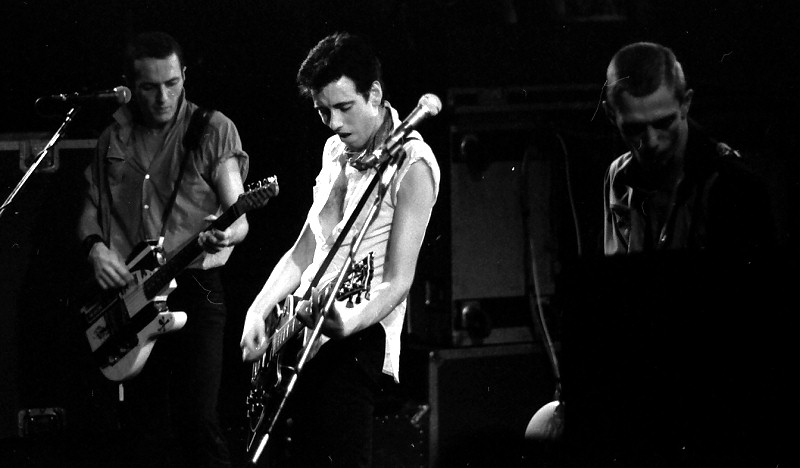
Les Clash en 1980.

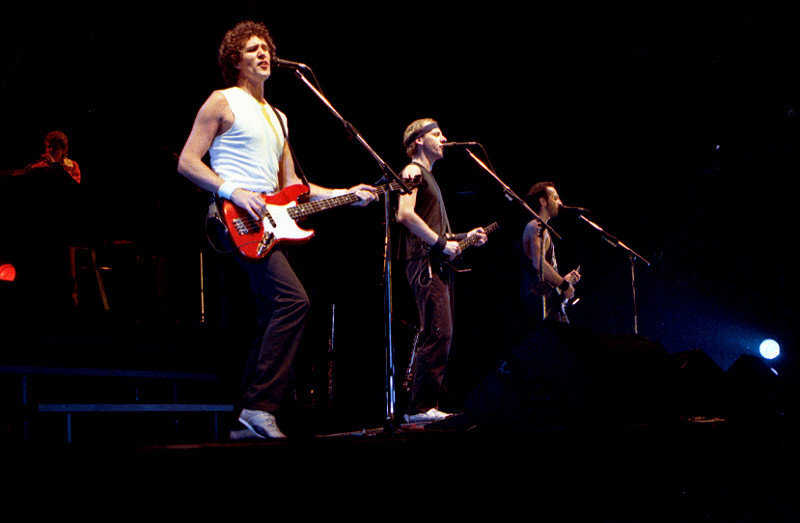
Dire Straits en concert en 1985.

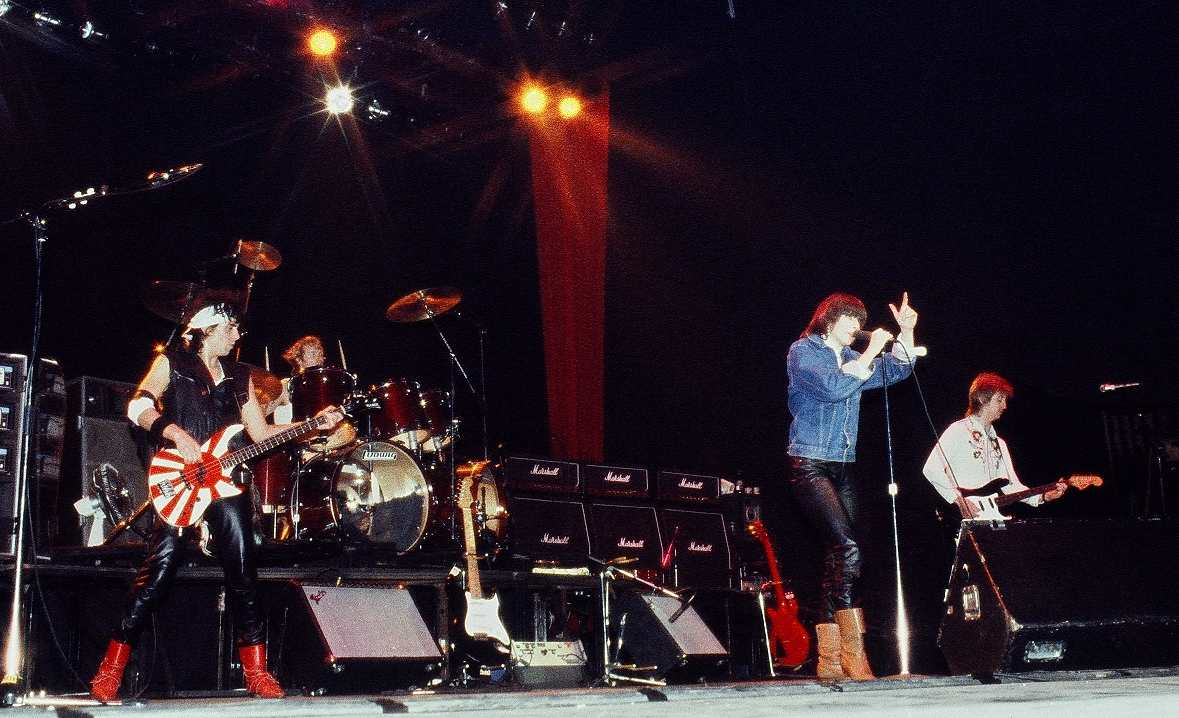
Les Pretenders en concert en 1981.

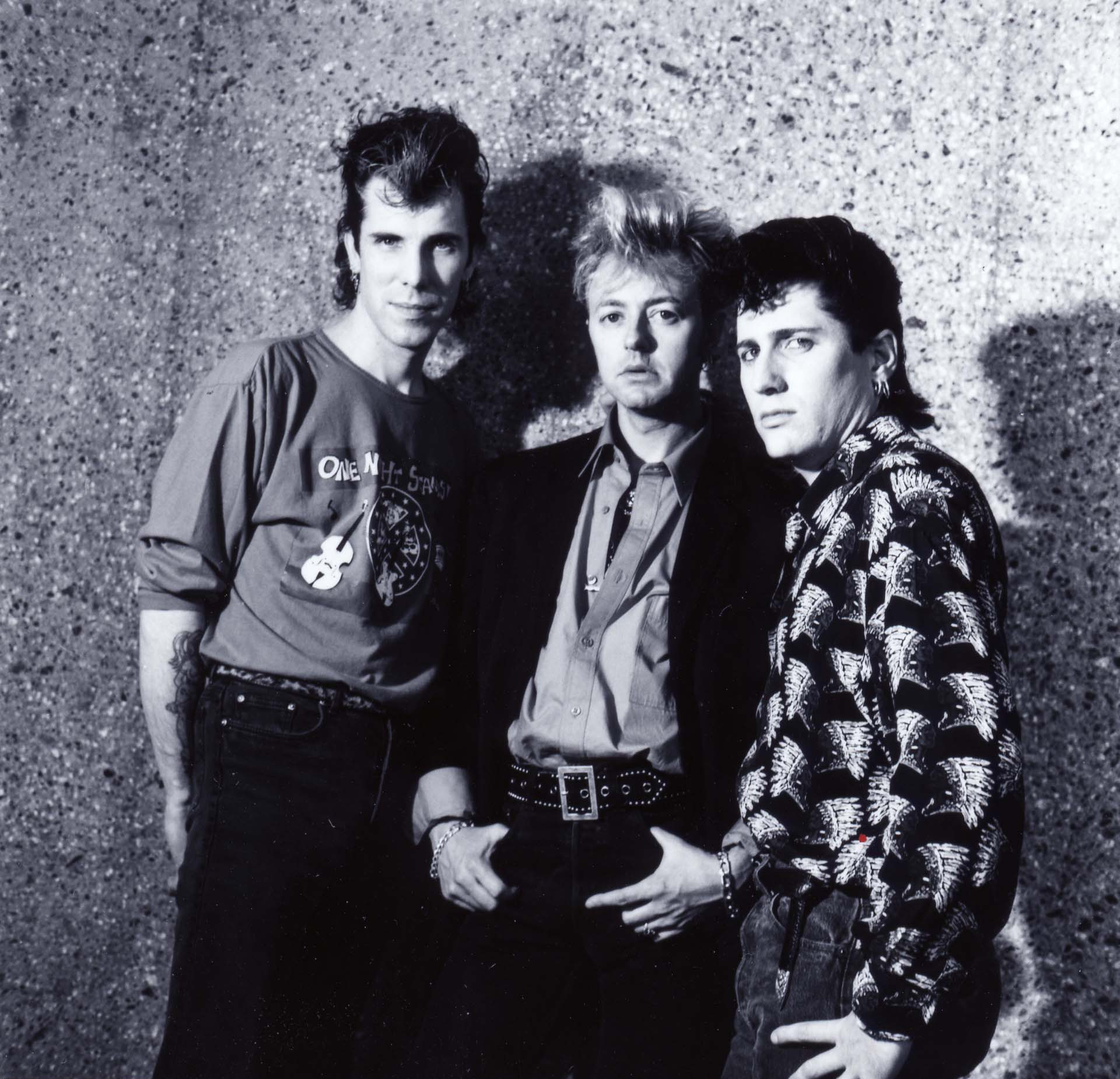
Les Stray Cats.

#### Événements
- RCA annonce qu'Elvis Presley a vendu un milliard de disques à travers le monde.
- 13 janvier : concert donné à Oakland (Californie, États-Unis), au bénéfice du peuple cambodgien, avec The Beach Boys, Grateful Dead, Jefferson Starship.
- 16 janvier : Paul McCartney entame neuf jours de prison au Japon pour détention de cannabis.
- 20 février : fin des émissions de Radio Caroline, station pirate anglophone installée sur un bateau en Mer du Nord.
- 16 juin : première du film The Blues Brothers à Chicago.
- 4 décembre : Led Zeppelin se sépare après le décès du batteur John Bonham.
- 8 décembre : mort de John Lennon, 40 ans, assassiné à New York (États-Unis).

#### Albums
- 19 janvier : The Pretenders sort son premier album Pretenders.
- 4 février : sortie du cinquième album des Ramones, End of the Century, produit par Phil Spector.
- 22 avril : The Cure, sort Seventeen Seconds, son second album.
- 25 avril : Black Sabbath sort son premier album avec Ronnie James Dio, Heaven and Hell.
- 20 juin : The Rolling Stones publient leur album Emotional Rescue.
- 30 juin : sortie de The Game du groupe Queen.
- 18 juillet : Joy Division sort son dernier album, Closer.
- 25 juillet : AC/DC publient leur premier album avec Brian Johnson : Back in Black (album de rock le plus vendu de tous les temps).
- 1er août : sortie de Kaleidoscope, deuxième album de Siouxsie and the Banshees
- 11 août : sortie du premier album de Killing Joke.
- 8 septembre : sortie de Never for Ever de Kate Bush.
- 12 septembre : David Bowie sort Scary Monsters (and Super Creeps).
- septembre : Robert Palmer publie Clues.
- 3 octobre: sortie de Zenyattà Mondatta, troisième album de The Police.
- 17 octobre : Dire Straits sort son troisième album Making Movies.
- 17 octobre : Bruce Springsteen publie The River.
- 20 octobre : U2 sort son premier album Boy.
- 8 novembre : Motörhead publie Ace of Spades.
- 17 novembre : John Lennon sort son dernier album, Double Fantasy.
- novembre : The Birthday Party sort son premier album, Hee-Haw.
- 12 décembre : sortie de Sandinista!, quatrième album de The Clash

#### Singles
- Février : Blondie - Call Me et Atomic
- 28 mars : The Cure - A Forest
- 27 juin : Joy Division - Love Will Tear Us Apart
- 1er août : David Bowie - Ashes to Ashes
- 19 septembre : The Police - Don't Stand So Close to Me
- 26 septembre : Orchestral Manoeuvres in the Dark - Enola Gay
- 10 novembre : Visage - Fade to Grey

#### Décès
- 2 janvier : mort de Larry Williams, 44 ans, à Los Angeles (Californie, États-Unis), par suicide.
- 3 janvier : mort d'Amos Milburn, 52 ans, à Houston (Texas), après trois infarctus.
- 19 février : mort de Bon Scott, 33 ans, chanteur d'AC/DC, à Londres, par étouffement.
- 18 mai : suicide de Ian Curtis (Joy Division), 24 ans, à Macclesfield (Royaume-Uni), par pendaison.
- 30 mai : mort de Carl Radle (Derek and the Dominos), 37 ans, d'une infection rénale.
- 23 juillet : mort de Keith Godchaux (Grateful Dead), 32 ans, dans le comté de Marin (Californie), dans un accident d'automobile.
- 25 septembre : mort de John Bonham, 32 ans, batteur de Led Zeppelin, à Clewer (Berkshire, Angleterre), par étouffement.
- 27 octobre : mort de Steve Peregrin Took (T. Rex), 31 ans, à Londres, étouffé avec une cerise de cocktail.
- 8 décembre : assassinat de John Lennon, 40 ans, à New York, par arme à feu.
- 29 décembre : mort de Tim Hardin, 39 ans, à Los Angeles, d'une surdose de drogue.

### 1981

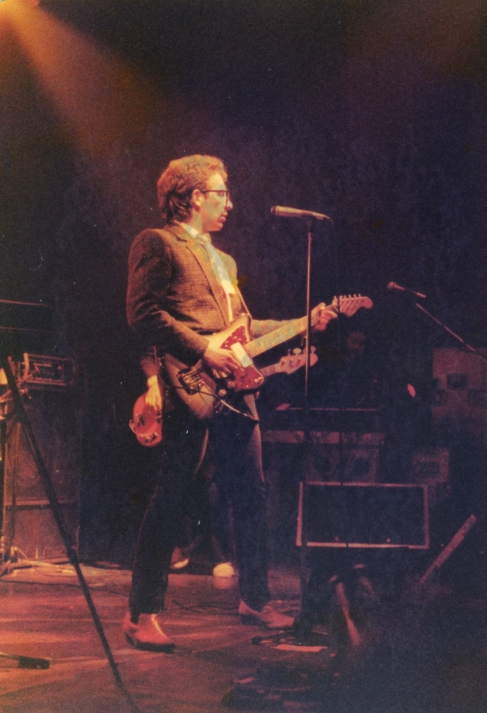
Elvis Costello en 1979.

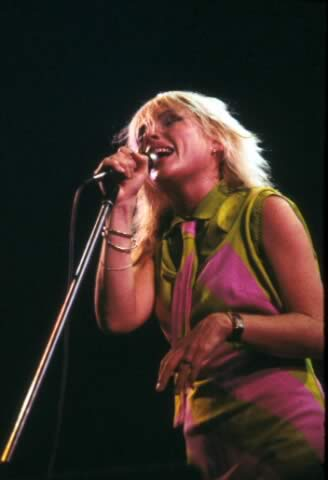
Debbie Harry chanteuse du groupe Blondie en concert (1980).

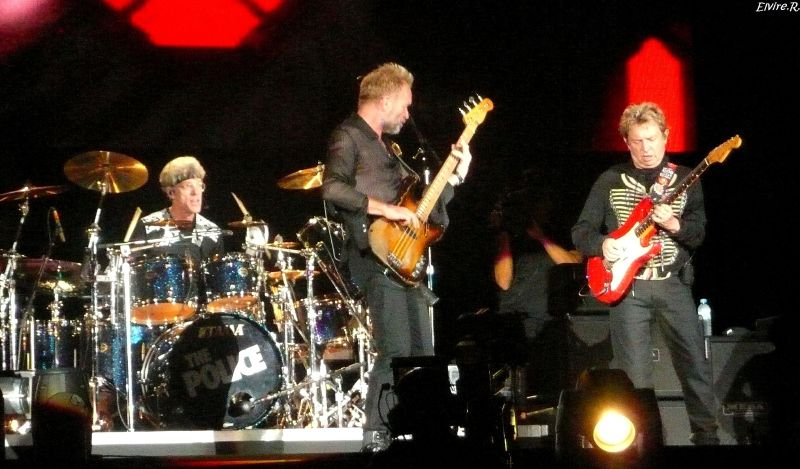
The Police en concert à Marseille lors de sa reformation en 2008.

#### Événements
- 16 août : Graceland la demeure d'Elvis Presley à Memphis (Tennessee, États-Unis) est ouverte au public.
- 19 septembre : Simon and Garfunkel donnent un concert gratuit à Central Park à New York (États-Unis), qui attire 500 000 personnes.
- 25 septembre : les Rolling Stones ouvrent leur tournée américaine à Philadelphie (Pennsylvanie, États-Unis).
- 28 octobre : formation du groupe Metallica né de la rencontre entre Lars Ulrich et James Hetfield.

#### Courants musicaux
- émergence du Thrash metal.
- Le succès commercial du premier album des Stray Cats groupe formé au Royaume-Uni en 1979, marque le pic de popularité du rockabilly dont le retour en vogue date du milieu des années 1970. Hormis les Stray Cats, d'autres artistes participent à ce renouveau, l'Américain Robert Gordon dès 1977, ou l'Anglais Shakin' Stevens. Des artistes et des groupes issus de la scène punk reprennent aussi ce style, en particulier les Cramps et Alan Vega avec ses deux premiers albums solo (Alan Vega et Collision Drive). Le groupe Queen avec Crazy Little Thing Called Love en 1979 et Neil Young avec son album Everybody's Rockin' en 1983 abordent aussi ce style.

#### Albums
- février : Sortie de Stray Cats premier album du groupe éponyme.
- 14 avril : The Cure sort Faith, son troisième album.
- 6 juin : Siouxsie and the Banshees sortent Juju, leur quatrième album.
- août : The Rolling Stones sortent leur album Tattoo You.
- 2 octobre : sortie du quatrième album de The Police, Ghost in the Machine.
- 5 octobre : sortie de Speak and Spell, premier album de Depeche Mode.
- 12 octobre : U2 sort son second album October.
- 9 novembre : le groupe australien Men at Work sort son premier album Business as Usual.
- 23 novembre : AC/DC sort For Those About to Rock We Salute You.
- The Exploited sort Punks Not Dead

#### Singles
- 27 février : The Who - You Better You Bet
- 10 avril : The Clash - The Magnificent Seven
- 14 août : The Rolling Stones - Start Me Up
- 7 septembre : Depeche Mode - Just Can't Get Enough
- 3 octobre : Generation X - Dancing with Myself
- 2 novembre : Kim Wilde - Cambodia

#### Décès
- 9 février : mort de Bill Haley à Harlingen (Texas), d'une tumeur au cerveau.
- 15 février : mort de Mike Bloomfield, 37 ans, à Los Angeles (Californie, États-Unis), d'une surdose de drogue.
- 5 avril : mort de Bob Hite (Canned Heat), 38 ans, , à Los Angeles, d'une crise cardiaque.
- 11 mai : mort de Bob Marley, 36 ans, à Miami (Floride, États-Unis), d'un cancer.
- 25 mai : mort de Roy Brown, 55 ans, à Los Angeles, d'une crise cardiaque.

### 1982

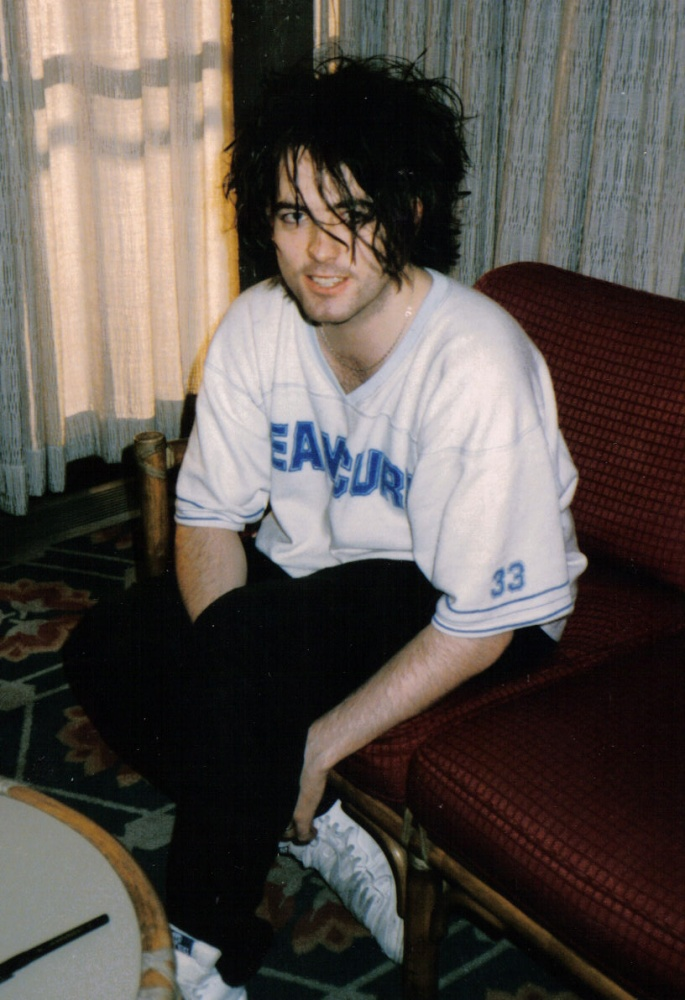
Robert Smith leader du groupe The Cure en 1985.

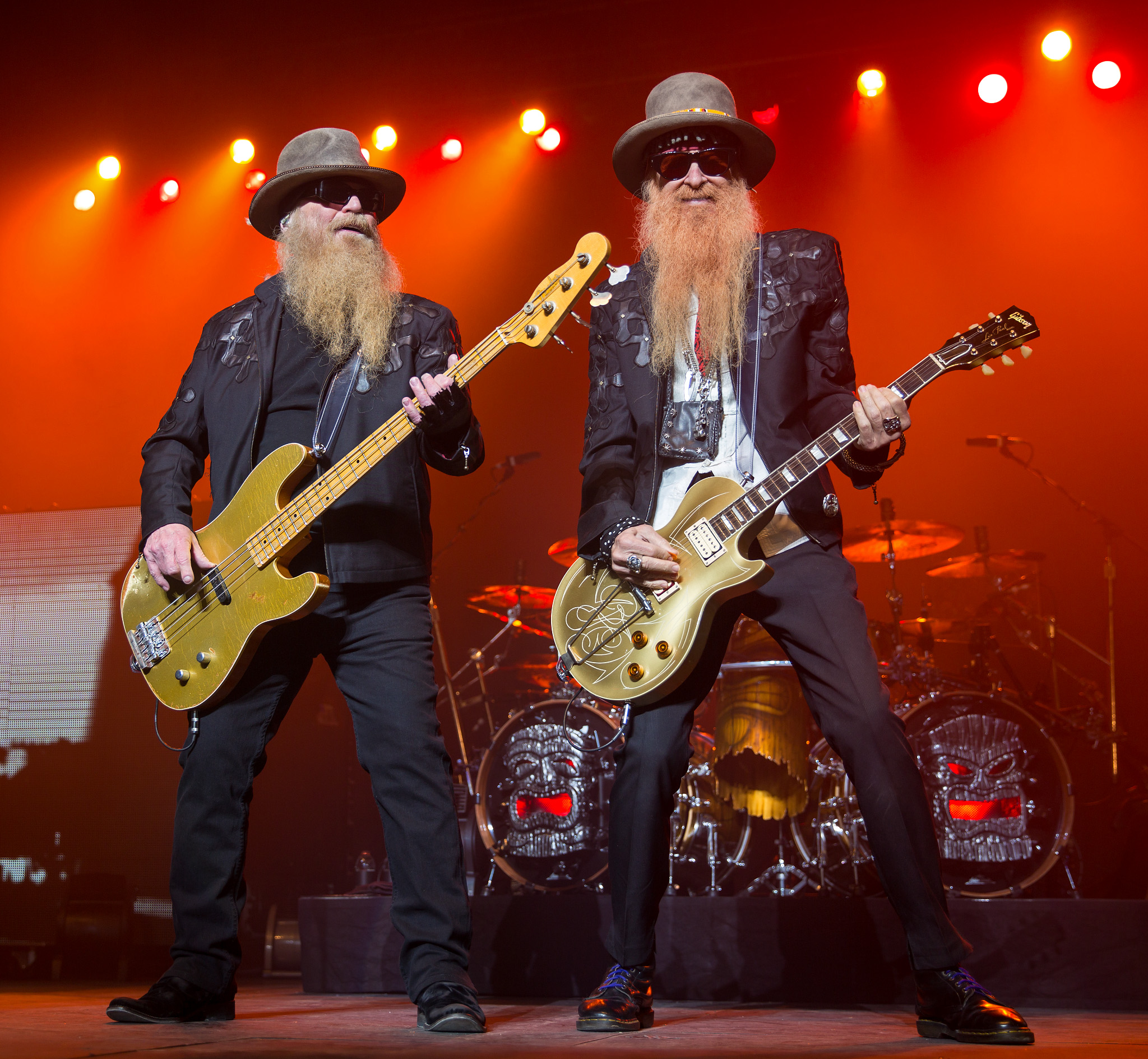
ZZ Top en concert à San Antonio, Texas, en 2015.

#### Événements
- 26 mai : les Rolling Stones ouvrent leur tournée européenne à Aberdeen (Écosse).
- 6 août : première du film The Wall d'Alan Parker sur la musique de Pink Floyd.

#### Albums
- 8 avril : Toto sort l'album IV.
- 26 avril : Paul McCartney sort Tug of War.
- 29 mars : sortie de The Number of the Beast d'Iron Maiden.
- 3 mai : sortie de Pornography, quatrième album de The Cure.
- 14 mai : The Clash sort son dernier album, Combat Rock.
- mai : Roxy Music sort Avalon.
- juin : Joe Jackson sort Night and Day, son cinquième album.
- 6 septembre : Peter Gabriel sort son quatrième album.
- 20 septembre : le groupe Dire Straits sort Love over Gold.
- 27 octobre : sortie de 1999 de Prince.
- 5 novembre : sortie de A Kiss in the Dreamhouse, cinquième album de Siouxsie and the Banshees

#### Singles
- 11 janvier : The Stranglers - Golden Brown
- 20 janvier : sortie de la reprise de I Love Rock 'n' Roll par Joan Jett & The Blackhearts, no 1 aux États-Unis durant sept semaines[31].
- 12 mars : Town Called Malice de The Jam
- 5 juin : Yazoo - Don't Go
- 1er septembre : Culture Club - Do You Really Want to Hurt Me
- 17 septembre : The Clash - Should I Stay or Should I Go
- 12 novembre : Madness - Our House
- Wot! de Captain Sensible

#### Décès
- 5 mars : John Belushi (The Blues Brothers), 33 ans, à Hollywood, d'une overdose.
- 19 mars : Randy Rhoads (guitariste d'Ozzy Osbourne), 25 ans, à Santa Monica (Californie), dans un accident d'avion.
- 13 août : mort de Joe Tex, 49 ans, à Navasota (Texas, États-Unis), d'une attaque cardiaque.

### 1983

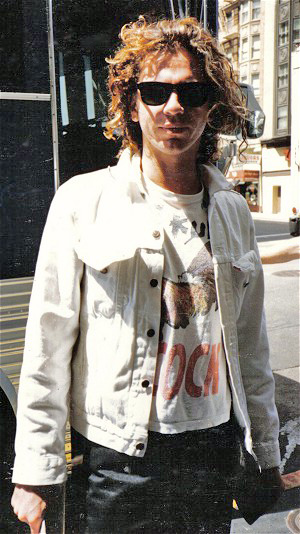
Michael Hutchence du groupe INXS en 1986 à San Francisco.

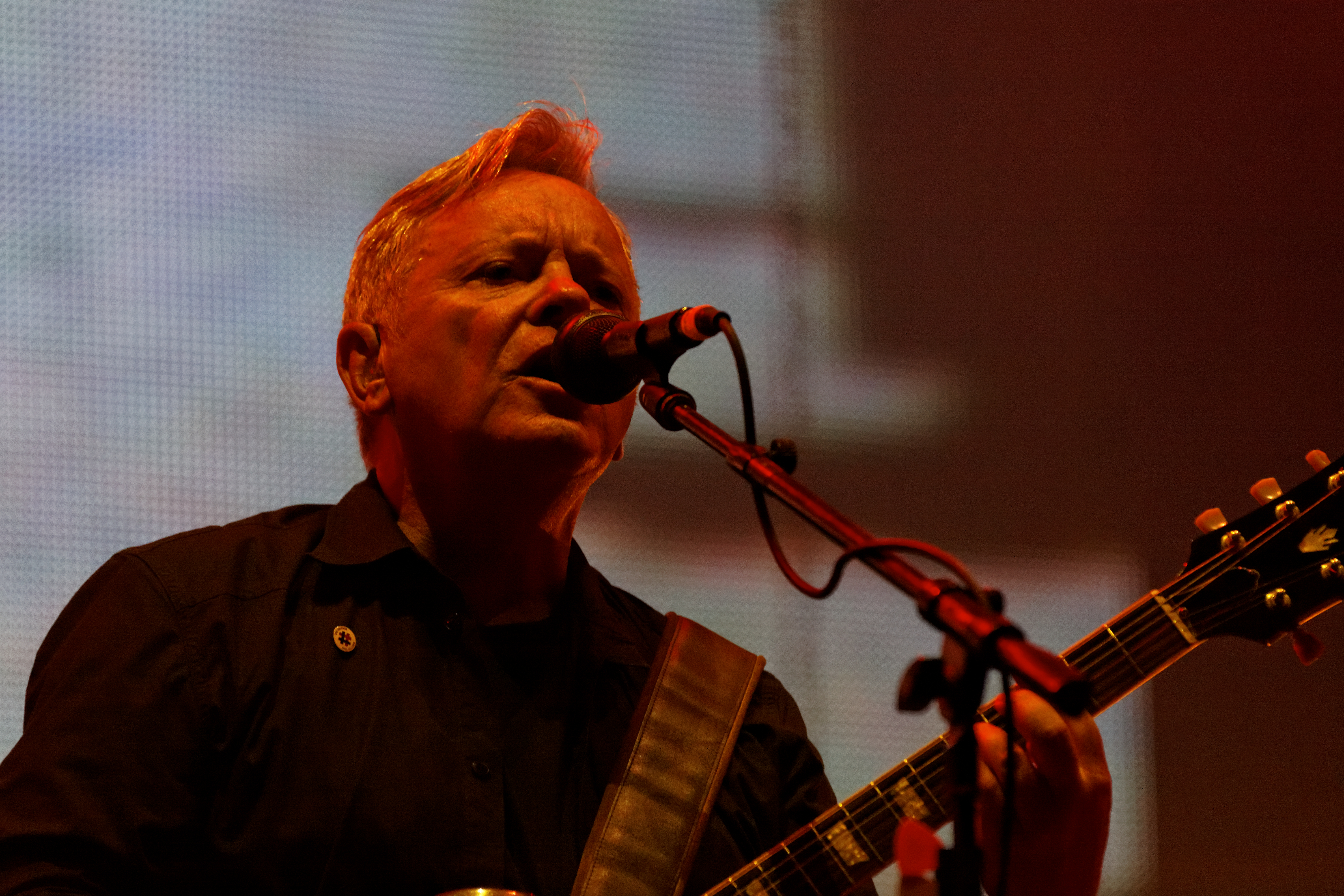
Bernard Sumner du groupe New Order en concert en 2012 à la Fête de l'Humanité.

#### Courants musicaux
- Le succès de Murmur premier album de R.E.M. marque l'apparition du rock alternatif.

#### Albums
- 4 janvier : Eurythmics sort son deuxième album, Sweet Dreams (Are Made of This).
- 14 janvier : sortie de Feline de The Stranglers.
- 28 février : U2 sort War, son troisième album.
- 21 mars : sortie de The Final Cut de Pink Floyd.
- 23 mars : ZZ Top sort Eliminator.
- 14 avril : David Bowie sort Let's Dance.
- 7 mai : Tears for Fears sort son premier album The Hurting.
- 16 mai : Iron Maiden sort Piece of Mind.
- 1er avril : R.E.M. sort son premier album Murmur.
- 1er juin : le groupe The Police sort son cinquième et dernier album studio, Synchronicity.
- 25 juillet : sortie de Kill 'Em All, premier album de Metallica.
- 5 août : sortie de Punch the Clock d'Elvis Costello.
- 3 octobre : Genesis sort l'album Genesis.
- 10 novembre : sortie de Rebel Yell de Billy Idol.

#### Singles
- 1er janvier : New Year's Day de U2
- 7 mars : Blue Monday de New Order
- 13 mai : Every Breath You Take de The Police
- 8 octobre Owner of a Lonely Heart de Yes
- 24 octobre : Relax de Frankie Goes to Hollywood
- décembre : INXS, Original Sin.

#### Décès
- 28 janvier : mort de Billy Fury, 42 ans, à Londres, d'une attaque cardiaque.
- 14 avril : mort de Peter Farndon (The Pretenders), 30 ans, noyé dans sa baignoire après une overdose.
- 30 avril : mort de Muddy Waters, 68 ans, à Westmont (Illinois, États-Unis), d'une attaque cardiaque.
- 8 août : mort de Wild Bill Moore, 65 ans, à Los Angeles (Californie, États-Unis).
- 28 décembre : mort de Dennis Wilson, 39 ans, batteur des Beach Boys, à Marina del Rey (Californie, États-Unis), par noyade.

### 1984

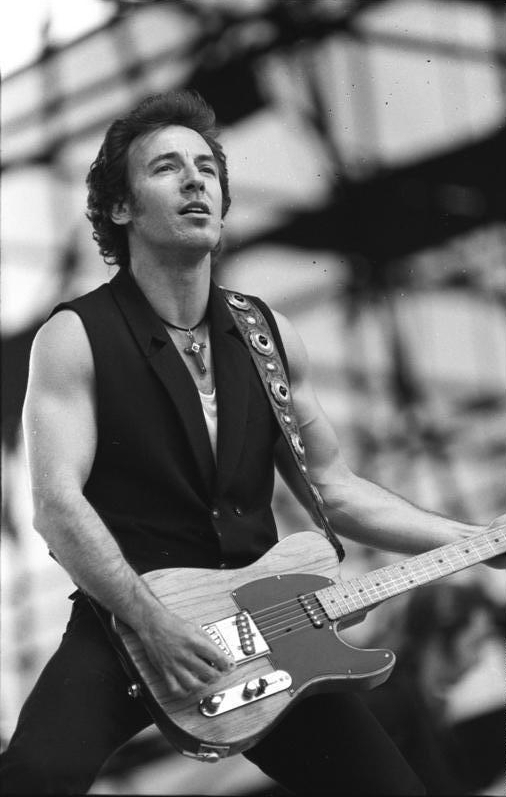
Bruce Springsteen en concert (1988).

#### Événements
Le 25 novembre, le Band Aid enregistre Do They Know It's Christmas? à l'initiative de Bob Geldof et Midge Ure, avec la participation de Paul McCartney, Mick Jagger, Eric Clapton, David Bowie, Freddie Mercury, Phil Collins, Peter Gabriel, Bono, Boy George, Sting, Annie Lennox, George Michael, Paul Young, The Cure, Duran Duran, Madness... Le single parait 3 jours plus tard.

#### Albums
- 9 janvier : Van Halen sort l'album 1984.
- 21 janvier : 
  - The Pretenders sort Learning to Crawl, son troisième album.
  - Bon Jovi sort son premier album homonyme
- février : 
  - sortie du deuxième album de Talk Talk, It's My Life.
  - sortie de The Smiths, premier album du groupe éponyme.
- 24 février : Queen sort The Works.
- 27 mars : Scorpions sort Love at First Sting.
- 4 mai : sortie des albums
  - Ocean Rain d'Echo and the Bunnymen.
  - The Top de The Cure.
- 4 juin : sortie de l'album Born in the U.S.A. de Bruce Springsteen.
- 18 juin : Nick Cave and the Bad Seeds sort From Here to Eternity.
- 25 juin : Prince sort son album Purple Rain.
- 10 août : sortie du premier album homonyme des Red Hot Chili Peppers.
- 24 septembre : sortie de Some Great Reward par Depeche Mode.
- 1er octobre : U2 sort The Unforgettable Fire.
- 12 octobre : sortie de Rattlesnakes, premier album de Lloyd Cole and the Commotions.
- 15 octobre : Bronski Beat sort The Age of Consent.
- 29 octobre : Frankie Goes to Hollywood sort son premier album Welcome to the Pleasuredome (album).

#### Singles
- 28 avril : Duran Duran, The Reflex.
- 20 septembre : Alphaville, Forever Young.
- 19 octobre : A-ha, Take on Me.
- 30 octobre : Bruce Springsteen, Born in the U.S.A..
- 19 novembre : Scorpions, Still Loving You.
- décembre : Leonard Cohen, Hallelujah.

#### Décès
- 1er janvier : mort d'Alexis Korner, 55 ans, à Londres, d'un cancer du poumon.
- 21 janvier : mort de Jackie Wilson, 49 ans, à Mount Holly (New Jersey, États-Unis), après huit ans de coma.
- 25 juillet : mort de Big Mama Thornton, 57 ans, à Los Angeles, d’une crise cardiaque.
- décembre : mort de Jimmy Preston, pionnier du rock et créateur du single Rock the Joint, à 71 ans, à Philadelphie (Pennsylvanie, États-Unis).

### 1985

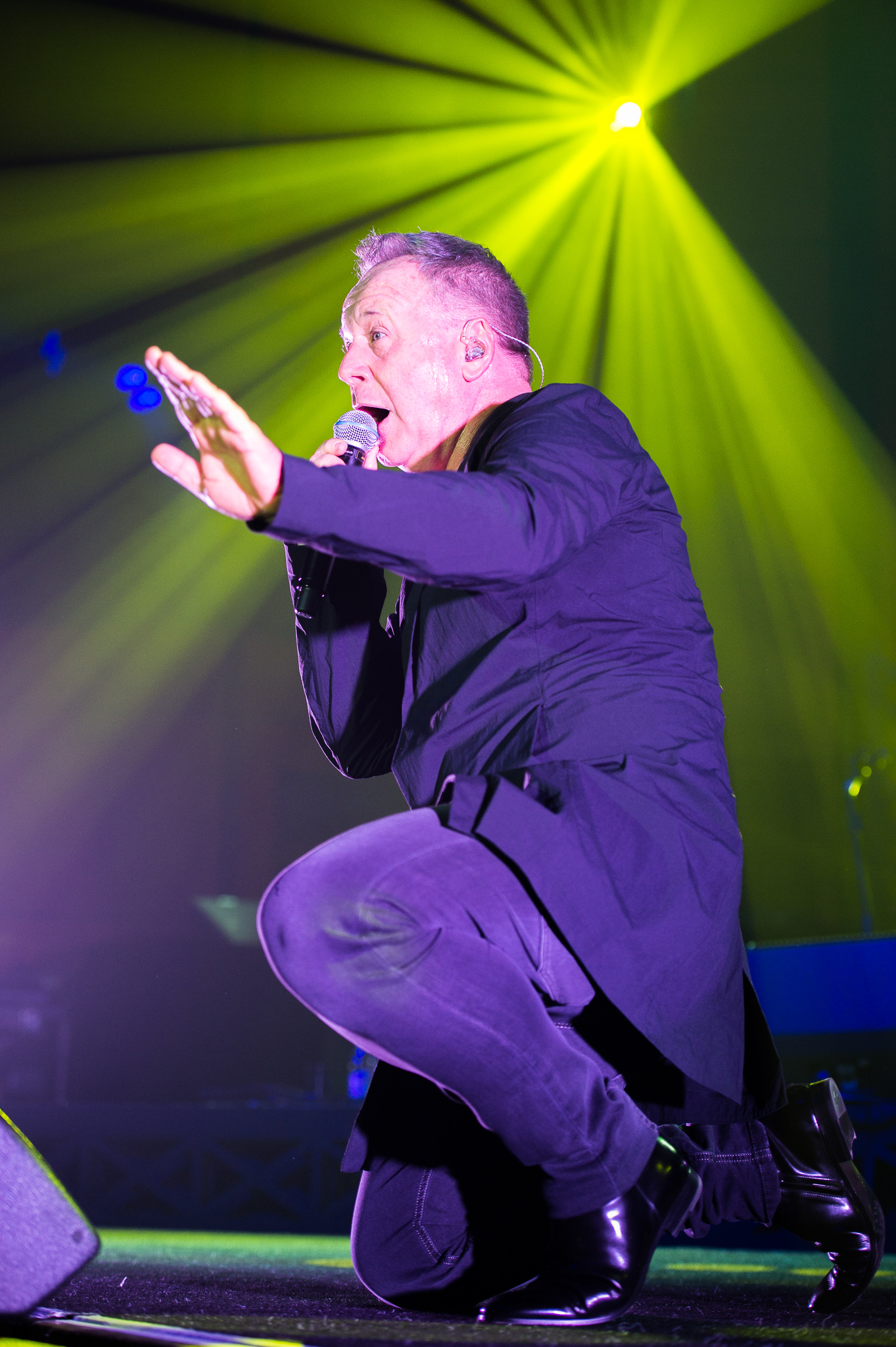
Jim Kerr, du groupe Simple Minds, en concert en 2017.

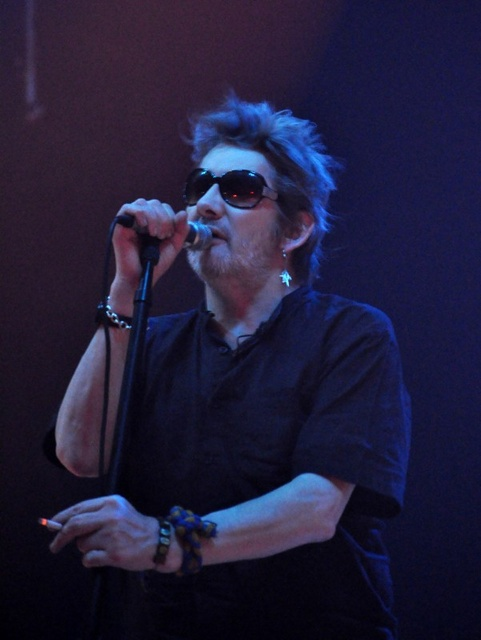
Shane MacGowan, du groupe The Pogues, en concert à Munich en 2011.

#### Événements
- 28 janvier : enregistrement de la chanson We Are the World par USA for Africa, réunissant Michael Jackson, Lionel Richie, Bob Dylan, Paul Simon, Bruce Springsteen, etc.
- 13 juillet : concerts simultanés « Live Aid » à Londres et à Philadelphie au profit de la lutte contre la famine en Éthiopie.
- 14 août : Michael Jackson rachète les droits des chansons des Beatles pour 47,5 millions de dollars.
- fin 1985 : formation du groupe Nirvana par Kurt Cobain et Krist Novoselic après plusieurs mutations et changement de nom, le groupe prend celui de Nirvana en 1988.

#### Albums
- 11 février : 
  - Killing Joke sort Night Time.
  - The Smiths sort Meat Is Murder.
- 17 février : sortie de Songs from the Big Chair de Tears for Fears.
- 19 février : Mick Jagger sort She's the Boss, son premier album solo.
- 11 mars : The Sisters of Mercy sortent First and Last and Always, leur premier album.
- 1er mai : Dire Straits sort Brothers in Arms.
- 10 mai : sortie de l'album 3 du groupe Indochine, élu « album rock » à la 1re cérémonie des Victoires de la musique.
- 1er juin : Sting sort son premier album solo The Dream of the Blue Turtles.
- 10 juin : Talking Heads sort Little Creatures.
- 26 juin : sortie de Rock'n'Roll Attitude de Johnny Hallyday.
- 5 août : The Pogues sort Rum, Sodomy, and the Lash.
- 13 août : The Head on the Door de The Cure.
- 2 septembre : le groupe allemand Einstürzende Neubauten sort l'album Halber Mensch.
- 11 octobre : Picture Book de Simply Red
- 18 octobre : sortie de l'album Love de The Cult.
- 21 octobre : Once Upon a Time de Simple Minds
- 18 novembre : sortie de Psychocandy, premier album de The Jesus and Mary Chain.
- novembre : Faith No More sort son premier album, We Care a Lot.

#### Singles
- 20 février : Don't You (Forget About Me) de Simple Minds
- 29 avril : Shake the Disease de Depeche Mode
- 24 juin : Money for Nothing du groupe Dire Straits avec la participation vocale de Sting.
- 17 septembre : Close to Me de The Cure.

#### Décès
- 28 février : mort de David Byron (Uriah Heep), 38 ans, à Reading (Angleterre).
- 25 juillet : mort de Piano Red, 73 ans, à Decatur (Géorgie, États-Unis), d'un cancer.
- 24 novembre : morte de Big Joe Turner, 74 ans, des suites d'une défaillance rénale.
- 12 décembre : mort de Ian Stewart, 47 ans, pianiste des Rolling Stones, d'une attaque cardiaque.
- 31 décembre : mort de Ricky Nelson, 45 ans, à De Kalb (Texas, États-Unis), dans un accident d'avion.

### 1986

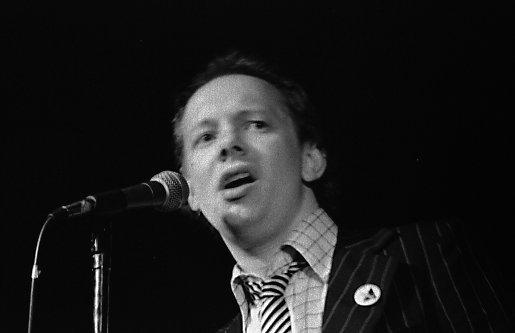
Joe Jackson en concert en 1978.

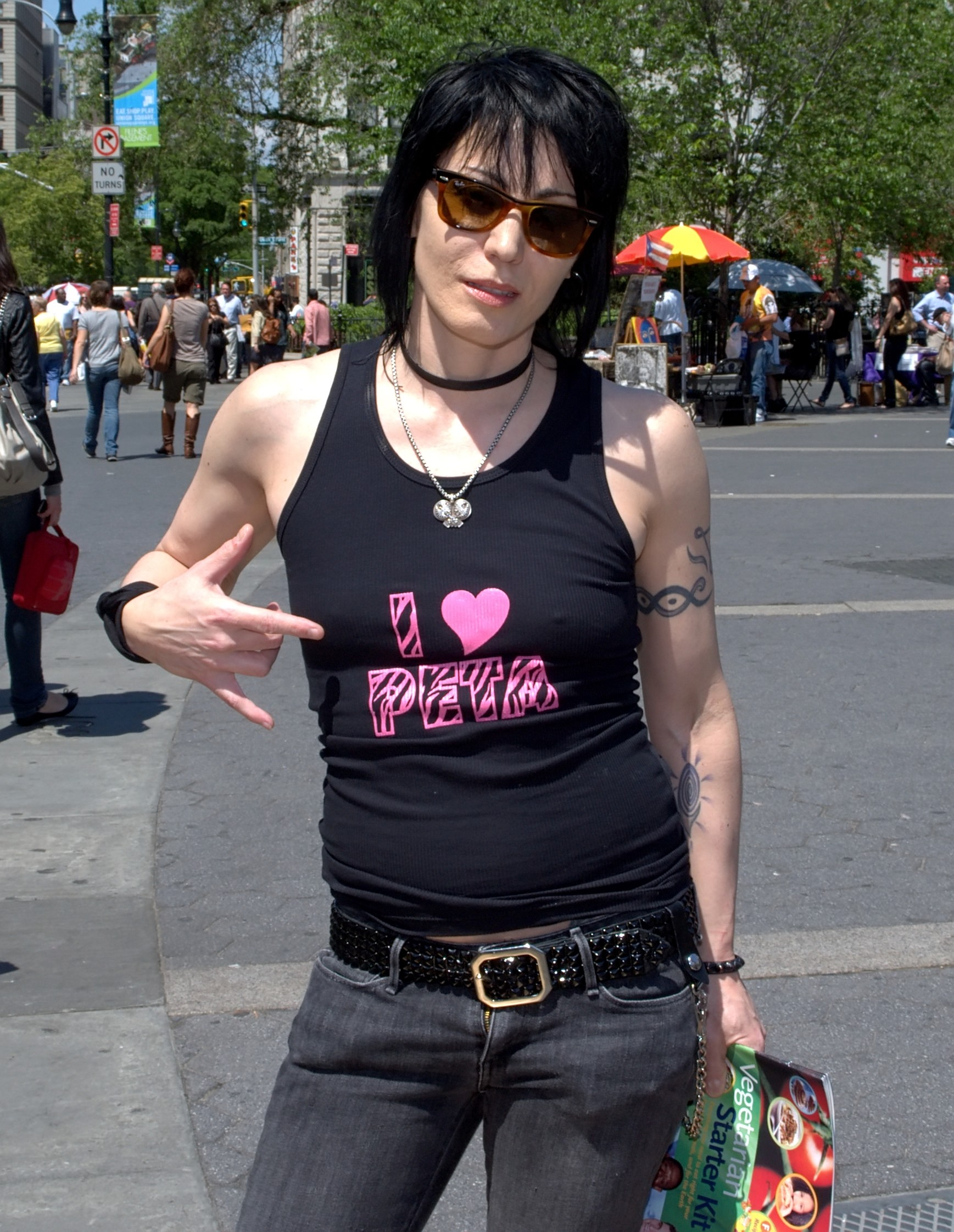
Joan Jett en 2010.

#### Événements
- 27 janvier : le Rock and Roll Hall of Fame » élit ses premiers membres : Elvis Presley, Chuck Berry, Jerry Lee Lewis, Little Richard, Ray Charles, James Brown, Fats Domino, Buddy Holly, The Everly Brothers, Sam Cooke.
- 21 avril : Séparation du groupe Téléphone.
- juin : A Conspiracy of Hope, tournée américaine en faveur d'Amnesty International réunissant Peter Gabriel, Bruce Springsteen, U2, Sting, Lou Reed, Bryan Adams, The Neville Brothers et Tracy Chapman.

#### Albums
- 3 mars : sortie de Master of Puppets de Metallica
- 17 mars : Depeche Mode sort Black Celebration
- 21 avril : sortie de Tinderbox, de Siouxsie and the Banshees
- 19 mai : sortie de So de Peter Gabriel
- 16 juin : The Smiths sort The Queen Is Dead
- 12 août : Graceland de Paul Simon
- 20 septembre : The No Comprendo des Rita Mitsouko
- 7 octobre : sortie de True Stories des Talking Heads.
- octobre : Alain Bashung sort Passé le Rio Grande, album rock à la 2e cérémonie des Victoires de la musique
- 15 novembre : Licensed to Ill, premier album des Beastie Boys

#### Singles
- 14 février : Europe sort The Final Countdown
- 15 février : Kiss de Prince & The Revolution
- 17 mars : A Kind of Magic de Queen
- 25 avril : Sledgehammer de Peter Gabriel
- septembre : Walk This Way d'Aerosmith et Run–DMC, première collaboration d'un groupe de rock avec une formation rap
- 1er novembre : Le jour s'est levé de Téléphone

#### Décès
- 4 janvier : mort de Phil Lynott, 36 ans, chanteur et bassiste de Thin Lizzy.
- 4 mars : suicide de Richard Manuel (The Band), 42 ans, à Winter Park (Floride, États-Unis).
- 11 mars : mort de Sonny Terry, 74 ans, à Mineola (New York, États-Unis).
- 22 mars : mort de Mark Dinning, 53 ans, à Jefferson City (Missouri, États-Unis), d'une attaque cardiaque.
- 27 septembre : mort de Cliff Burton, 24 ans, bassiste de Metallica
- 23 octobre : mort de Esquerita, 50 ans, à Harlem (New York, États-Unis), du sida.
- 1er décembre : mort de Lee Dorsey, 59 ans.

### 1987

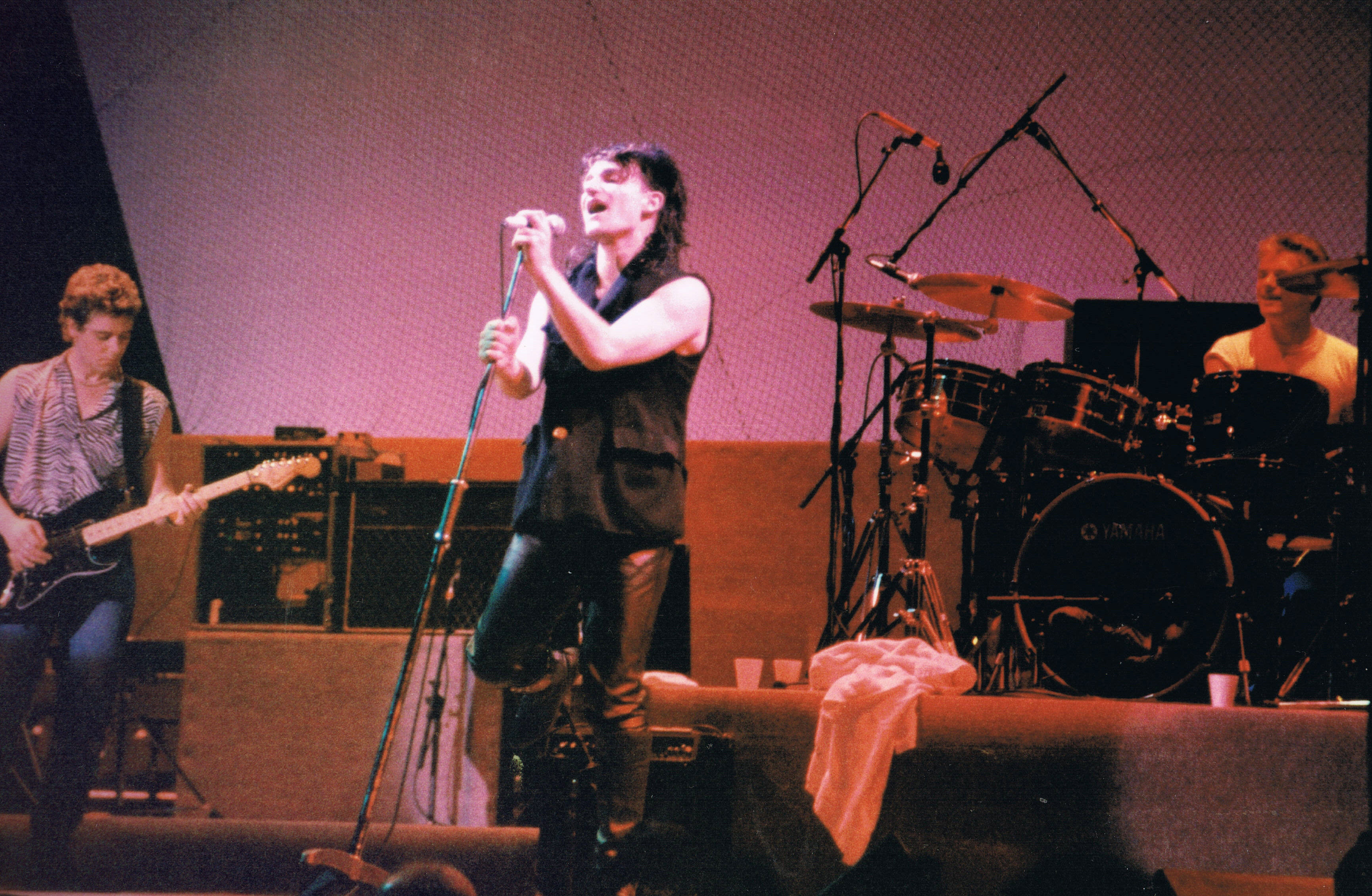
Le groupe U2 en concert en 1984.

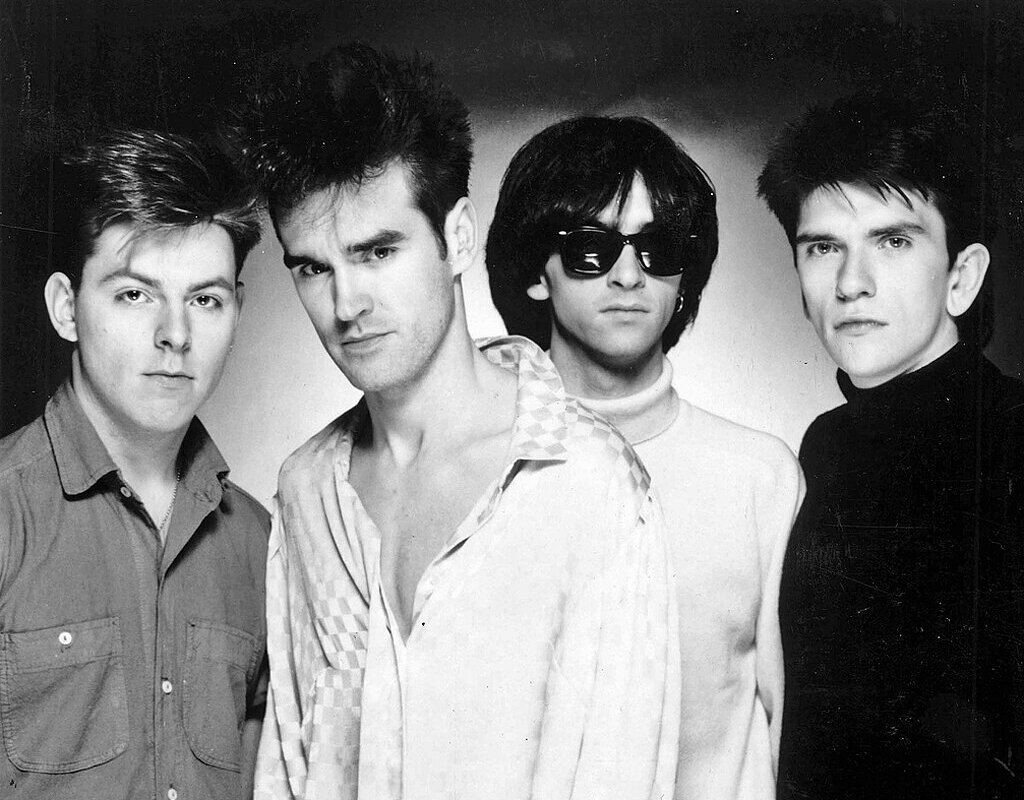
Le groupe The Smiths photographié en 1985 de gauche à droite Andy Rourke, Morrissey, Johnny Marr, et Mike Joyce.

#### Événements
- 3 janvier : Aretha Franklin est la première femme honorée au Rock and Roll Hall of Fame.
- 24 juillet : sortie de La Bamba, film biographique sur Ritchie Valens, avec une musique interprétée par Los Lobos.
- Août : À Memphis (Tennessee, États-Unis) les Journées hommage à la mémoire d'Elvis Presley attirent 700.000 fans du monde entier.
- Formation du groupe Green Day.

#### Courant musicaux
- L'influence de la house music sur le rock indépendant donne naissance, surtout au Royaume-Uni, à la mode indie dance, et notamment les groupes de « Madchester » comme les Happy Mondays ou Stone Roses.

#### Albums
- 9 mars : sortie The Joshua Tree du groupe U2, « album de l'année » aux Grammy Awards.
- 11 mai : Simple Minds sort l'album Live in the City of Light.
- 25 mai : sortie de Kiss Me, Kiss Me, Kiss Me de The Cure
- 21 juillet : sortie de l'album Appetite for Destruction du groupe Guns N' Roses.
- août : Midnight Oil sort Diesel and Dust.
- 31 août : sortie de Darklands, second album de The Jesus and Mary Chain.
- 1er septembre : R.E.M. sort Document.
- 7 septembre : sortie de A Momentary Lapse of Reason de Pink Floyd.
- 28 septembre : sortie de Music for the Masses de Depeche Mode.
- 28 septembre : sortie de Strangeways, Here We Come, dernier album studio de The Smiths.
- 1er octobre : Sting sort …Nothing Like the Sun.
- 9 octobre : Bruce Springsteen sort Tunnel of Love.
- 19 octobre : sortie de Kick du groupe INXS.

#### Singles
- 31 mars : Prince - Sign o' the Times

#### Décès
- 22 février : mort du peintre Andy Warhol, 58 ans, à New York.
- 11 septembre : assassinat de Peter Tosh, 42 ans, à Kingston (Jamaïque), par arme à feu.

### 1988

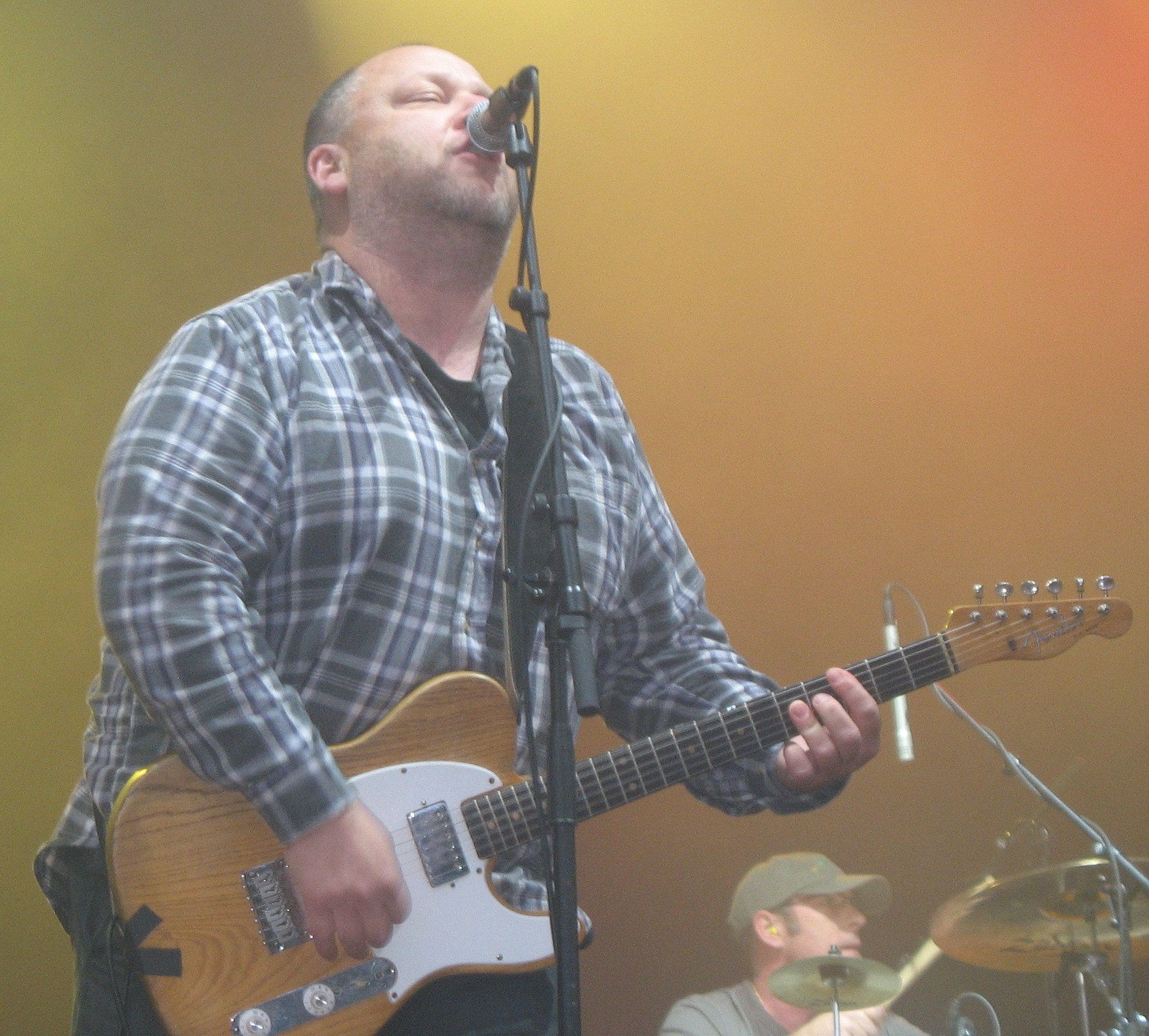
Frank Black leader des Pixies.

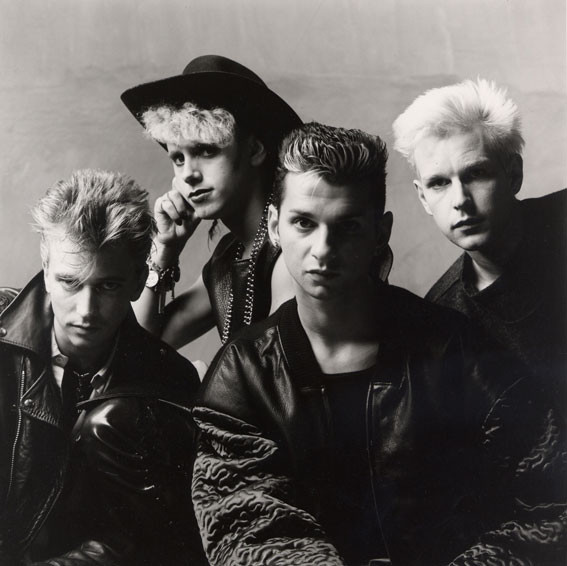
Depeche Mode en 1985 de gauche à droite Alan Wilder, Martin Gore, Dave Gahan, et Andy Fletcher.

#### Événements
- 11 juin : grand concert au stade de Wembley à Londres pour réclamer la libération de Nelson Mandela, avec Dire Straits, Eric Clapton, Sting, Joe Cocker, Simple Minds, Peter Gabriel, Steven Van Zandt, Jerry Dammers, etc.
- 24 octobre : les Traveling Wilburys, supergroupe réunissant Bob Dylan, George Harrison, Tom Petty, Jeff Lynne et Roy Orbison, sort son premier album.

#### Albums
- 18 janvier : The Pogues sort If I Should Fall from Grace with God.
- 21 mars : sortie de Surfer Rosa premier album du groupe Pixies.
- 3 mai : Living Colour sort son premier album Vivid.
- juin : sortie de Dream of Life de Patti Smith.
- juin : The House of Love sort premier album homonyme.
- 23 août : Jane's Addiction sort Nothing's Shocking.
- 25 août : sortie de …And Justice for All de Metallica.
- 5 septembre : Siouxsie and the Banshees sortent Peepshow.
- octobre : Sonic Youth sort Daydream Nation.
- 10 octobre : sortie de Rattle and Hum de U2.
- novembre : sortie de Bummed des Happy Mondays.
- 8 novembre : R.E.M. sort Green.
- 29 novembre : les Guns N' Roses sortent G N' R Lies.

#### Décès
- 15 janvier : mort d'Andy Gibb, 30 ans, à Oxford (Angleterre), d'une surdose de drogue.
- 9 avril : mort de Brook Benton, 56 ans, à New York (États-Unis), d'une méningite.
- 25 juin : mort d'Hillel Slovak (Red Hot Chili Peppers), 26 ans, à Los Angeles (États-Unis), d'une overdose d'héroïne.
- 18 juillet : mort de Nico (The Velvet Underground), 49 ans, à Ibiza (Espagne), d'une chute de vélo.
- 19 octobre : mort de Son House, 86 ans, à Détroit (Michigan, États-Unis), d’un cancer.
- 6 décembre : mort de Roy Orbison, 52 ans, à Hendersonville (Tennessee, États-Unis), d'une attaque cardiaque.

### 1989

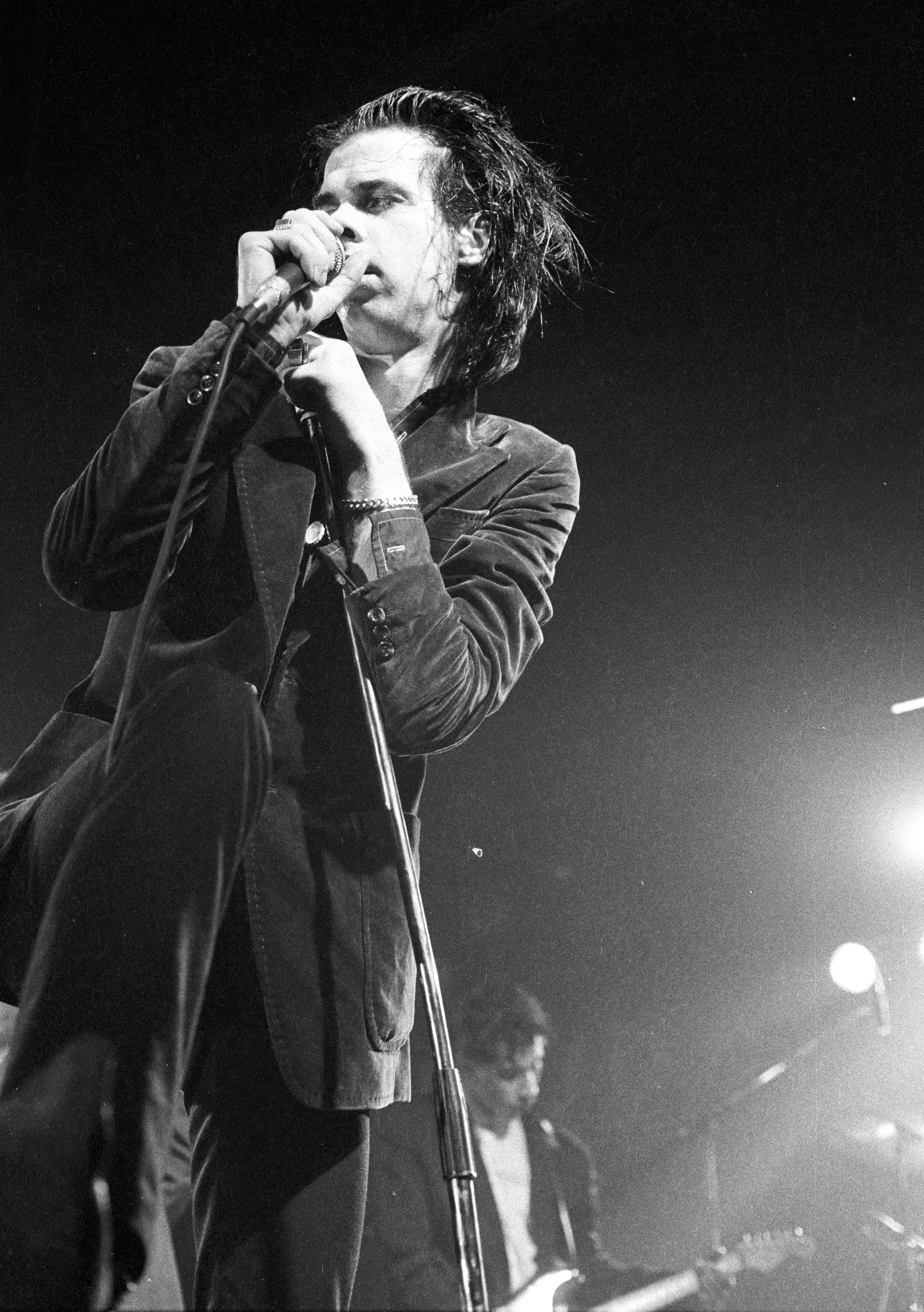
Nick Cave en 1986.

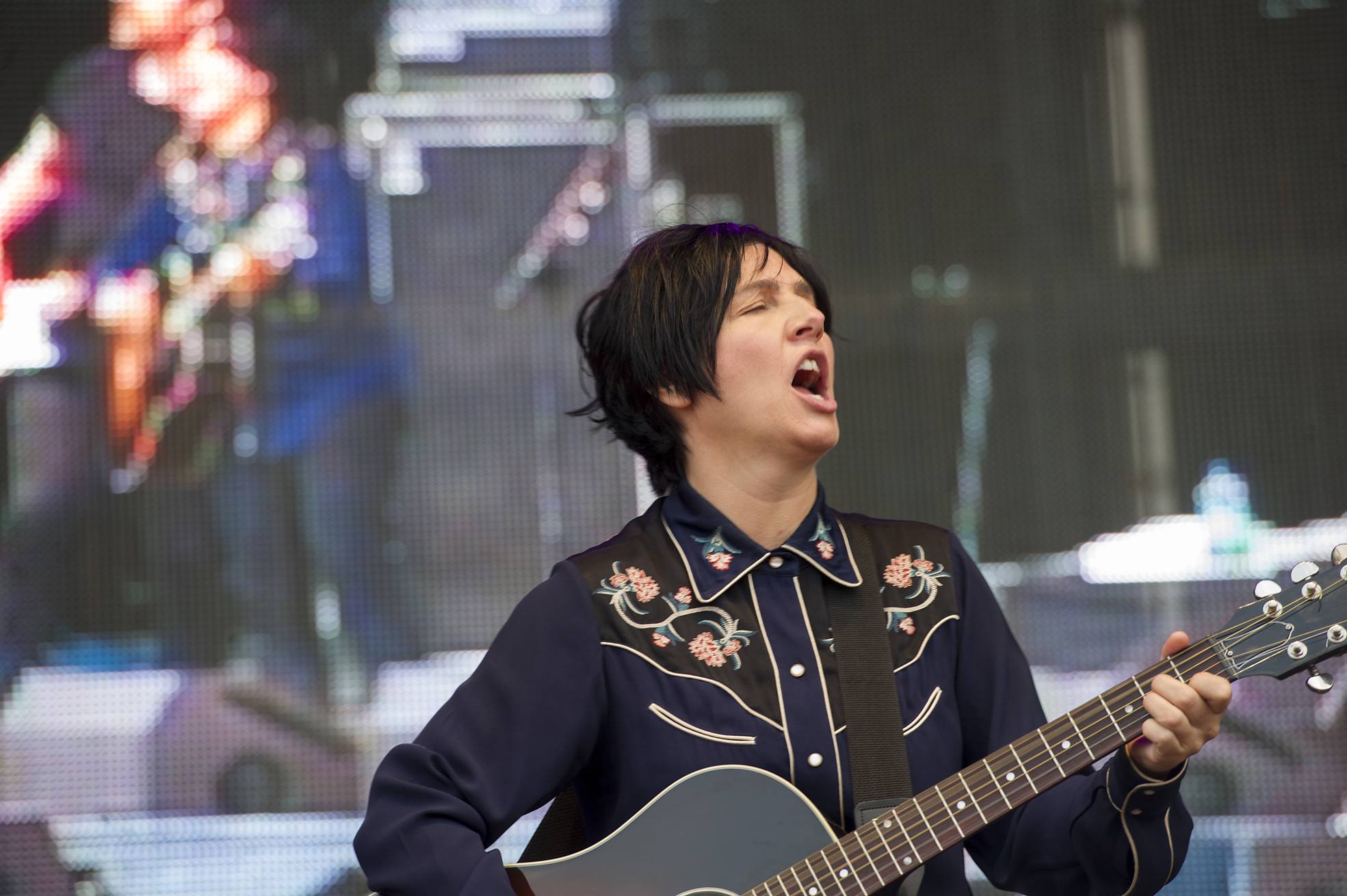
Sharleen Spiteri du groupe Texas en concert à Gibraltar en 2013.

#### Événements
- 30 juin : sortie du film Great Balls of Fire!, film sur la vie de Jerry Lee Lewis.
- 31 août : retour sur scène des Rolling Stones à Philadelphie (États-Unis).
- Soundgarden en signant chez A&M Records est le premier groupe grunge à signer chez une major en sortant l'album Louder Than Love.

#### Albums
- janvier : Lou Reed sort l'album New York.
- 10 janvier : sortie de Veuillez rendre l'âme (à qui elle appartient), premier album de Noir Désir.
- 13 mars : Texas sort son premier album Southside.
- 17 avril : sortie de Doolittle, deuxième album des Pixies.
- 2 mai : The Cure sort Disintegration.
- 8 mai : sortie de Street Fighting Years de Simple Minds.
- 15 mai : The Stone Roses sort The Stone Roses, son premier album.
- 15 juin : sortie du premier album de Nirvana, Bleach.
- 20 juin : sortie de The Real Thing de Faith No More.
- 16 août : les Red Hot Chili Peppers sortent Mother's Milk.
- 29 août : sortie de Steel Wheels des Rolling Stones.
- 19 septembre : Lenny Kravitz sort son premier album Let Love Rule.
- 27 septembre : sortie de The Seeds of Love de Tears for Fears
- 2 octobre : Neil Young sort Freedom.

#### Singles
- 17 juillet : Alice Cooper - Poison
- décembre : Happy Mondays - Hallelujah

## Les années 1990

### 1990

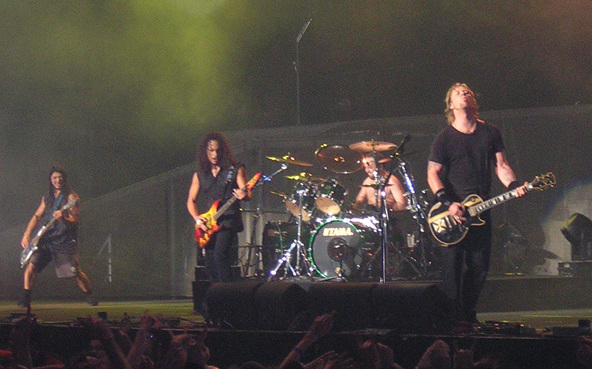
Le groupe de thrash metal Metallica en concert (2003).

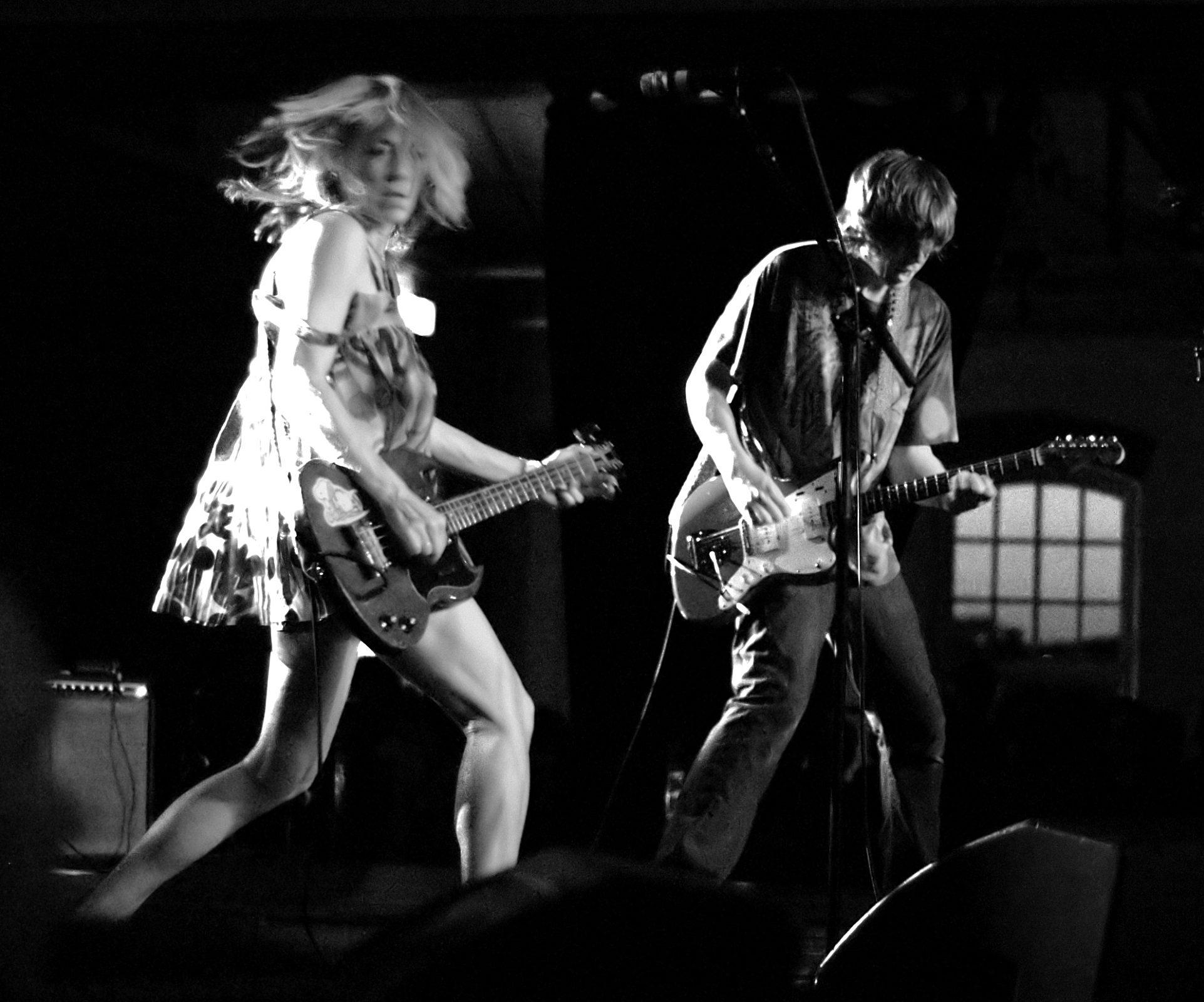
Kim Gordon et Thurston Moore de Sonic Youth en concert à Stockholm en 2005.

#### Événements
- 16 avril : grand concert à Londres pour célébrer la libération de Nelson Mandela, avec Lou Reed, Neil Young, Peter Gabriel, Simple Minds, Steven Van Zandt, Chrissie Hynde, Jerry Dammers, Tracy Chapman, etc.
- 18 mai : les Rolling Stones démarrent leur Urban Jungle European Tour à Rotterdam, Pays-Bas.

#### Albums
- 24 janvier : The Black Crowes sort son premier album Shake Your Money Maker.
- 19 mars : Depeche Mode sort Violator.
- 17 avril : sortie de The Good Son de Nick Cave and the Bad Seeds.
- 28 mai : The Breeders sortent leur premier album Pod.
- 26 juin : sortie de Goo de Sonic Youth.
- 19 juillet : Mother Love Bone sort son unique album Apple.
- 13 août : les Pixies sortent Bossanova.
- 24 septembre : AC/DC sort The Razors Edge.
- 25 septembre : sortie de X, septième album studio d'INXS.
- 27 novembre : Happy Mondays sort Pills 'n' Thrills and Bellyaches.

#### Singles
- 29 août : Depeche Mode - Personal Jesus
- 25 septembre : INXS - Suicide Blonde

#### Décès
- 8 février : mort de Del Shannon, 55 ans, à Santa Clarita (Californie, États-Unis), par suicide.
- 24 février : mort de Johnnie Ray, 63 ans, à Los Angeles, d'alcoolisme.
- 27 août : mort de Stevie Ray Vaughan, 35 ans, à East Troy (Wisconsin, États-Unis), dans un accident d'hélicoptère.
- 6 septembre : mort de Tom Fogerty, 49 ans, du Creedence Clearwater Revival, à Scottsdale (Arizona, États-Unis), de tuberculose.

### 1991

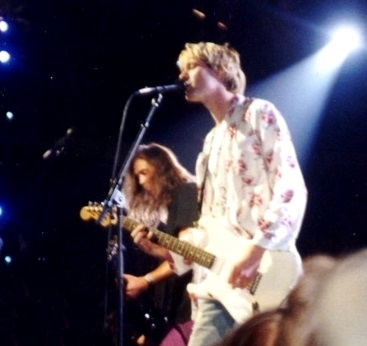
Le groupe Nirvana en concert aux MTV Video Music Awards en 1992.

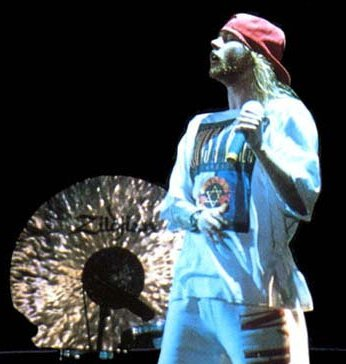
Axl Rose du groupe Guns N' Roses.

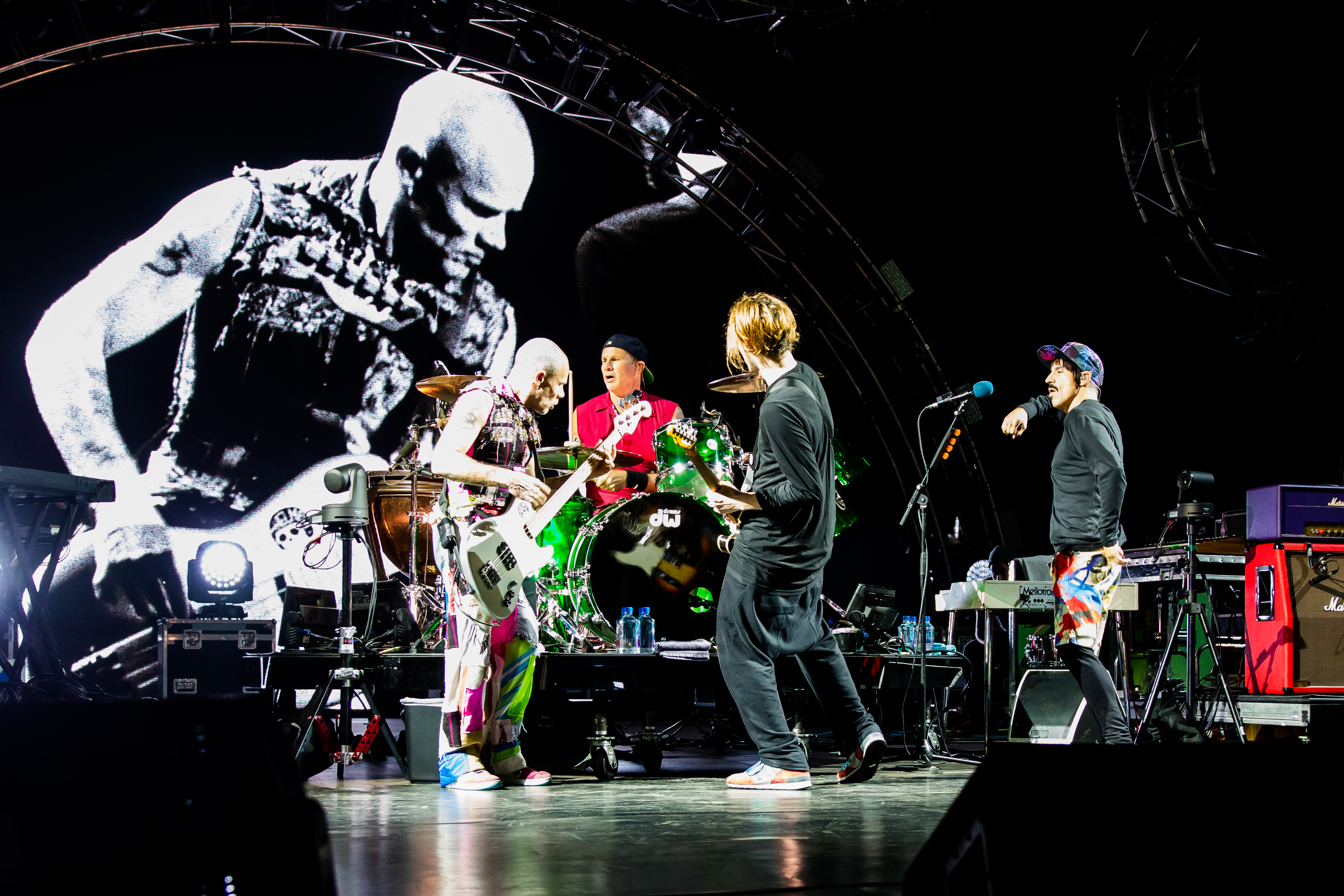
Les Red Hot Chili Peppers au festival Rock am Ring en 2016.

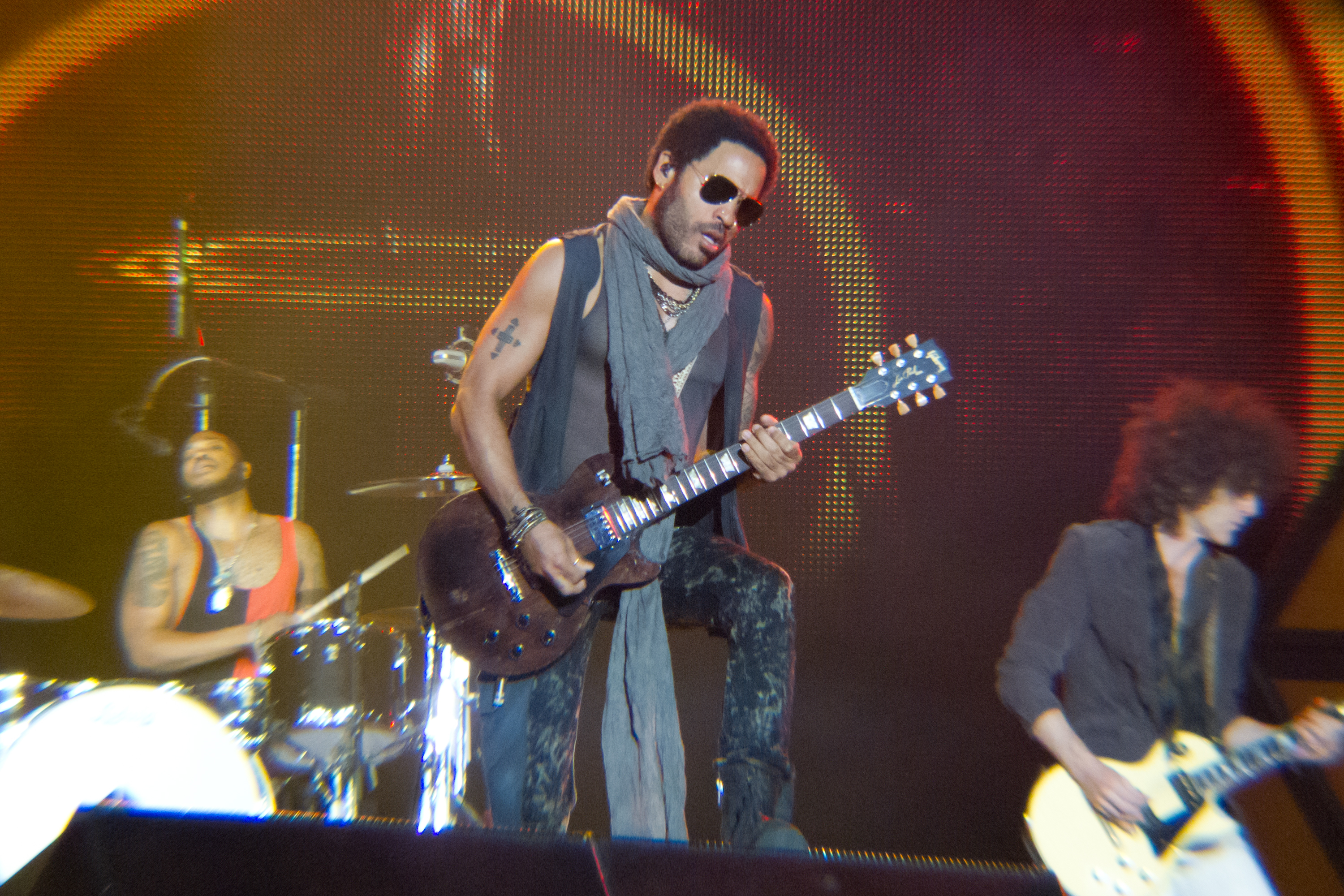
Lenny Kravitz en concert à Madrid en 2012.

#### Événements
- 1er mars : sortie de The Doors, film d'Oliver Stone sur la vie du groupe éponyme.
- 24 novembre : mort de Freddie Mercury, 45 ans, chanteur du groupe Queen, à Londres, du sida.

#### Courant musicaux
- Essor du mouvement grunge apparu à Seattle au milieu des années 1980 et dont la sortie de Nevermind du groupe Nirvana marque la popularité auprès du grand public.

#### Albums
- 4 février : sortie de Innuendo, dernier album studio de Queen.
- 11 mars : R.E.M. sort Out of Time.
- 5 avril : sortie de Mama Said, deuxième album de Lenny Kravitz.
- 16 avril : Temple of the Dog sort son unique album.
- 13 août : sortie du black album de Metallica.
- 27 août : Pearl Jam sort Ten, son premier album.
- 16 septembre : Guns N' Roses sort simultanément les albums Use Your Illusion I et Use Your Illusion II.
- 23 septembre : sortie de Trompe le Monde des Pixies.
- 24 septembre : Nirvana sort son second album Nevermind.
- 24 septembre : les Red Hot Chili Peppers sortent Blood Sugar Sex Magik.
- 19 novembre : U2 sort Achtung Baby.
- octobre : FFF sort son premier album Blast Culture.

#### Singles
- 19 février : R.E.M. sort Losing My Religion.
- 24 février : U2 sort One.
- 4 mai : Cher est no 1 au Royaume-Uni, avec The Shoop Shoop Song. Elle y reste cinq semaines.
- 6 juin : Lenny Kravitz sort It Ain't Over 'til It's Over
- 10 septembre : Nirvana sort Smells Like Teen Spirit.
- 14 octobre : sortie de The Show Must Go On de Queen.

#### Décès
- 8 janvier : mort de Steve Clark (Def Leppard), 30 ans, à Londres, d'un cocktail d'alcool et de médicaments.
- 2 mars : mort de Serge Gainsbourg, 62 ans, à Paris, d'un crise cardiaque.
- 21 mars : mort de Leo Fender, 81 ans, à Ione (Californie), de la maladie de Parkinson.
- 8 avril : suicide de Per Yngve Ohlin (Mayhem et Morbid), 22 ans, à Kråkstad (Norvège), d'une balle de fusil dans la tête.
- 21 avril : mort de Steve Marriott, 43 ans, des Small Faces, au Royaume-Uni, dans l'incendie de sa maison.
- 27 août : mort de Vince Taylor, 52 ans, à Lutry (Suisse), d'un cancer des os.
- 17 octobre : mort de Tennessee Ernie Ford, 72 ans, à Reston (Virginie, États-Unis).
- 2 novembre : mort de Mort Shuman, 52 ans, à Londres, des suites d'un cancer du foie.
- 24 novembre : mort d'Eric Carr (Kiss), 41 ans, à New York, d'une hémorragie cérébrale.
- 24 novembre : mort de Freddie Mercury, 45 ans, à Londres, des suites d'une pneumonie.

### 1992

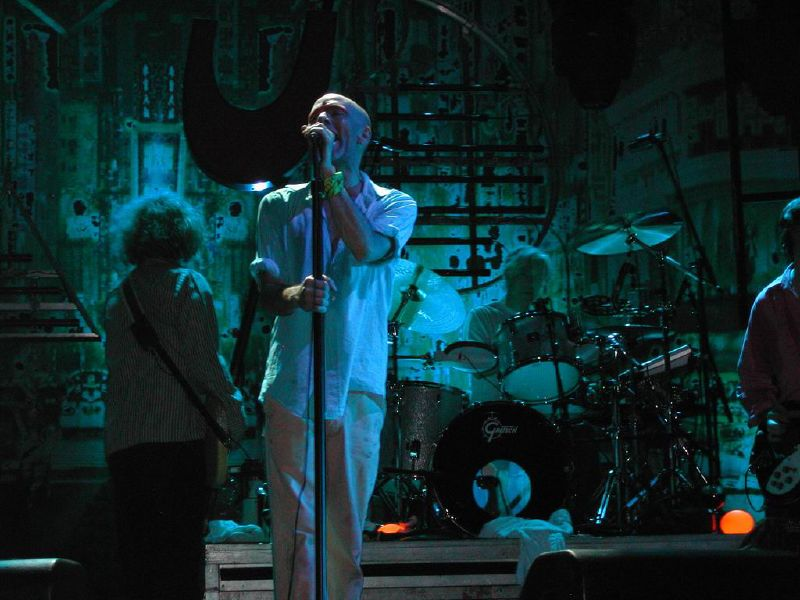
Le groupe R.E.M. en concert (2003).

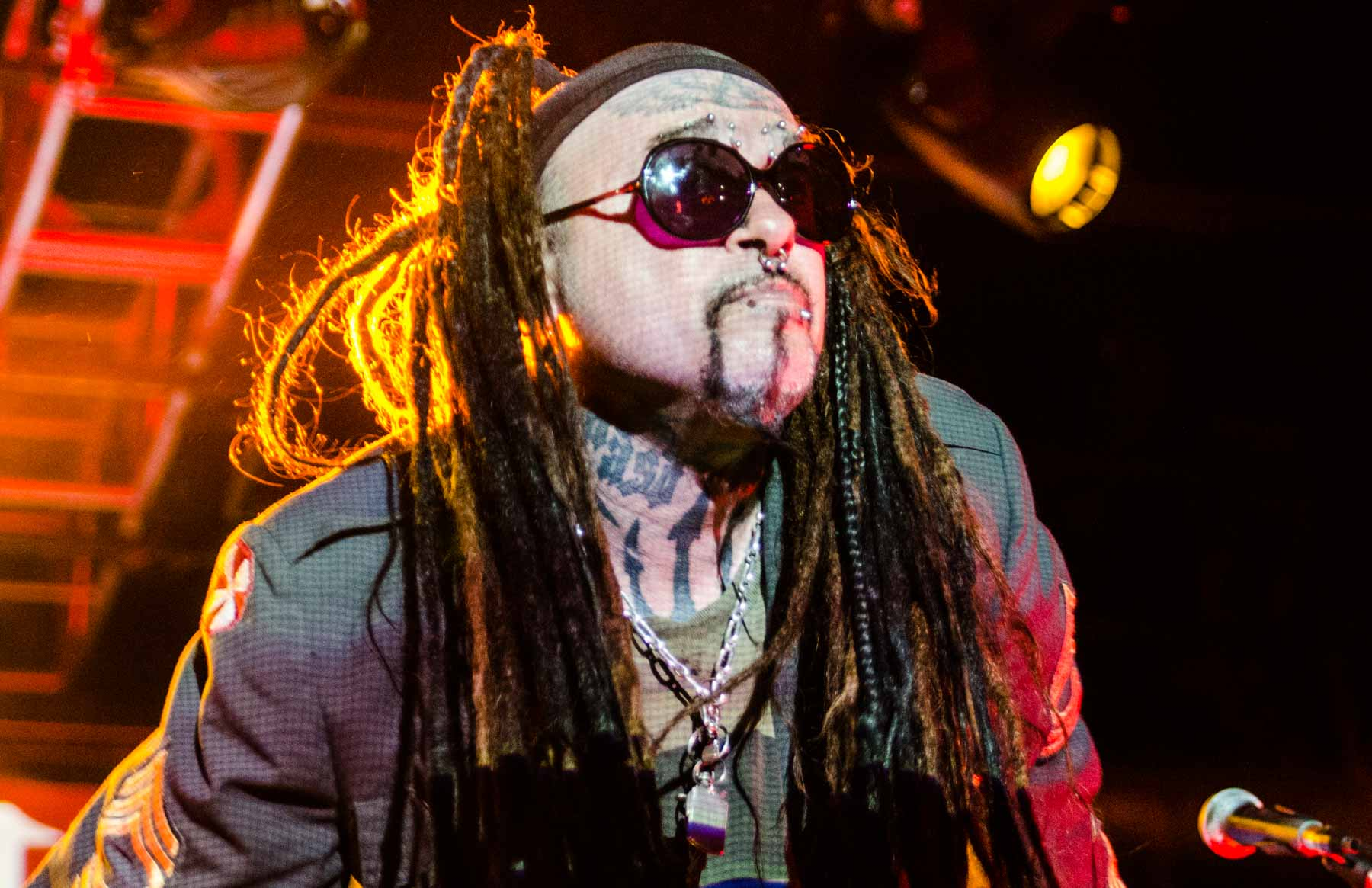
Al Jourgensen du groupe Ministry.

#### Événements
- 29 février : U2 ouvre sa tournée Zoo TV Tour à Lakeland (Floride, États-Unis). Elle s'achèvera le 10 décembre à Tokyo (Japon).
- sortie de 1991: The Year Punk Broke, film documentaire présentant une tournée commune de Sonic Youth et Nirvana.
- sortie de Singles, film de Cameron Crowe sur la jeunesse de Seattle, avec une bande-son très grunge.

#### Albums
- 31 mars : Bruce Springsteen sort deux albums simultanément, Human Touch et Lucky Town.
- 31 mars : Body Count sort son premier album Body Count.
- 14 avril : sortie de Bricks Are Heavy de L7.
- 21 avril : The Cure sort Wish.
- 8 juin : sortie de Angel Dust de Faith No More.
- 7 juillet : Dream Theater sort son deuxième album, Images and Words qui marque l'arrivée de James LaBrie dans le groupe.
- 14 juillet : Ministry sort l'album de metal industriel Psalm 69: The Way to Succeed and the Way to Suck Eggs.
- 21 juillet : sortie de Dirty de Sonic Youth.
- 5 octobre : R.E.M. sort son huitième album Automatic for the People.
- 7 décembre : Noir Désir sort Tostaky.
- 3 novembre : Rage Against the Machine sort son premier album Rage Against the Machine.

#### Singles
- 19 mars : Ugly Kid Joe - Everything About You
- septembre : Radiohead - Creep

#### Décès
- 14 janvier : mort de Jerry Nolan (The New York Dolls, The Heartbreakers), 45 ans, à New York.
- 15 janvier : mort de Dee Murray, 45 ans, à Londres, d'un accident vasculaire cérébral.
- 29 janvier : mort de Willie Dixon, 76 ans, à Burbank (Californie, États-Unis), d'une crise cardiaque.
- 26 juillet : mort de Mary Wells, 49 ans, à Los Angeles (Californie, États-Unis), d'un cancer.
- 5 août : mort de Jeff Porcaro (Toto), 38 ans, à Los Angeles, d'une crise cardiaque.
- 25 octobre : mort de Roger Miller, 56 ans, à Los Angeles (Californie, États-Unis), d'un cancer.
- 21 décembre : mort d'Albert King, 69 ans, à Memphis (Tennessee, États-Unis), d'une crise cardiaque.

### 1993

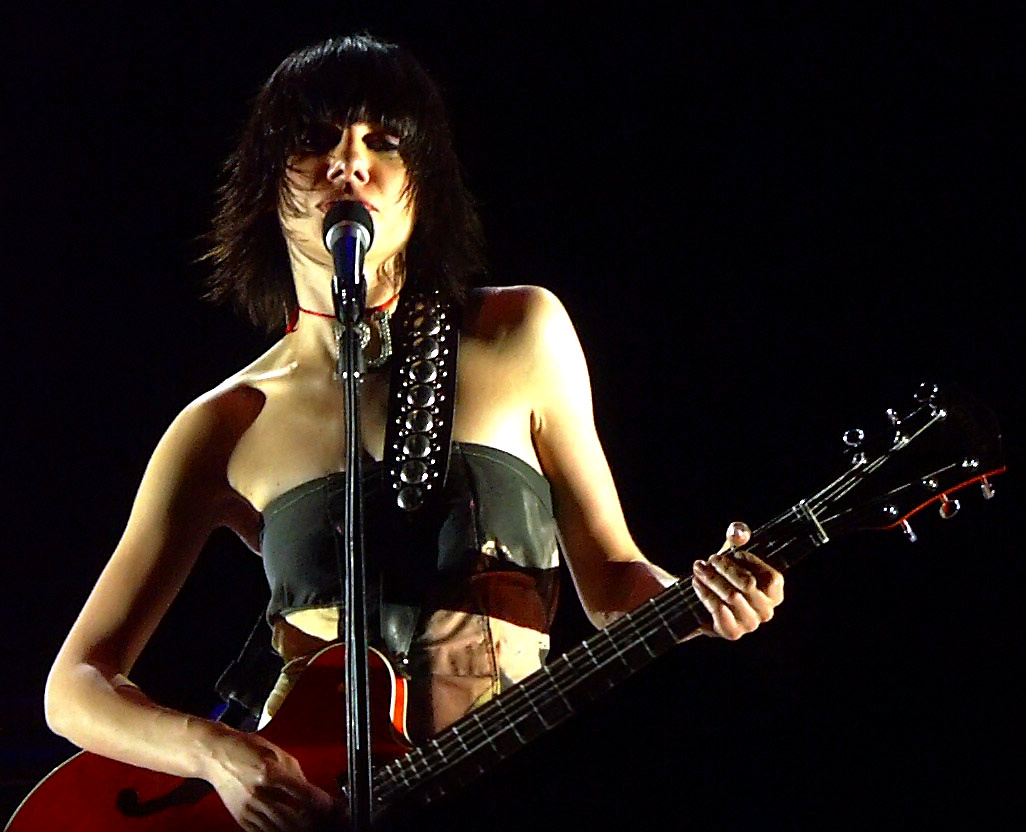
La chanteuse de rock alternatif PJ Harvey.

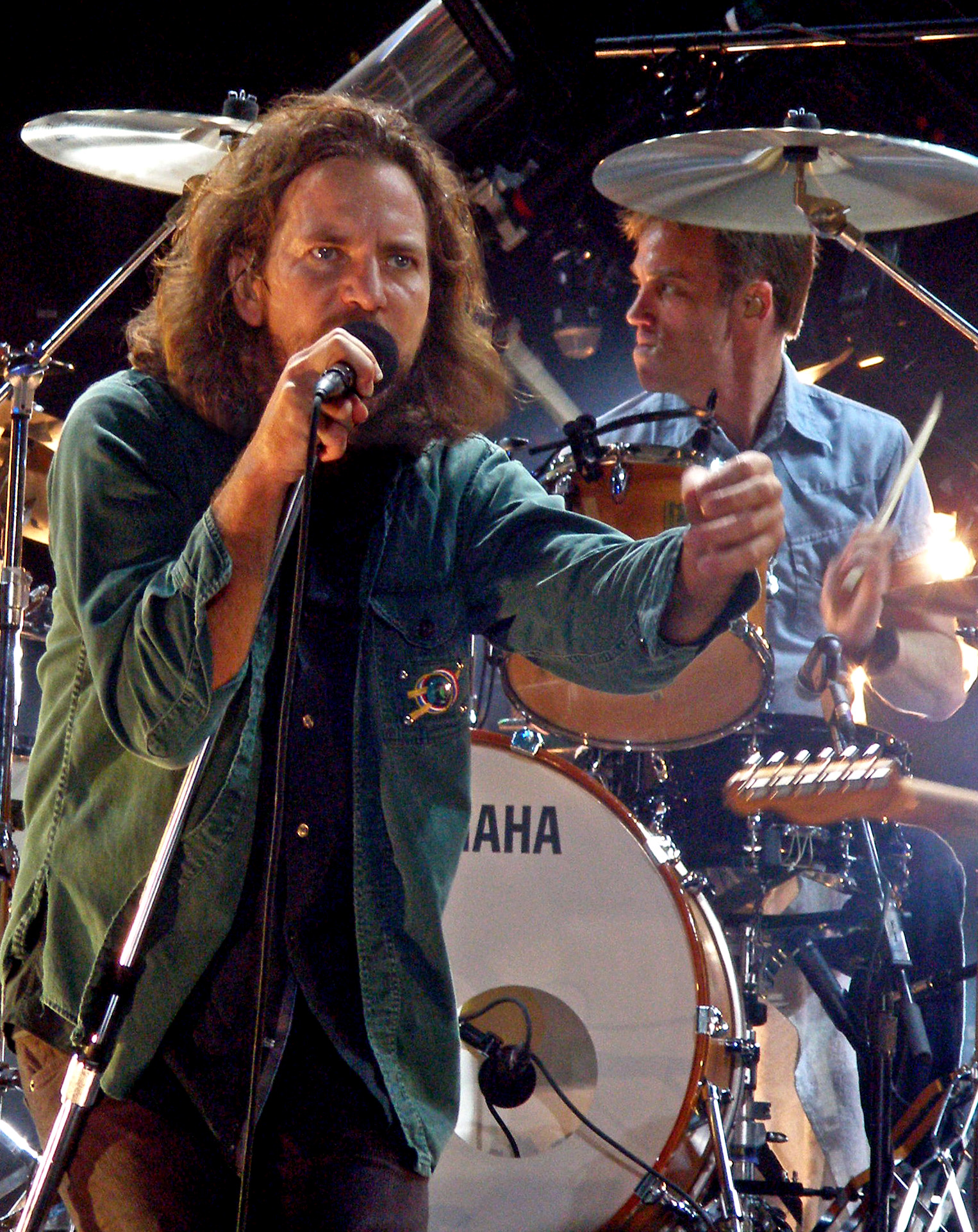
Eddie Vedder du groupe Pearl Jam en concert à Albany en 2006.

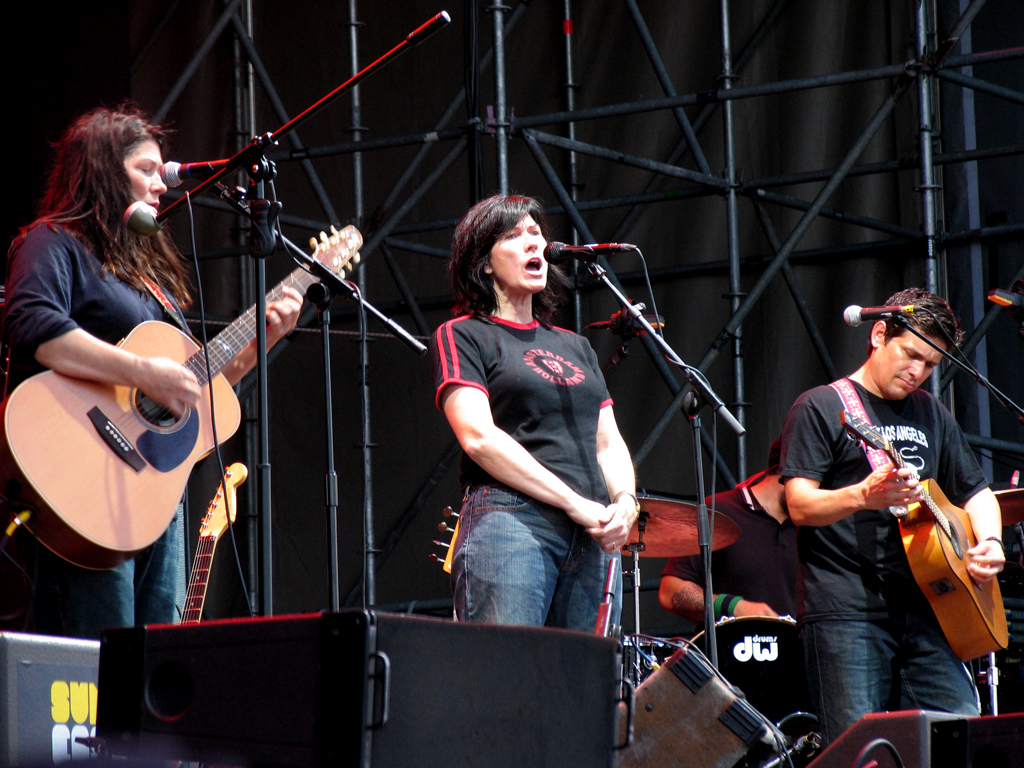
The Breeders en concert à Barcelone en 2008.

#### Événements
- 8 janvier : Elvis Presley illustre un nouveau timbre-poste créé aux États-Unis.
- 24 février : Eric Clapton remporte 6 Grammy Awards pour son album Unplugged.
- 11 mai : Dire Straits annonce sa séparation.
- 16 avril : concert pour le Earth Day à New York, avec Paul McCartney, Ringo Starr, Steve Miller...
- 18 novembre : enregistrement à New York du MTV Unplugged par Nirvana.

#### Albums
- 22 février : Radiohead sort son premier album Pablo Honey.
- 9 mars : Lenny Kravitz sort Are You Gonna Go My Way.
- 5 avril : sortie de Black Tie White Noise de David Bowie.
- 20 avril : Aerosmith sort Get a Grip
- 27 juillet : les Smashing Pumpkins sortent leur second album Siamese Dream.
- 5 juillet : le groupe U2 sort l'album Zooropa.
- 5 juillet : Björk sort son deuxième album Debut.
- 3 août : sortie de Tuesday Night Music Club, premier album de Sheryl Crow, grâce auquel elle remportera trois Grammy Awards.
- 31 août : sortie de Last Splash, second album des Breeders.
- 13 septembre : Nirvana sort In Utero, son troisième et dernier album studio.
- 14 septembre : sortie de Judgment Night, bande originale du film du même nom, réunissant en duos les meilleurs groupes de rock et rap du moment.
- 19 octobre : Pearl Jam sort Vs., son deuxième album.

#### Singles
- 31 janvier : Spin Doctors - Two Princes
- juin : Soul Asylum - Runaway Train
- 1er octobre : Crash Test Dummies - Mmm Mmm Mmm Mmm

#### Décès
- 22 janvier : mort d'Helno (Les Négresses vertes), 29 ans, à Paris, d'une surdose d'héroïne.
- 5 juin : mort de Conway Twitty, 59 ans, à Springfield (Missouri, États-Unis), d'une rupture de l'aorte.
- 28 juin : mort de GG Allin, 36 ans, à Manhattan, d'une overdose d'héroïne.
- 10 août : mort d'Øystein Aarseth (Mayhem), 25 ans, à Oslo (Norvège), poignardé.
- 24 septembre :mort de Ian Stuart, 36 ans, dans le Derbyshire (Angleterre), dans un accident de voiture.
- 31 octobre : mort de River Phoenix, 23 ans, à Los Angeles (Californie, États-Unis), d'une surdose de drogue.
- 1er décembre : mort de Ray Gillen, 34 ans, éphémère chanteur de Black Sabbath, à Cliffside Park (New Jersey, États-Unis), du Sida.
- 4 décembre : mort de Frank Zappa, 52 ans, à Los Angeles d'un cancer.

### 1994

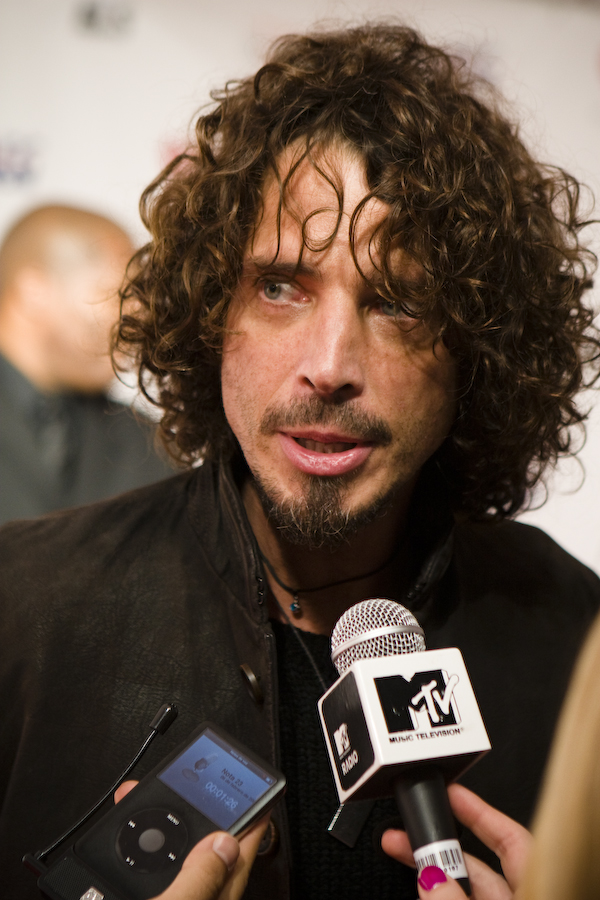
Chris Cornell du groupe Soundgarden (ici en 2009).

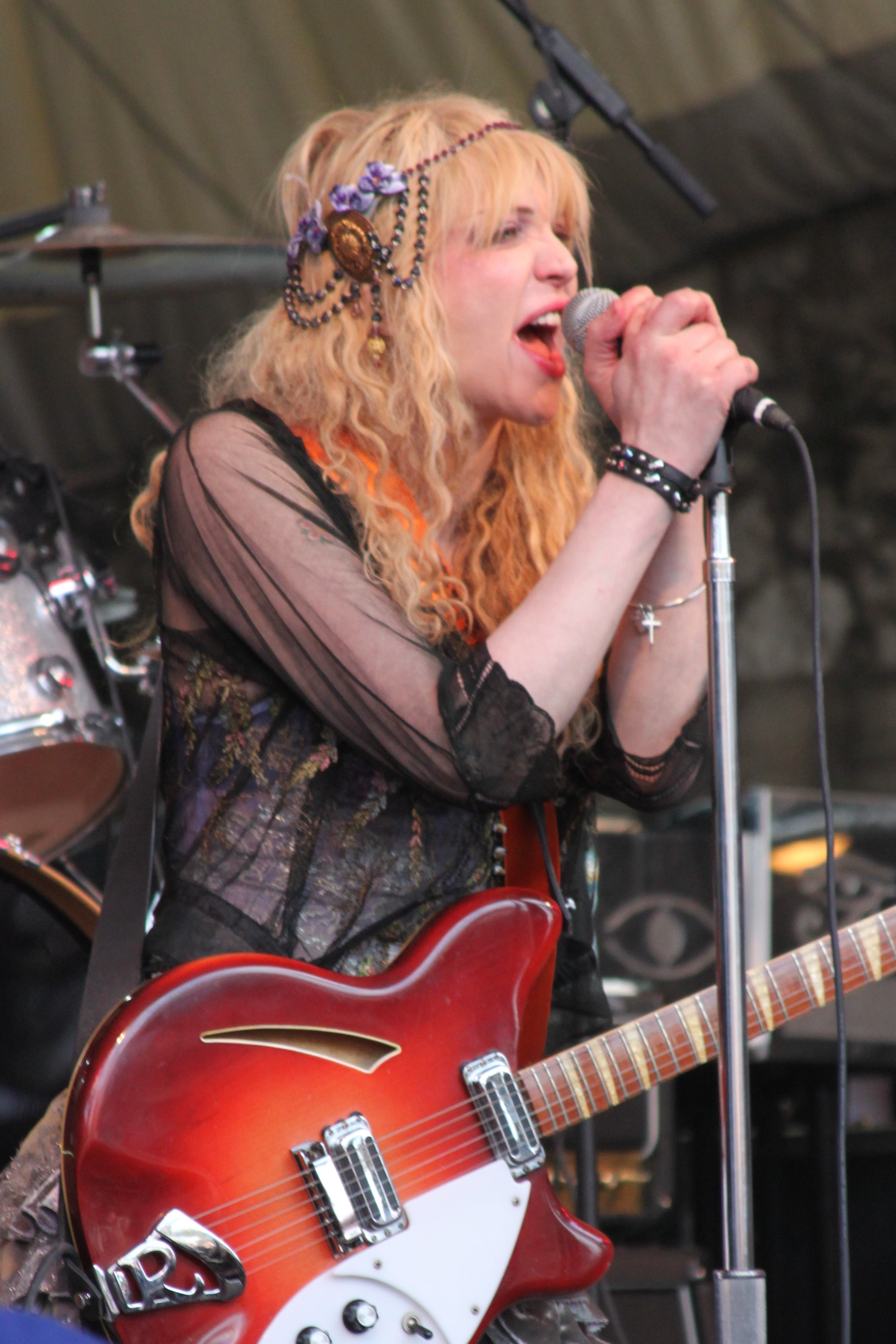
Courtney Love du groupe Hole au festival SXSW en 2010.

#### Événements
- 8 avril : annonce de la mort de Kurt Cobain.
- 12-14 août : festival anniversaire de Woodstock à Saugerties (New York, États-Unis), avec Bob Dylan, Joe Cocker, Sheryl Crow, Green Day, Aerosmith, The Cranberries, Crosby, Stills, Nash and Young, Metallica, Traffic, Santana, The Neville Brothers...
- 20 octobre : Live P·U·L·S·E de Pink Floyd
- Formation du groupe Muse

#### Albums
- 1er février : le groupe américain Green Day sort son troisième album, Dookie.
- 8 février : Ben Harper sort Welcome to the Cruel World.
- 8 mars : sortie de The Downward Spiral de Nine Inch Nails.
- 8 mars : sortie de Superunknown de Soundgarden.
- 12 avril : Hole sort Live Through This.
- 19 avril : sortie de Smash de The Offspring.
- 25 avril : Blur sort Parklife.
- 23 août : Jeff Buckley sort son unique album Grace.
- 30 août : sortie de Definitely Maybe, premier album d'Oasis.
- 3 octobre : The Cranberries sort No Need to Argue.
- 17 octobre : sortie de Dummy premier album de Portishead.
- 1er novembre : sortie posthume du MTV Unplugged in New York de Nirvana.

#### Singles
- 2 février : Bruce Springsteen - Streets of Philadelphia
- 8 mars : Beck - Loser
- 29 novembre : Green Day sort son single Basket Case.

#### Décès
- 15 janvier : mort de Harry Nilsson, 52 ans, à Agoura Hills (Californie, États-Unis), d'une crise cardiaque.
- 22 mars : mort de Dan Hartman, 43 ans, à Westport (Connecticut, États-Unis), d'une tumeur cérébrale.
- 5 avril : suicide de Kurt Cobain, 27 ans, leader du groupe Nirvana, à Seattle (Washington, États-Unis), d'une balle dans la tête.
- 15 juin : mort de Kristen Pfaff (Hole), 27 ans, à Seattle, d'une surdose d'héroïne.
- 6 septembre : mort de Nicky Hopkins, 50 ans, à Nashville (Tennessee, États-Unis).
- 4 novembre : mort de Fred « Sonic » Smith, 45 ans, à Détroit, (Michigan, États-Unis), d'une crise cardiaque.

### 1995

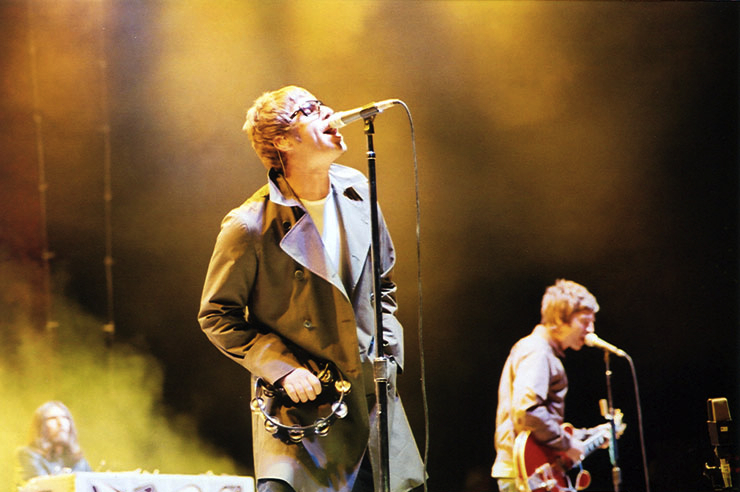
Liam et Noel Gallagher leaders du groupe Oasis (ici en 2005).

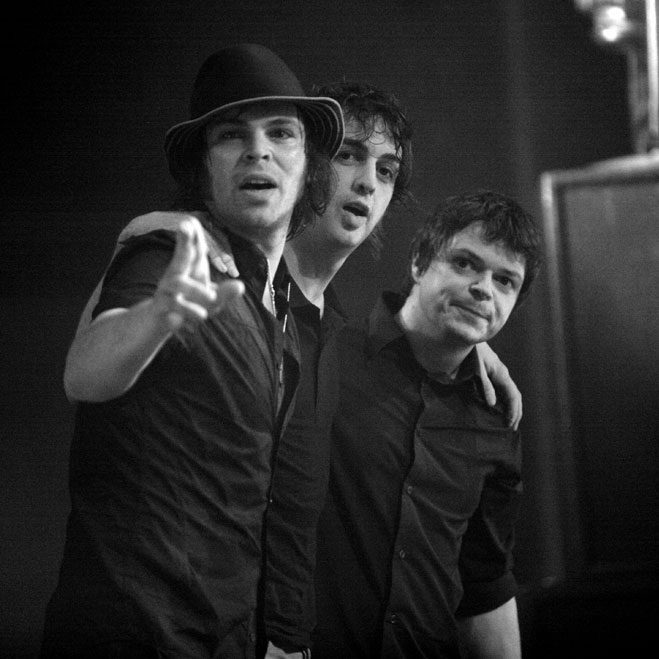
Gaz Coombes, Danny Goffey et Mick Quinn de Supergrass (ici en 2008).

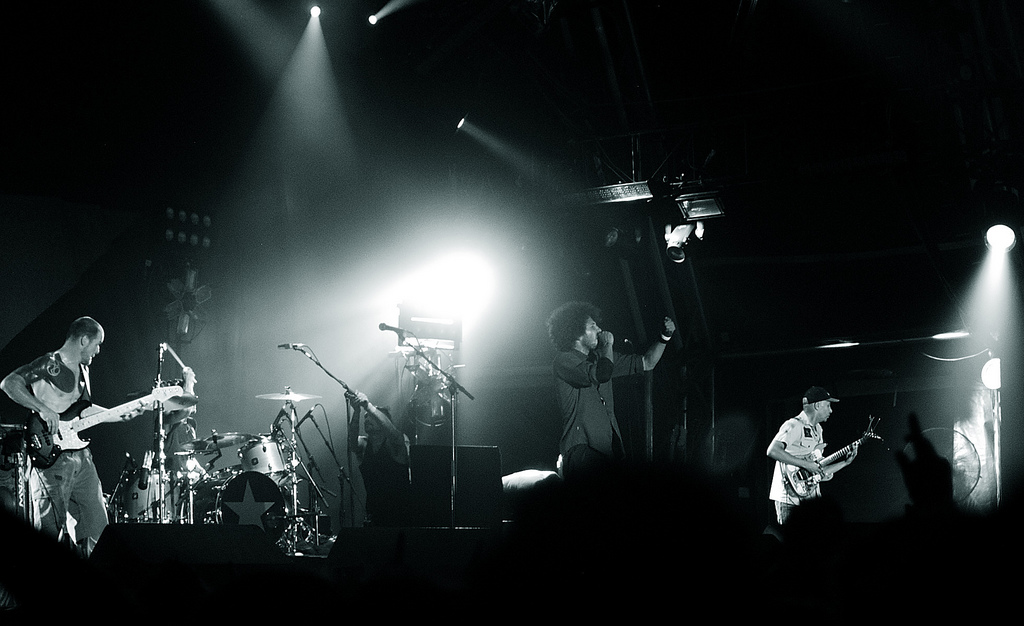
Rage Against the Machine en concert à Melbourne en 2008.

#### Événements
- 2 septembre : ouverture à Cleveland (Ohio) du Rock and Roll Hall of Fame and Museum.

#### Albums
- 28 février : PJ Harvey sort To Bring You My Love.
- 13 mars : sortie de The Bends, deuxième album de Radiohead.
- 13 juin : Alanis Morissette sort Jagged Little Pill, « album de l'année » au Grammy Awards.
- 13 juin : sortie de Post, troisième album de Björk.
- 4 juillet : les Foo Fighters sortent leur premier album Foo Fighters.
- 7 août : sortie de Garbage, premier album de Garbage.
- 11 septembre : Blur sort The Great Escape.
- 12 septembre : les Red Hot Chili Peppers sortent One Hot Minute.
- 26 septembre : sortie de Ballbreaker, 13e album d'AC/DC.
- 2 octobre : Oasis sort son second album (What's the Story) Morning Glory?.
- 10 octobre : sortie d'Insomniac, de Green Day.
- 23 octobre : les Smashing Pumpkins sortent le double-album Mellon Collie and the Infinite Sadness.
- 24 octobre : Marilyn Manson sort Smells Like Children.

#### Singles
- 3 juillet : Supergrass - Alright
- 8 août : The Presidents of the United States of America - Lump
- 30 octobre : Oasis - Wonderwall
- 4 décembre : The Beatles - Free as a Bird

#### Décès
- 14 juin : mort de Rory Gallagher, 47 ans, à Londres, d'un cancer du foie.
- 29 juillet : mort de Charlie Rich, 62 ans, à Hammond (Louisiane, États-Unis), dans un accident de planche à voile.
- 9 août : mort de Jerry Garcia, 53 ans, ancien leader du Grateful Dead, en Californie (États-Unis), d'une attaque cardiaque.
- 21 octobre : mort de Maxene Brown, 79 ans, des The Andrews Sisters.
- 21 novembre : mort de Peter Grant, ancien manager de Led Zeppelin, 60 ans, à Eastbourne (Angleterre), d'une crise cardiaque.
- 23 novembre : mort de Junior Walker, 64 ans, à Battle Creek (Michigan, États-Unis), d'un cancer.

### 1996

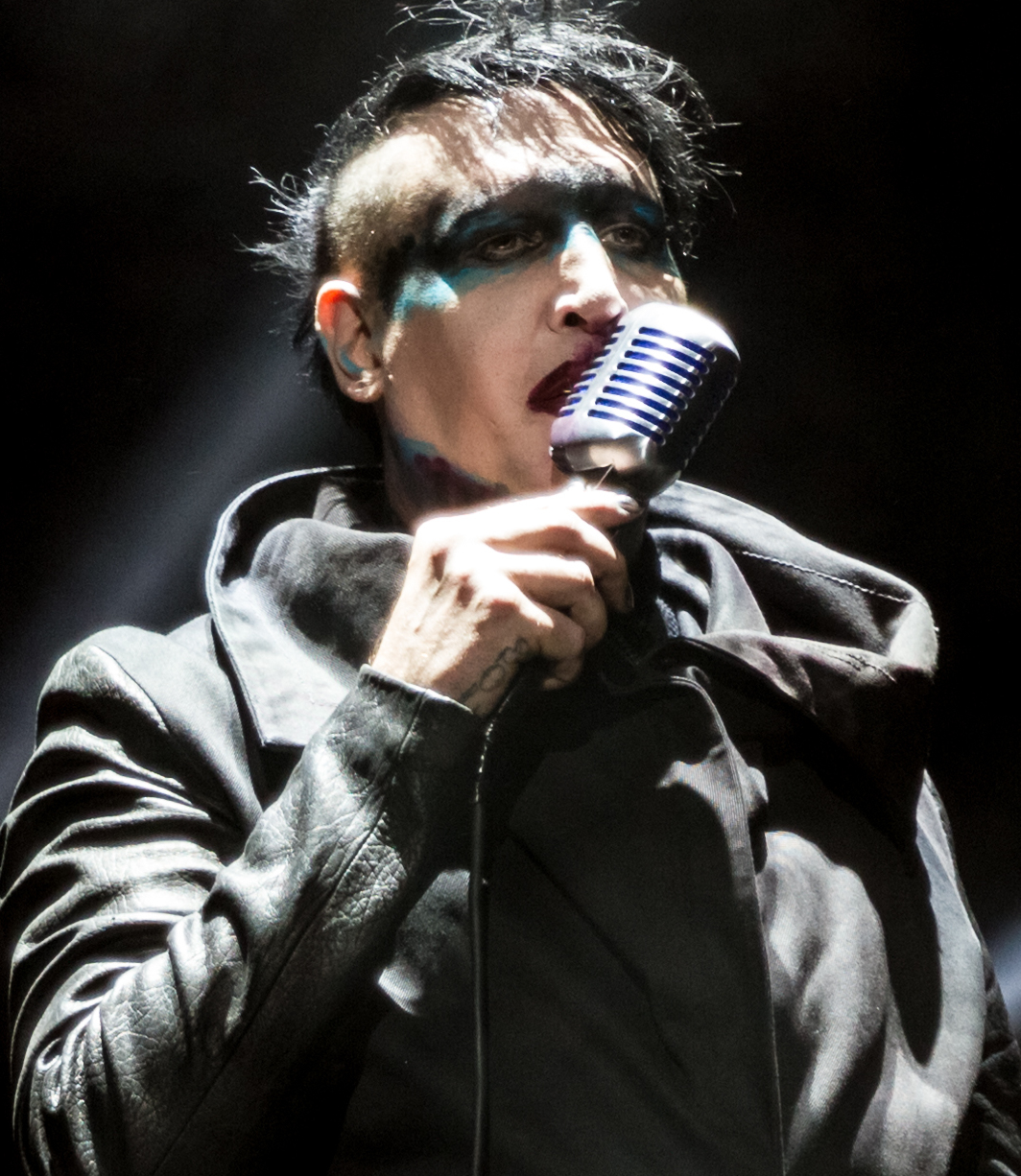
Marilyn Manson en concert à Rock am Ring en 2015.

#### Événements
- 15 juin : premier « Tibetan Freedom Concert » à San Francisco, avec The Smashing Pumpkins, Sonic Youth et les Red Hot Chili Peppers.

#### Albums
- 5 février : Nick Cave and the Bad Seeds sort Murder Ballads.
- 16 avril : sortie de Evil Empire, deuxième album de Rage Against the Machine.
- 4 juin : Metallica sort son sixième album, Load.
- 17 juin : Placebo sort son premier album, Placebo.
- 13 août : sortie de Beautiful Freak, premier album du groupe Eels.
- 17 septembre : Cake sort son second album Fashion Nugget.
- 24 septembre : sortie de Sheryl Crow, second album de la chanteuse, « meilleur album rock » aux Grammy Awards
- 8 octobre : Marilyn Manson sort Antichrist Superstar.
- 11 novembre : le groupe français Noir Désir sort 666.667 Club.

#### Singles

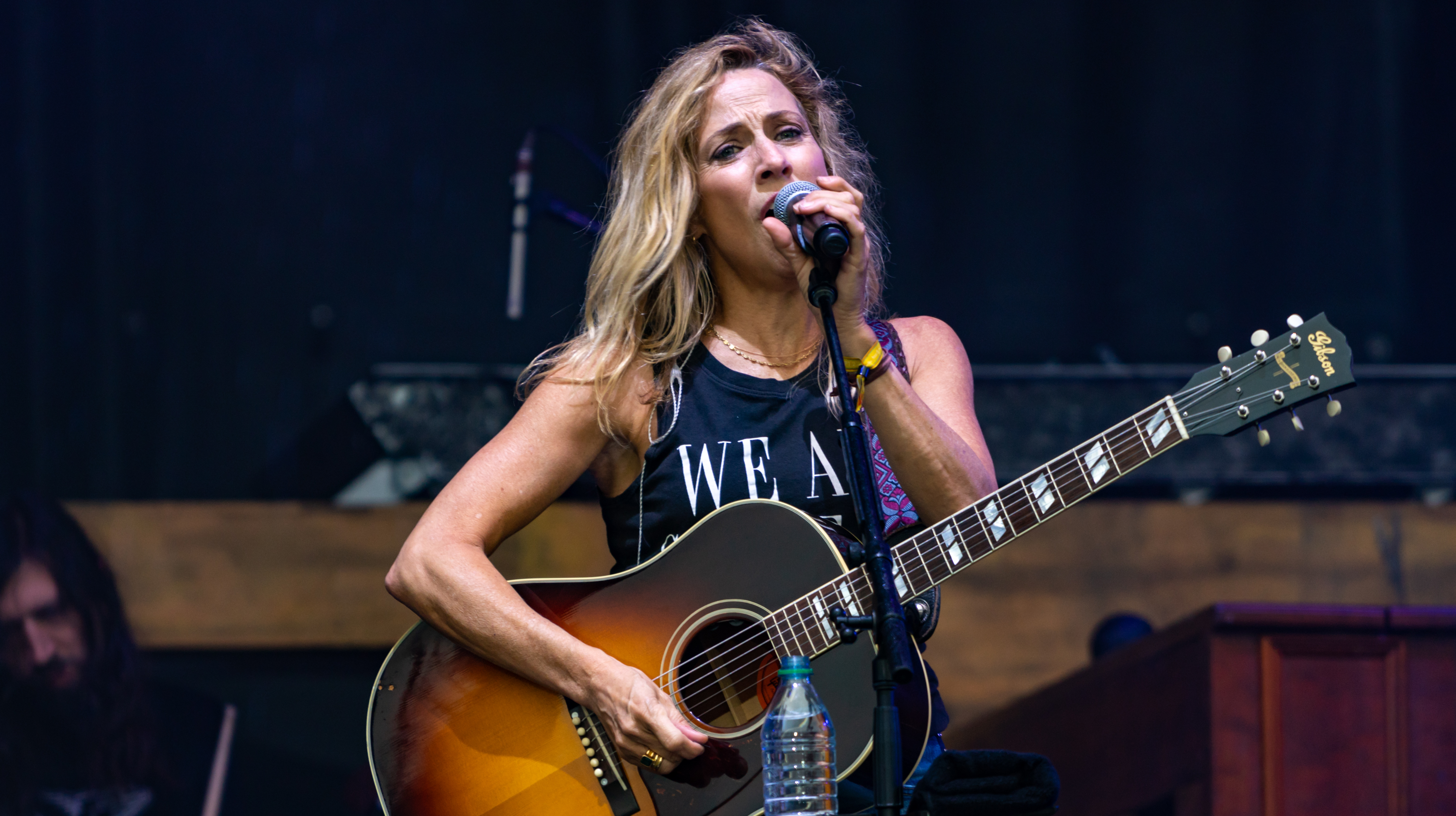
Sheryl Crow en concert en 2018.

- 3 février : Eels - Novocaine for the soul
- juin : Nada Surf - Popular
- septembre : Sheryl Crow - If It Makes You Happy, « meilleure performance rock féminine de l'année » aux Grammy Awards.

#### Décès
- 31 mars : mort de Jeffrey Lee Pierce (The Gun Club), 37 ans, à Salt Lake City (Utah, États-Unis), d’une hémorragie cérébrale.
- 18 avril : mort de Mike Leander, 54 ans, à Londres, d'un cancer.
- 15 juin : mort de Thomas Kuhn (Le Cri de la mouche), après une chute.
- 17 juillet : mort de Chas Chandler (The Animals), 57 ans, à Newcastle (Angleterre), d'une rupture d'anévrisme.
- 22 juillet : mort de Rob Collins (The Charlatans), 33 ans, à Monmouth (pays de Galles), d'un accident de voiture.
- 29 juillet : suicide de Jason Thirsk (Pennywise), à 28 ans, par arme à feu.
- 10 décembre : mort de Philippe Koechlin (créateur de Rock & Folk), 58 ans, à Paris.

### 1997

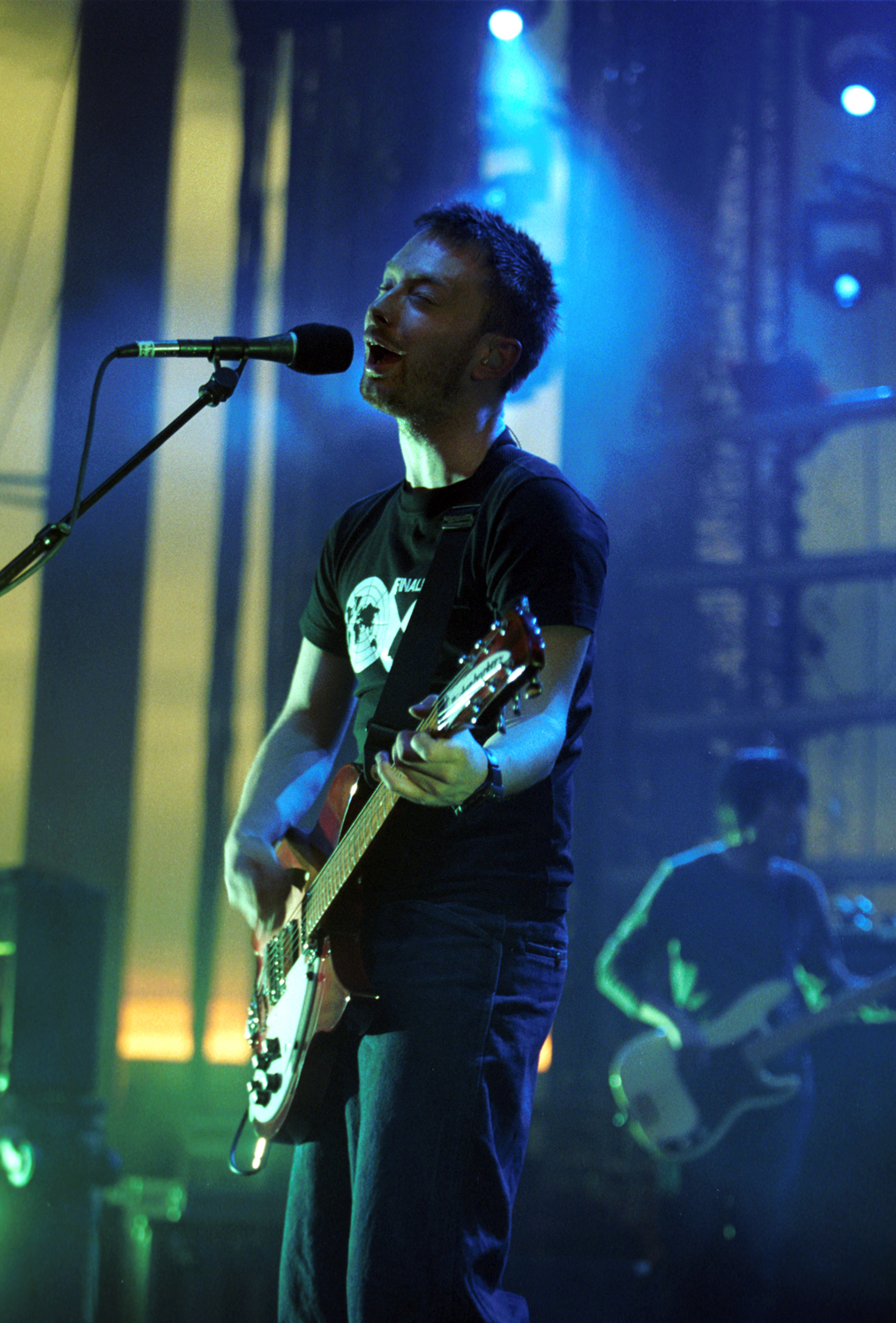
Thom Yorke chanteur et compositeur du groupe Radiohead (ici en 2001 en concert).

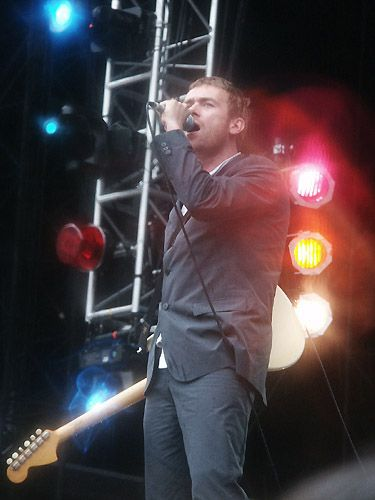
Damon Albarn du groupe Blur.

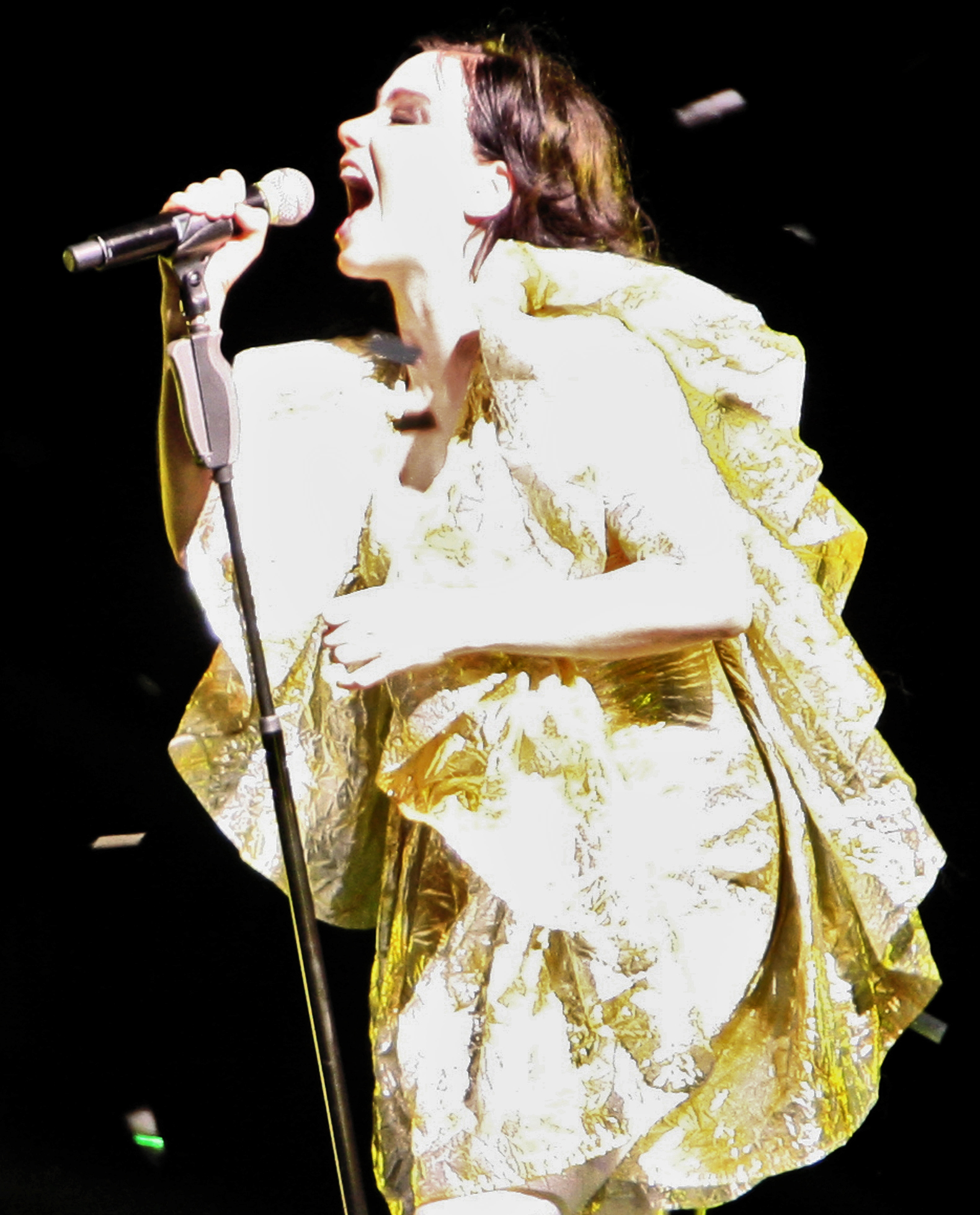
Björk à Rock en Seine en 2007.

#### Événements
- 29 mai : mort de Jeff Buckley, 30 ans, à Memphis, par noyade.
- 14 juillet : Premier concert des White Stripes au Gold Dollar de Détroit

#### Albums
- 3 février : David Bowie sort Earthling.
- 3 février : Texas sort White on Blonde.
- 10 février : Blur sort son cinquième album, Blur.
- 3 mars : sortie de l'album Pop de U2.
- 22 avril : Louise Attaque sort son premier album Louise Attaque.
- 16 juin : le groupe Radiohead sort OK Computer.
- 30 juin : sortie de The Fat of the Land de The Prodigy.
- 21 août : Oasis sort Be Here Now, son troisième album.
- 18 septembre : sortie d'Homogenic, quatrième album de Björk.
- 29 septembre : les Rolling Stones sortent leur album Bridges to Babylon.
- 29 septembre : sortie de Urban Hymns, troisième album de The Verve, nommé « meilleur album britannique » aux Brit Awards.

#### Singles
- 2 avril : Blur - Song 2
- 16 juin : The Verve - Bitter Sweet Symphony
- juin : Noir Désir - L'Homme pressé, « chanson de l'année » aux Victoires de la musique.
- 28 juillet : Texas - Black Eyed Boy
- 7 octobre : Eagle-Eye Cherry - Save Tonight

#### Décès
- 2 janvier : mort de Randy California, 45 ans, à Molokai (Hawaii, États-Unis), de noyade.
- 21 janvier : mort du colonel Parker, 87 ans, ancien manager d'Elvis Presley, à Las Vegas (Névada, États-Unis).
- 22 janvier : mort de Richard Berry, 61 ans, à Los Angeles (Californie, États-Unis), d'une crise cardiaque.
- 22 janvier : suicide de Billy Mackenzie, 39 ans, à Auctherhouse (Écosse), par overdose de médicaments.
- 9 février : mort de Brian Connolly (The Sweet), 51 ans, à Slough (Angleterre), d'une crise cardiaque.
- 10 mars : LaVern Baker, 67 ans, à New York, d'une maladie cardio-vasculaire.
- 9 avril : mort de Laura Nyro, 49 ans, à Danbrry (Connecticut, États-Unis), d'un cancer.
- 4 juin : mort de Ronnie Lane, 51 ans, bassiste des Small faces, au Texas (États-Unis), d'une pneumonie.
- 18 septembre : mort de Jimmy Witherspoon, 77 ans, à Los Angeles (Californie, États-Unis).
- 22 novembre : mort de Michael Hutchence, 37 ans, chanteur et leader du groupe INXS, suicide par pendaison à Sydney (Australie).

### 1998

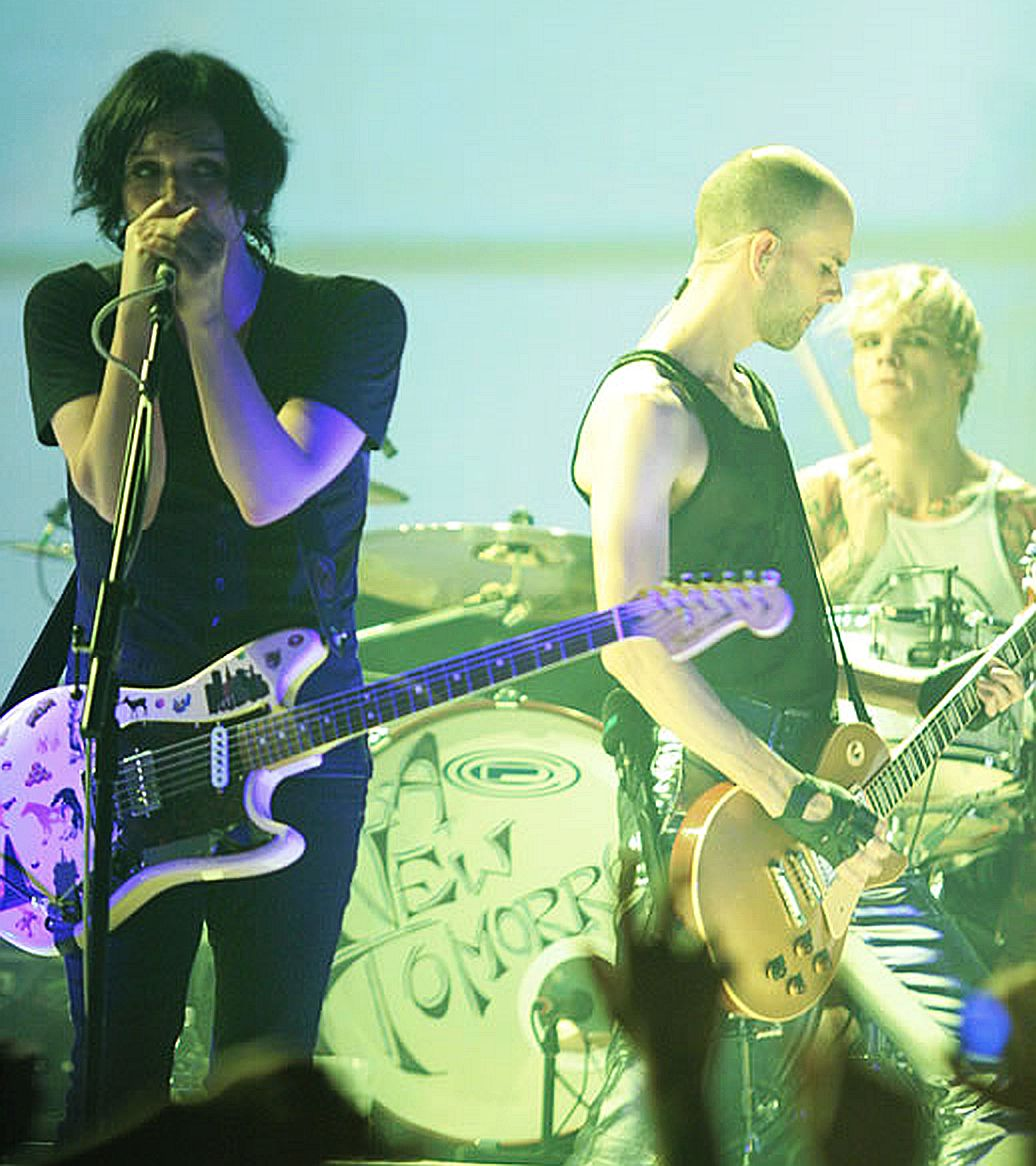
Le groupe Placebo en concert à Bologne en 2009.

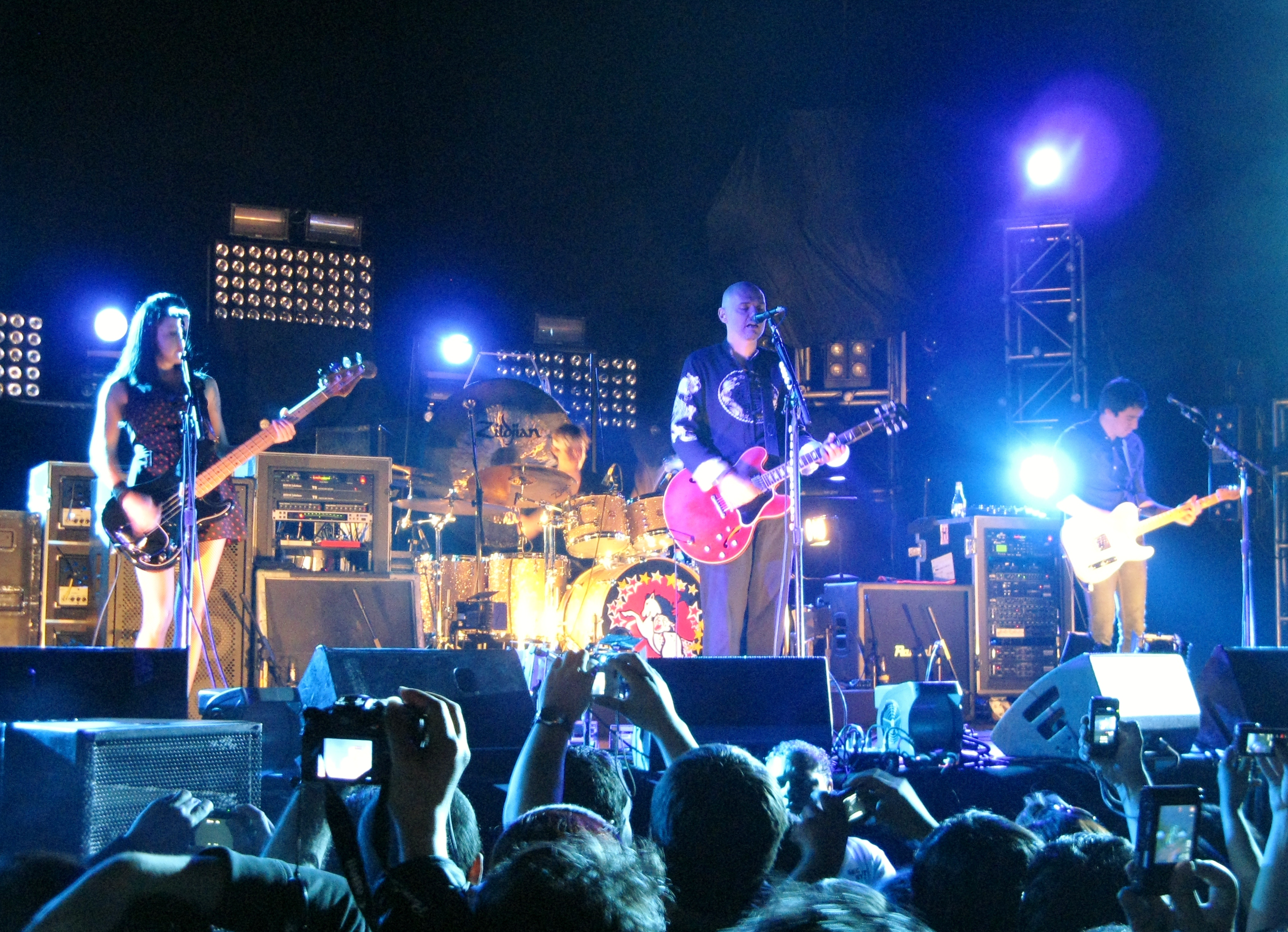
The Smashing Pumpkins en concert en 2010.

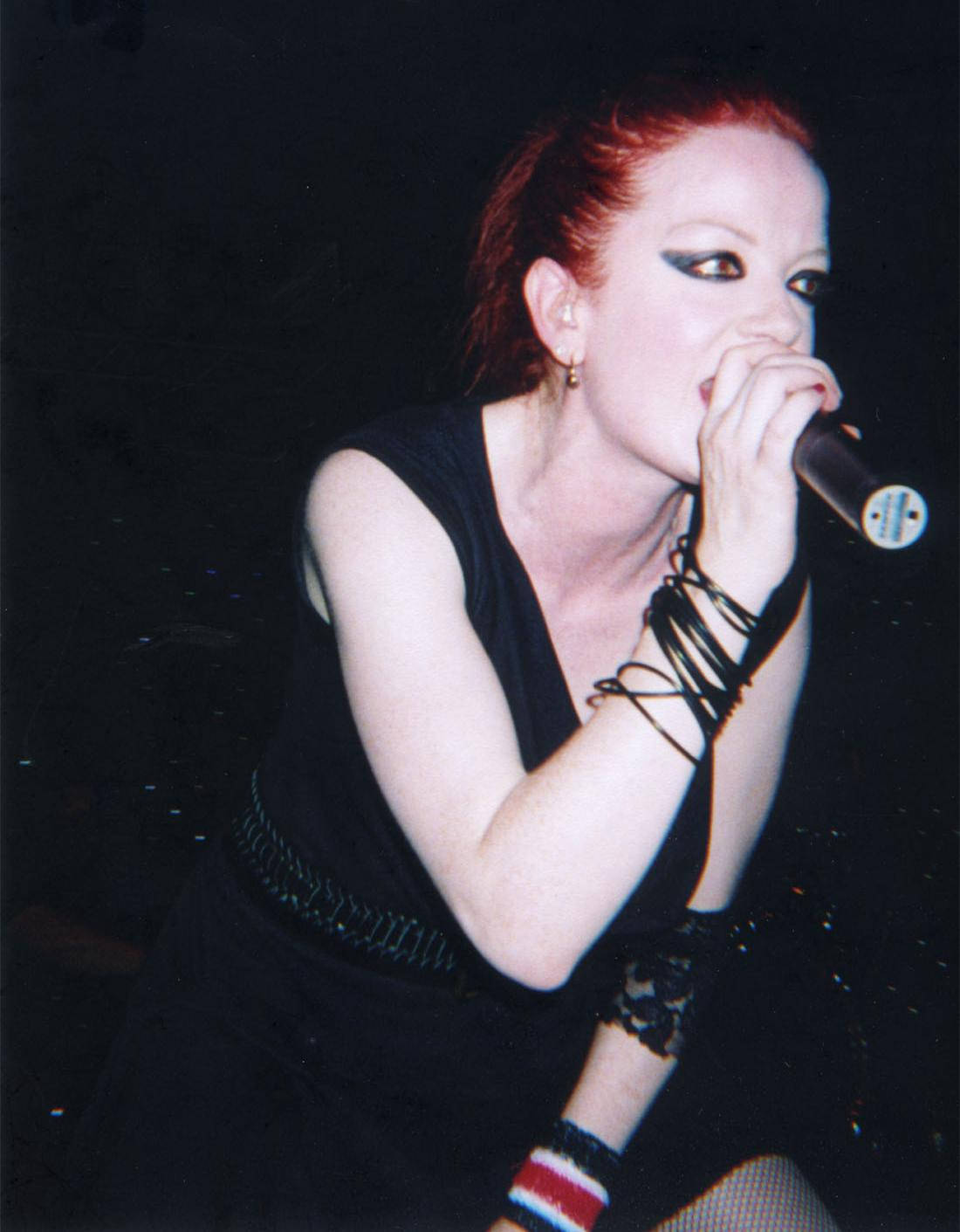
Shirley Manson, chanteuse du groupe Garbage.

#### Événements
- 20 février : Noir Désir est nommé « Groupe de l'année » lors de la 13e cérémonie des Victoires de la musique.
- Sortie de Velvet Goldmine, film de Todd Haynes sur une star du glam rock inspirée de David Bowie et Marc Bolan.

#### Albums
- 6 janvier : Alain Bashung sort Fantaisie militaire, « album Rock / Pop de l'année » aux Victoires de la musique 1999.
- 27 avril : sortie de Mezzanine, troisième album de Massive Attack.
- 11 mai : Garbage sort son deuxième album Version 2.0.
- 2 juin : sortie d'Adore des Smashing Pumpkins.
- 9 juin : sortie de La Ouache, poremier album de Matmatah.
- 4 septembre : M sort son premier album, Le Baptême.
- 17 septembre : sortie de This Is My Truth Tell Me Yours des Manic Street Preachers.
- 28 septembre : PJ Harvey sort Is This Desire?
- 29 septembre : Sheryl Crow sort The Globe Sessions, qui reçoit trois Grammy Awards, dont celui du « meilleur album rock ».
- 6 octobre : sortie de Clandestino, premier album de Manu Chao en solo, « meilleur album de musiques traditionnelles et musiques du monde de l'année » aux Victoires de la musique.
- 12 octobre : Placebo sort Without You I'm Nothing.
- 20 octobre : sortie de You've Come a Long Way, Baby, second album de Fatboy Slim.
- 19 novembre : The Offspring sort Americana.

#### Singles
- février : Alain Bashung : La nuit je mens
- 16 mars : Pulp - This Is Hardcore
- 10 octobre : The Cardigans - My Favourite Game
- décembre : Tryo - L'Hymne de nos campagnes

#### Décès
- 19 janvier : mort de Carl Perkins, 65 ans, à Jackson (Tennessee, États-Unis), d'un cancer.
- 6 février : mort de Carl Wilson, 51 ans, des Beach Boys, à Los Angeles, d'un cancer.
- 6 février : mort de Falco, 40 ans, en République dominicaine, d'un accident de la route.
- 13 mars : mort de Judge Dread, 52 ans, à Canterbury (Royaume-Uni), d'une crise cardiaque sur scène.
- 5 avril : mort de Cozy Powell, 50 ans, à Bristol (Royaume-Uni)
- 6 avril : suicide de Wendy O. Williams, 48 ans, dans le Connecticut, par arme à feu.
- 15 avril : mort de Rose Maddox, 72 ans, à Ashland (Orégon, États-Unis).
- 17 avril : mort de Linda McCartney, 46 ans, à Tucson (Arizona, États-Unis), d'un cancer.
- 2 mai : suicide de hide, 33 ans, à Tokyo, par pendaison.
- 29 août : Charlie Feathers, 66 ans, à Memphis (Tennessee), d'une attaque cérébrale.
- 11 décembre : mort de James Lynn Strait (Snot), 30 ans, à Santa Barbara (Californie), d'un accident de la route.
- 12 décembre : mort d'Orion, 53 ans, à Orrville (Alabama, États-Unis), assassiné.
- 25 décembre : mort de Bryan MacLean (Love), 52 ans, à Los Angeles, d'une crise cardiaque.

### 1999

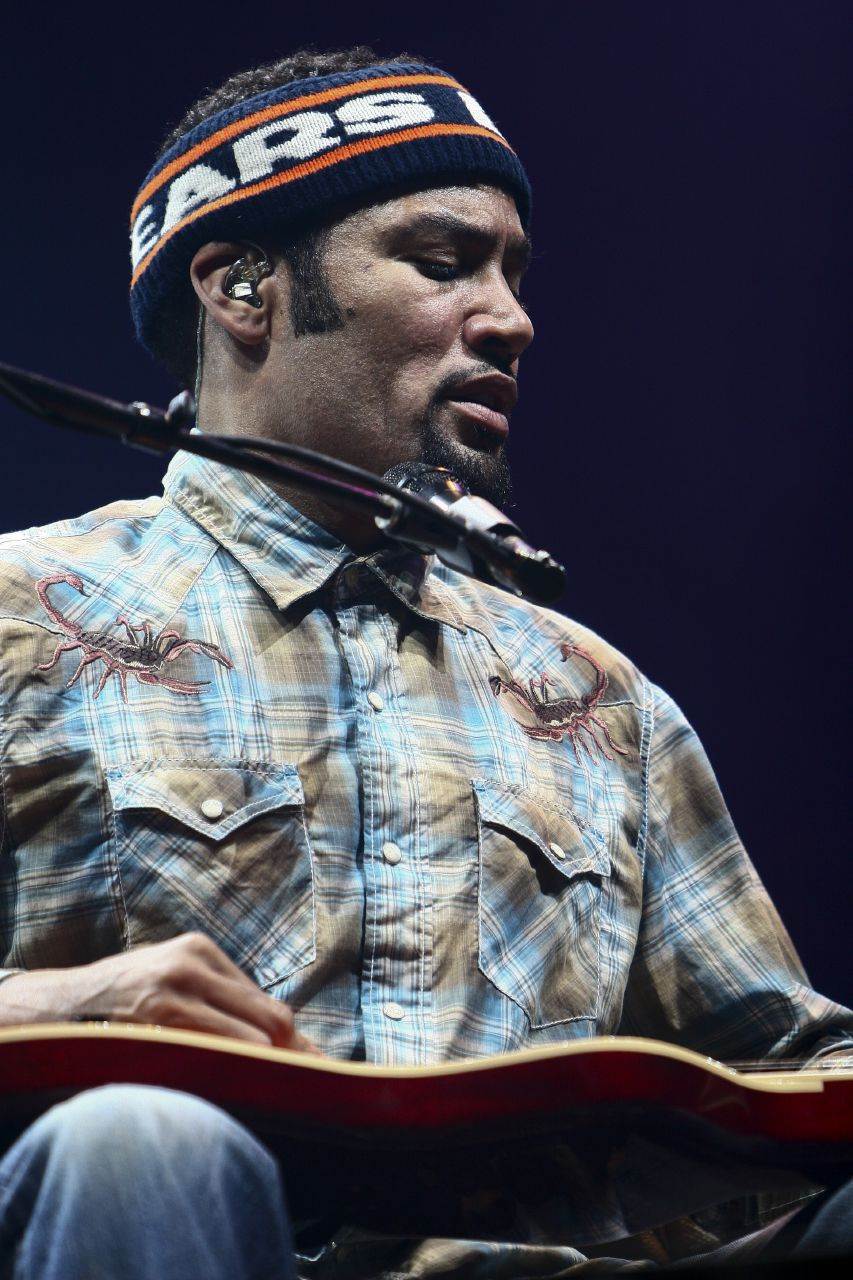
Ben Harper en concert aux Eurockéennes de Belfort en 2008.

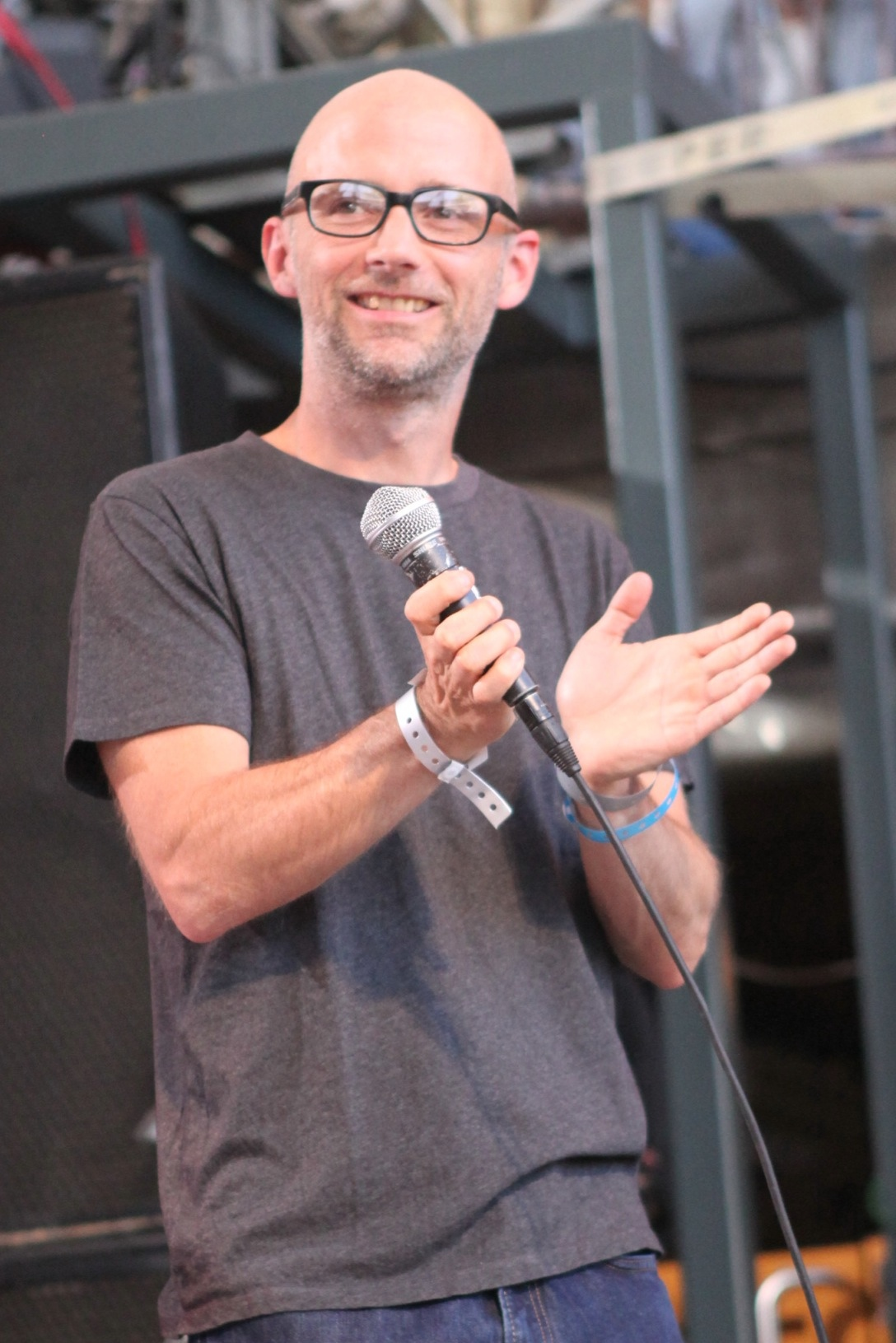
Moby au festival SXSW en 2011.

#### Événements
- Formation du groupe de rock indépendant Gossip avec Beth Ditto, Brace Paine et Hannah Blilie.
- Le concert virtuel Elvis The concert débute sa première tournée mondiale. C'est un événement, Elvis Presley se "produit" pour la première fois en Europe.
- 10 avril : un concert est donné à l'Albert Hall à Londres à la mémoire de Linda McCartney, avec Paul McCartney, George Michael, Sinéad O'Connor, Elvis Costello, Chrissie Hynde and The Pretenders.
- 23-25 juillet : le Festival de Woodstock 1999 s'illustre par des débordements de violence. Il a lieu à Rome, dans l'État de New York (États-Unis), avec James Brown, Alanis Morissette, Moby, Jamiroquai, Sheryl Crow, The Chemical Brothers, Metallica, Willie Nelson...

#### Albums
- 10 mai : Texas sort The Hush.
- 24 mai : sortie de The Man Who de Travis, « meilleur album » et « meilleur groupe britannique » aux Brit Awards.
- 1er juin : Blink-182 sort son troisième album Enema of the State.
- 1er juin : sortie de No Angel, premier album de Dido.
- 1er juin : Moby sort Play.
- 8 juin : sortie de Californication des Red Hot Chili Peppers.
- 15 juin : Santana sort Supernatural, élu « album de l'année » aux Grammy Awards.
- 7 septembre : sortie du premier album de Muse, Showbiz.
- 21 septembre : Ben Harper & The Innocent Criminals sortent Burn to Shine.
- 2 novembre : : les Foo Fighters sortent There Is Nothing Left to Lose.

#### Singles
- 7 juin : Zebda sort Tomber la chemise, élue « chanson originale de l'année » aux Victoire de la musique.
- 29 juin : Santana sort Smooth, élu « chanson de l'année » et « enregistrement de l'année » aux Grammy Awards.
- 2 août : sortie de Why Does It Always Rain on Me? de Travis.
- 25 octobre : Beck sort Sexx Laws.

#### Décès
- 27 février : mort de Stéphane Sirkis, 39 ans, à Paris, d'une hépatite C.
- 3 mars : mort de Dusty Springfield, 59 ans, à Henley-on-Thames (Oxfordshire, Angleterre).
- 16 juin : mort de Screaming Lord Sutch, 58 ans, à Londres, par suicide.
- 14 juillet : mort de Gar Samuelson (Megadeth), 41 ans, à Orange City (Floride, États-Unis), d'une insuffisance hépatique.
- 16 octobre : mort de Ella Mae Morse, 75 ans, à Bulhead City (Arizona, États-Unis), d'insuffisance respiratoire.
- 20 décembre : mort de Hank Snow, 85 ans, à Madison (Tennessee, États-Unis).

## Les années 2000

### 2000

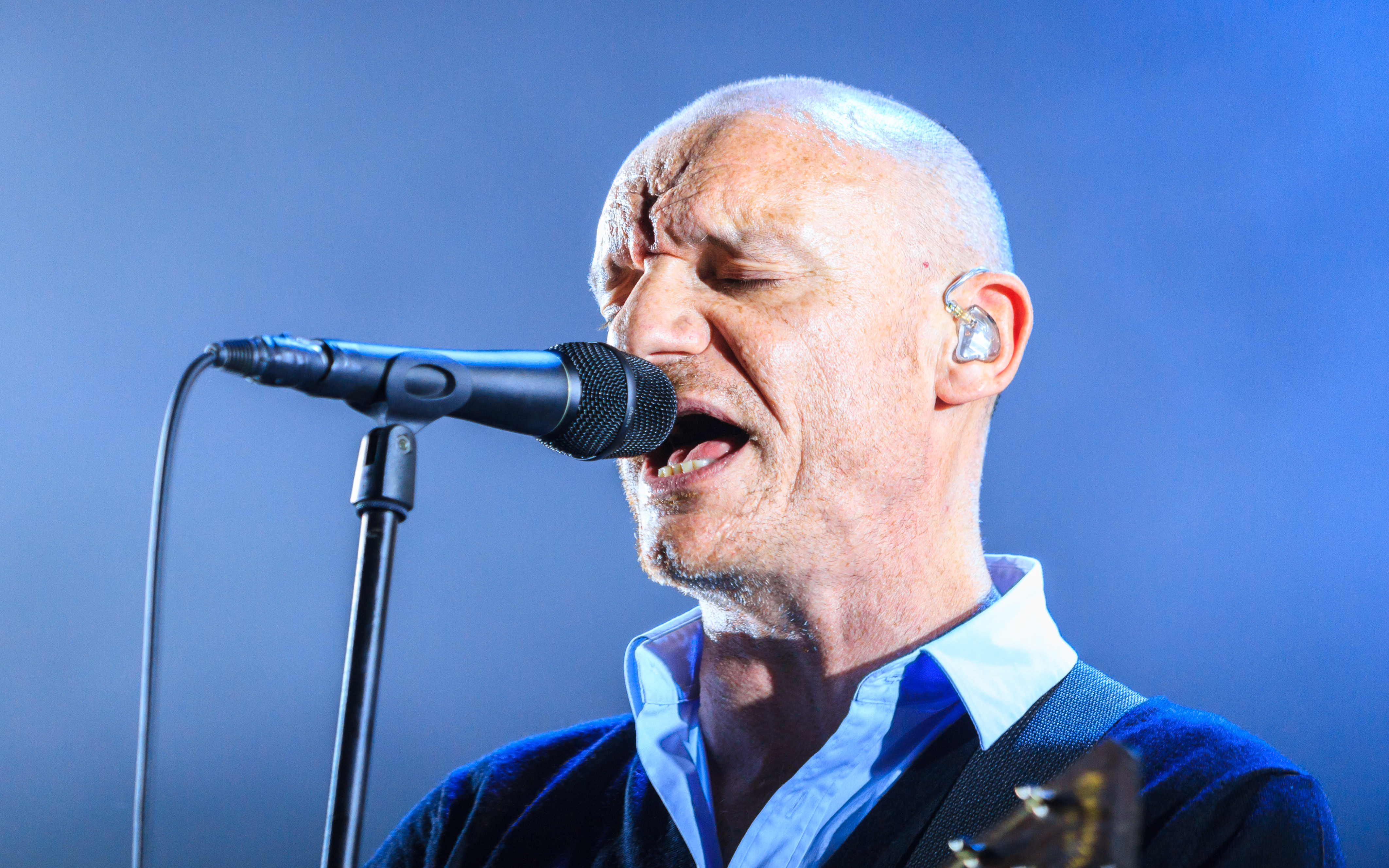
Gaëtan Roussel chanteur de Louise Attaque en concert au festival Pause Guitare en 2016.

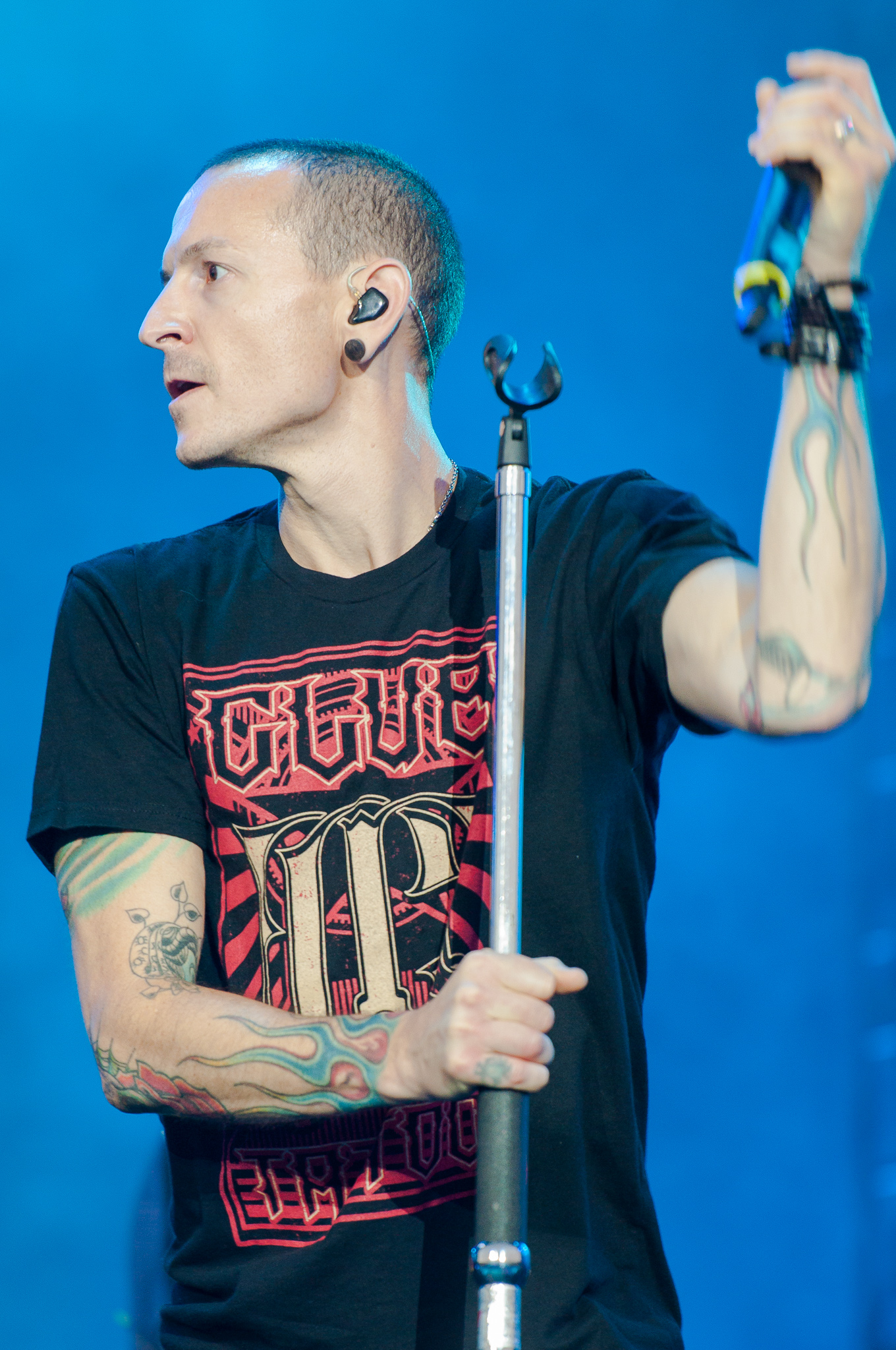
Chester Bennington chanteur de Linkin Park en concert au festival Rock im Park en 2014.

#### Événements
- 26 février : AC/DC revient en studio après cinq ans d'absence pour enregistrer son album Stiff Upper Lip.
- 12 avril : Metallica porte plainte contre Napster, site de P2P.
- 30 juin : neuf morts lors d'un concert de Pearl Jam au Festival de Roskilde (Danemark).

#### Albums
- 18 janvier : Louise Attaque sort Comme on a dit, « album rock de l'année » aux Victoires de la musique.
- 15 février : The Cure sort Bloodflowers.
- 25 février : sortie de Stiff Upper Lip d'AC/DC.
- 10 juillet : Coldplay sort son premier album, Parachutes, élu « Meilleur album » et « Meilleur groupe britannique » aux Brit Awards.
- 2 octobre : sortie de Kid A, quatrième album de Radiohead.
- 9 octobre : Placebo sort Black Market Music.
- 17 octobre : Limp Bizkit sort son troisième album Chocolate Starfish and the Hot Dog Flavored Water.
- 24 octobre : sortie de Hybrid Theory premier album de Linkin Park, meilleure vente d'albums dans le monde en 2001 selon l'IFPI[32].
- 30 octobre : sortie de l'album All That You Can't Leave Behind du groupe irlandais U2.

#### Singles
- 10 janvier : Tom Jones et Mousse T. - Sex Bomb
- 26 juin : Coldplay - Yellow
- 3 avril : Damien Saez - Jeune et Con
- 9 octobre : U2 - Beautiful Day. Le titre sera élu « enregistrement de l'année » et « chanson de l'année » aux Grammy Awards.

#### Décès
- 12 février : mort de Screamin' Jay Hawkins, à 70 ans, à Neuilly-sur-Seine (France), des suites d'une occlusion intestinale[33].
- 27 mars : mort de Ian Dury, 57 ans, à Londres, d'un cancer du foie.
- 15 juillet : Paul Young (Sad Café, Mike + The Mechanics), 53 ans, à Manchester, d'une attaque cardiaque.
- 25 août : mort de Jack Nitzsche, 63 ans, à Hollywood, d'un arrêt cardio-circulatoire.
- 3 octobre : mort de Benjamin Orr (The Cars), 53 ans, à Atlanta (Géorgie), d'un cancer du pancréas.

### 2001

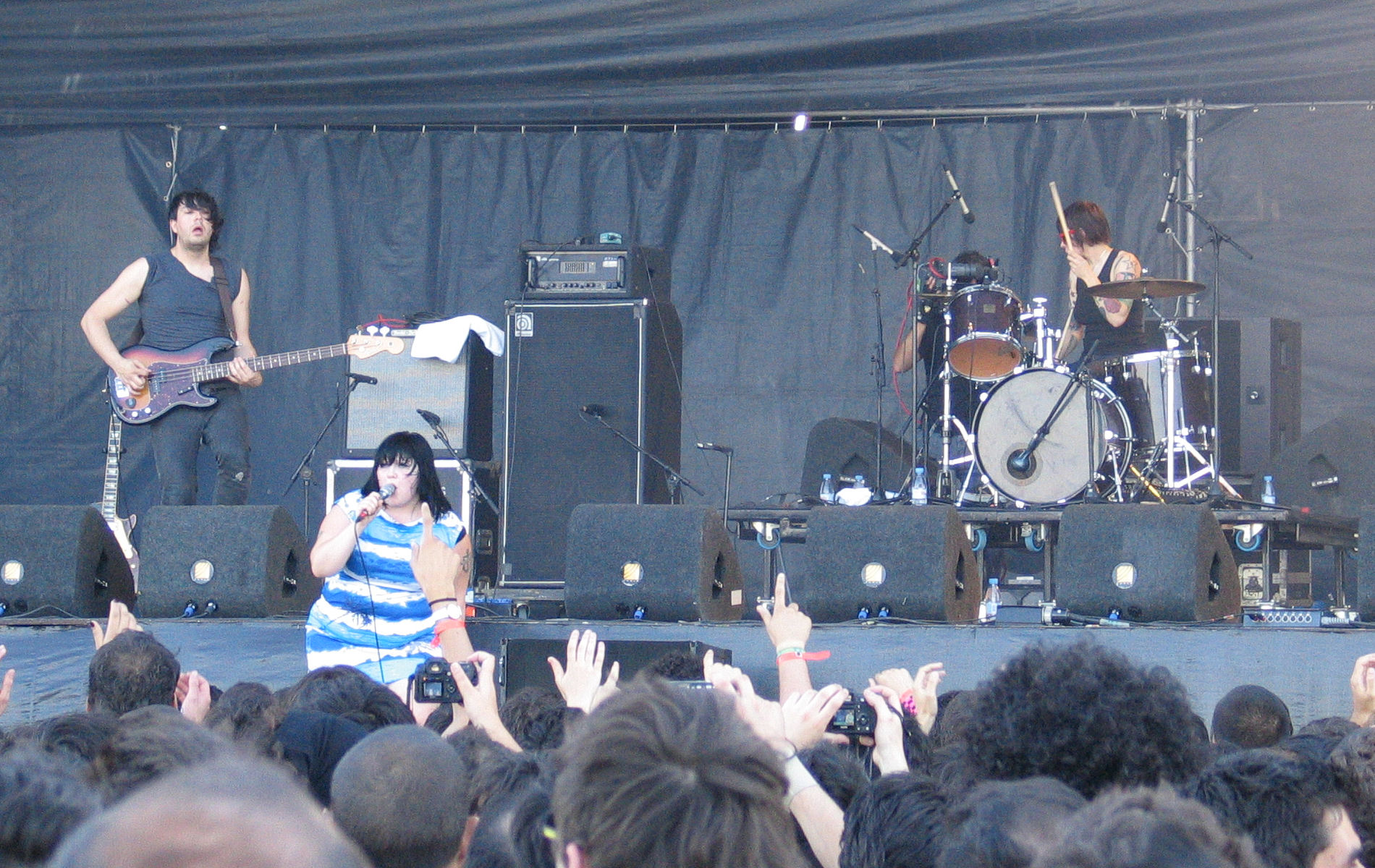
Gossip en concert en 2007.

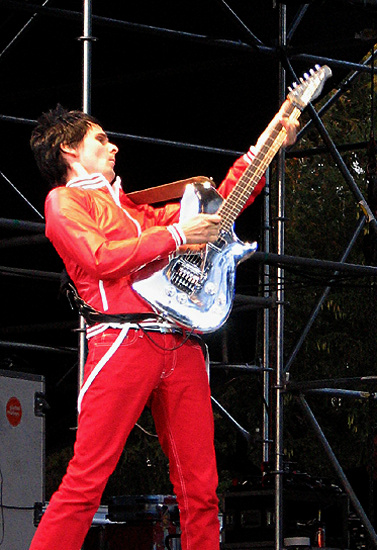
Matthew Bellamy de Muse en concert à Toronto en 2006.

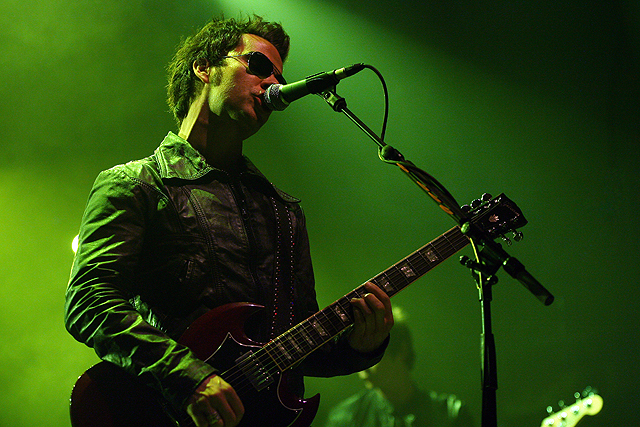
Kelly Jones du groupe Stereophonics en concert en 2007.

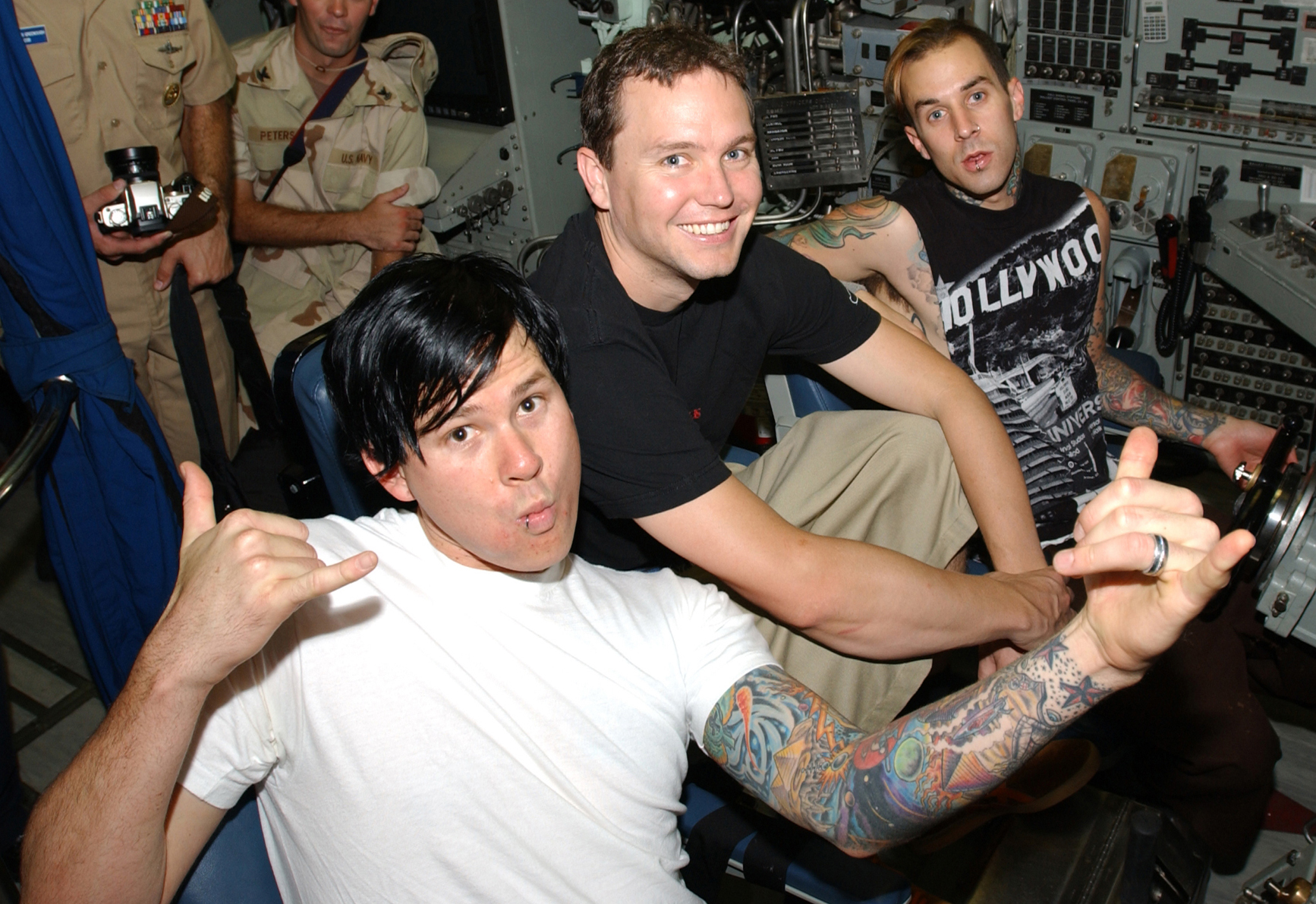
Blink-182 en 2003.

#### Événements
- 21 septembre : un concert multitélévisé « America : A Tribute to Heroes » est organisé par George Clooney au bénéfice des victimes des attentats du 11 septembre, avec : Bruce Springsteen, Stevie Wonder, Neil Young, Tom Petty, U2 ...
- 20 octobre :
  - « The Concert for New York City » au Madison Square Garden avec The Rolling Stones, Eric Clapton, The Who, Paul McCartney, David Bowie, Bon Jovi, Billy Joel et Bono.
  - un concert « Volunteers for America » est organisé à Atlanta (Géorgie) au bénéfice des victimes des attentats du 11 septembre, avec Edgar Winter, Peter Frampton, Lynyrd Skynyrd, Survivor, Bad Company...
- 21 octobre
  - un deuxième concert « Volunteers for America » est organisé à Dallas (Texas) au bénéfice des victimes des attentats du 11 septembre, avec Edgar Winter, Peter Frampton, Survivor, Bad Company...

#### Albums
- 23 janvier : sortie de That's Not What I Heard, premier album de Gossip.
- 26 mars : Gorillaz sort son premier album Gorillaz.
- 17 avril : sortie de Just Enough Education to Perform, troisième album des Stereophonics.
- 8 mai : Sum 41 sort All Killer, No Filler.
- 14 mai : sortie de Exciter de Depeche Mode.
- 22 mai : Staind sort Break the Cycle.
- 4 juin : sortie de Amnesiac de Radiohead.
- 12 juin : Blink-182 sort Take Off Your Pants and Jacket.
- 12 juin : sortie de The Invisible Band de Travis.
- 17 juin : Muse sort son second album Origin of Symmetry.
- 27 août : sortie de Is This It, premier album du groupe new-yorkais The Strokes.
- 11 septembre : Noir Désir sort Des visages des figures, « album rock de l'année » aux Victoires de la musique.
- 11 septembre : sortie de Silver Side Up de Nickelback.

#### Singles
- 5 mars : sortie de Clint Eastwood, premier single de Gorillaz
- 28 mai : Travis - Sing
- 11 juin : Stereophonics - Have a Nice Day
- 12 juin : U2 - Elevation
- 28 août: Noir Désir - Le vent nous portera (« vidéo-clip de l'année » aux Victoires de la musique)
- 11 septembre : Nickelback - How You Remind Me
- 19 novembre : Muse - Feeling Good

#### Décès
- 18 mars : mort de John Phillips, 65 ans, à Los Angeles (Californie, États-Unis), d'un arrêt cardiaque.
- 15 avril : mort de Joey Ramone, 49 ans, des Ramones, à New York (États-Unis), d'un cancer.
- 21 juin : mort de John Lee Hooker, 83 ans, à Los Altos (Californie).
- 30 juin : mort de Chet Atkins, 77 ans, à Nashville (Tennessee, États-Unis).
- 27 juillet : mort de Leon Wilkeson, 49 ans, à Ponte Vedra Beach (Floride, États-Unis).
- 29 novembre : mort de George Harrison, 58 ans, ex-guitariste des Beatles, à Los Angeles, d'un cancer.
- 13 décembre : mort de Chuck Schuldiner, 34 ans, des suites d'une pneumonie.
- 15 décembre : mort de Rufus Thomas, 84 ans, à Memphis (Tennessee).

### 2002

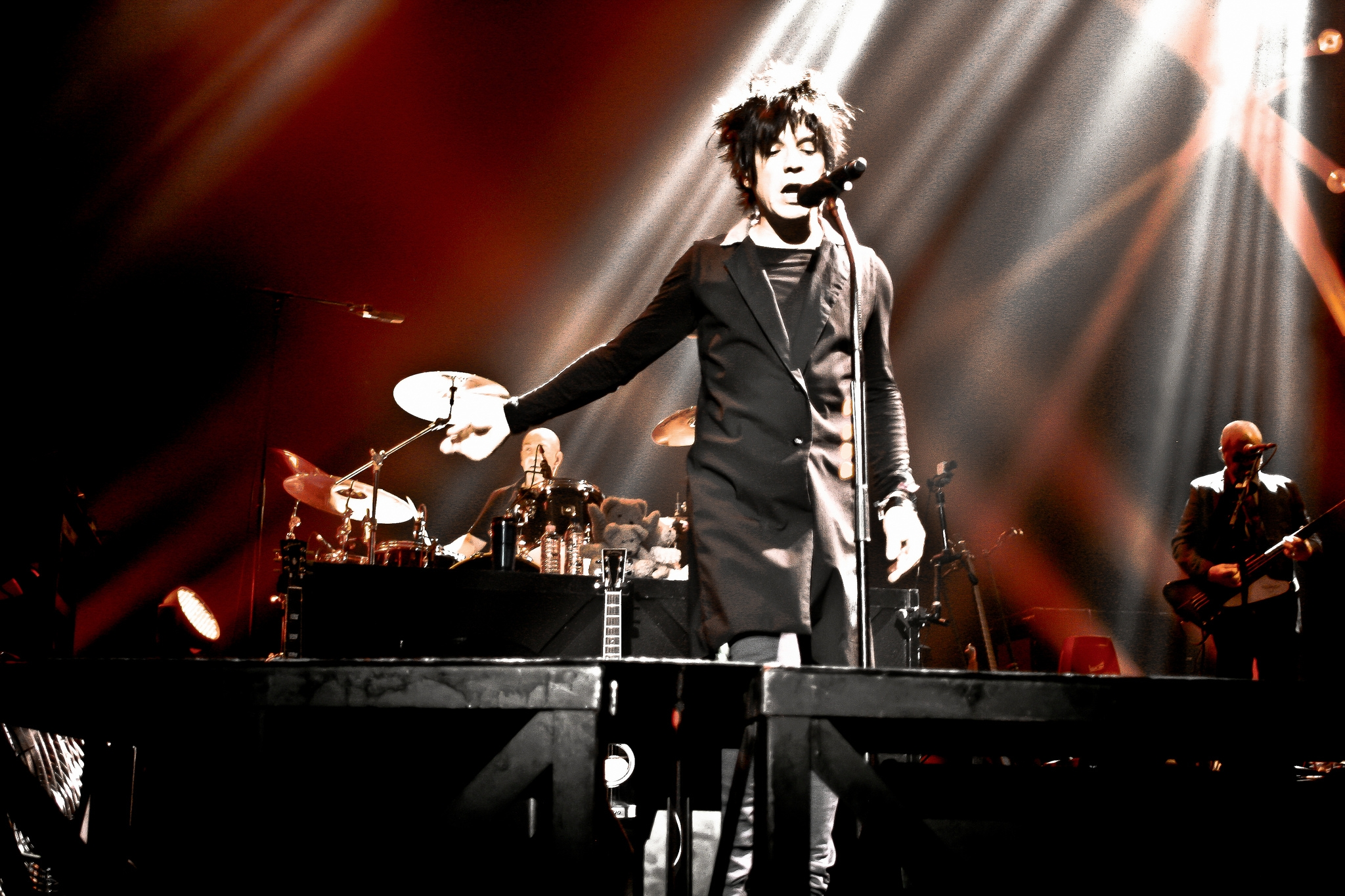
Indochine en concert en 2009 lors de Meteor Tour.

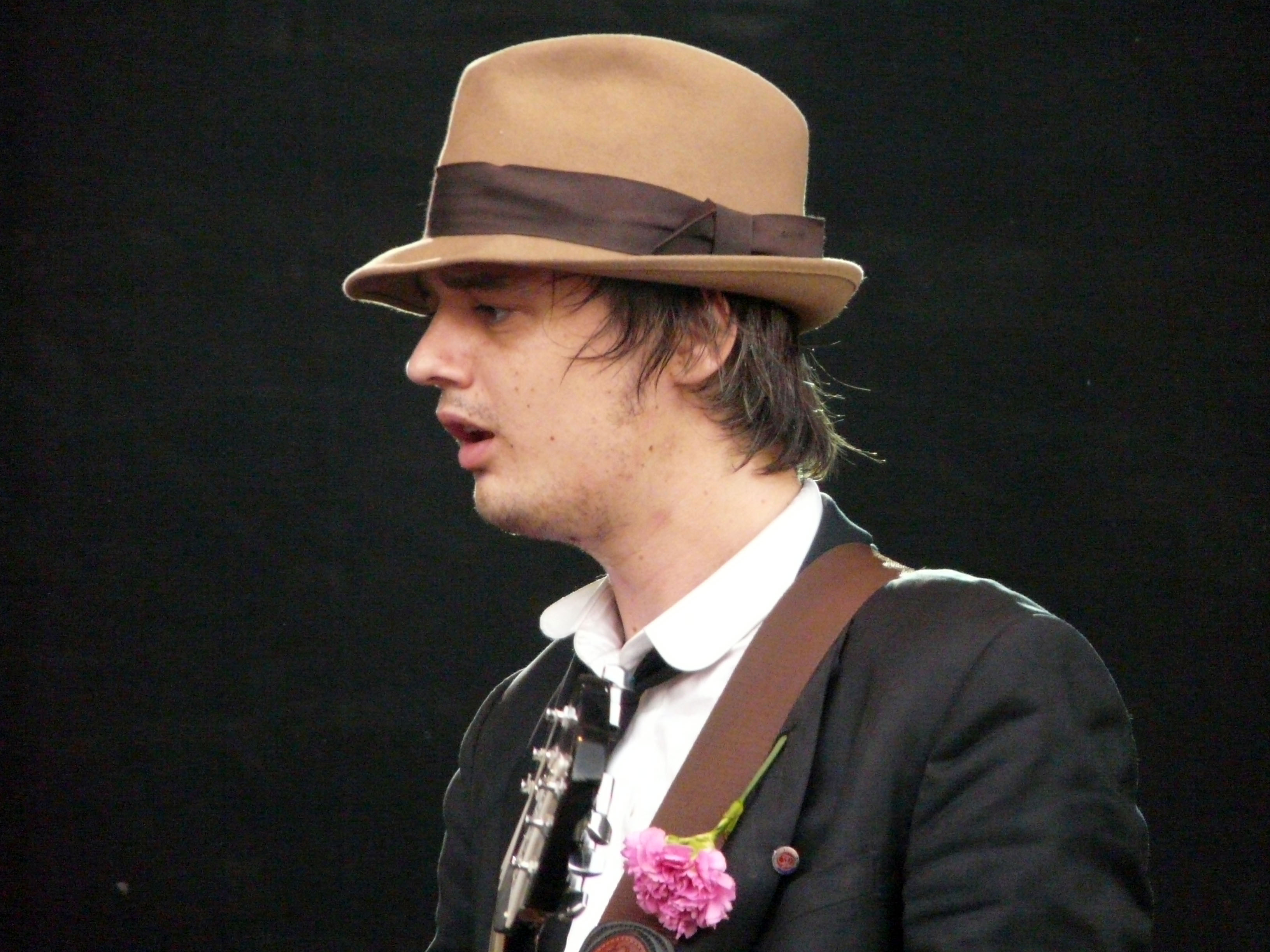
Pete Doherty en concert à Madrid avec les Babyshambles en 2008.

#### Événements
- 3 juin : concert à Londres sur le toit du palais de Buckingham pour célébrer les cinquante ans de règne de la reine Élisabeth II, avec Joe Cocker, Rod Stewart, Eric Clapton, Ozzy Osbourne...
- 29 novembre : un concert est donné à l'Albert Hall à Londres à la mémoire de George Harrison, avec Paul McCartney, Ringo Starr, Eric Clapton, Ravi Shankar, Billy Preston...

#### Albums
- 12 mars : Indochine sort Paradize, « album pop-rock de l'année » aux Victoires de la musique 2003.
- 28 mai : sortie de Boucan d'enfer, premier album studio de Renaud depuis 8 ans, « album de chanson/variétés de l'année » aux Victoires de la musique.
- 11 juin : David Bowie sort Heathen.
- 25 juin : sortie de Songs About Jane, premier album de Maroon 5.
- 1er juillet : Oasis sort Heathen Chemistry.
- 8 juillet : sortie de By the Way des Red Hot Chili Peppers.
- 19 août : Interpol sort son premier album Turn on the Bright Lights.
- 26 août : sortie de A Rush of Blood to the Head, second album de Coldplay.
- 4 septembre : Queens of the Stone Age sort Songs for the Deaf.
- 30 septembre : The Rolling Stones sortent la compilation Forty Licks.
- 14 octobre : sortie de Up the Bracket, premier album de The Libertines.
- 22 octobre : les Foo Fighters sortent One by One, « meilleur album rock » aux Grammy Awards 2003.
- 19 novembre : Audioslave sort son premier album homonyme.
- 26 novembre : sortie de Does This Look Infected? de Sum 41.

#### Singles

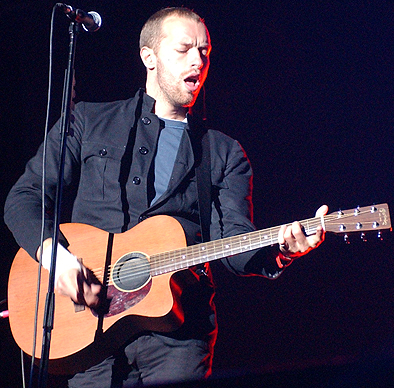
Chris Martin de Coldplay en 2003.

- 24 mars : Coldplay - Clocks, « enregistrement de l'année » aux Grammy Awards.
- 8 avril : Indochine - J'ai demandé à la lune.
- 5 août : Coldplay - In My Place.
- 30 septembre : The Libertines - Up the Bracket.
- 21 octobre : Johnny Hallyday - Marie.

#### Décès
- 2 février : mort de Paul Baloff (chanteur d'Exodus), 41 ans, à Oakland (Californie, États-Unis), des suites d'un AVC
- 13 février : mort de Waylon Jennings, 64 ans, à Chander (Arizona, États-Unis), du diabète.
- 16 février : mort de Billy Ward, 80 ans, à Inglewood (Californie).
- 26 mars : mort de Randy Castillo, 51 ans, à Los Angeles (Californie), à la suite d'un ulcère gastro-duodénal.
- 5 avril : mort de Layne Staley, 34 ans, à Seattle (État de Washington, États-Unis), à la suite d'une surdose.
- 6 mai : mort d'Otis Blackwell, 71 ans, à Nashville (Tennessee, États-Unis), d'une crise cardiaque.
- 5 juin : mort de Dee Dee Ramone, 49 ans, des Ramones, à Los Angeles (Californie), par surdose de drogue.
- 27 juin : mort de John Entwistle, 57 ans, bassiste des Who, à Las Vegas (Névada, États-Unis), d'une crise cardiaque.
- 2 novembre : mort de Lonnie Donegan, 71 ans, à Peterborough (Angleterre), d'un arrêt cardiaque.
- 22 décembre : mort de Joe Strummer, 50 ans, des Clash, à Broomfield (Somerset, Angleterre), d'une crise cardiaque.

### 2003

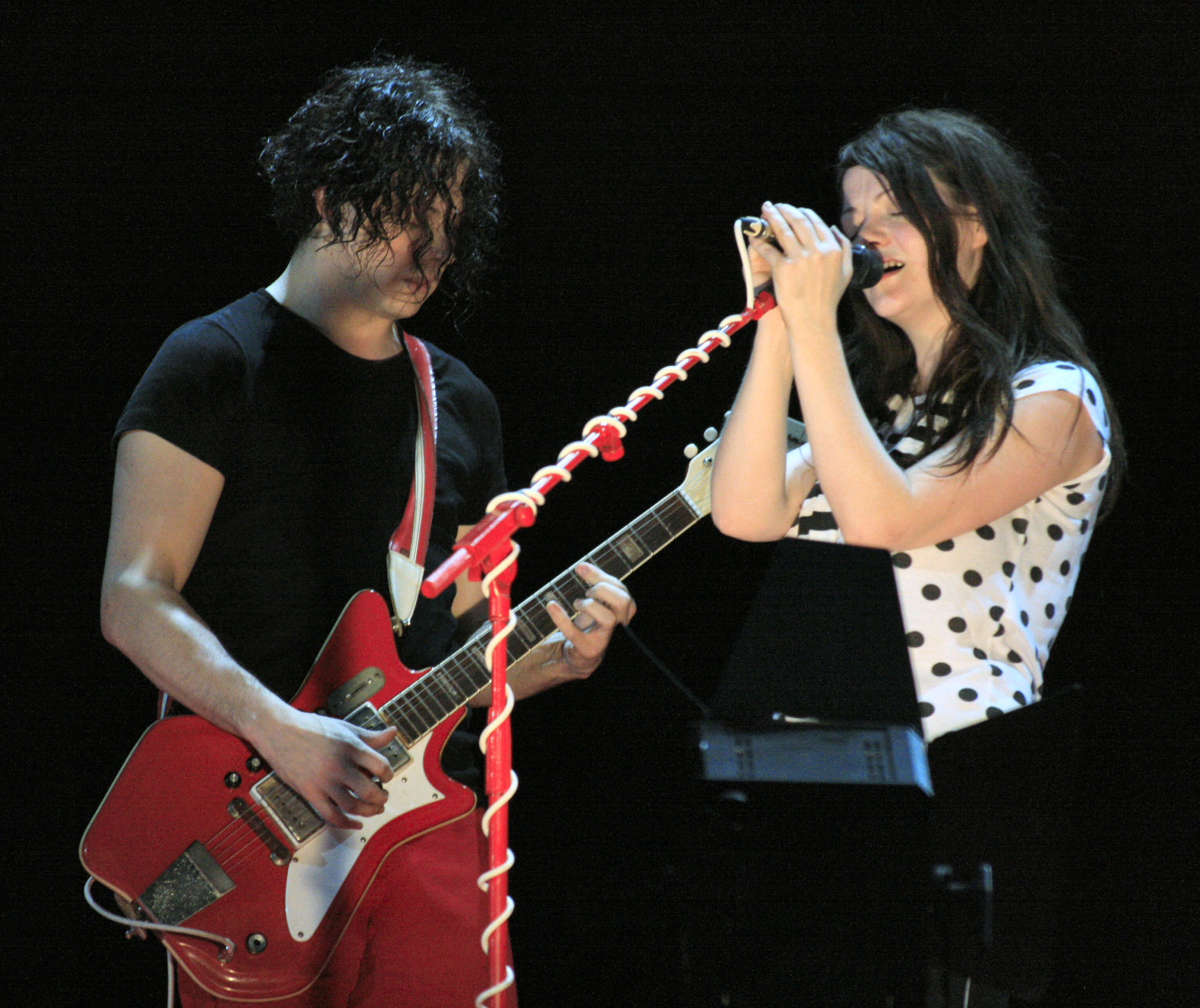
Jack et Meg White des White Stripes en concert à Londres en 2007.

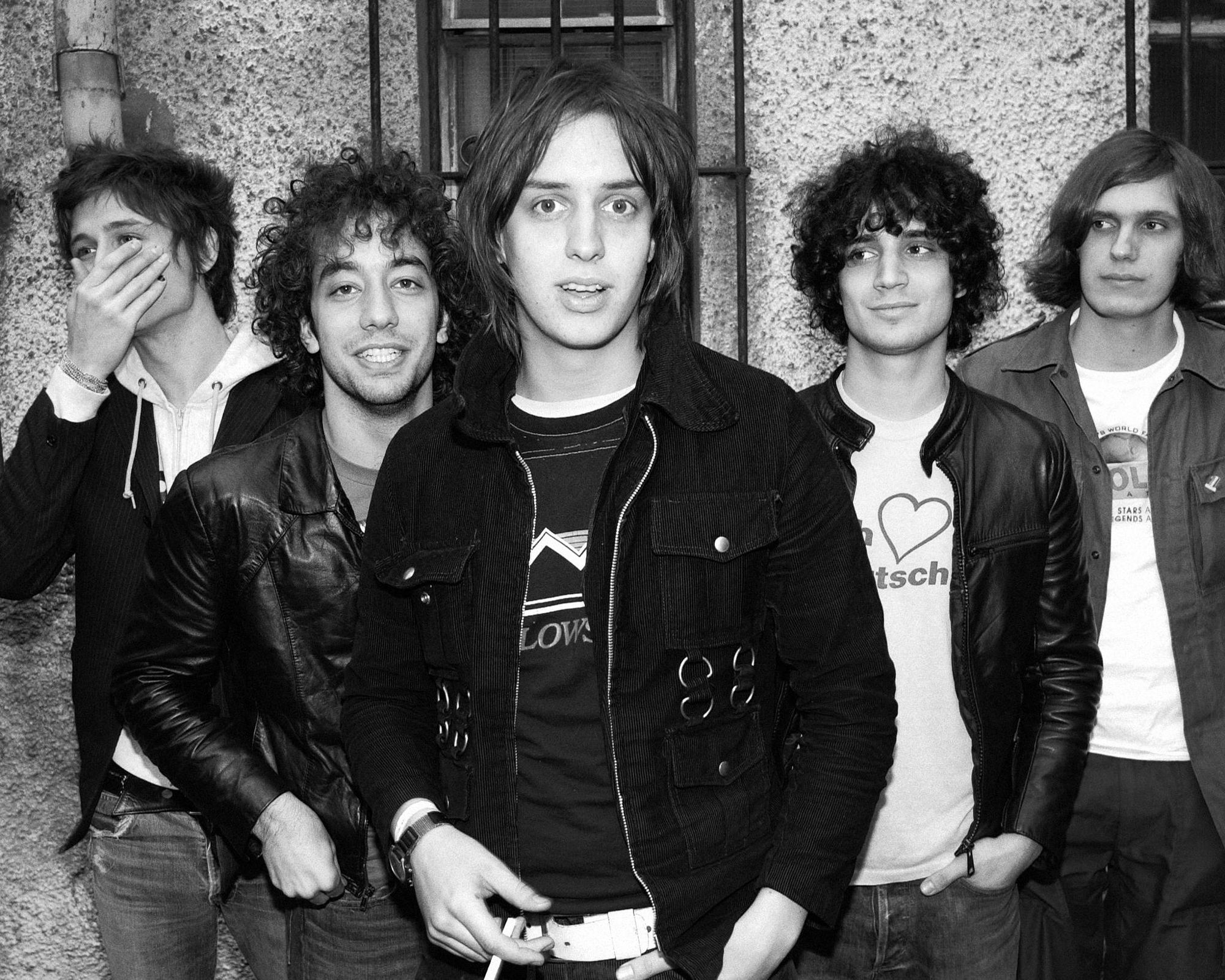
The Strokes en 2002.

#### Événements
- 3 février : le producteur américain Phil Spector est arrêté à Los Angeles (Californie, États-Unis) après qu'une femme de 40 ans a été trouvée morte à son domicile, tuée d'une balle de pistolet.
- 30 juillet : concert à Toronto (Canada), avec les Rolling Stones, AC/DC, The Guess Who, devant 450 000 spectateurs.
- 27 août : première édition du festival Rock en Seine.

#### Albums
- 11 mars : Ben Harper sort Diamonds on the Inside.
- 24 mars : sortie de Sleeping with Ghosts de Placebo
- 25 mars : le groupe Linkin Park sort Meteora, son deuxième album.
- 1er avril : sortie du quatrième album des White Stripes, Elephant.
- 2 juin : les Stereophonics sortent You Gotta Go There to Come Back
- 9 juin : Radiohead sort Hail to the Thief, son sixième album.
- 16 septembre : sortie de Reality de David Bowie.
- 22 septembre : Muse sort Absolution.
- 21 octobre : The Strokes sortent leur deuxième album Room on Fire
- 24 novembre : sortie de Qui de nous deux ? de M.

#### Singles
- 7 mars : sortie du single des White Stripes, Seven Nation Army.
- 10 mars : Placebo sort The Bitter End.
- 24 mars : sortie de Respire de Mickey 3D, « chanson originale » et « vidéo clip de l'année » aux Victoires de la musique.
- 28 novembre : Limp Bizkit sort le single Behind Blue Eyes, une reprise des Who.

#### Décès
- 12 janvier : mort de Maurice Gibb, 53 ans, des Bee Gees, à Miami (Floride, États-Unis), d'un arrêt cardiaque.
- 3 mars : mort de Hank Ballard, 74 ans, à Los Angeles (Californie, États-Unis), d'un cancer.
- 30 juillet : mort de Sam Phillips, 80 ans, à Memphis (Tennessee, États-Unis), d'une insuffisance respiratoire.
- 12 septembre : mort de Johnny Cash, 71 ans, à Nashville (Tennessee, États-Unis).

### 2004

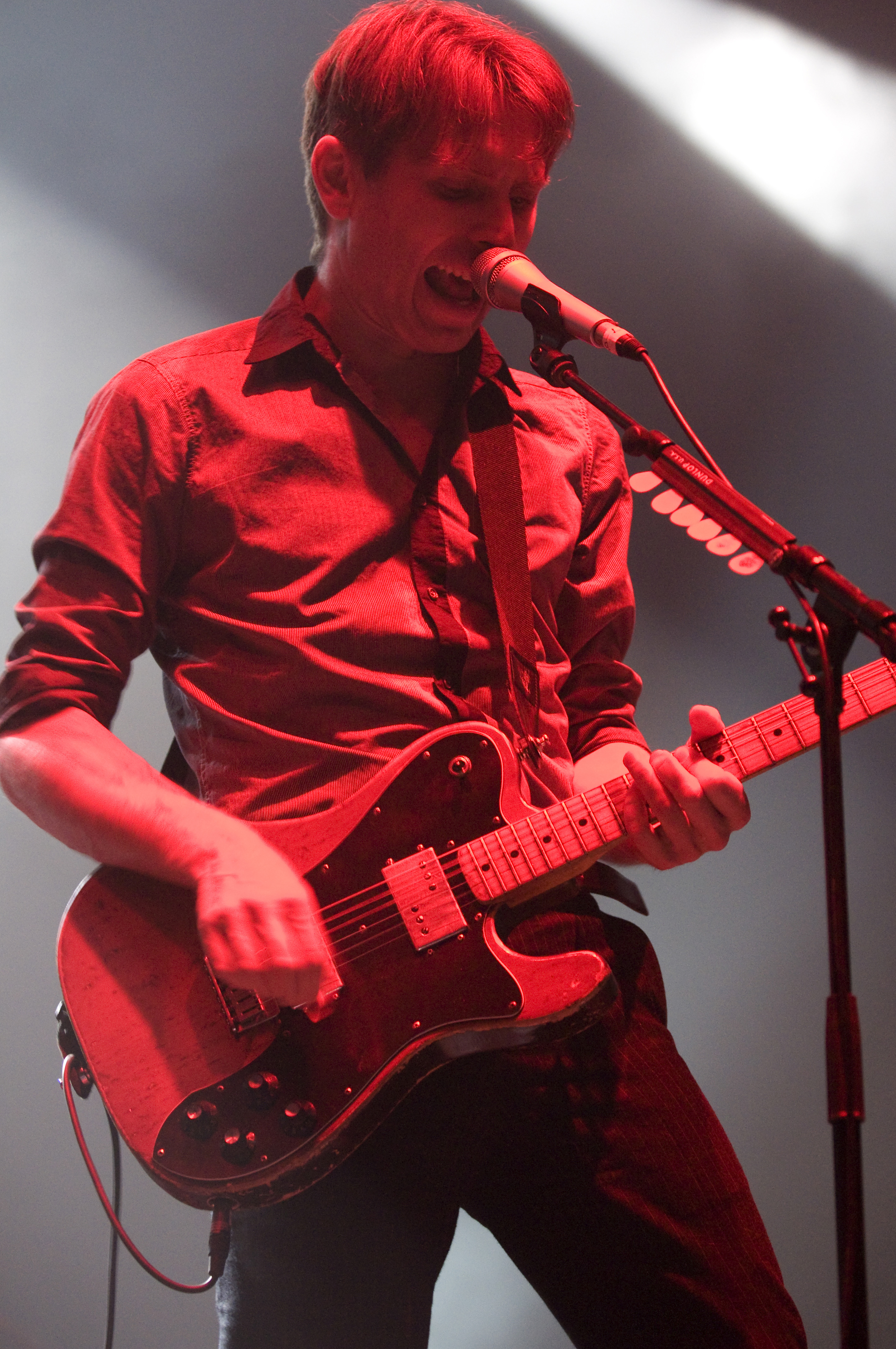
Alex Kapranos du groupe Franz Ferdinand, en concert en 2008.

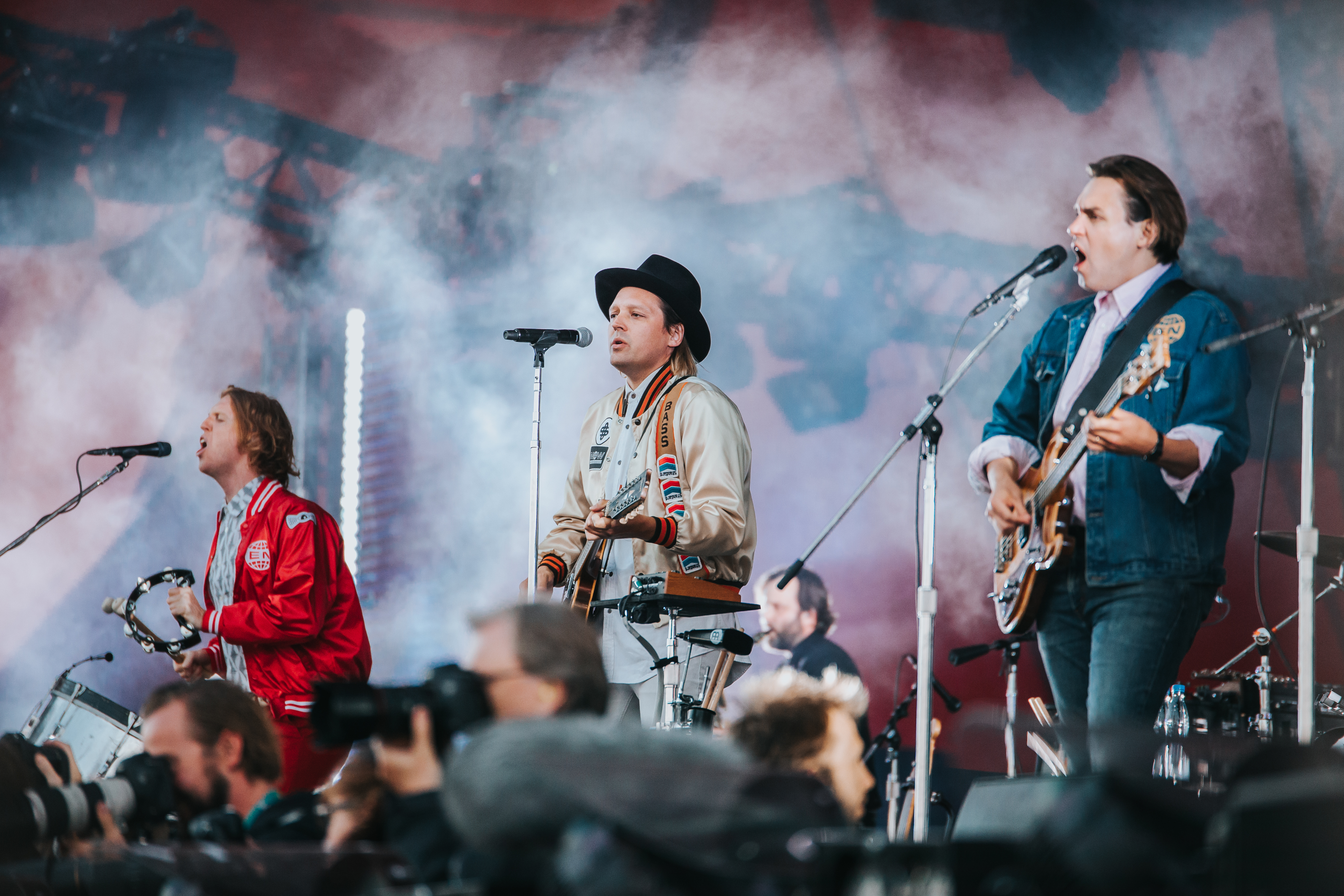
Arcade Fire au festival de Roskilde en 2017.

#### Événements
- 18 juin : les New York Dolls sont les vedettes du Meltdown Festival à Londres, avec les Sparks.
- 8 décembre : le guitariste Dimebag Darrell, un fan et un roadie, sont assassinés pendant un concert de Damageplan à Columbus (Ohio).

#### Albums
- 2 février : les Scissor Sisters sortent leur premier album homonyme.
- 9 février : sortie de Franz Ferdinand, premier album de Franz Ferdinand.
- 10 mai : sortie de Hopes and Fears de Keane.
- 30 août : The Libertines sortent leur deuxième album
- 14 septembre : Arcade Fire sort son premier album Funeral.
- 21 septembre : sortie du septième album de Green Day, American Idiot.
- 27 septembre : Interpol sort Antics.
- 22 novembre : U2 sort How to Dismantle an Atomic Bomb, album de l'année et meilleur album de rock aux Grammy Awards.

#### Singles
- 12 janvier : sortie de Take Me Out de Franz Ferdinand.
- Green Day sort le single Boulevard of Broken Dreams (enregistrement de l'année aux Grammy Awards), ainsi que American Idiot et Holiday.

#### Décès
- 10 juin : mort de Ray Charles, 73 ans, à Beverly Hills (Californie, États-Unis), d'une maladie du foie.
- 6 août : mort de Rick James, 56 ans, à Burbank (Californie, États-Unis), d'une crise cardiaque.
- 15 septembre : mort de Johnny Ramone, 55 ans, des Ramones à Los Angeles, d'un cancer.
- 19 septembre : mort de Skeeter Davis, 72 ans, à Nashville (Tennessee, États-Unis), d'un cancer.
- 25 octobre : mort de John Peel, 65 ans, à Cuzco (Pérou), d'une crise cardiaque.
- 8 décembre : mort de Dimebag Darrell (Pantera), 38 ans, à Columbus (Ohio), assassiné sur scène.

### 2005

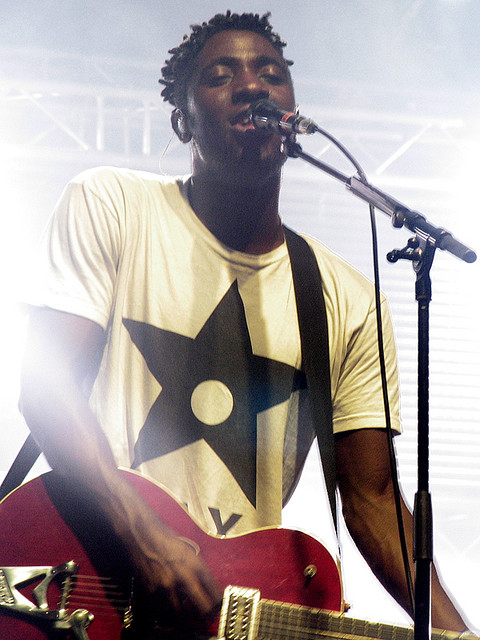
Kele Okereke du groupe Bloc Party en concert en 2009.

#### Événements
- 22 janvier : un concert est organisé à Cardiff (Pays de Galles) au bénéfice des victimes du tsunami 2004 dans l'Océan Indien, avec Madonna, Eric Clapton, Lulu... Il attire 60 000 spectateurs.
- 29 janvier : un concert est organisé à Vancouver (Canada) au bénéfice des victimes du tsunami 2004 dans l'Océan Indien, avec Avril Lavigne, Sarah McLachlan, les Barenaked Ladies...
- 2-3-5-6 mai : Cream est reformé pour quatre concerts à l'Albert hall à Londres.
- 2 juillet : Les concerts du Live 8 réunissent de nombreux artistes dans 8 villes de pays différents, dont Paul McCartney, The Who, Pink Floyd, Deep Purple, U2, The Cure, R.E.M., Muse, Coldplay, Green Day, Linkin Park, etc.
- sortie de No Direction Home, film documentaire de Martin Scorsese sur Bob Dylan.

#### Albums
- 14 février : sortie de Silent Alarm, premier album de Bloc Party
- 7 mars : Kaiser Chiefs sort son premier album Employment
- 23 mai : sortie de Demon Days, deuxième album de Gorillaz
- 6 juin : sortie de X&Y de Coldplay
- 5 septembre : The Rolling Stones sortent leur album A Bigger Bang, enregistré en France.
- 5 septembre : sortie de À plus tard crocodile de Louise Attaque
- 21 septembre : Green Day sort American Idiot
- 3 octobre : Franz Ferdinand sort You Could Have It So Much Better
- 17 octobre : sortie de Playing the Angel, onzième album de Depeche Mode
- 22 novembre : System of a Down sort Hypnotize

#### Singles
- 2 février : Audioslave -  Be Yourself
- 5 avril : Gorillaz : Feel Good Inc.
- 20 juin : The Subways : Rock and Roll Queen

#### Décès
- 28 janvier : mort de Jim Capaldi, 60 ans, à Londres, d'un cancer.
- 10 mars : mort de Danny Joe Brown (Molly Hatchet), 53 ans, à Davie, (Floride, États-Unis), d'une crise cardiaque.
- 30 mars : mort de Derrick Plourde (Lagwagon et The Ataris), 33 ans, d'un suicide par arme à feu.
- 13 avril : mort de Johnnie Johnson, 80 ans, à Saint-Louis (Missouri, États-Unis).
- 14 avril : mort de John Fred, 63 ans, à Baton Rouge (Louisiane, États-Unis).
- 10 septembre : mort de Clarence Gatemouth Brown, 81 ans, à Orange (Texas, États-Unis), d'un cancer.
- 20 novembre : mort de Chris Whitley, 45 ans, d'un cancer du poumon.

### 2006

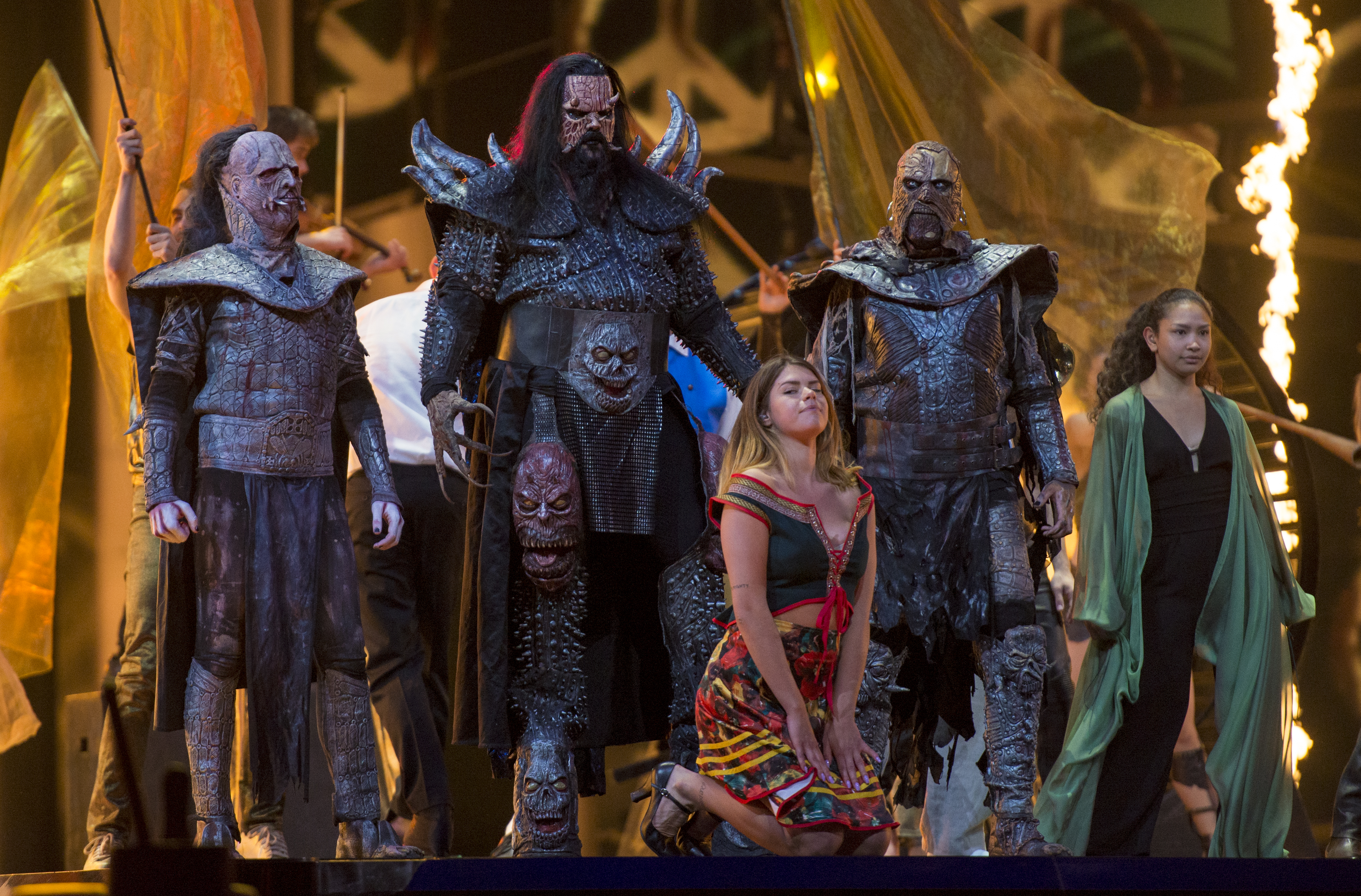
Lordi au concours de l'Eurovision.

#### Événements
- 18 février : les Rolling Stones donnent un concert gratuit sur la plage de Copacabana (Brésil) devant 1,7 million de personnes.
- 20 mai : le groupe de hard rock finlandais Lordi crée la surprise en remportant le Concours Eurovision de la chanson.

#### Albums
- 23 janvier : Arctic Monkeys sort son premier album Whatever People Say I Am, That's What I'm Not
- 24 janvier : sortie de Standing in the Way of Control de Gossip
- 13 mars : Placebo sort l'album Meds
- 9 mai : sortie de Stadium Arcadium des Red Hot Chili Peppers
- 3 juillet : Muse sort Black Holes and Revelations
- 8 août : sortie de Ça me vexe, premier album de Mademoiselle K
- 31 octobre : The Who sortent Endless Wire, leur premier album depuis vingt-quatre ans.
- 20 novembre : sortie de Love des Beatles, musique compilée et remixée par George Martin et son fils Giles

#### Singles

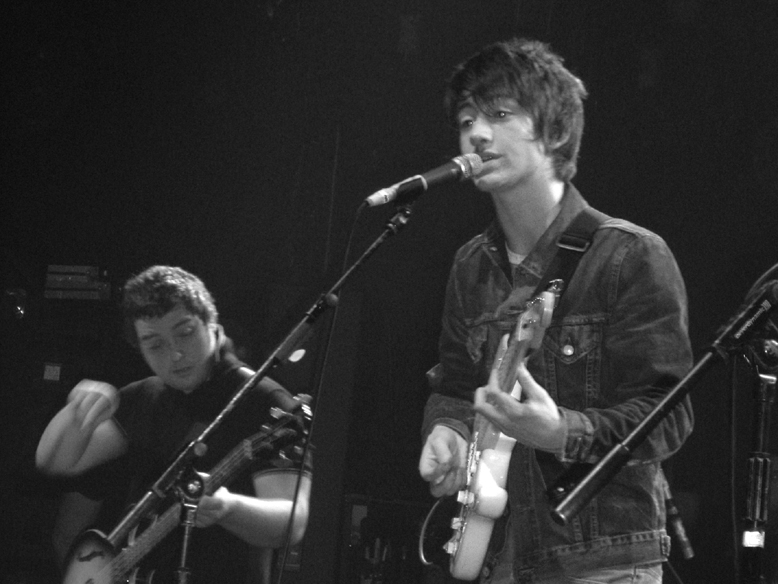
Arctic Monkeys.

- 29 mai : Keane sort Is It Any Wonder?
- 24 juillet : sortie de Chasing Cars de Snow Patrol
- 25 septembre : U2 et Green Day sont en duo sur la chanson The Saints Are Coming, une reprise de groupe écossais The Skids.
- 17 octobre : Arctic Monkeys sort I Bet You Look Good on the Dancefloor

#### Décès
- 6 janvier : mort de Lou Rawls, 72 ans, à Los Angeles (Californie, États-Unis), d'un cancer.
- 19 janvier : mort de Wilson Pickett, 64 ans, à Ashburn (Virginie, États-Unis), d'un arrêt cardiaque.
- 5 avril : mort de Gene Pitney, 65 ans, à Cardiff (Pays de Galles), d'une crise cardiaque.
- 6 juin : mort de Billy Preston, 59 ans, à Scottsdale (Arizona, États-Unis), d'hypertension.
- 7 juillet : mort de Syd Barrett, 60 ans, ancien de Pink Floyd, à Cambridge (Angleterre), d'un cancer.
- 3 août : décès de Arthur Lee, 61 ans, à Memphis (Tennessee, États-Unis), d'une leucémie.
- 14 décembre : mort à 83 ans de Ahmet Ertegün fondateur du label Atlantic Records et directeur du Rock and Roll Hall of Fame, à New York (États-Unis).
- 25 décembre : mort de James Brown, 73 ans, à Atlanta (Géorgie, États-Unis), d'une pneumonie.

### 2007

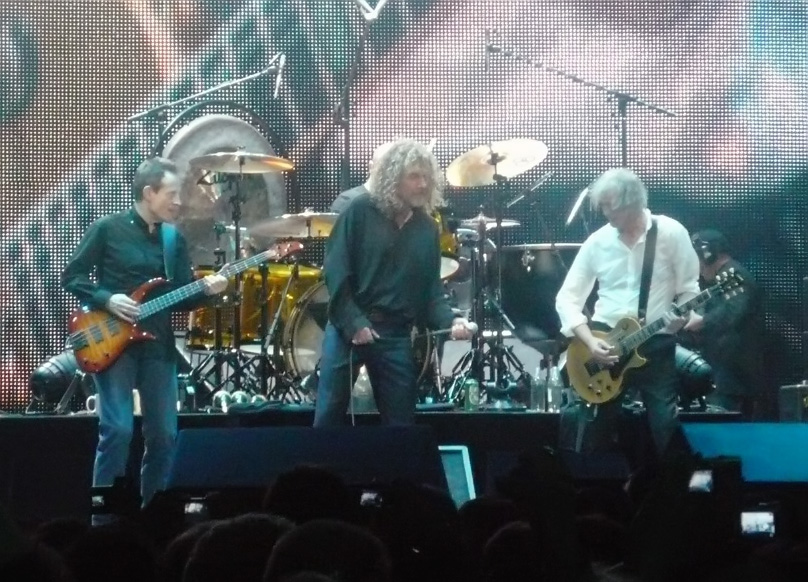
John Paul Jones, Robert Plant, et Jimmy Page lors du concert de réunification de Led Zeppelin en 2007.

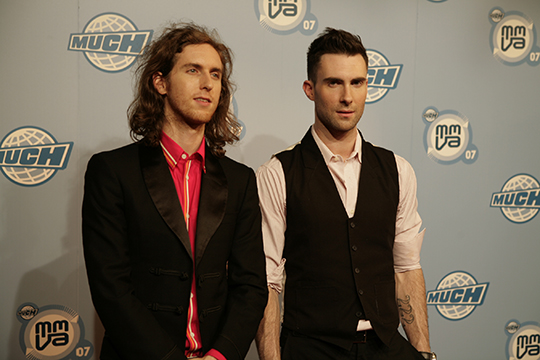
Jesse Carmichael et Adam Levine de Maroon 5 à Toronto en 2007.

#### Événements
- du 11 au 18 janvier : tournée des Aventuriers d'un autre monde réunissant Richard Kolinka, Jean-Louis Aubert, Alain Bashung, Daniel Darc, Cali et Raphaël avec des invités, dont Matthieu Chedid[34]
- 1er juillet : « Concert for Diana » au Wembley Stadium à Londres, avec Elton John, Duran Duran, Rod Stewart, Tom Jones, Nelly Furtado, Joss Stone, Kanye West, Fergie...
- 7 juillet : concerts du Live Earth un peu partout dans le monde[35], avec notamment Metallica, Red Hot Chili Peppers, Linkin Park, Genesis, Bon Jovi, The Police, The Smashing Pumpkins...
- 10 décembre : Led Zeppelin donne à Londres son premier concert public depuis vingt-cinq ans.

#### Albums
- 23 avril : Arctic Monkeys sort Favourite Worst Nightmare
- 5 mars : sortie de Neon Bible d'Arcade Fire
- 7 mai : Maroon 5 sort It Won't Be Soon Before Long
- 14 mai : sortie de Minutes to Midnight de Linkin Park
- 25 septembre : les Foo Fighters sortent Echoes, Silence, Patience and Grace
- 1er octobre : sortie de Shotter's Nation des Babyshambles
- 2 octobre : MGMT sort son premier album Oracular Spectacular
- 9 octobre : sortie de Gee Whiz But This Is a Lonesome Town, premier album du groupe Moriarty
- 5 novembre : Dionysos publie La Mécanique du cœur
- 10 octobre : sortie d'In Rainbows de Radiohead, uniquement en téléchargement

#### Singles
- 2 avril : Arctic Monkeys - Brianstorm

#### Décès
- 6 février : mort de Frankie Laine, 93 ans, à San Diego (Californie, États-Unis), d'une crise cardiaque.
- 4 août : mort de Lee Hazlewood, 78 ans, à Henderson (Névada, États-Unis), d'un cancer.
- 12 septembre : mort de Bobby Byrd, 73 ans, à Loganville (Géorgie, États-Unis), d'un cancer.
- 28 novembre : mort de Fred Chichin, 53 ans, à Paris, d'un cancer.
- 12 décembre : mort d'Ike Turner, 76 ans, à San Marcos (Californie, États-Unis), d'une surdose de cocaïne.

### 2008

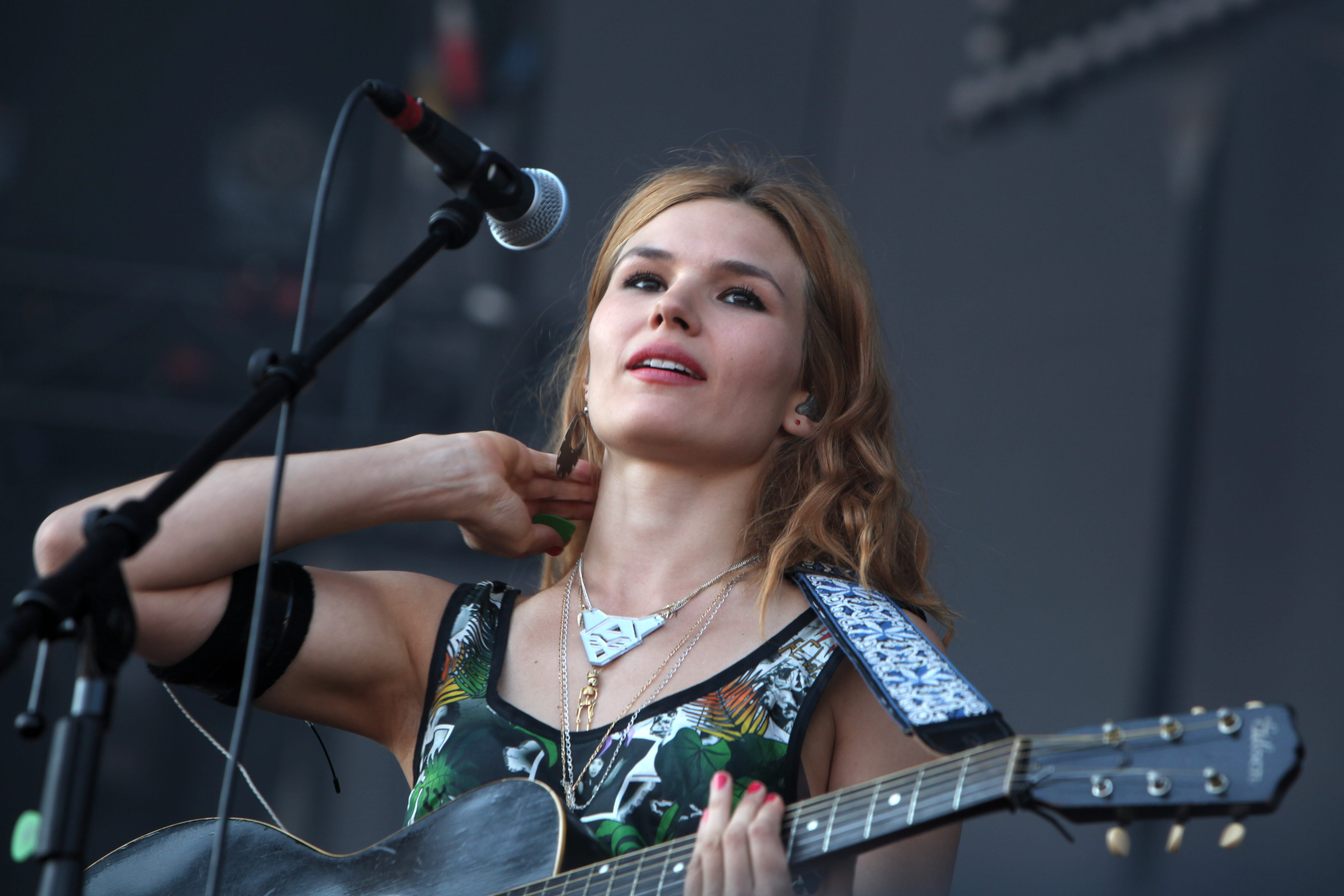
Olivia Merilahti, chanteuse de The Dø, en concert aux Eurockéennes de Belfort en 2011.

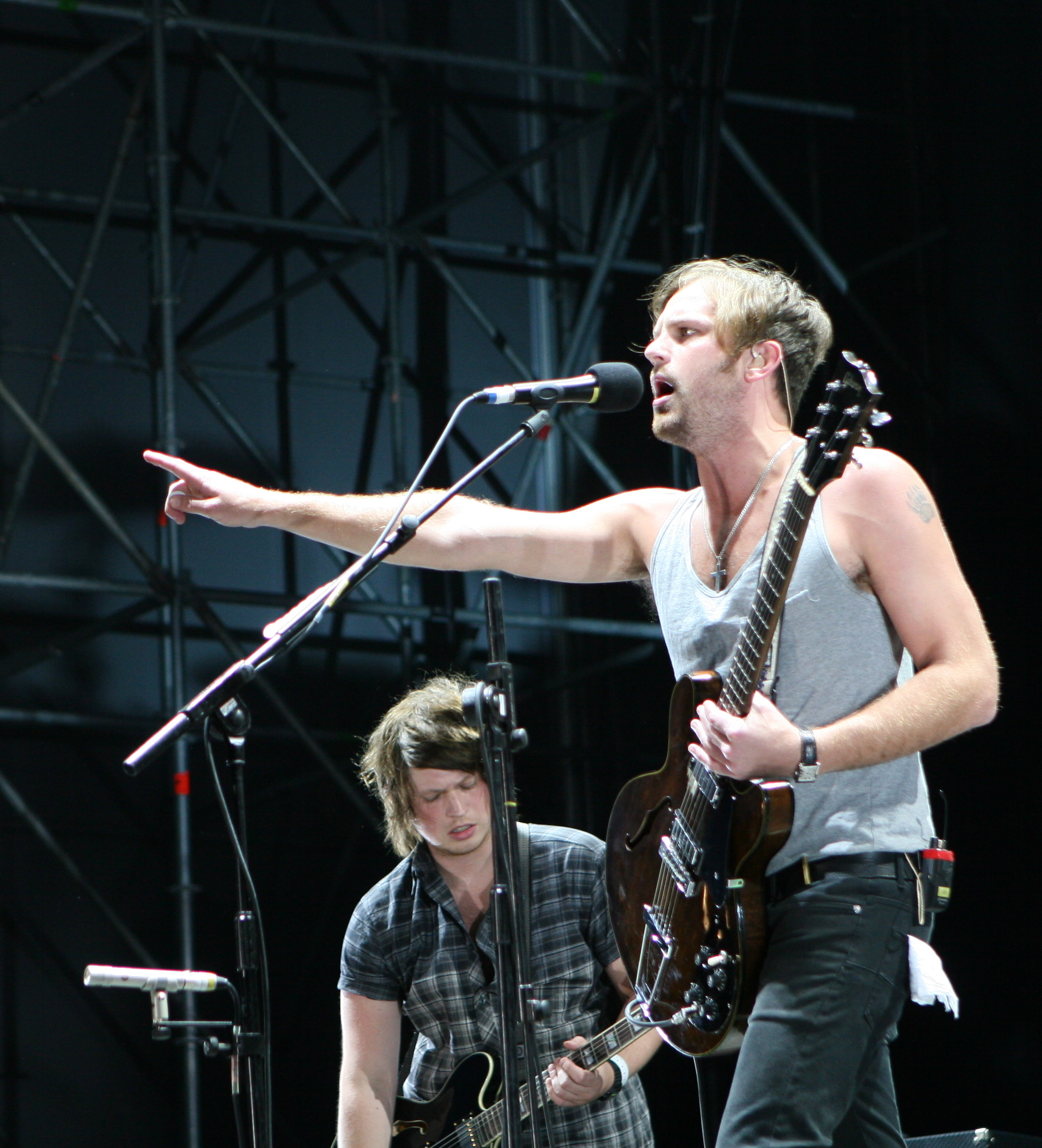
Kings of Leon en concert à Barcelone en 2008.

#### Albums
- 14 janvier : sortie de A Mouthful, premier album du groupe The Dø
- 29 janvier : Vampire Weekend sort son premier album
- 24 mars : sortie de Bleu pétrole, dernier album d'Alain Bashung.
- 12 juin : sortie de Viva la Vida or Death and All His Friends de Coldplay
- 19 septembre : sortie d'Only by the Night de Kings of Leon
- 17 octobre : AC/DC sort Black Ice après huit ans d'absence dans les studios.
- 23 novembre : sortie de Chinese Democracy des Guns N' Roses qui aurait couté 13 millions de dollars, selon un article du New York Times.

#### Singles
- 28 février : Vampire Weekend - A-Punk
- 25 mai : Coldplay - Viva la Vida

#### Décès
- 26 février : mort de Buddy Miles, 60 ans, à Austin (Texas, États-Unis), d'une crise cardiaque.
- 2 juin : mort de Bo Diddley, 79 ans, à Archer (Floride, États-Unis), d'une attaque cardiaque.
- 15 août : mort du producteur Jerry Wexler, 91 ans, à Sarasota (Floride, États-Unis), d'une crise cardiaque.
- 31 août : mort de Jerry Reed, 71 ans, à Nashville (Tennessee, États-Unis), d'un emphysème.
- 15 septembre : mort de Richard Wright, 65 ans, à Londres (Royaume-Uni), des suites d'un cancer.
- 16 septembre : mort de Norman Whitfield, 68 ans, à Los Angeles (Californie, États-Unis).
- 12 novembre : mort de Mitch Mitchell, 61 ans, ancien du Jimi Hendrix Experience, à Portland (Orégon, États-Unis), dans son sommeil.

### 2009

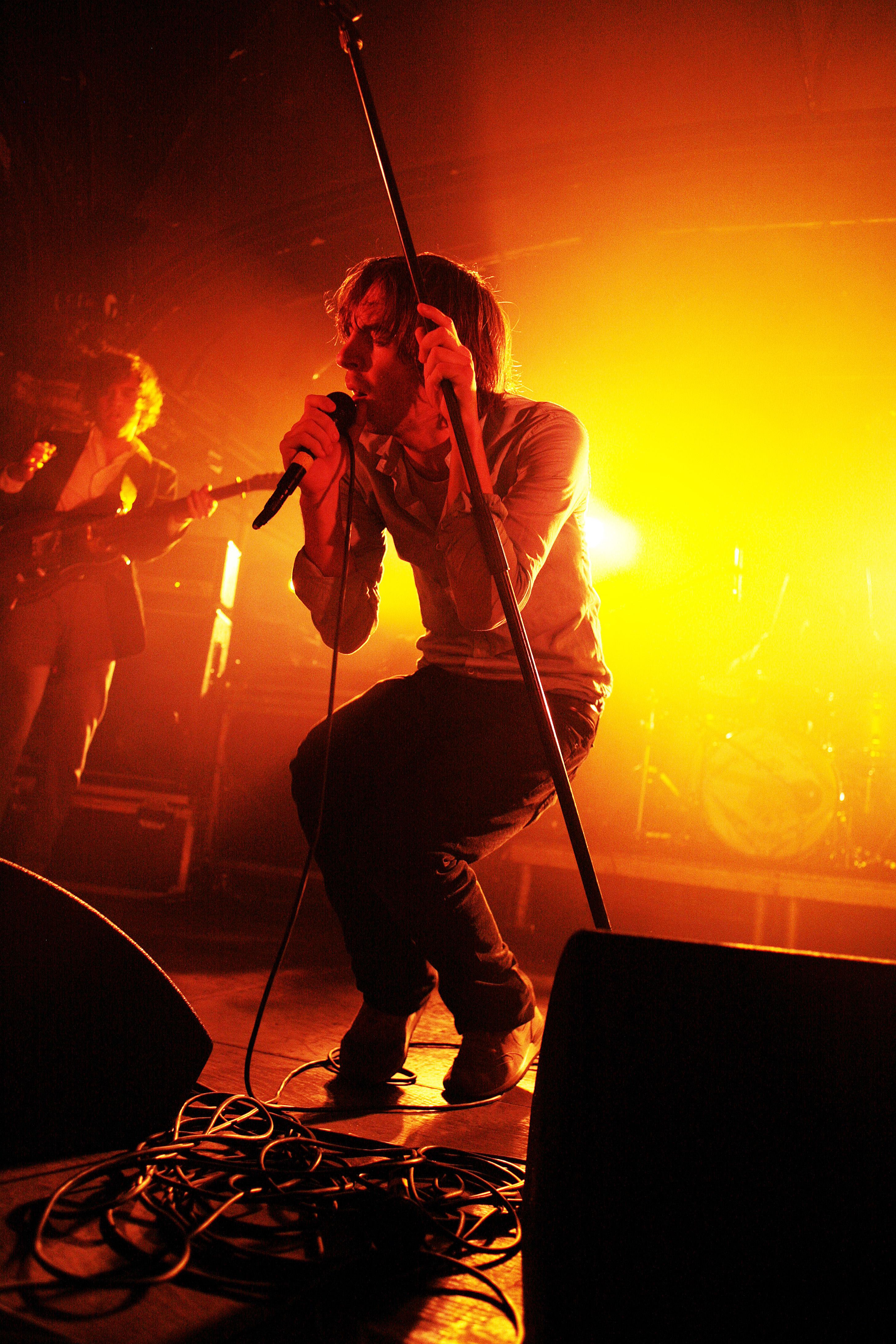
Phoenix en concert en 2006.

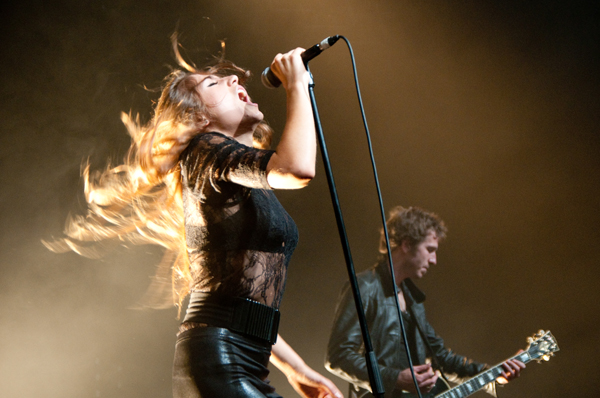
Izia en concert à Avignon en 2010.

#### Événements
- 1er avril : sortie de Good Morning England, film de Richard Curtis sur les radios pirates au Royaume-Uni dans les années 1960.
- Avril : un tribunal de Los Angeles (Californie, États-Unis) déclare le producteur américain Phil Spector coupable du meurtre d'une femme de 40 ans commis le 3 février 2003 à son domicile[36].
- Mai : retour du groupe américain Green Day après 5 ans d'absence.
- 30 juin : début d'une nouvelle tournée du groupe U2 le U2 360° Tour.
- 28 août : séparation brutale du groupe Oasis au festival Rock en Seine

#### Albums
- 27 février : U2 sort son douzième album, No Line on the Horizon
- 15 mai : Green Day dévoile leur huitième album, 21st Century Breakdown
- 25 mai : sortie de Wolfgang Amadeus Phoenix de Phoenix
- 8 juin : parution du premier album d'Izia, « album rock de l'année » aux Victoires de la musique 2010
- 19 juin : sortie de Music for Men, quatrième album du groupe Gossip
- 14 septembre : Muse sort The Resistance

#### Singles
- Juin : le groupe Green Day sort le single 21 Guns.
- 4 septembre : Sex on Fire de Kings of Leon

#### Décès
- 6 janvier : mort de Ron Asheton, guitariste des Stooges, à Ann Arbor (Michigan, États-Unis), d'une crise cardiaque.
- 5 février : mort de Lux Interior, 62 ans, chanteur des Cramps, en Californie, d'une insuffisance cardiaque.
- 14 mars : mort d'Alain Bashung
- 25 juin : mort de Michael Jackson
- 4 juillet : décès d'Allen Klein, 77 ans, à New York (États-Unis), de la maladie d'Alzheimer. Il était le fondateur des disques ABKCO et ancien manager des Beatles, des Rolling Stones et de Sam Cooke[37].
- 2 août : mort de Billy Lee Riley, 75 ans, à Jonesboro (Arkansas, États-Unis), de plusieurs cancers[38].
- 6 août : mort de Willy DeVille, 55 ans, à New York (États-Unis), d'un cancer du pancréas[39].
- 13 août : mort de Les Paul, 94 ans, concepteur de la guitare du même nom, à White Plains (New York, États-Unis), d'une pneumonie.
- 25 décembre : mort de Vic Chesnutt.
- 29 décembre : mort de The Rev, 29 ans, batteur de Avenged Sevenfold, pour cause d'un cocktail fatal d'alcool et de médicaments sur ordonnance.

## Les années 2010

### 2010

#### Événements
- 24 janvier : sortie du film The Runaways, biographie du groupe éponyme.
- 26 juin : le groupe français Indochine donne un grand concert au Stade de France devant 80 000 spectateurs.
- 30 novembre : séparation officielle de Noir Désir.

#### Albums
- 15 mars : sortie de Ginger de Gaëtan Roussel, élu « album rock de l'année » aux Victoires de la musique 2011
- 18 mai : parution de Brothers, sixième album de The Black Keys.

#### Décès
- 5 janvier : mort du producteur américain Willie Mitchell
- 17 décembre : mort du chanteur Don Van Vliet, plus connu sous le nom de scène de Captain Beefheart
- 17 mars : mort d'Alex Chilton, 59 ans, compositeur, guitariste et chanteur des Box Tops
- 8 avril : mort de Malcolm McLaren, manager des Sex Pistols
- 16 mai : mort de Ronnie James Dio du groupe Heaven and Hell, à 67 ans, d'un cancer de l'estomac

### 2011

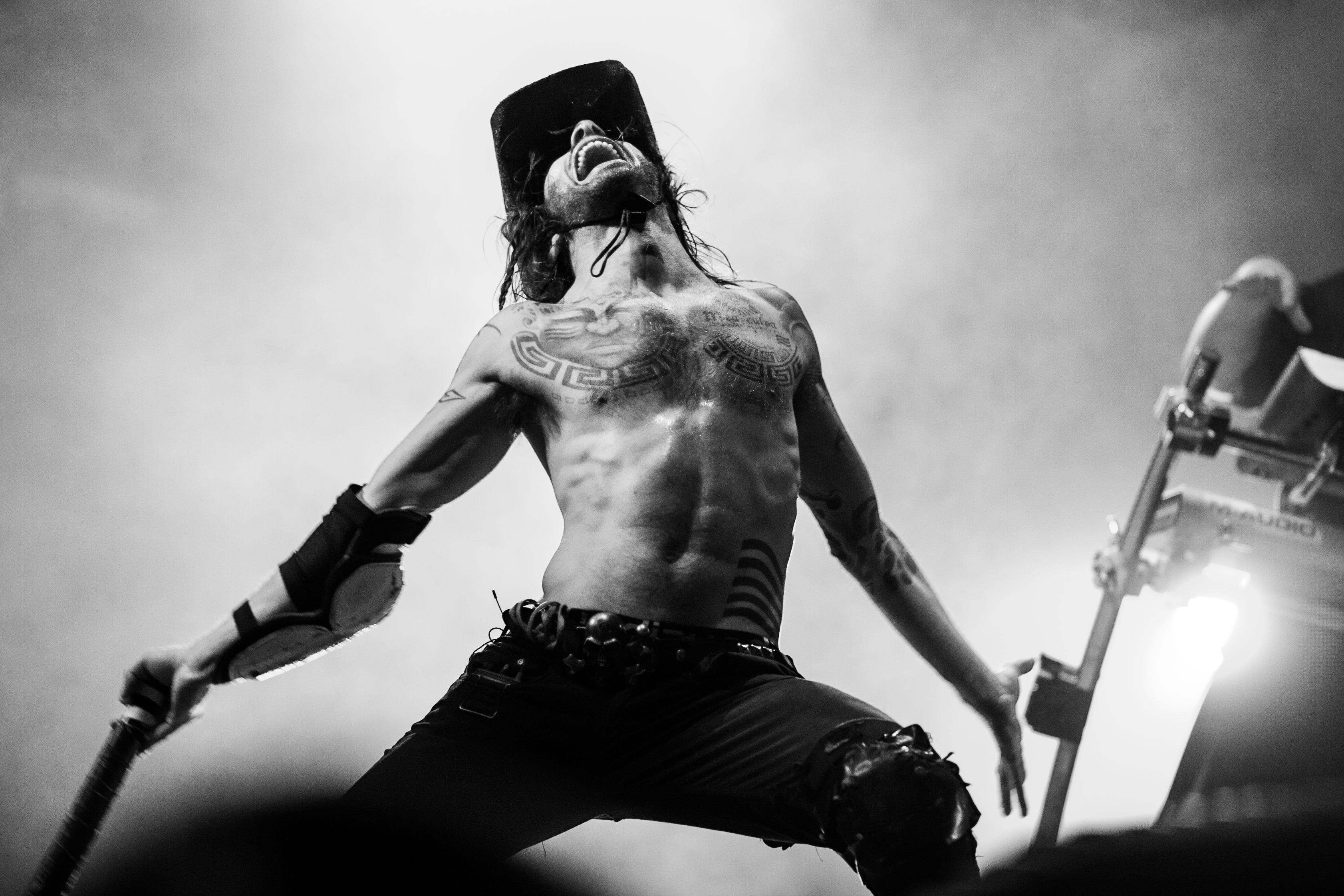
Shaka Ponk en concert à la Fête de l'Humanité en 2012.

#### Événements
- 11 novembre : reformation originelle de Black Sabbath : Ozzy Osbourne, Tony Iommi, Geezer Butler et Bill Ward.
- 21 septembre: R.E.M. annonce sa séparation.

#### Albums
- 6 juin : Shaka Ponk, The Geeks and the Jerkin' Socks
- 24 octobre : Coldplay : Mylo Xyloto
- 14 novembre : Izia sort So Much Trouble, « album rock de l'année » aux Victoires de la musique 2012.
- 6 décembre : The Black Keys sort El Camino, qui contient le single Lonely Boy.

#### Décès
- 6 février : mort de Gary Moore
- 23 juillet : mort de Amy Winehouse, à 27 ans, à Londres.

### 2012

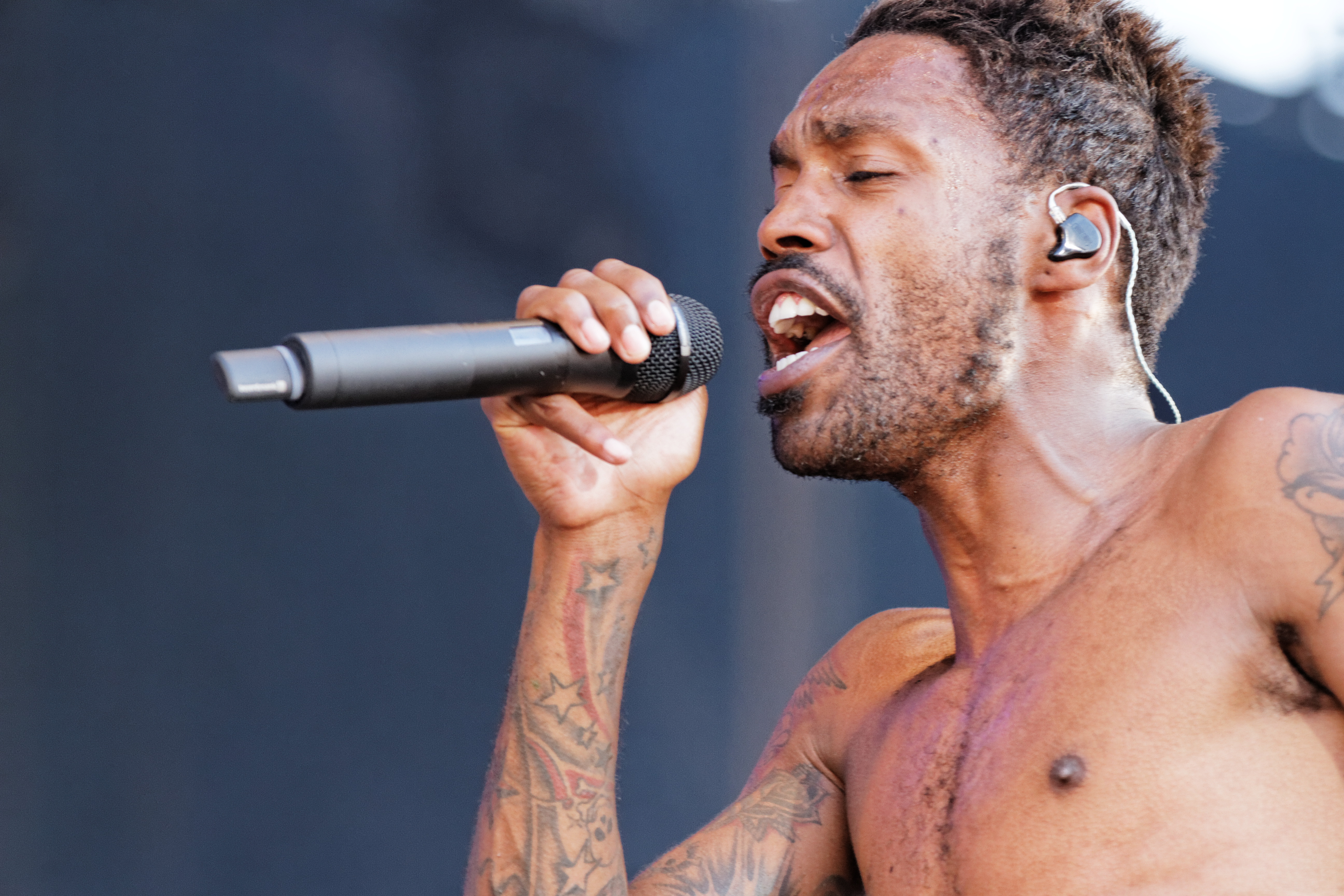
Mat Bastard de Skip the Use, en concert au Festival des Vieilles Charrues en 2014.

#### Évènements
- avril : entrée au Rock and Roll Hall of Fame des Guns N' Roses, des Red Hot Chili Peppers, de Donovan, de Laura Nyro, des Small Faces et des Beastie Boys

#### Albums
- 6 février : Skip the Use sort Can Be Late, « album rock de l'année » aux Victoires de la musique 2013
- 6 mars : Bruce Springsteen sort Wrecking Ball
- 26 juin : Maroon 5 sort Overexposed
- 28 septembre : Muse sort The 2nd Law

### 2013

#### Albums
- 11 mars : David Bowie sort The Next Day
- 18 mars : Depeche Mode sort Delta Machine
- 22 avril : Phoenix sort Bankrupt!, « album rock de l'année » aux Victoires de la musique 2014
- 28 octobre : Arcade Fire sort Reflektor
- 18 novembre : Détroit, le nouveau groupe de Bertrand Cantat, sort l'album Horizons

#### Décès
- 6 mars : mort d'Alvin Lee, guitariste de Ten Years After
- 20 mai : mort de Ray Manzarek, claviériste et membre des Doors
- 26 juillet : mort de J.J. Cale
- 27 octobre : mort de Lou Reed

### 2014

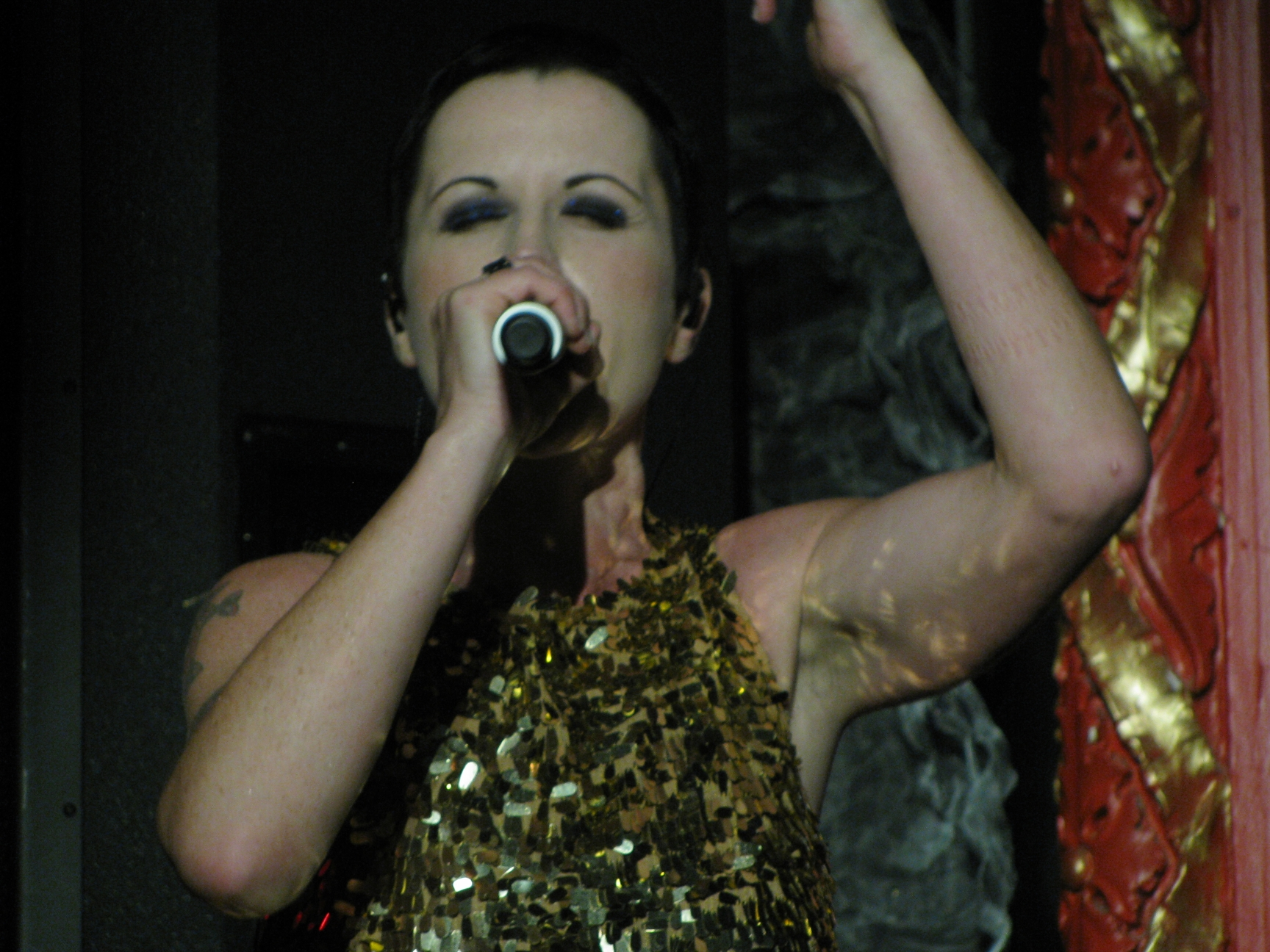
Dolores O'Riordan des Cranberries en concert à Montréal en 2009.

#### Albums
- 14 janvier : Bruce Springsteen sort High Hopes
- 24 février : Skip the Use sort Little Armageddon
- 19 mai : Coldplay sort Ghost Stories
- 9 septembre : sortie de Songs of Innocence de U2
- 29 septembre : The Dø sort Shake Shook Shaken, « album rock de l'année » aux Victoires de la musique 2015

#### Décès
- 3 janvier : mort de Phil Everly des Everly Brothers
- 5 avril : mort de Jim Marshall à 88 ans, fondateur de l'entreprise Marshall amplification.
- 18 août : mort du chanteur américain Scott McKenzie, interprète de la chanson San Francisco.
- 22 décembre 2014 : Joe Cocker, chanteur de rock et de blues britannique.

### 2015

#### Événements
- 13 novembre : attentat au Bataclan lors d'un concert du groupe Eagles of Death Metal.

#### Albums
- 1er juin : Les Innocents sortent Mandarine, « album rock de l'année » aux Victoires de la musique 2016
- 5 juin : sortie de Drones de Muse
- 8 juin : FFS, supergroupe réunissant Franz Ferdinand et les Sparks, sort l'album FFS
- 4 décembre : Coldplay sort A Head Full of Dreams

#### Décès
- 14 mai : mort de B. B. King, chanteur et musicien de blues américain.
- 28 décembre : mort de Lemmy Kilmister, chanteur et bassiste de Motörhead.

### 2016

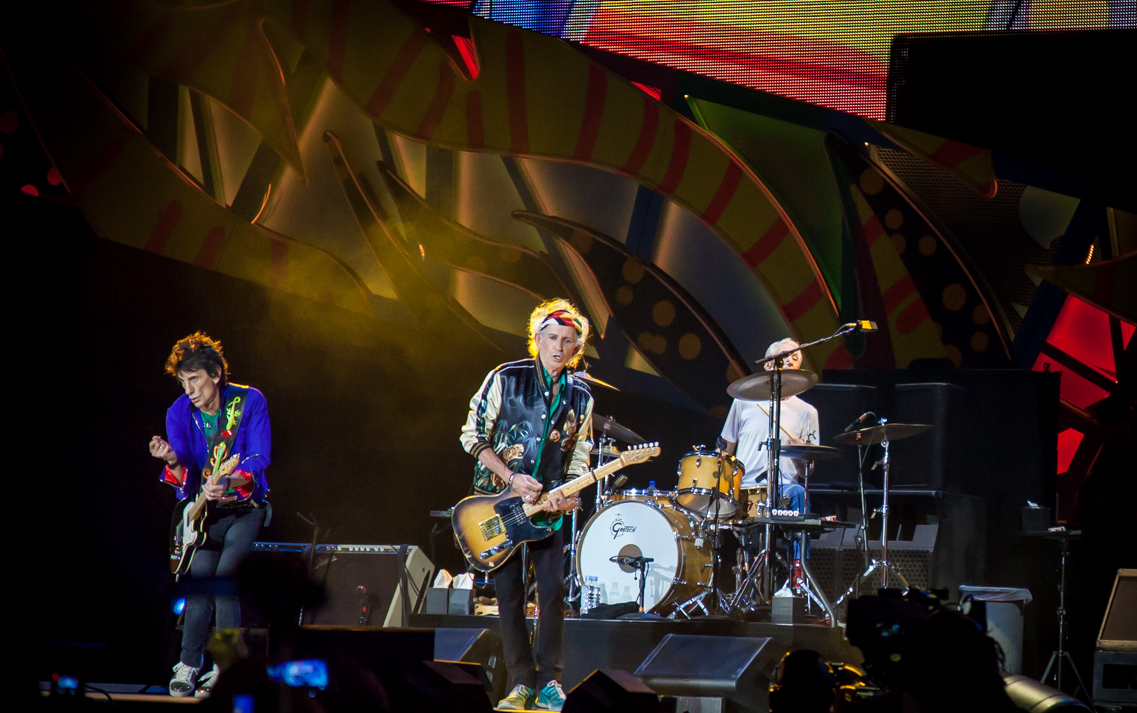
Les Rolling Stones en concert à Cuba en 2016.

#### Albums
- 8 janvier : David Bowie sort son dernier album Blackstar
- 12 février : sortie d'Anomalie de Louise Attaque, « album rock de l'année » aux 32e cérémonie des Victoires de la musique
- 18 mars : Iggy Pop sort Post Pop Depression
- 17 juin : les Red Hot Chili Peppers sortent The Getaway
- 11 novembre : Sting sort 57th & 9th
- 2 décembre : The Rolling Stones sortent Blue and Lonesome, album de reprises de standards du blues

#### Décès
- 10 janvier : mort de David Bowie, 69 ans.
- 18 janvier : mort de Glenn Frey, 67 ans, guitariste et membre fondateur d'Eagles.
- 23 janvier : mort de Jimmy Bain, 68 ans, bassiste au sein des groupes Rainbow et Dio.
- 26 janvier : mort de Colin Vearncombe, 53 ans, chanteur connu sous le nom de Black.
- 28 janvier : mort de Paul Kantner, 74 ans, guitariste et fondateur du Jefferson Airplane.
- 8 mars : mort de George Martin, 90 ans, producteur des Beatles.
- 11 mars : mort de Keith Emerson, 71 ans, claviériste des Nice, Emerson, Lake and Palmer, Emerson Lake and Powell et 3.
- 8 avril : mort de Jack Hammer, 90 ans, co-auteur de Great Balls of Fire.
- 9 avril : mort de Tony Conrad, 76 ans, membre de The Dream Syndicate.
- 11 avril : mort d'Emile Ford, 78 ans, chanteur de rock 'n' roll anglais.
- 21 avril : mort de Lonnie Mack, 74 ans, chanteur, guitariste et bassiste ayant joué notamment avec The Doors et Stevie Ray Vaughan.
- 21 avril : mort de Prince, 57 ans.
- 2 mai : mort d'Hubert Mounier, 53 ans, chanteur de L'Affaire Louis' Trio.
- 21 mai : mort de Nick Menza, 51 ans, batteur de Megadeth.
- 14 juin : mort d'Henry McCullough, 72 ans, guitariste des Wings.
- 28 juin : mort de Scotty Moore, 84 ans, guitariste d'Elvis Presley.
- 29 juin : mort de Rob Wasserman, 64 ans, bassiste avec Elvis Costello, Jerry Garcia, Van Morrison, Lou Reed, Brian Wilson, Neil Young, etc.
- 16 juillet : mort d'Alan Vega, 78 ans, musicien et chanteur de Suicide.
- 26 juillet : mort de Sandy Pearlman, 72 ans, manager de Blue Öyster Cult.
- 22 août : mort de Gilli Smyth, 83 ans, chanteuse de Gong.
- 25 septembre : mort de Hagen Liebing, 55 ans, bassiste du groupe allemand Die Ärzte.
- 23 octobre : mort de Pete Burns, 57 ans, chanteur de Dead or Alive.
- 24 octobre : mort de Bobby Vee, 73 ans, chanteur de rock 'n' roll américain.
- 7 novembre : mort de Leonard Cohen, 82 ans.
- 7 décembre : mort de Greg Lake, 69 ans, chanteur et bassiste de King Crimson et d'Emerson, Lake and Palmer.
- 24 décembre : mort de Rick Parfitt, 68 ans, guitariste et chanteur de Status Quo.
- 25 décembre : mort de George Michael, 53 ans.

### 2017

#### Événements
- 22 et 23 juillet : première édition française du festival itinérant Lollapalooza.

#### Albums
- 19 mai : sortie de One More Light, dernier album de Linkin Park avec le chanteur Chester Bennington.

#### Décès
- 11 janvier : mort de Tommy Allsup, 85 ans, guitariste de rock 'n' roll et de country américain.
- 23 janvier : mort de Bobby Freeman, 76 ans, chanteur compositeur, et producteur afro-américain de musique soul, auteur de Do You Wanna Dance?.
- 28 janvier : mort de Geoff Nicholls, 68 ans, claviériste, guitariste et multi-instrumentiste britannique, membre de Black Sabbath.
- 31 janvier : mort de John Wetton, 67 ans, bassiste, chanteur et guitariste de rock progressif britannique.
- 18 mars : mort de Chuck Berry, 90 ans.
- 6 avril : mort de David Peel, 73 ans, guitariste et chanteur américain de « street rock ».
- 14 avril : mort de Bruce Langhorne, 78 ans, guitariste et percussionniste de folk américain.
- 15 avril : mort de Allan Holdsworth, 70 ans, guitariste et compositeur britannique de jazz et de rock progressif.
- 18 mai : mort de Chris Cornell, 52 ans, chanteur et guitariste de Soundgarden.
- 27 mai : mort de Gregg Allman, 69 ans, chanteur et guitariste des Allman Brothers.
- 20 juillet : suicide de Chester Bennington, 41 ans, chanteur de Linkin Park.
- 18 août : mort de Sonny Burgess, 86 ans, guitariste et chanteur de rockabilly et de country américain.
- 3 septembre : mort de Walter Becker, 67 ans, auteur-compositeur, bassiste, guitariste et chanteur de Steely Dan.
- 5 septembre : mort de Holger Czukay, 79 ans, bassiste de Can.
- 14 septembre : mort de Grant Hart, 56 ans, chanteur et batteur d'Hüsker Dü.
- 2 octobre : mort de Tom Petty, 66 ans.
- 22 octobre : mort de Scott Putesky, 49 ans, guitariste de Marilyn Manson.
- 22 octobre : mort de George Young, 70 ans, guitariste de The Easybeats.
- 24 octobre : mort de Fats Domino, 89 ans.
- 18 novembre : mort de Malcolm Young, 64 ans, guitariste rythmique d'AC/DC.
- 5 décembre : mort de Johnny Hallyday, 74 ans.

### 2018

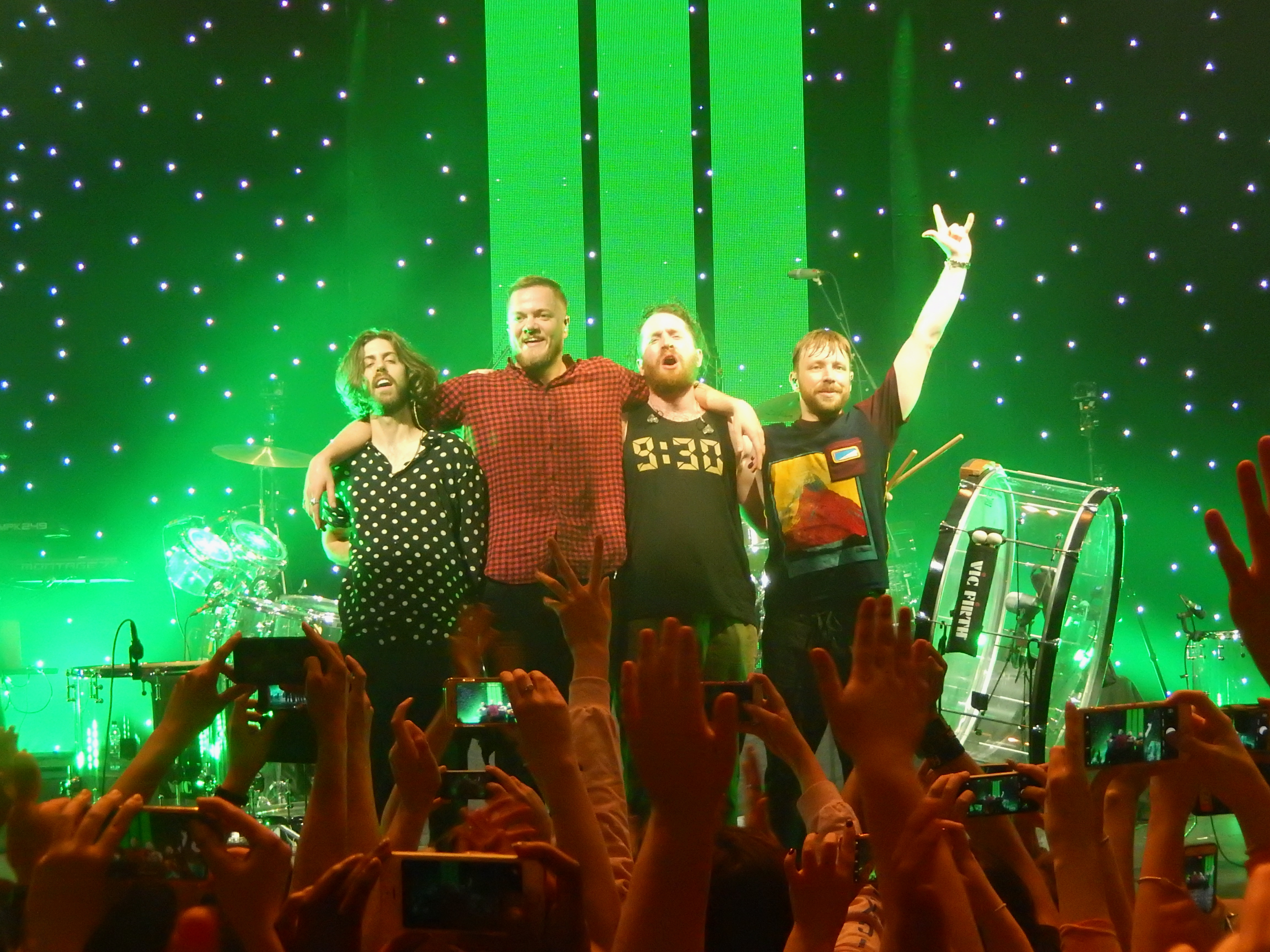
Imagine Dragons en concert à Londres en 2017.

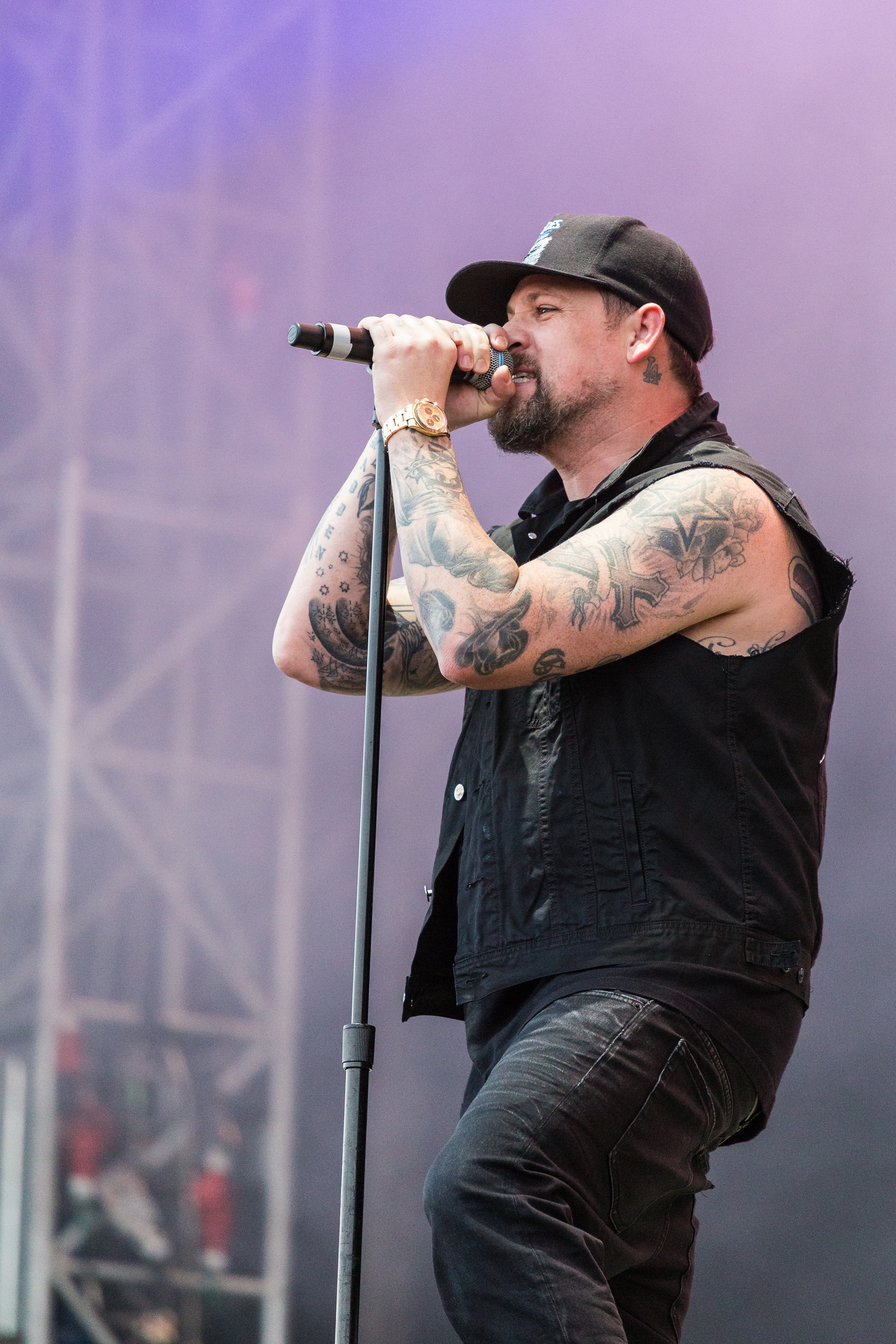
Joel Madden, chanteur du groupe Good Charlotte en concert en 2017.

#### Événements
- sortie de Bohemian Rhapsody, film biographique sur Freddie Mercury.

#### Albums
- 9 février : Franz Ferdinand : Always Ascending
- 7 septembre : 
  - Lenny Kravitz : Raise Vibration
  - Paul McCartney : Egypt Station
- 14 septembre : Good Charlotte : Generation Rx
- 9 novembre :
  - Imagine Dragons : Origins
  - Muse : Simulation Theory

#### Décès
- 4 janvier : mort de Ray Thomas, 76 ans, membre des Moody Blues.
- 10 janvier : mort d'Eddie Clarke, 67 ans, guitariste de Motörhead.
- 15 janvier : mort de Dolores O'Riordan, 46 ans, chanteuse des Cranberries.
- 16 janvier : mort de Dave Holland, batteur de Judas Priest.
- 20 janvier : mort du bassiste Jim Rodford, 76 ans.
- 24 janvier : mort de Mark E. Smith, 60 ans, chanteur de The Fall.
- 6 avril : mort de Jacques Higelin, 77 ans.
- 9 mai : mort de Ben Graves, 45 ans, batteur du groupe Murderdolls.
- 8 juin : mort de Danny Kirwan, 68 ans, membre de Fleetwood Mac de 1968 à 1972.
- 12 juin : mort de Jon Hiseman, 73 ans.
- 13 juin : mort de D.J. Fontana, 87 ans, batteur d'Elvis Presley.
- 22 juin : mort de Vinnie Paul, 54 ans, batteur de Pantera et Damageplan.
- 16 août : mort d'Aretha Franklin, 76 ans.
- 22 août : mort d'Ed King, 68 ans, guitariste de Strawberry Alarm Clock et Lynyrd Skynyrd.
- 12 septembre : mort de Rachid Taha, 59 ans.
- 27 septembre : mort de Marty Balin, 76 ans, chanteur du Jefferson Airplane.
- 24 octobre : mort de Tony Joe White, 75 ans.
- 6 décembre : mort de Pete Shelley, 63 ans, chanteur et guitariste des Buzzcocks.

### 2019

#### Albums
- 24 mai : Sting revisite ses plus grands succès dans l'album My Songs.
- 17 mai : sortie de Rammstein, septième album du groupe Rammstein.
- 14 juin : Bruce Springsteen sort Western Stars.
- 28 juin : sortie de Let's Rock de The Black Keys.
- 6 septembre : sortie de Free d'Iggy Pop.
- 13 septembre : les Pixies sortent Beneath the Eyrie.

### Singles
- 29 novembre : The Weeknd : Blinding Lights

#### Décès
- 17 janvier : mort de Reggie Young, 82 ans, guitariste américain.
- 26 janvier : mort de Michel Legrand, 86 ans, compositeur et musicien français, « importateur » du rock 'n' roll en France.
- 25 février : mort de Mark Hollis, 64 ans, chanteur du groupe Talk Talk.
- 26 février : mort de Andy Anderson, 68 ans, batteur britannique, membre du groupe The Cure en 1983-1984.
- 17 mars : mort de Dick Dale, 81 ans, guitariste américain.
- 5 avril : mort de Shawn Smith, 53 ans, chanteur et musicien américain.
- 13 avril : mort de Paul Raymond, 73 ans, claviériste et guitariste britannique de Savoy Brown et UFO.
- 31 mai : mort de Roky Erickson, 71 ans, guitariste et compositeur américain, membre fondateur des 13th Floor Elevators.
- 6 juin : mort de Dr. John, 77 ans, pianiste, guitariste et chanteur américain.
- 23 juin : mort de Dave Bartholomew, 100 ans, compositeur, trompettiste, chanteur et arrangeur américain.
- 1er août : mort de Ian Gibbons, 67 ans, claviériste britannique, membre des Kinks.
- 19 août : mort de Larry Taylor, 77 ans, bassiste américain, membre de Canned Heat.
- 28 août : mort de Nancy Holloway, 86 ans, chanteuse américaine de jazz et de rock.
- 11 septembre : mort de Daniel Johnston, 58 ans, auteur-compositeur-interprète américain.
- 13 septembre : mort de Eddie Money, 70 ans, chanteur américain de rock.
- 15 septembre : mort de Ric Ocasek, 75 ans, chanteur américain de rock, membre de The Cars.
- 6 octobre : mort de Ginger Baker, 80 ans, batteur britannique, membre de Cream, Blind Faith, etc.
- 26 octobre : mort de Paul Barrere, 71 ans, guitariste et auteur-compositeur américain, membre du groupe Little Feat.

## Les années 2020

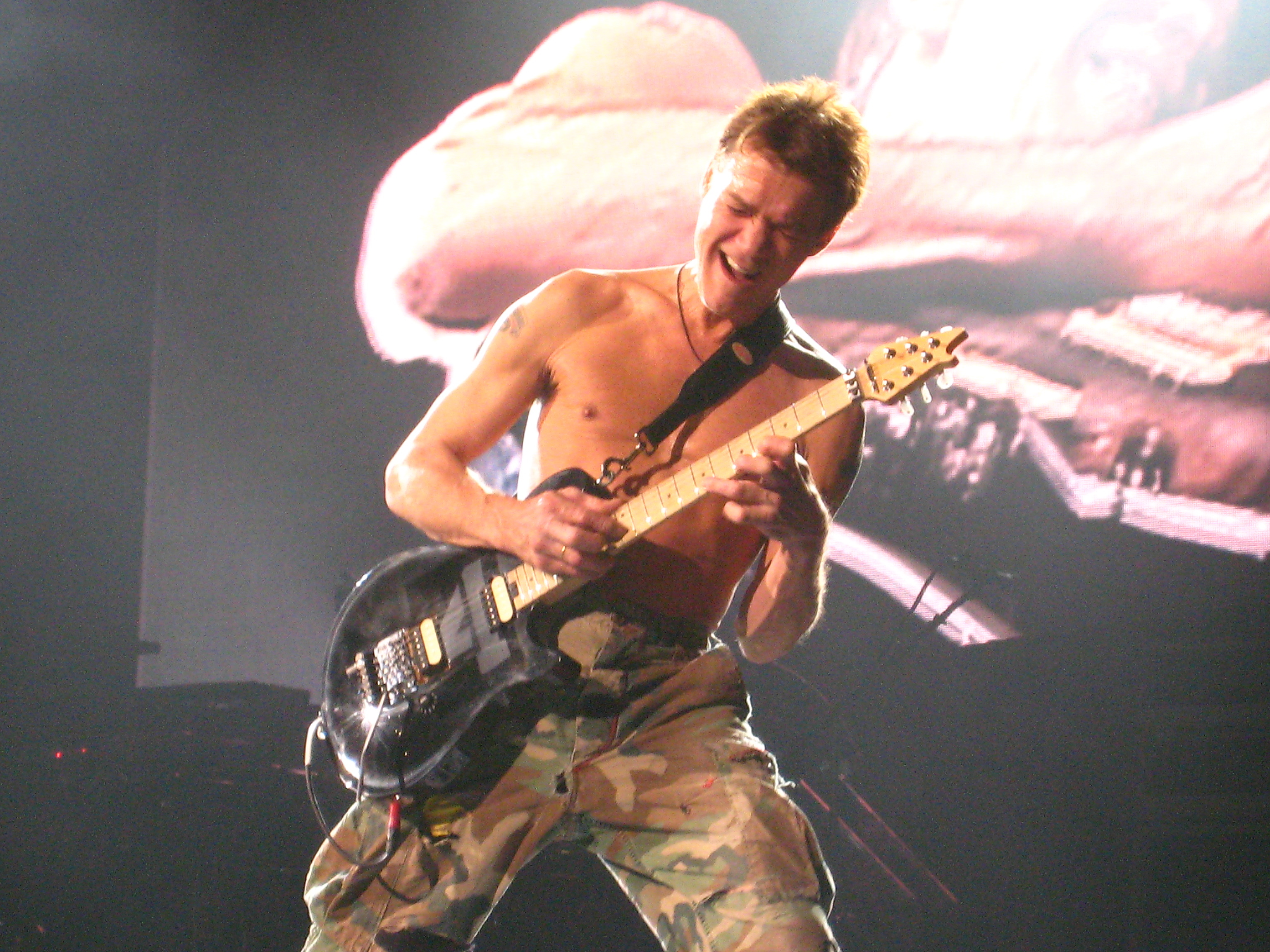
Eddie Van Halen en 2007, en concert avec Van Halen au Bell Center, à Montréal.

### 2020
La Pandémie de Covid-19 cause l'annulation ou le report d'un très grand nombre d’événements, concerts, tournées, festivals, sorties d'albums, etc.. En contrepartie, de nombreux artistes organisent des concerts virtuels sur internet.

#### Albums
- 27 mars : sortie de Gigaton, 11e album studio de Pearl Jam.
- 13 novembre : sortie de Power Up, nouvel album d'AC/DC[40].

#### Singles
- 23 avril : les Rolling Stones dévoilent une nouvelle chanson, Living in a Ghost Town. Pour la première fois dans l'histoire du groupe, la chanson est no 1 des classements dans une vingtaine de pays.

#### Décès
- 7 janvier : mort de Neil Peart, 67 ans, batteur du groupe de rock canadien Rush.
- 14 mars : mort de Genesis P-Orridge, 70 ans, chanteuse et écrivaine britannique, membre de Throbbing Gristle et Psychic TV.
- 21 avril : mort de Florian Schneider, 73 ans, musicien allemand, membre fondateur du groupe allemand Kraftwerk.
- 3 mai : mort des suites du Covid-19 de Dave Greenfield, 71 ans, clavier anglais, membre des Stranglers.
- 6 mai : mort de Brian Howe, 66 ans, chanteur de rock britannique.
- 9 mai : mort de Little Richard, 87 ans, pionnier du rock 'n' roll.
- 11 mai : mort de Moon Martin, 69 ans, chanteur américain.
- 15 mai : mort de  Phil May, 75 ans, chanteur britannique, membre du groupe The Pretty Things.
- 25 juillet : mort de Peter Green, 73 ans, guitariste et compositeur britannique, un des membres fondateurs du groupe Fleetwood Mac.
- 19 septembre : mort de Lee Kerslake, 73 ans, batteur de Uriah Heep.
- 6 octobre : mort d'Eddie Van Halen, 65 ans, guitariste et fondateur de Van Halen.
- 19 octobre : mort de Spencer Davis, 81 ans, chanteur et guitariste britannique, fondateur du Spencer Davis Group[41].
- 4 novembre : mort de Ken Hensley, 75 ans, musicien britannique, membre du groupe Uriah heep[42].
- 16 décembre : Carl Mann, 78 ans, chanteur, pianiste et guitariste de rockabilly américain[43].
- 23 décembre : mort de Leslie West, 75 ans, guitariste et chanteur américain, membre de Mountain et de West, Bruce and Laing[44].

### 2021

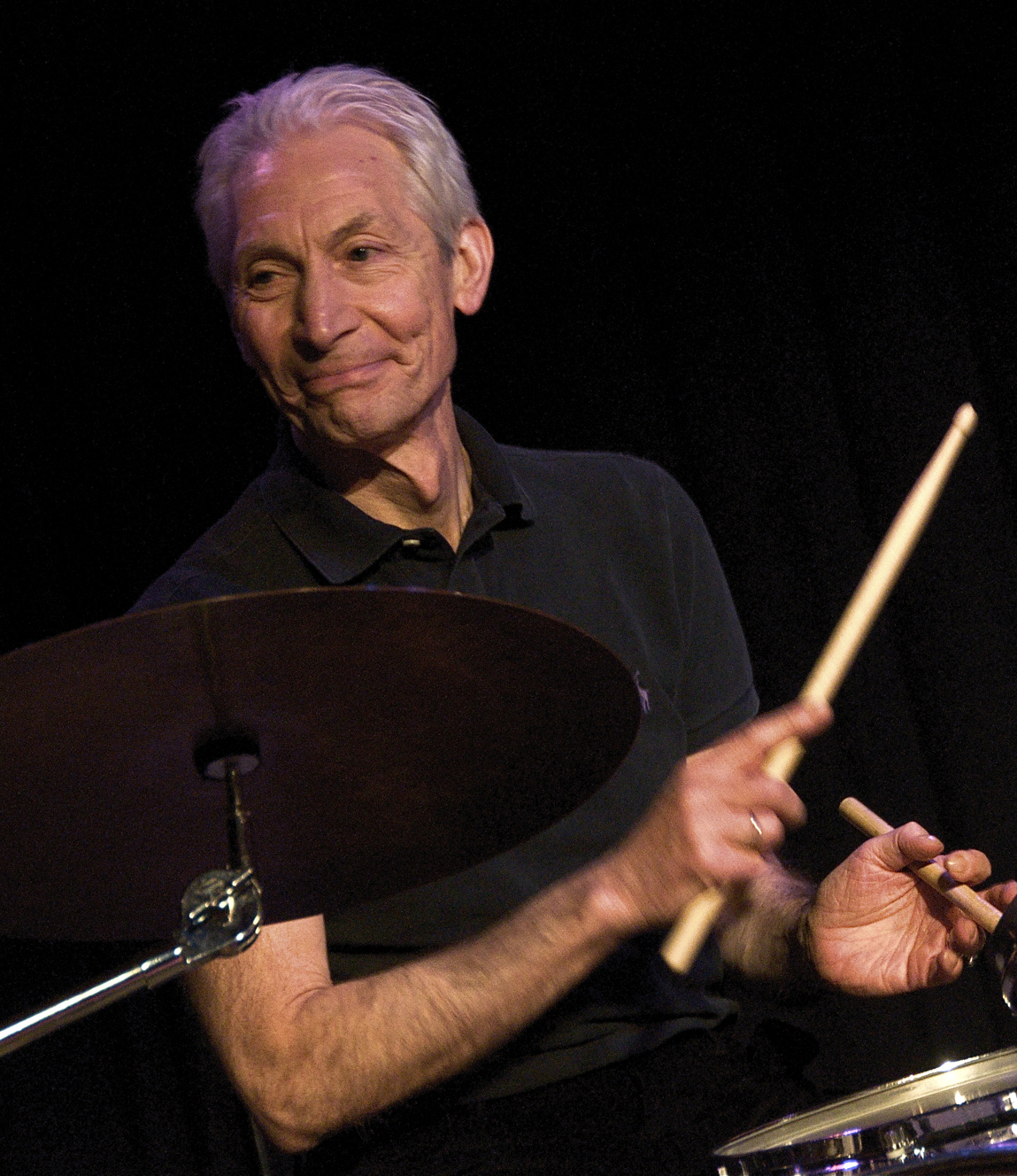
Charlie Watts en 2010 avec The ABC&D of Boogie Woogie, en concert au casino d'Herisau, en Suisse.

- 25 et 27 novembre : diffusion du documentaire The Beatles: Get Back de Peter Jackson sur Disney+.
- Décembre : Bruce Springsteen bat un record en vendant tout son catalogue à Sony Music pour une somme estimée à 500 millions de dollars[45].

#### Albums
- 15 octobre : sortie de Music of the Spheres, 9e  album de Coldplay.

#### Décès
- 3 janvier : mort de Gerry Marsden, 78 ans, chanteur du groupe britannique Gerry and the Pacemakers[46] ;
- 13 janvier :
  - mort de Tim Bogert, 76 ans, bassiste américain, membre de Vanilla Fudge, Cactus et Beck, Bogert and Appice[47].
  - mort de Sylvain Sylvain, 69 ans, guitariste et pianiste américain, membre du groupe The New York Dolls[48]
- 16 janvier : mort de Phil Spector, 81 ans, producteur et auteur-compositeur américain, notamment pour The Ronettes, The Crystals, The Beatles, Ike et Tina Turner ou les Ramones[49].
- 17 février : mort de Gene Summers, 82 ans, chanteur et compositeur américain de rock 'n' roll et rockabilly[50].
- 17 juin : mort de Takeshi Terauchi, 82 ans, guitariste japonais de rock 'n' roll et surf music.
- 4 juillet : mort de Sanford Clark, 85 ans, chanteur américain de country, rockabilly et rock.
- 17 juillet : mort de Robby Steinhardt, 71 ans, violoniste et chanteur américain, membre du groupe Kansas.
- 26 juillet : mort de Joey Jordison, 46 ans, musicien américain de heavy metal, notamment batteur de Slipknot.
- 28 juillet : mort de Dusty Hill, 72 ans, bassiste américain et un des chanteurs de ZZ Top.
- 21 août : mort de Don Everly, 84 ans, musicien et chanteur américain, membre du duo The Everly Brothers.
- 21 août : mort d'Eric Wagner, 62 ans, chanteur américain de doom metal, membre de Trouble.
- 24 août : mort de Charlie Watts, 80 ans, batteur des Rolling Stones.
- 4 septembre : mort de Billy Cafaro, chanteur de rock'n'roll argentin.
- 26 septembre : mort d'Alan Lancaster, 72 ans, bassiste et chanteur de Status Quo.
- 28 septembre : mort de Barry Ryan, 72 ans, chanteur britannique connu pour son tube Eloise en 1968.
- 29 septembre : mort d'Olivier Libaux, 57 ans, auteur-compositeur et guitariste français, membre cofondateur de Nouvelle Vague.
- 11 octobre : mort de Deon Estus, 65 ans, auteur-compositeur-interprète et bassiste américain, avec Wham! et George Michael.
- 11 novembre : mort de Graeme Edge, 80 ans, batteur britannique, membre des Moody Blues.
- 19 novembre : mort de Hank Von Helvete, 49 ans, chanteur norvégien de deathpunk, membre de Turbonegro.
- 20 novembre : mort de Ted Herold, 79 ans, chanteur de rock 'n' roll allemand.
- 2 décembre : mort de Richard Cole, 75 ans, tour manager et agent artistique britannique ayant travaillé avec Led Zeppelin.
- 5 décembre : mort de John Miles, 72 ans, chanteur, guitariste et claviériste britannique, membre de The Alan Parsons Project.
- 7 décembre : mort de Steve Bronski, 61 ans, claviériste britannique membre fondateur de Bronski Beat.
- 10 décembre : mort de Michael Nesmith, 78 ans, musicien et producteur américain, membre des Monkees.
- 14 décembre : mort de Phil Chen, 80 ans, bassiste jamaïcain ayant joué avec Jeff Beck, Donovan, Rod Stewart et les trois anciens Doors, John Densmore, Ray Manzarek et Robby Krieger.
- 22 décembre : mort de Robin Le Mesurier, 68 ans, guitariste britannique ayant accompagné Rod Stewart et Johnny Hallyday.

### 2022

#### Décès
- 10 janvier : mort de Burke Shelley, 74 ans, chanteur et bassiste gallois membre du groupe Budgie.
- 12 janvier : mort de Ronnie Spector, 78 ans, chanteuse américaine membre des Ronettes, mariée à Phil Spector.
- 18 janvier : mort de Dick Halligan, 78 ans, musicien et compositeur américain, membre fondateur du groupe Blood, Sweat and Tears.
- 20 janvier : mort de Meat Loaf, 74 ans, chanteur américain.
- 9 février : mort de Ian McDonald, 75 ans, musicien et producteur britannique ayant participé à la création de King Crimson et de Foreigner.
- 14 février : mort de Sandy Nelson, 83 ans, batteur américain de rock 'n' roll.
- 19 février : mort de Gary Brooker, 76 ans, chanteur britannique membre de Procol Harum.
- 22 février : mort de Mark Lanegan, 57 ans, chanteur américain membre des Screaming Trees et Queens of the Stone Age.
- 17 mai : mort de Vangelis, 79 ans, musicien et compositeur grec, membre de Aphrodite's Child.
- 26 mai: mort d'Andrew Fletcher, 60 ans, musicien britannique membre de Depeche Mode.
- 28 octobre : mort de Jerry Lee Lewis, 87 ans, chanteur-pianiste américain, pionnier du rock 'n' roll.
- 6 décembre : mort de Jet Black, 84 ans, batteur anglais membre des Stranglers.

### 2023

#### Décès
- 10 janvier : mort de Jeff Beck, guitariste britannique membre des Yardbirds, du Jeff Beck Group et de Beck, Bogert and Appice.
- 12 janvier : mort de Robbie Bachman, 69 ans, batteur canadien membre de Bachman-Turner Overdrive.
- 19 janvier : mort de David Crosby, 81 ans, chanteur et guitariste américain membre des Byrds et de Crosby, Stills, Nash and Young.
- 23 janvier : Anthony « Top » Topham, 75 ans, guitariste britannique membre fondateur des Yardbirds.
- 31 mai : Dickie Harrell, 83 ans, batteur américain, ancien membre des Blue Caps de Gene Vincent .